# Gramatyka języka fińskiego
Gramatyka języka fińskiego – opis zjawisk językowych występujących w języku fińskim w ujęciu synchronicznym. Bada język pod względem fonologii, morfologii i składni.
Podręcznikiem normatywnym opisującym zasady gramatyki języka fińskiego jest praca zbiorowa Iso Suomen Kielioppi (dosł. Wielka Gramatyka [Języka] Fińskiego, w skrócie często ISK), wydana w 2004 r. przez Towarzystwo Literatury Fińskiej (fin. Suomalaisen Kirjallisuuden Seura), we współpracy z fińskim Centrum Badania Języków Narodowych (fin. Kotimaisten kielten tutkimuskeskus) oraz Wydziałem Języka Fińskiego i Literatury Fińskiej Uniwersytetu w Helsinkach. Podręcznik, wydany w języku fińskim, zawiera kompletny przegląd zagadnień dotyczących zarówno języka literackiego, jak i form potocznych. Od 2008 r. dostępna jest darmowa wersja online podręcznika.
Poniższy artykuł odnosi się często do pojęć takich jak samogłoska (długa lub krótka), spółgłoska (długa lub krótka) oraz dyftong. W kontekście języka fińskiego pojęcia te zostały opisane pod hasłem język fiński w sekcji fonologia języka fińskiego.

## Aglutynacja
Język fiński jest językiem aglutynacyjnym, czyli opartym na niezależnych przyrostkach (sufiksach, końcówkach) dołączanych jeden za drugim do rdzenia wyrazu. W ten sposób realizowana jest zawartość treściowa, która w językach indoeuropejskich często oddawana jest analitycznie przy użyciu oddzielnych słów.
Jedno słowo można poszerzyć o kilka sufiksów, poszerzając lub zmieniając jego znaczenie. Za przykład niech posłuży powstałe ze słowa talo (dom) słowo taloissanikinko (czy też w moich domach?). Poniżej wyszczególniono kolejne sufiksy, które się na to długie słowo złożyły. Każda z form pośrednich jest również poprawna i ma swoje znaczenie:
- talo – dom (rdzeń wyrazu)
- talossa – w domu (dodany sufiks przypadka inessiivi -ssa o znaczeniu „w [wewnątrz]”)
- taloissa – w domach (dodany sufiks liczby mnogiej -i-, który pojawia się przed końcówką przypadka – jest więc de facto wrostkiem)
- taloissani – w moich domach (dodany sufiks dzierżawczy -ni oznaczający „mój”)
- taloissanikin – w moich domach też (dodany sufiks -kin oznaczający „też”)
- taloissanikinko? – czy też w moich domach? (dodany sufiks pytający -ko, zbliżony do staropolskiego -li?)

O ile wszystkie dodawane końcówki są opcjonalne, o tyle te faktycznie dodane do danej formy, muszą wystąpić w ustalonej kolejności:
- wrostek liczby mnogiej -i- (o ile forma jest w liczbie mnogiej, a wrostek nie ulega redukcji)
- końcówka przypadka
- sufiks dzierżawczy
- enklityki, w ramach których również obowiązują pewne zasady zachowania kolejności, które są jednak zależne od zamierzonego znaczenia

Podobnie rdzeń czasownika może być poszerzany o kolejne końcówki, porównaj:
- puhu- – rdzeń czasownika puhua (mówić)
- puhun – mówię (forma osobowa, dodana końcówka 1. os. lp. -n)
- puhuin – mówiłem (dodany wrostek czasu przeszłego imperfekt -i-, który pojawia się przed końcówką osobową)
- puhuinko? – czy mówiłem? (dodany sufiks pytający -ko)
- puhuinkohan?! – czy mówiłem?! (dodana enklityka -han wyrażająca w tym przypadku zdziwienie, że rozmówca może uważać, że autor wypowiedzi mówił)

Tu również obowiązuje ustalona kolejność końcówek:
- wrostek czasu lub trybu np. -i-, -isi-, -ne-
- końcówka osobowa
- enklityki w odpowiedniej kolejności

Powyższe nie oznacza jednak, że w każdym absolutnie przypadku odmiana słowa w języku fińskim sprowadza się do mechanicznego dołączania końcówek do rdzenia. Dla wielu form sytuacja jest bardziej skomplikowana, na co składają się między innymi opisane poniżej ogólne mechanizmy harmonii samogłosek, wymiany stóp oraz przemian samogłoskowych, a także zjawisko asymilacji niektórych końcówek przez inne (nb. zjawisko to jest jedną z oznak tego, iż język fiński nie stosuje się wiernie do paradygmatu języka aglutynacyjnego). Na to nakłada się pewna liczba szczególnych zasad przekształcania rdzeni wyrazów, obowiązujących tylko dla niektórych typów rzeczowników czy czasowników, a także stosunkowo ograniczona liczba zupełnych wyjątków. Te ostatnie sprowadzają się głównie do występowania kolejnych nietypowych rdzeni dla poszczególnych słów.

## Zjawiska fonetyczne
W języku fińskim występują trzy istotne zjawiska fonetyczne dotyczące wszystkich części mowy: harmonia samogłosek, wymiana stóp oraz regularne przemiany samogłosek rdzenia wyrazu przed samogłoską i. Wszystkie trzy zjawiska zakorzenione są w procesach fonetycznych zachodzących w języku mówionym. Dla ich analizy istotny jest przyjęty w gramatyce j. fińskiego sposób podziału słowa na sylaby. Innym wartym wspomnienia zjawiskiem jest występowanie zwarć krtaniowych, z których część oddaje się w zapisie, a część nie.

### Podział słowa na sylaby
Przyjęty w j. fińskim podział na sylaby różni się subtelnie od przyjętego w języku polskim, co jest o tyle istotne, że reguły pewnych ważnych zjawisk fonetycznych i gramatycznych występujących w języku fińskim, wyrażone są poprzez odniesienie do liczby lub cech sylab.
W języku fińskim przy podziale na sylaby analizuje się słowo dźwięk po dźwięku od początku do końca i przyjmuje się, że granica pomiędzy sąsiednimi sylabami przebiega przed daną głoską, gdy spełnia ona jedno z trzech następujących kryteriów:
- jest spółgłoską występującą po samogłosce i przed samogłoską (otoczoną przez samogłoski), lub
- jest spółgłoską występującą po spółgłosce i przed samogłoską, lub
- jest samogłoską występującą po samogłosce, z którą nie tworzy ani samogłoski długiej ani dyftongu

Przykłady podziału wyrazów na sylaby: mies (mężczyzna) → mies (sł. jednosylabowe), poika (chłopiec) → poi-ka, tyttö (dziewczynka) → tyt-tö, penkki (ławka) → penk-ki, liikenteeseen (w ruch [uliczny]) → lii-ken-tee-seen, musiikki (muzyka) → mu-siik-ki, musiikkia (muzyka [przyp. partitiivi]) → mu-siik-ki-a, musiikkien ([tych] muzyk) → mu-siik-kien, musiikissa (w muzyce) → mu-sii-kis-sa, haluaisin (chciałbym) → ha-lu-ai-sin itd.
Wyjątki od powyższych zasad spotyka się wśród zapożyczeń, w których przypadku granica między sylabami może przebiegać gdzie indziej, przykładowo po pierwszej spółgłosce zbitki spółgłoskowej (ale nie wtedy gdy zbitka ta znajduje się na początku wyrazu) lub pomiędzy 2 i 3 spółgłoską zbitki czterech spółgłosek. Przykładowe podziały na sylaby słów zapożyczonych to: presidentti (prezydent) → pre-si-dent-ti, katastrofi (katastrofa) → ka-tas-tro-fi, demonstraatio (demonstracja) → de-mons-traa-tio czy stressi (stres) → stres-si.

### Harmonia samogłoskowa

System fińskiej harmonii wokalicznej: na niebieskim tle samogłoski przednie, żółtym – tylne, zielonym – neutralne

Do głównych prawideł fińskiej fonologii należy harmonia samogłosek (fin. vokaalisointu). Samogłoski ze względu na miejsce artykulacji dzielą się na przednie ä, ö, y, e, i oraz tylne a, o, u. Samogłoski przednie e oraz i wyróżnia się jako neutralne, co oznacza, że w jednym słowie mogą występować zarówno z innymi samogłoskami przednimi, jak i z samogłoskami tylnymi. Pozostałe samogłoski przednie ä, ö oraz y nie mogą występować w słowie razem z tylnymi (wyjątkami są pewne zapożyczenia, patrz niżej). Przy, tym jeżeli słowo jest słowem złożonym, to harmonia obowiązuje tylko w granicach członu, np. isänmaa (ojczyzna, isän=maa)
Końcówki i liczne w języku fińskim sufiksy, zawierające samogłoski inne niż e oraz i, występują zatem zawsze w dwóch wariantach, co umożliwia dopasowywanie ich do samogłosek występujących w słowie. Na przykład końcówka przypadka inessiivi posiada warianty -ssa oraz -ssä, por.:
- talo (dom) – talossa (w domu)
- metsä (las) – metsässä (w lesie)

W dalszej części opisu istnienie takich wariantów oznaczane jest zawsze znakiem „|”, np. -ssa|-ssä.
Gdy rdzeń słowa zawiera jedynie samogłoski neutralne, tj. e i/lub i, dołącza się końcówkę z samogłoskami przednimi:
- tie (droga) – tiellä (na drodze)

Z powyższej reguły wyłamują się formy partitiivi dla rzeczowników meri (morze) → meressä (w morzu), ale merta (morzepart.) oraz veri (krew) → veressä (we krwi), ale verta (krewpart.). Ponadto powyższa reguła obowiązuje ściśle jedynie dla końcówek służących do odmiany słowa (przez przypadki, osoby itp.). W przypadku słowotwórstwa zasada ta jest zachowana zazwyczaj, ale nie zawsze, por. np. heittää (rzucać), ale heito (rzut).
W wyrazach złożonych wariant końcówki dopasowywany jest do samogłosek w ostatnim członie wyrazu:
- Pohjanmeri (Morze Północne) – Pohjanmeressä (w Morzu Północnym)

Słowa obce oraz zapożyczenia zawierają czasem samogłoski zarówno przednie, jak i tylne. W niestarannej wymowie zamienia się często przednie samogłoski na odpowiadające im tylne. Na przykład Olympia przez większość osób jest wymawiana jak /'olumpia/. Dobór końcówek dla takich słów jest dowolny, obie formy funkcjonują na zasadzie oboczności, np. vampyyri (wampir) → vampyyrilla∼vampyyrillä (na wampirze [u wampira]), przy czym występowanie tych dwóch form obocznych nie musi być w praktyce jednakowo częste. Czasami najbardziej rozpowszechniona wymowa nie jest konsystentna z najbardziej rozpowszechnioną pisownią słowa.

### Wymiana stóp
Spółgłoski k, p i t ulegają podczas odmiany słowa przez przypadki lub osoby procesowi wymiany stóp (fin. astevaihtelu), w którego wyniku mogą występować w stopie „słabej” lub „mocnej”.
Proces wymiany stóp dotyczy jedynie:
- spółgłosek krótkich k, p i t należących do ostatniej sylaby rdzenia wyrazu w rdzeniach dwu- i więcej sylabowych
- spółgłosek długich kk, pp i tt, przez środek których przebiega granica pomiędzy ostatnią i przedostatnią sylabą rdzenia wyrazu
- spółgłosek krótkich k, p i t oraz długich kk, pp i tt należących do końcówek dołączonych wcześniej do rdzenia

Wyróżnia się dwie rozdzielne klasy słów podlegających wymianie stóp: słowa podlegające wymianie stóp prostej (fin. suora astevaihtelu) oraz słowa podlegające wymianie stóp odwrotnej (fin. käänteinen astevaihtelu). W przypadku wymiany prostej formy podstawowe wyrazów (tj. 1. bezokolicznik dla czasowników oraz forma mianownika dla słów z grupy rzeczownika) występują w stopie mocnej, a znaczna część form odmienionych występuje w stopie słabej. W przypadku wymiany odwrotnej to forma podstawowa występuje w stopie słabej, a zdecydowana większość form odmienionych w stopie mocnej.
Pod względem morfologicznym istnieją dwa warianty wymiany stóp – wymiana ilościowa oraz wymiana jakościowa. Przy wymianie ilościowej w stopie mocnej występuje geminata (podwójna spółgłoska, tj. kk, pp lub tt) lub zbitka spółgłosek kończąca się taką geminatą, a w stopie słabej zachodzi redukcja geminaty do pojedynczej spółgłoski:
| Typ wymiany ilościowej | Przykład wymiany prostej            | Przykład wymiany odwrotnej          |
| ---------------------- | ----------------------------------- | ----------------------------------- |
| kk → k                 | pankki (bank) → pankit (banki)      | hake (wiór) → hakkeet (wióry)       |
| pp → p                 | oppia (uczyć się) → opin (uczę się) | hypätä (skakać) → hyppään (skaczę)  |
| tt → t                 | katto (dach) → katot (dachy)        | mitata (mierzyć) → mittaan (mierzę) |

Przy wymianie jakościowej w stopie mocnej występuje pojedyncza spółgłoska (k, p, t) lub zbitka spółgłosek kończąca się taką spółgłoską, a w stopie słabej spółgłoska ta ulega zamianie na inną, ulega asymilacji lub znika. Wymiana jakościowa przebiega najczęściej według następujących schematów:
| Typ wymiany jakościowej | Przykład wymiany prostej               | Przykład wymiany odwrotnej                                       |
| ----------------------- | -------------------------------------- | ---------------------------------------------------------------- |
| k → ∅                   | reikä (dziura) → reiät (dziury)        | maata (leżeć) → makaan (leżę)                                    |
| p → v                   | rapu (rak) → ravut (raki)              | levätä (odpoczywać) → lepään (odpoczywam)                        |
| t → d                   | paita (koszula) → paidat (koszule)     | puhdas (czysty) → puhtaat (czyste)                               |
| nk → ng                 | Helsinki → Helsingissä (w Helsinkach)  | rengas (opona) → renkaat (opony)                                 |
| mp → mm                 | kampa (grzebień) → kammat (grzebienie) | hammas (ząb) → hampaat (zęby)                                    |
| lt → ll                 | valta (potęga) → vallat (potęgi)       | vallata (podporządkować sobie) → valtaan (podporządkowuję sobie) |
| nt → nn                 | antaa (dać) → annan (daję)             | rinne (stok) → rinteet (stoki)                                   |
| rt → rr                 | parta (broda) → parrat (brody)         | verrata (porównywać) → vertaan (porównuję)                       |

Ten sposób wymiany stóp nie jest już produktywny, to znaczy nie dotyczy słów nowo powstałych, por.: katu (ulica) → kadut (ulice), ale auto (samochód) → autot (samochody).
W odniesieniu do wymiany jakościowej k występuje szereg przypadków szczególnych:
| Przypadek szczególny | Przykład wymiany prostej               | Przykład wymiany odwrotnej                       |
| -------------------- | -------------------------------------- | ------------------------------------------------ |
| hke → hje            | –                                      | rohjeta (ośmielać się) → rohkenen (ośmielam się) |
| lke → lje            | kulkea (iść [piechotą]) → kuljen (idę) | hylje (foka) → hylkeet (foki)                    |
| rke → rje            | särkeä (łamać) → särjen (łamię)        | tarjeta (nie marznąć) → tarkenen (nie marznę)    |
| uku → uvu            | luku (liczba) → luvut (liczby)         | –                                                |
| yky → yvy            | kyky (zdolność) → kyvyt (zdolności)    | –                                                |

Ponadto występują przypadki szczególne, w których wymiana jakościowa nie zachodzi. Dotyczy to głosek krótkich k, p oraz t występujących po s, jak i głoski krótkiej k występującej po t, zarówno w przypadku wymiany prostej, jak i odwrotnej:
| Przypadek szczególny | Przykład braku wymiany stóp              |
| -------------------- | ---------------------------------------- |
| sk                   | tuska (cierpienie) → tuskat (cierpienia) |
| sp                   | piispa (biskup) → piispat (biskupi)      |
| st                   | posti (poczta) → postit (poczty)         |
| tk                   | matka (podróż) → matkat (podróże)        |

Wreszcie są też takie przypadki szczególne, w których wymiana zachodzi nieregularnie, a czasami istnieje oboczność:
| Przypadek szczególny                                | Przykład                                             |
| --------------------------------------------------- | ---------------------------------------------------- |
| hk (nie zachodzi)                                   | keuhko (płuco) → keuhkot (płuca)                     |
| hk → h (ew. kh) (oboczność, zazwyczaj zachodzi)     | nahka (skóra [materiał]) → nahat∼nahkat ([te] skóry) |
| hk (ew. hk → h) (oboczność, zazwyczaj nie zachodzi) | tuhka (popiół) → tuhkat∼tuhat (popioły)              |

Ogólna zasada wyboru stopy opiera się na uwarunkowaniach fonetycznych. Kiedy sylaba jest otwarta, czyli kończy się samogłoską, tak jak na przykład druga sylaba słowa katu (ulica), wtedy używa się stopy mocnej. Przy sylabie zamkniętej, czyli kończącej się spółgłoską, spółgłoska poprzedzająca końcową spółgłoskę sylaby występuje w stopie słabej, np. kadut (ulice).
Z powodu zmian historycznych i ewolucji języka mówionego w procesie wymiany stóp występują odstępstwa od powyższej reguły ogólnej. Do tych odstępstw zaliczają się:
- dla słów podlegających wymianie prostej:
  - forma słów z grupy rzeczownika w przypadku illatiivi występuje w stopie mocnej, np. katuun („w ulicę”).
  - forma słów z grupy rzeczownika przyjmuje stopę mocną w przypadkach, gdy bezpośrednio po rdzeniu słowa występuje sufiks dzierżawczy (inaczej: sufiksy dzierżawcze nie powodują wymiany stóp), np. äitimme (nasza mama)
  - formy słów wielosylabowych w lm. w przypadkach genetiivi, partitiivi, illatiivi, essiivi oraz komitatiivi przyjmują stopę słabą w sylabach zawierających dwie samogłoski, np. mansikka (truskawka) → mansikoiden (truskawek), mansikoihin (w truskawki) itd.
  - forma przecząca czasownika występuje w stopie słabej, np. en ota (nie wezmę); dokładnie rzecz biorąc formy te są zakończone zwarciem krtaniowym, które powoduje przyjęcie stopy słabej, ale nie jest to oddane w zapisie
  - forma czasownika w trybie rozkazującym 2. os. lp. (identyczna z powyższą) występuje w stopie słabej, np. ota! (weź!); również te formy są zakończone zwarciem krtaniowym

- dla słów podlegających wymianie odwrotnej:
  - formy podstawowe rzeczowników i czasowników (które z definicji występują w stopie słabej) nie zawsze spełniają kryteria występowania w stopie słabej, w tym rzeczowniki zakończone zwarciem krtaniowym po e, np. tuote (produkt/towar), a także formy podstawowe niektórych czasowników, np. hypätä (skakać); dotyczy to też 2. bezokolicznika, np. hypäten (skacząc)
  - formy odmienione rzeczownika oparte na rdzeniu samogłoskowym występują zawsze w stopie mocnej, np. tuotteen (produktu)
  - formy osobowe czasownika oparte na rdzeniu infleksyjnym występują w stopie mocnej, np. hyppään (skaczę)

- dla wszystkich słów:
  - rdzeń czasownika przyjmuje stopę słabą przed końcówkami strony biernej, np. otetaan (ktoś bierze), mitataan (ktoś mierzy), hypätään (ktoś skacze)

Spotyka się też słowa, które w ogóle nie podlegają wymianie stóp bez żadnego wyraźnego powodu, np. pupu (króliczek/zajączek [w żargonie dziecięcym]) → puput (króliczki/zajączki). Słów takich jest kilkadziesiąt.
Słowa, których rdzeń przeszedł wymianę stóp w wyniku dołączenia się jednej końcówki, nie wracają już do postaci pierwotnej w wyniku dołączania się kolejnych końcówek. W szczególności dotyczy to przypadków, kiedy wskutek dołączenia się kolejnej końcówki, końcówka poprzednia zmienia formę na taką, która nie powinna już powodować wymiany stóp w rdzeniu. Przykładowo, od słowa lampi (staw) można utworzyć formę lammikko (kałuża), w której końcówka zdrabniająca -kko wywołała wymianę stóp mp → mm. Odmienienie słowa lammikko w lm. nie powoduje już jednak przywrócenia stopy mocnej mp, mimo tego, że odpowiednia sylaba staje się sylabą otwartą w wyniku kolejnej wymiany stóp: lammikot (kałuże).
Wymiany stóp nie należy mylić z regułami konstrukcji poszczególnych rdzeni i poszczególnych form czasów, trybów itd. Przykładowo fakt, że czasownik tarvita (potrzebować) w czasie przeszłym przyjmuje formy m.in. tarvisin, tarvisit nie jest przejawem wymiany stóp. Jest to odrębny i mniej uniwersalny mechanizm, a wymiana t → s zachodzi tu, zanim jeszcze dołączona zostanie końcówka (por. też tarvisi).

#### Zjawiska towarzyszące redukcjik
Redukcji otoczonego przez samogłoski pojedynczego k (w ramach wymiany k → ∅) towarzyszą czasami pewne, nie zawsze regularne przemiany w rdzeniu wyrazu.
W rzadkich wypadkach, gdy krótkie k występuje po samogłosce długiej lub dyftongu, po k zaś występuje taka sama samogłoska jak przed k, wymiana k → ∅ mogłaby prowadzić do powstania ciągu trzech identycznych samogłosek lub też do powstania ciągu samogłosek, w którym środkowa samogłoska byłaby zarówno częścią dyftongu (wraz z poprzedzającą samogłoską), jak i częścią samogłoski długiej (wraz z samogłoską następującą po niej). Przykładami słów, w których występuje ten problem, są słowa raaka (surowy [niegotowany]), vaaka (waga) czy ruoko (trzcina). W takich wypadkach k nie ulega zupełnej redukcji, tylko zamienia się w silniej lub słabiej zaakcentowane zwarcie krtaniowe, które w zapisie oznaczane jest apostrofem. I tak raaka → raa'at (surowe), raa'assa (w surowym), ruoko → ruo'ot (trzciny), vaaka → vaa'<at> (wagi). Jednakże, kiedy samogłoska występująca po k ulegnie w wyniku dołączenia się końcówek zaczynających się na i przemianie w inną samogłoskę (różną od tej przed k), to efekt nie występuje, por. raaka → raaoissa (w surowych), vaaka (waga) → vaaoissa (w wagach), ale ruoko → ruo'oissa (w trzcinach).
W części przypadków, gdy k występuje po samogłosce i, i ulega wymianie na j wraz z redukcją k, np. poika (chłopiec) → pojat (chłopcy), aika (czas) → ajat (czasy). Nie dotyczy to jednak wszystkich słów, por. np. taika (magia/zaklęcie) → taiat (magie/zaklęcia).wa
Dla słowa ruoka (jedzenie) w stopie słabej występują regularne formy ruoan (jedzenia), ruoassa (w jedzeniu), ruoissa (w jedzeniach) itd., jednakże dopuszczalne (i znaczenie częściej stosowane) są formy, w których dyftong uo wymienia się na samogłoskę długą uu, tj. ruuan (jedzenia), ruuassa (w jedzeniu), ruuissa (w jedzeniach) itd.

### Przemiany samogłosek przedi
Różne często używane końcówki i wrostki, które zaczynają się głoską i, powodują przemianę samogłosek, do których zostają doczepione (dotyczy to rdzeni kończących się samogłoską). Proces ten dotyczy najczęściej:
- wrostka liczby mnogiej -i-
- końcówek stopnia najwyższego przymiotników -in oraz przysłówków -immin
- wrostka czasu przeszłego imperfekt -i-
- wrostka trybu przypuszczającego -isi-

W większości przypadków dana samogłoska poprzedzająca przekształca się w identyczny sposób niezależnie tego, jaka końcówka lub wrostek wywołała przemianę. W niektórych przypadkach występują jednak różnice. Poniższa tabela przedstawia możliwe zmiany:
| Samogłoska(i)                       | W liczbie mnogiej | W st. najwyższym                                                                       | W cz. imperfekt | W tr. przypuszczającym                                                                 |
| ----------------------------------- | --- | -------------------------------------------------------------------------------------- | --- | -------------------------------------------------------------------------------------- |
| samogłoski długie (np. aa)          | ulegają skróceniu, np. saan (mogę) → sain (mogłem) | ulegają skróceniu, np. saan (mogę) → sain (mogłem)                                     | ulegają skróceniu, np. saan (mogę) → sain (mogłem) | ulegają skróceniu, np. saan (mogę) → sain (mogłem)                                     |
| dyftongi ie, uo i yö                | pierwszy dźwięk dyftongu zostaje zredukowany, np. suo (bagno) → soissa (w bagnach) | pierwszy dźwięk dyftongu zostaje zredukowany, np. suo (bagno) → soissa (w bagnach)     | pierwszy dźwięk dyftongu zostaje zredukowany, np. suo (bagno) → soissa (w bagnach) | pierwszy dźwięk dyftongu zostaje zredukowany, np. suo (bagno) → soissa (w bagnach)     |
| dyftongi kończące się na i (np. ei) | końcowe i zostaje zredukowane, np. voi (masło) → voissa (w masłach) | końcowe i zostaje zredukowane, np. voi (masło) → voissa (w masłach)                    | końcowe i zostaje zredukowane, np. voi (masło) → voissa (w masłach) | końcowe i zostaje zredukowane, np. voi (masło) → voissa (w masłach)                    |
| krótkie o, ö, u lub y               | nie ulega zmianie, np. talo (dom) → taloissa (w domach) | nie ulega zmianie, np. talo (dom) → taloissa (w domach)                                | nie ulega zmianie, np. talo (dom) → taloissa (w domach) | nie ulega zmianie, np. talo (dom) → taloissa (w domach)                                |
| krótkie e                           | zostaje zredukowane, np. lapse- (rdzeń dla lapsi – dziecko) → lapsia (dziecipart. lm.) | zostaje zredukowane, np. lapse- (rdzeń dla lapsi – dziecko) → lapsia (dziecipart. lm.) | zostaje zredukowane, np. lapse- (rdzeń dla lapsi – dziecko) → lapsia (dziecipart. lm.) | zostaje zredukowane, np. lapse- (rdzeń dla lapsi – dziecko) → lapsia (dziecipart. lm.) |
| krótkie i                           | ulega zamianie na e, np. tuoli (krzesło) → tuoleilla (na krzesłach) | ulega zamianie na e, np. tuoli (krzesło) → tuoleilla (na krzesłach)                    | zostaje zredukowane, np. opin (uczę się) → oppisin (uczyłbym się) | zostaje zredukowane, np. opin (uczę się) → oppisin (uczyłbym się)                      |
| krótkie ä                           | 1) zazwyczaj zostaje zredukowane, np. päivä (dzień) → päiviä (dnipart. lm.) 2) ulega zamianie na ö w wyrazach o trzech lub więcej sylabach, gdy poprzednia sylaba zawiera krótkie i lub y, np. päärynä (gruszka) → päärynöitä (gruszkipart. lm.) | zostaje zredukowane, np. kestän (trwam) → kestin (trwałem)                             | zostaje zredukowane, np. kestän (trwam) → kestin (trwałem) | pozostaje b.z. np. kestän (trwam) → kestäisin (trwałbym)                               |
| krótkie a                           | 1) w wyrazach 2-sylabowych 1a) ulega zmianie na o, gdy w 1. sylabie występuje a, e lub i, np. sana (słowa) → sanoissa (w słowach) 1b) zostaje zredukowanem gdy w 1. sylabie występuje o lub u, np. muna (jajko) → munissa (w jajkach) 2) w rzeczownikach o trzech lub więcej sylabach 2a) ulega zmianie na o, gdy poprzednia sylaba zawiera jedynie i lub gdy krótkie a jest poprzedzane przez dwie spółgłoski lub krótkie l, n lub r, np. apina (małpa) → apinoita (małpypart. lm.) 2b) zostaje zredukowane w pozostałych przypadkach, np. sanoma (wiadomość) → sanomissa (w wiadomościach), przy czym dla niektórych wyrazów obie formy są dopuszczalne 3) zostaje zredukowane we wszystkich przymiotnikach, np. vaikea (trudny) → vaikeissa (w trudnych) | zostaje zredukowane, np. vanha (stary) → vanhin (najstarszy)                           | 1) w czasownikach 2-sylabowych 1a) ulega zmianie na o, gdy w 1. sylabie występuje a, e lub i, np. alan (zaczynam) → aloin (zacząłem) 1b) zostaje zredukowanem gdy w 1. sylabie występuje o lub u, np. otan (biorę) → otin (wziąłem) 2) zostaje zredukowane w czasownikach o trzech lub więcej sylabach, np. rakastan (kocham) → rakastin (kochałem) | pozostaje bez zmian, np. muistan (pamiętam) → muistaisin (pamiętałbym)                 |

Jedną z istotnych konsekwencji przemian samogłosek przed i jest zrównywanie się części form odmienionych dla części słów, których rdzenie kończą się na i. Zrównaniu ulegają formy lp. i lm. części słów z grupy rzeczownika, np. voi (masło) → voissa (w maśle albo w masłach), jak również formy osobowe czasu teraźniejszego i przeszłego imperfekt niektórych czasowników, np. voida (móc) → voi- ([rdzeń]) → voin (mogę albo mogłem). Zasady tworzenia form czasu przeszłego imperfekt powodują, iż dla czasowników z rdzeniami kończącymi się pojedynczym i (a nie dyftongiem), zrównaniu ulega tylko część końcowych form osobowych, np. oppia (uczyć się) → oppi- ([rdzeń]) → minä opin (ja uczę albo uczyłem się), ale hän oppii (on uczy się) vs. hän oppi (on uczył się).
Zmian samogłosek przed i, nie należy mylić z regułami konstrukcji poszczególnych rdzeni i poszczególnych form czasów, trybów itd.

### Zwarcie krtaniowe
Jedną z cech charaktystycznych fińskiej wymowy jest częste występowanie zwarć krtaniowych. Zwarcie krtaniowe jest kluczowym elementem artykulacji fińskich spółgłosek długich (geminat, tj. tt czy kk). Czasami występuje też w efekcie wymiany stóp i redukcji k, kiedy to w zapisie zaznaczane jest apostrofem.
Istnieje jednak też szereg sytuacji, kiedy w wymowie pojawia się zwarcie krtaniowe, które nie jest w żaden sposób oddane w zapisie. W zależności od dialektu artykulacja takiego zwarcia krtaniowego może być mniej lub bardziej dobitna, niemniej ogólnie tego rodzaju zwarcia krtaniowe stanowią bardzo istotny i „słyszalny” element języka. Takie „ukryte” zwarcia krtaniowe występują najczęściej na końcu wyrazów i końcówek kończących się na e, ale nie wszystkich i nie tylko. Zwarcia te są odpowiedzialne za zachodzenia pewnych zjawisk, m.in.:
- domykają ostatnią sylabę wyrazu powodując wymianę stóp. Dlatego też słowa takie jak np. hake (wiór) występują w stopie słabej, podobnie jak formy trybu rozkazującego 2. os. lp., np. anna! (daj!) oraz formy rdzeni używane w zaprzeczeniach, np. en anna (nie daję) czy älä anna! (nie daj!)
- są jednym z czynników wywołujących zjawisko geminacji granicznej (fin. rajageminaatio) – jednego ze zjawisk z grupy sandhi – na granicy wyrazów, na granicy członów wyrazów złożonych oraz przed pewnymi końcówkami, np. mene pois! (idź sobie) czytane jest jako [meneppois!], tervetuloa (witaj) jako [tervettuloa], minnekään (donikąd) jako [minnekkään], a en ota sitä (nie wezmę tego) jako [en otassitä].

Ze względu na istotność tego zjawiska i brak jego oddania w zapisie, w niniejszym opisie przyjęta została konwencja sztucznego oznaczania miejsc występowania tych zwarć przez podniesioną literę x przy końcówkach i innych elementach charakterystycznych kończących się takim zwarciem (w przykładach nie). I tak na przykład końcówka przypadka illatiivi, zazwyczaj podawana jako -lle, po której występuje właśnie takie ukryte zwarcie krtaniowe, podawana będzie jako -llex itd.

## Grupa rzeczownika
Do grupy rzeczownika należą rzeczowniki, przymiotniki, zaimki oraz liczebniki. Końcówki przypadków są jednakowe dla wszystkich wyrazów tej grupy. Podział na poszczególne paradygmaty przebiega według zmian zachodzących w rdzeniu wyrazu.
W języku fińskim nie występuje ani przedimek, ani rodzajnik, ani też zjawisko rodzaju gramatycznego. Nawet zaimek osobowy 3 os. lp. nie rozróżnia rodzaju – hän oznacza zarówno „on”, jak i „ona”.

### Typy deklinacji
Istnieje wiele paradygmatów odmiany rzeczownika, przy czym dotyczą one zmian zachodzących w rdzeniu. Końcówki są zasadniczo takie same dla wszystkich typów, z tym że dla niektórych przypadków występuje kilka wariantów końcówki, a dobór właściwego wariantu zależy od rdzenia.
Odmienne są wszystkie słowa z grupy rzeczownika, z wyjątkiem nielicznej grupy przymiotników nieodmiennych. W przypadku wyrazów obcych oraz obcojęzycznych nazw własnych używa się w miarę możliwości analogicznego schematu odmiany słowa fińskiego (według zakończenia wyrazu), np. Sirius (Syriusz [gwiazda]) → Siriuksen (Syriusza), a w wypadku braku analogii dołącza się wpierw do formy obcej samogłoskę i, po czym odmienia się tak powstałą formę według schematu tunti (patrz poniżej 2a w tabeli), np. Ahab (Ahab, postać biblijna) → Ahabin (Ahaba).
Aby odmienić wyraz, należy najpierw przyporządkować go do określonego typu, co w konsekwencji da odpowiedni rdzeń wyrazu dla każdej końcówki. Wyróżnia się następujące rdzenie:
- forma podstawowa nominatiivi (mianownik)
- rdzenie infleksyjne, w tym:

- rdzeń samogłoskowy (wykorzystywany do tworzenia form większości przypadków lp. i nominatiivi lm.)
- rdzeń spółgłoskowy (wykorzystywany do tworzenia form partitiivi lp. oraz czasami genitiivi lm.; odrębny r. spółgłoskowy istnieje tylko dla niektórych słów, w pozostałych wypadkach używa się samogłoskowego)
- rdzeń liczby mnogiej (wykorzystywany do tworzenia form większości przypadków lm.; odrębny rdzeń lm. istnieje tylko dla niektórych słów, w pozostałych wypadkach używa się samogłoskowego; trzeba jednak pamiętać iż rdzeń ten przed przyjęciem końcówek poddawany jest przemianom samogłosek przed -i-)

W procesie odmiany rdzeń może zmieniać formę w wyniku wymiany stóp oraz przemian samogłosek.
Poniższa tabela pokazuje najważniejsze typy deklinacyjne dla podstawowych słów z grupy rzeczownika, bez osobnego uwzględnienia wymiany stóp oraz przemian samogłosek:
| Typ                                    | Cecha szczególna                                                           | Forma podstawowa                       | Znaczenie                              | R. samogł.                                        | R. spółgł.                             | R. lm.                                 | Genetiivi lp.                          | Partitiivi lp.                         | Partitiivi lm.                         |
| Forma podstawowa zakończona samogłoską | Forma podstawowa zakończona samogłoską                                     | Forma podstawowa zakończona samogłoską | Forma podstawowa zakończona samogłoską | Forma podstawowa zakończona samogłoską            | Forma podstawowa zakończona samogłoską | Forma podstawowa zakończona samogłoską | Forma podstawowa zakończona samogłoską | Forma podstawowa zakończona samogłoską | Forma podstawowa zakończona samogłoską |
| -------------------------------------- | -------------------------------------------------------------------------- | -------------------------------------- | -------------------------------------- | ------------------------------------------------- | -------------------------------------- | -------------------------------------- | -------------------------------------- | -------------------------------------- | -------------------------------------- |
| 1                                      | ost. krótkie -o\|-ö lub -u\|-y lub -a\|-ä lub samogłoska długa lub dyftong | talo kala puu suo                      | dom ryba drzewo bagno                  | talo- (b.z.) kala- (b.z.) puu- (b.z.) suo- (b.z.) | talo- kala- puu- suo-                  | talo- kala- puu- suo-                  | talon kalan puun suon                  | taloa kalaa puuta suota                | taloja kaloja puita soita              |
| 2a                                     | ost. krótkie -i                                                            | tunti                                  | godzina                                | tunti- (b.z.)                                     | tunti-                                 | tunti-                                 | tunnin                                 | tuntia                                 | tunteja                                |
| 2b                                     | ost. krótkie -i                                                            | kivi                                   | kamień                                 | kive-                                             | kive-                                  | kive-                                  | kiven                                  | kiveä                                  | kiviä                                  |
| 2c                                     | ost. krótkie -i                                                            | kieli                                  | język                                  | kiele-                                            | kiel- (!)                              | kiele-                                 | kielen                                 | kieltä                                 | kieliä                                 |
| 2d                                     | ost. krótkie -i                                                            | vesi                                   | woda                                   | vete-                                             | vet-                                   | ves- (!)                               | veden                                  | vettä                                  | vesiä                                  |
| 2e                                     | ost. krótkie -i                                                            | lapsi                                  | dziecko                                | lapse-                                            | las- (!)                               | lapse-                                 | lapsen                                 | lasta                                  | lapsia                                 |
| 3a                                     | ost. krótkie -e                                                            | vene                                   | łódź                                   | venee-                                            | vene- (b.z.)                           | venee-                                 | veneen                                 | venettä                                | veneitä                                |
| 3b                                     | ost. krótkie -e                                                            | nukke                                  | lalka                                  | nukke- (b.z.)                                     | nukke-                                 | nukke-(i-)                             | nuken                                  | nukkea                                 | nukkeja                                |
| Forma podstawowa zakończona spółgłoską |                                                                            |                                        |                                        |                                                   |                                        |                                        |                                        |                                        |                                        |
| 4                                      | ost. -nen                                                                  | ihminen                                | człowiek                               | ihmise-                                           | ihmis-                                 | ihmise-                                | ihmisen                                | ihmistä                                | ihmisiä                                |
| 5a                                     | ost. -(V)Vs (V = samogłoska)                                               | ajatus tapaus                          | myśl/pomysł przypadek                  | ajatukse- tapaukse-                               | ajatus- (b.z.) tapaus- (b.z.)          | ajatukse- tapaukse-                    | ajatuksen tapauksen                    | ajatusta tapausta                      | ajatuksia tapauksia                    |
| 5b                                     | ost. -(V)Vs (V = samogłoska)                                               | taivas kiuas                           | niebo piec w saunie                    | taivaa- kiukaa-                                   | taivas- (b.z.) kiuas- (b.z.)           | taivaa- kiukaa-                        | taivaan kiukaan                        | taivasta kiuasta                       | taivaita kiukaita                      |
| 5c                                     | ost. -(V)Vs (V = samogłoska)                                               | hyvyys kauneus                         | dobroć piękno                          | hyvyyte- kauneute-                                | hyvyyt- kauneut-                       | hyvyyks- kauneuks-                     | hyvyyden kauneuden                     | hyvyyttä kauneutta                     | hyvyyksiä kauneuksia                   |
| 6                                      | ost. -in, ew. -an\|-än                                                     | avain sydän                            | klucz serce                            | avaime- sydäme-                                   | avain- (b.z.) sydän- (b.z.)            | avaime- sydäme-                        | avaimen sydämen                        | avainta sydäntä                        | avaimia sydämiä                        |
| 7                                      | ost. -ton\|-tön                                                            | onneton                                | nieszczęśliwy                          | onnettoma-                                        | onneton- (b.z.)                        | onnettom-                              | onnettoman                             | onnetonta                              | onnettomia                             |
| 8                                      | ost. -el(e) lub -er(e)                                                     | askel (askele)                         | krok                                   | askele- askelee-                                  | askel- (b.z.) askele- (b.z.)           | askele- askelee-                       | askelen askeleen                       | askelta askeletta                      | askelia askeleita                      |
| 9                                      | ost. -ar\|-är lub -en                                                      | sisar taimen                           | siostra pstrąg                         | sisare- taimene-                                  | sisar- (b.z.) taimen- (b.z.)           | sisare- taimene-                       | sisaren taimenen                       | sisarta taimenta                       | sisaria taimenia                       |
| 10                                     | ost. -ut lub -yt                                                           | olut lyhyt                             | piwo krótki                            | olue- lyhye-                                      | olut- (b.z.) lyhyt- (b.z.)             | olue- lyhye-                           | oluen lyhyen                           | olutta lyhyttä                         | oluita lyhyitä                         |
| (przykładowe wyjątki)                  | (przykładowe wyjątki)                                                      | mies                                   | mężczyzna                              | miehe-                                            | mies- (b.z.)                           | miehe-                                 | miehen                                 | miestä                                 | miehiä                                 |
| (przykładowe wyjątki)                  | (przykładowe wyjątki)                                                      | kevät                                  | wiosna                                 | kevää-                                            | kevät- (b.z.)                          | kevää-                                 | kevään                                 | kevättä                                | keväitä                                |
| (przykładowe wyjątki)                  | (przykładowe wyjątki)                                                      | lämmin                                 | ciepły                                 | lämpimä-                                          | lämmin- (b.z.)                         | lämpimä-                               | lämpimän                               | lämmintä                               | lämpimiä                               |
| (przykładowe wyjątki)                  | (przykładowe wyjątki)                                                      | vasen                                  | lewy                                   | vasempa-                                          | vasen- (b.z.)                          | vasemp-                                | vasemman                               | vasenta                                | vasempia                               |

1. 1 2 3 4 5 6 7 8 9  Rdzenie dla tego typu podlegają prostej wymianie stóp (dla wyrazów posiadających odpowiednie spółgłoski).
2. ↑  Szarą czcionką zaznaczono rdzenie w tych wypadkach, kiedy są one identyczne z rdzeniem samogłoskowym; należy jednak pamiętać, że rdzeń lm. podlega przemianom samogłosek przed -i-, więc samogłoski w formach końcowych mogą się różnić nawet jeżeli formy te tworzone są z identycznego rdzenia.
3. ↑  Ten typ jest jedynym typem odmiany, dla którego rdzeń liczby mnogiej nie ulega zmianie po dołączeniu znacznika liczby mnogiej -i- (krótkie -o|-ö oraz -u|-y nie ulegają zmianie przed i).
4. 1 2 3  Brak prostej reguły na rozróżnienie podtypów (dla każdego słowa trzeba pamiętać przynależność do podtypu).
5. 1 2 3 4 5  Forma podstawowa oraz rdzeń spółgłoskowy dla tego typu podlegają odwrotnej wymianie stóp (dla wyrazów posiadających odpowiednie spółgłoski).
6. 1 2  Wyjątkowa końcówka partitiivi -tta|-ttä.
7. ↑  Zanik e przed i wyjątkowo nie zachodzi.
8. ↑  W wymowie rdzeń przyjmuje wyraźnie formę [sydämme-] (podwojone m).
9. ↑  Niektóre wyrazy z tej grupy różnią się stopą spółgłosek w zależności od formy, por. manner vs. mantere (kontynent).

Dla słów pochodnych (np. imiesłowów, stopni wyższych przymiotników) występują pewne dalsze schematy odmiany. Są one omawiane osobno wraz z daną formą. Powyższych schematów nie należy też stosować do liczebników, z których większość odmienia się w jakimś stopniu nieregularnie.
W ujęciach bardziej syntetycznych przyjmuje się często, że najważniejsze formy dystynktywne fińskiego słowa z grupy rzeczownika to nominatiivi lp. (taivas – niebo), partitiivi lp. (taivasta – niebopart.) oraz partitiivi lm. (taivaita – niebapart.) i określa się reguły pozwalające na proste wyprowadzenie z nich wszystkich pozostałych form. Niemniej wszystkie te 3 formy, poza nielicznymi wyjątkami, wynikają jednoznacznie z formy podstawowej.

### Przypadki
W języku fińskim istnieje piętnaście zasadniczych przypadków, tzw. przymiotnikowych. Większość z nich funkcjonuje w językach indoeuropejskich (w tym polskim) jako przyimki. Przypadki dzielą się wewnętrznie na gramatyczne (mające podobne funkcje do polskich), lokalne (określające relacje miejsca w stosunku do desygnatu), abstrakcyjne (określające stany i ich przemiany) oraz tzw. przypadki marginalne (niezbyt produktywne w języku współczesnym i poza utartymi formami często zastępowane wyrażeniami z przyimkami i poimkami). Oprócz tych 15 przypadków przymiotnikowych wyróżnia się czasami dalszych 12 przypadków przysłówkowych, które są również w większości nieproduktywne (z drugiej strony ich skostniałe formy występują w języku nagminnie).
Statystycznie wśród wszystkich form deklinacyjnych w tekstach najczęściej pojawia się przypadek nominatiivi (mianownik – ponad 30%), a najrzadziej komitatiivi.
Przypadek tworzy się dodając końcówkę przypadka do rdzenia wyrazu. Końcówki większości przypadków są takie same dla poszczególnych typów morfologicznych rzeczowników, ale nie jest to reguła absolutna. Końcówki liczby mnogiej są w większości przypadków identyczne z końcówkami liczby pojedynczej, przy czym między rdzeniem i odpowiednim sufiksem pojawia się wrostek -i-, por. np. lp. talossa (w domu) i lm. taloissa (w domach). Także od tej reguły są wyjątki, z których najbardziej widocznym jest mianownik liczby mnogiej, przyjmujący końcówkę -t, talot (domy).
| Przypadek                         | Końcówki lp.                 | Końcówki lm.                                                       | Przykład (lp., lm.)                                             | Odp. polski                                                                 | Znaczenie, objaśnienia |
| Przypadki gramatyczne             | Przypadki gramatyczne        | Przypadki gramatyczne                                              | Przypadki gramatyczne                                           | Przypadki gramatyczne                                                       | Przypadki gramatyczne |
| --------------------------------- | ---------------------------- | ------------------------------------------------------------------ | --------------------------------------------------------------- | --------------------------------------------------------------------------- | --- |
| Nominatiivi                       | ∅                            | -t                                                                 | talo, talot yö, yöt liikenne, liikenteet                        | dom, domy noc, noce ruch5), ruchy                                           | forma podstawowa występująca w słownikach, często podmiot lub dop. bl. zdania, odp. wołacza (więcej →)                                                 |
| Genetiivi                         | -n                           | -(i/j)en1) -(i)den równ. z -(i)tten -ten (bez (i)!) wyj. też -(i)n | talon, talojen yön, öiden/öitten liikenteen, l..nteiden (-tten) | domu, domów nocy, nocy (lm.) ruchu, ruchów                                  | przynależność (czego? czyj?), często dop. bl. zdania, czasami podmiot zdania, wyst. z przy- i poimkami (więcej →)                                      |
| Partitiivi                        | -a''\|-ä -ta\|-tä -tta\|-ttä | -(i/j)a''\|-(i/j)ä -(i)ta\|-(i)tä                                  | taloa, taloja yötä, öitä liikennettä, liikenteitä               | dompart., domypart. nocpart., nocepart. ruchpart., ruchypart.               | przyp. cząstkowy, nieoznaczona liczba, nieokreśloność, często podmiot lub dop. bl. w partitiivi, wyst. z przy- i poimkami (więcej →)                   |
| T-akkusatiivi                     | -t                           | -t                                                                 | minut meidät kenet?                                             | mnie nas kogo?                                                              | tylko zaimki osobowe oraz zaimek pytajny kuka?, dop. bl. (więcej →)                                                                                    |
| Przypadki lokalizacji wewnętrznej |                              |                                                                    |                                                                 |                                                                             | |
| Inessiivi                         | -ssa''\|-ssä                 | -(i)ssa''\|-(i)ssä                                                 | talossa, taloissa yössä, öissä liikenteessä, liikenteissä       | w domu, w domach w nocy, w nocach w ruchu, w ruchach                        | poł. we wnętrzu lub w przestrzeni (gdzie? w czym?), różne znaczenia przenośne (więcej →)                                                               |
| Elatiivi                          | -sta''\|-stä                 | -(i)sta''\|-(i)stä                                                 | talosta, taloista yöstä, öistä liikenteestä, liikenteistä       | z domu, z domów z nocy, z nocy (lm.) z ruchu, z ruchów                      | wyprowadzenie z wnętrza (skąd? do czego? o czym?), różne znaczenia przenośne (więcej →)                                                                |
| Illatiivi                         | -Vn2) -hVn -seen             | -(i)in -(i)hin -(i)siin                                            | taloon, taloihin yöhön, öihin liikenteeseen, liikenteisiin      | do domu, do domów w noc, w noce w ruch, w ruchy                             | wprowadzenie do wnętrza (dokąd? do czego?), różne znaczenia przenośne (więcej →)                                                                       |
| Przypadki lokalizacji zewnętrznej |                              |                                                                    |                                                                 |                                                                             | |
| Adessiivi                         | -lla''\|-llä                 | -(i)lla''\|-(i)llä                                                 | talolla, taloilla yöllä, öillä liikenteellä, liikenteillä       | na domu, na domach w nocy, w nocach (dosł. na) na ruchu, na ruchach         | poł. na powierzchni obiektu (gdzie? na czym?) lub w jego pobliżu (przy czym?), również (czym?), różne znaczenia przenośne (więcej →)                   |
| Ablatiivii                        | -lta''\|-ltä                 | -(i)lta''\|-(i)ltä                                                 | talolta, taloilta yöltä, öiltä liikenteeltä, liikenteiltä       | z domu, z domów [z dachu] z nocy, z nocy (lm.) z ruchu, z ruchów            | wyprowadzenie z pow. obiektu (skąd? z czego?) lub z jego pobliża (od czego?), różne znaczenia przenośne (więcej →)                                     |
| Allatiivi                         | -llex                        | -(i)llex                                                           | talolle, taloille yölle, öille liikenteelle, liikenteille       | na dom, na domy na noc, na noce na ruch, na ruchy                           | umieszczenie na pow. obiektu (dokąd? na co?) lub w jego pobliżu (do czego?), odp. celownikowi w j. pol. (czemu?), różne znaczenia przenośne (więcej →) |
| Przypadki abstrakcyjne            |                              |                                                                    |                                                                 |                                                                             | |
| Essiivi                           | -na''\|-nä                   | -(i)na''\|-(i)nä                                                   | talona, taloina yönä, öinä liikenteenä, liikenteinä             | jako dom, domy jako noc, noce jako ruch, ruchy                              | stan, postać, rola, funkcja (jako co? w jakim charakterze?), różne znaczenia przenośne (więcej →)                                                      |
| Translatiivi                      | -ksi                         | -(i)ksi                                                            | taloksi, taloiksi yöksi, öiksi liikenteeksi, liikenteiksi       | w dom, domy (zmienić się) w noc, noce (zmienić się) w ruch, ruchy (zm. się) | zmiana stanu, postaci, roli, funkcji, różne znaczenia przenośne (więcej →)                                                                             |
| Przypadki marginalne              |                              |                                                                    |                                                                 |                                                                             | |
| Abessiivi                         | -tta''\|-ttä                 | -(i)tta''\|-(i)ttä                                                 | talotta, taloitta yöttä, öittä liikenteettä, liikenteittä       | bez domu, domów bez nocy, nocy (lm.) bez ruchu, ruchów                      | stan polegający na byciu pozbawionym czegoś (bez czego?), różne znaczenia przenośne (więcej →)                                                         |
| Instruktiivi                      | -n (rzadko)                  | -(i)n                                                              | jalan, käsin3)                                                  | nogą, ręką (dosł. rękoma)                                                   | sposób (jak? czym?), z reguły w liczbie mnogiej, w użyciu formy tylko dla wybranych wyrażeń (więcej →)                                                 |
| Komitatiivi                       | – (nie wyst.)                | -(i)ne-4)                                                          | taloineen öineen liikenteineen                                  | z (jego) domem/domami z (jego) nocą/nocami z (jego) ruchem/ruchami          | przyporządkowanie w grupę, związek (z kim? z czym?); zawsze w liczbie mnogiej (więcej →)                                                               |

1) w końcówkach liczby mnogiej (i) symbolizuje wykładnik liczby mnogiej; między samogłoskami przyjmuje formę (j); nie należy ściśle rzecz biorąc do końcówki przypadka
2) podwojenie ostatniej samogłoski + n
3) dla słów talo, yö, liikenne formy w tym przypadku istnieją (taloin, öin, liikentein), ale nie są używane; zamiast tego pokazano formy słów jalka (noga) oraz käsi (ręka)
4) rzeczowniki w komitatiivi wymagają dodania sufiksu dzierżawczego
5) w znaczeniu ruch uliczny

#### Nominatiivi
Nominatiivi (łac. nominativus, pol. mianownik) jest podstawową formą słów z grupy rzeczownika, a także formą, w jakiej wymieniane są one w słowniku.
W lp. nie stosuje się przy nim żadnej końcówki. W lm. końcówką jest -t, które dodaje się bezpośrednio do rdzenia samogłoskowego (wrostek liczby mnogiej -i- nie występuje).
Najważniejsze funkcje nominatiivi to:
- w nominatiivi występuje często podmiot zdania, zwłaszcza tam, gdzie jest on dobrze określony i policzalny, np. mies seisoo kadulla (mężczyzna stoi na ulicy)
- w nominatiivi występuje w pewnych sytuacjach dopełnienie bliższe zdania, np. juo kahvi! (wypij kawę!), näin autot kadulla (zobaczyłem samochody na ulicy), więcej patrz zasady doboru formy dopełnienia (→)
- pojawia się często w różnego rodzaju okolicznikach, np. seisoin kadulla pyyhe kädessä (stałem/am na ulicy z ręcznikiem w dłoni)
- w nominatiivi występują wyrażenia odpowiadające użyciu polskiego wołacza, np. Liettua! Isänmaani! (Litwo! Ojczyzno moja!)
- w nominatiivi występują przymiotniki (ew. imiesłowy) w lp., określające właściwości rzeczowników policzalnych w lp., np. auto on nopea (samochód jest szybki), a także przymiotniki (ew. imiesłowy) w lm., określające właściwości rzeczowników w lm., w pewnych określonych przypadkach, m.in. gdy rzeczownik nie posiada liczby pojedynczej, jest nazwą parzystej części ciała, występuje z zaimkiem wskazującym, lub gdy przymiotnik reprezentuje cechę typową (nieodłączną) danego rzeczownika, odpowiednio np. sakset ovat terävät (nożyczki są ostre), jalat olivat pitkät (nogi były długie), nämä kirjat ovat kalliit (te książki są drogie) oraz sitruunat ovat keltaiset (cytryny są żółte [z natury])
- występuje w wyrażeniach czasowych (→)

Liczebniki w nominatiivi lp. (z wyjątkiem 1), wymuszają na określanym wyrażeniu przyjęcie formy partitiivi (→) lp.
W stosunku do języka polskiego nominatiivi najbardziej przypomina polski mianownik.

#### Genetiivi
Genetiivi (łac. genetivus, pol. dopełniacz) określa przynależność, odpowiada często na pytania „czego?” oraz „czyj?”.
W lp. charakteryzuje się końcówką -n, którą dodaje się do rdzenia samogłoskowego.
W lm., w zależności od postaci wyrazu odmienianego, końcówka może przyjmować formę -(i)en, -ten lub zamiennie -(i)tten lub -(i)den, gdzie (i) oznacza wrostek liczby mnogiej. W wypadku gdy wykładnik lm. -i- znajduje się pomiędzy dwiema samogłoskami, przyjmuje on postać -j-. Zasady doboru końcówki są złożone, ale upraszczają się znacznie w przypadku gdy jako punkt wyjścia przyjąć postać partitiivi (→) lp. i lm.:
- jeżeli partitiivi lm. ma końcówkę -ta|-tä, to genetiivi lm. ma końcówkę -(i)den lub ewentualnie -(i)tten, którą dodaje się do rdzenia liczby mnogiej
- jeżeli partitiivi lm. ma końcówkę -a|-ä, to genetiivi lm. ma końcówkę -(i)en, którą dodaje się do rdzenia liczby mnogiej
- jeżeli partitiivi lp. ma końcówkę -ta|-tä, to genetiivi lm. ma końcówkę -ten, którą dodaje się do rdzenia spółgłoskowego z pominięciem wykładnika liczby mnogiej -i-, np. ihmisten (ludzi)

Powyższe trzy zasady nie zawsze wykluczją się nawzajem. Przykładowo wiele słów ma jednocześnie końcówkę -a|-ä w partitiivi lm. oraz -ta|-tä w partitiivi lp. Dla tych słów obie formy są możliwe, np. ihmisien∼ihmisten (występuje oboczność). Zazwyczaj jedna z tych form jest bardziej rozpowszechniona i przeważnie jest to forma -ten.
Pewna grupa wyrazów, dla których partitiivi lm. może przyjąć końcówkę -ta|-tä, może na zasadzie oboczności przyjąć w genetiivi lm. również końcówkę -(i)en. Często rdzeń takiego wyrazu występuje w innej stopie w zależności od tego, która końcówka się do niego dołączy, np. yksikkö (jednostka) → yksikköjen∼yksiköiden (jednostek).
W przypadku pewnych grup rzeczowników w genitiivi lm. funkcjonuje na zasadzie oboczności również końcówka -(i)n, przy czym nie zachodzi przed nią ani wymiana stóp ani przemiany samogłoskowe przed i, np. jalkain obok jalkojen (nóg, por. forma instruktiivi jaloin – nogami), poikain obok poikien (chłopców). Najczęściej formy te spotyka się w utartych złożeniach, np. vanhainkoti (dom starców), kansainvälinen (międzynarodowy) czy valtiovarainministeri (minister skarbu [dosł. m. zasobów państwa]) oraz w odniesieniu do niektórych nazw miejscowych w liczbie mnogiej, np. Yhdysvaltain (Stanów Zjednoczonych). W pozostałych wypadkach forma jest archaiczna.
Najważniejsze funkcje genetiivi to:
- wyraża relacje przynależności, np. Helmin auto (samochód [należący do] Helmi) czy tämä auto on minun (ten samochód jest mój)
- występuje z poimkami, np. sinun vieressäsi (obok ciebie), kylän keskellä, lattian alla (pod podłogą); niektóre poimki występują jednak też z partitiivi (patrz poniżej), zaś niektóre poimki występujące z genetiivi występują z partitiivi jako przyimki
- w genetiivi występuje czasami podmiot zdania, w szczególności jest tak:

- w zdaniach z czasownikami täytyy oraz pitää (musieć) oraz w podobnych im zdaniach z czasownikiem olla (być) i imiesłowami, np. hänen piti mennä (musiał/powinien iść), hänen oli mentävä (musiał iść)
- w zdaniach typu meidän oli hyvä olla (było nam dobrze/dobrze się czuliśmy)

- w genetiivi występuje w pewnych sytuacjach dopełnienie bliższe zdania, np. join kahvin (wypiłem kawę), więcej patrz zasady doboru formy dopełnienia (→)
- genetiivi występuje też w różnych wyrażeniach z imiesłowami i bezokolicznikami, np. Helmin ostama auto (samochód kupiony przez Helmi), syksyn tullessa (gdy przychodzi jesień), heidän tultuaan (po ich przyjściu)
- występuje w wyrażeniach czasowych (→)

W stosunku do języka polskiego genetiivi najbardziej przypomina polski dopełniacz. Pełni jednak zupełnie inne funkcje umowne (np. nie występuje w formie dopełnienia bliższego w zdaniach przeczących, gdzie pojawia się zamiast tego partitiivi).

#### Partitiivi
Partitiivi (łac. partitivus) wyraża cząstkowość, niekompletność, niepoliczalność oraz niedokonaność. Przyjmuje końcówki -a|-ä, -ta|-tä oraz w lp. dodatkowo -tta|-ttä.
Formy partitiivi lp. tworzy się w sposób następujący:
- jeżeli forma podstawowa kończy się na e, to do formy podstawowej dodaje się końcówkę -tta|-ttä, a w przeciwnym razie
- jeżeli rdzeń spółgłoskowy kończy się samogłoską krótką, to do rdzenia spółgłoskowego dodaje się końcówkę -a|-ä
- jeżeli rdzeń spółgłoskowy kończy się spółgłoską, samogłoską długą lub dyftongiem, to do rdzenia spółgłoskowego dodaje się końcówkę -ta|-tä

Zgodnie z powyższymi zasadami dla rdzeni kończących się samogłoską krótką występującą po innej samogłosce (albo inaczej dwiema samogłoskami, które nie tworzą samogłoski długiej lub dyftongu), końcówką jest -a|-ä, por. np. herttua (diuk/książę) → herttuaa (diuk/książępart.). Dla niektórych słów występuje oboczność – dotyczy to w szczególności przymiotników kończących się na -ea|eä, np. tarkeä (ważny) → tärkeää~tärkeätä (ważnypart.).
Końcówki partitiivi lm. dodaje się do rdzenia liczby mnogiej po znaczniku liczby mnogiej -i i po zastosowaniu zasad przemian samogłosek:
- jeżeli rdzeń samogłoskowy kończy się dwiema samogłoskami (tj. sam. długą lub dyftongiem), to końcówką jest zawsze -ta|-tä, np. maa (ziemia) → maan (ziemi), maita (ziemiepart.)
- jeżeli rdzeń samogłoskowy kończy się samogłoską krótką, to:

- jeżeli wyraz jest przymiotnikiem lub ma 1 lub 2 sylaby, to końcówką jest -a|-ä, np. kivi (kamień) → kiven (kamienia), kiviä (kamieniepart.)
- jeżeli wyraz nie jest przymiotnikiem i ma minimum 3 sylaby, to reguły stają się mniej ścisłe i z reguły występują oboczności, przy czym:

- jeżeli znacznik lm. występuje bezpośrednio po spółgłosce, albo jeżeli przedostatnia sylaba kończy się spółgłoską, samogłoską długą lub dyftongiem, to poprawną będzie forma z końcówką -a|-ä (niekoniecznie jedyną możliwą), np. hedelmä (owoc) → hedelmän (owocu), hedelmiä (owocepart.)
- w pozostałych wypadkach poprawną będzie forma z końcówką -ta|-tä (niekoniecznie jedyną możliwą), np. kahvila (kawiarnia) → kahvilan (kawiarni), kahviloita (kawiarniepart.)

Jeżeli w tak utworzonej formie znacznik lm. (normalnie -i) wypada pomiędzy dwiema samogłoskami, to przyjmuje on postać -j. Siłą rzeczy zjawisko to występuje wyłącznie w formach z końcówką -a|-ä.
Wiele rzeczowników trzy- i więcej sylabowych ma równolegle dwie lub trzy możliwe formy partitiivi lm., np. kysely (ankieta) → kyselyjä∼kyselyitä (ankietypart.), omena (jabłko) → omenia∼omenoita∼omenoja (jabłkapart.). Nie zawsze formy te są jednakowo rozpowszechnione. Ponadto należy pamiętać, że niektóre rdzenie kończące się sylabą z 2 samogłoskami występują w stopie słabej mimo tego, że sylaba jest otwarta. Czasami więc występujące obok siebie formy partitiivi lm. różnią się nie tylko końcówką, ale też i stopą rdzenia, por. np. yksikkö (jednostka) → yksikköjä vs. yksiköitä (jednostkipart.).
Najważniejsze funkcje partitiivi to:
- występuje w liczbie pojedynczej po liczebnikach głównych większych od 1, występujących w nominatiivi (→), np. kaksi tyttöä (dwie dziewczynki)
- występuje w lp. lub lm. po rzeczownikach określających liczbę, ilość, lub miarę, np. kilo omenoita (kilo jabłek), vähän vettä (trochę wody), pala suklaata (kawałek czekolady)
- występuje z wybranymi przyimkami i poimkami, w tym m.in. lähellä (w pobliżu), ilman (bez), ennen (przed [czas]), pitkin (wzdłuż), kohti (w stronę), kohtaan (w stroną) varten (w celu), np. lähellä kylää (blisko wsi), sinua kohtaan (do ciebie [np. uczucie]), tietä pitkin (wzdłuż drogi)
- występuje w wyrażeniach określających materiał, z którego coś się składa lub jest zrobione, np. tämä tuoli on puuta (to krzesło jest drewniane), również w znaczeniu przenośnym np. tämä tuoli on roskaa (to krzesło to śmieć); por. elatiivi (→)
- w konstrukcjach równoważnikowych z użyciem czasownika przeczącego ei występuje w znaczeniu „brak” lub „nie ma”, np. w Finlandii często spotyka się znaki ei talvikunnossapitoa (zimą nie utrzymuje się w dobrym stanie [nie odśnieża się, itd.]) czy ei läpikulkua (nie ma przejścia)
- w partitiivi występuje często podmiot zdania, zwłaszcza tam, gdzie jest on nieokreślony i/lub niepoliczalny, np. kadulla seisoo miehiä (na ulicy stoją [jacyś] mężczyźni), jääkaapissa on olutta (w lodówce jest piwo [bliżej nieokreślona ilość piwa])
- w partitiivi występuje często dopełnienie bliższe zdania, zwłaszcza tam gdzie jest ono zaprzeczone lub nieokreślone, niepoliczalne, lub też znaczenie zdania ma być niedokonane, np. en näe sitä tyttöä (nie widzę tej dziewczynki), hän antoi minulle kahvia (dał mi kawy [jakąś ilość]), mies katsoi koiraa (mężczyzna patrzył na psa [być może bardzo konkretnego, zależy od kontekstu]), luen kirjaa (czytam książkę), więcej patrz zasady doboru formy dopełnienia (→)
- w partitiivi występują przymiotniki (ew. imiesłowy) w lp., określające właściwości rzeczowników niepoliczalnych, np. kahvi on kuumaa (kawa jest gorąca), a także przymiotniki (ew. imiesłowy) w lm. określające właściwości rzeczowników w lm., wszędzie tam, gdzie niespełnione są kryteria użycia nominatiivi (→), np. omenat ovat puolalaisia (jabłka są polskie).
- w partitiivi występują zazwyczaj przymiotniki (ew. imiesłowy) w zdaniach, których podmiotem jest bezokolicznik, zdanie podrzędne, lub gdy podmiot nie istnieje, np. on parasta syödä jotain (najlepiej coś zjeść), on naurettavaa, että... (to śmieszne, że), Linnanmäellä oli kivaa (w Linnanmäki [parku rozrywki w Helsinkach] było fajnie); od tej reguły ją jednak wyjątki, w których dopuszczalne jest użycie nominatiivi zamiast partitiivi np. (oli) hauska(a) tutstua (miło było poznać).
- występuje w lm. w wyrażeniach określających przynależność do grupy o nieokreślonej liczebności, np. hän on niitä pelottomia ihmisiä (on jest z tych nieustraszonych ludzi)
- występuje w wyrażeniach czasowych (→)

Partitiivi nie ma odpowiednika w języku polskim, ale jego funkcje umowne często pokrywają się z funkcjami polskiego dopełniacza, a w formie dopełnienia w zdaniu twierdzącym odpowiada często polskiemu biernikowi.

#### T-akkusatiivi
T-akkusatiivi (por. łac. accusativus, pol. biernik) występuje jedynie w lp. dla zaimków osobowych tj. minä (ja), sinä (ty), itd. oraz dla zaimka pytajnego kuka? (kto?).
Końcówką przypadka jest -t (stąd nazwa). Formy odmienione to minut (mnie), sinut (ciebie), hänet (jego/ją), meidät (nas), teidät (was), heidät (ich) oraz kenet? (kogo?).
Jedyną funkcją t-akkusatiivi jest występowanie w dopełnieniu bliższym w przypadku zaimków, których dotyczy. Więcej na ten temat patrz zasady doboru formy dopełnienia (→).

##### Status akkusatiivi jako przypadka
W istniejącej literaturze funkcjonują dwa podejścia do kwestii klasyfikacji morfologicznych form określanych jako „akkusatiivi”.
Nowsze podejście, przyjęte m.in. w normatywnym podręczniku ISK, przyjmuje iż akkusativi jako przypadek jest ograniczony jedynie do t-akkusatiivi czyli form takich jak minut czy kenet?, występujących dla zaledwie 7 wybranych zaimków. Sytuacje gdy w dopełnieniu pojawiają się formy takie jak talo, talon czy talot (dom, domu, domy) uważa się za szczególne zastosowania zwykłych form nominatiivi oraz genetiivi. Podejście to opiera się więc na uwarunkowaniach morfologicznych.
Starsze podejście, wychodzące z uwarunkowań funkcjonalnych, traktowało wszystkie różne od partitiivi formy występujące w dopełnieniu jako przypadek akkusatiivi, mający dwie formy: jedną identyczną z nominatiivi lp. i lm. (tzw. nominatiiviakkusatiivi) i drugą identyczną z genetiivi lp. (tzw. genetiiviakkusatiivi). Do tego podejście to definiowało wyjątek dla wspomnianych 7 zaimków, uzupełniając w ten sposób model o formy t-akkusatiivi.
W niniejszym opisie przyjęto trzymać się konwencji przyjętej w normatywnym podręczniku ISK, czyli jako odrębny przypadek uznaje się tylko t-akkusatiivi z jego ograniczonym zastosowaniem. O zasadach doboru formy dopełnienia patrz zasady doboru formy dopełnienia.

#### Inessiivi
Inessiivi (łac. inessivus) wyraża najczęściej umiejscowienie wewnątrz czegoś.
Przyjmuje końcówkę -ssa|-ssä w lp. i lm. Końcówki lp. dołącza się do rdzenia samogłoskowego, a końcówki lm. do rdzenia liczby mnogiej, po znaczniku -i- i zastosowaniu reguł przemian samogłosek. Wyjątki od tej reguły spotyka się wśród zaimków, np. siinä (w tym) od se (to).
Najważniejsze funkcje inessiivi to:
- w znaczeniu najbardziej dosłownym wyraża fizyczną lokalizację wewnątrz innego przedmiotu lub obszaru przestrzeni, np. housut ovat kaapissa (spodnie są w szafie), olen olohuoneessa (jestem w salonie), lentokone oli ilmassa (samolot był w powietrzu), laseissa on maitoa (w szklankach jest mleko)
- występuje w wyrażeniach określających składniki i cechy obiektów, np. tässä kuvassa on paljon kauneutta (w tym zdjęciu jest wiele piękna), minussa on flunssa (jestem przeziębiony), autossani on vika (mój samochód ma awarię), kaapissa on laatikko (w szafie jest szuflada), pöydässä on kolme jalkaa (stół ma trzy nogi), maidossa on runsaasti rasvaa (w mleku jest wiele tłuszczu)
- wyraża bycie pokrytym czymś, a przenośnie również powodowane przez to stany, np. olla tulessa (płonąć), olla veressä (być zakrwawionym), olla jäässä (być zamrożonym lub pokrytym lodem)
- występuje w wyrażeniach określających stany w sposób przenośny, np. olla yhdessä kappaleessa (być w jednym kawałku), olla huonossa kunnossa (być w złym stanie), olla paossa (być uciekinierem [dosł. w ucieczce]); również z przymiotnikami, np. olla vinossa (być skrzywionym), olla oikeassa (mieć rację)
- występuje w wyrażeniach określających stany polegające na posiadaniu czegoś lub byciu wyposażonym w coś, np. olla pallossa (być w posiadaniu piłki), pitää ruuassa (dbać by [komuś] nie brakło jedzenia)
- występuje w wyrażeniach określających stany polegające na byciu blisko czegoś, np. istua pöydässä (siedzieć przy stole), olla laiturissa (być przy molo [o łodzi]), pysyä vastustajassa kiinni (sport. trzymać się blisko przy przeciwniku), przenośnie olla jaloissa (plątać się pod nogami), czasami w przypadkach w których użycie adessiivi mogłoby się wydawać bardziej logiczne, np. sinulla on sukat jalassa ja pippo päässä (masz skarpetki na nogach [dosł. w nodze] i czapkę na głowie [dosł. w głowie]), czy maata maassa (leżeć na ziemi [dosł. w ziemi])
- występuje w wielu dalszych idiomatycznych określeniach stanów, często w lm., np. olla ihmeissaan (być zadziwionym), olla aikeissa (mieć zamiar), olla pökerryksissä (być półprzytomnym), olla unohduksissa (być zapomnianym), czasami skostniałych w takich sposób iż nie istnieje forma podstawowa np. olla puuduksissa (być zdrętwiałym) – nie istnieje słowo *puudus; Por. też adessiivi (→)
- występuje w wyrażeniach czasowych (→)

W języku polskim odpowiednikiem inessiivi użytego dosłownie jest najczęściej przyimek „w” z miejscownikiem.

#### Elatiivi
Elatiivi (łac. elativus) wyraża najczęściej wyprowadzenie lub wyjście z wewnątrz czegoś.
Przyjmuje końcówkę -sta|-stä w lp. i lm. Końcówki lp. dołącza się do rdzenia samogłoskowego, a końcówki lm. do rdzenia liczby mnogiej, po znaczniku -i- i zastosowaniu reguł przemian samogłosek. Wyjątki od tej reguły spotyka się wśród zaimków, np. siitä (z tego/o tym) od se (to).
Jako ogólną zasadę można przyjąć, iż większość zastosowań inessiivi (→) występuje też w przypadku elatiivi. Znaczenie ulega przy tym zmianie ze statycznego „wewnątrz” na dynamiczne „z wewnątrz”. Od tej reguły są wyjątki, a z drugiej strony elatiivi pełni też wiele innych funkcji niemających odpowiednika wśród zastosowań inessiivi. Funkcje, w których elatiivi stanowi dynamiczny analog inessiivi, obrazują następujące przykłady: talosta tuli ulos kolme miestä (z domu wyszło trzech mężczyzn), juo maito laseista! (wypij mleko ze szklanek!), pöydästä on irrotettu jalka (od stołu wyłamano/odkręcono/itd. nogę), nousin pöydästä (wstałem od stołu), riisu sukat jalasta! (zdejmij skarpetki z nóg!), maidosta saa runsaasti ravintoaineita (mleko jest źródłem wielu składników odżywczych), itd.
Dodatkowo elatiivi pełni m.in. następujące funkcje:
- w elatiivi występują tematy rozmów, rozmyślań, opinii oraz wszelkiego rodzaju treści pisanych, np. puhuimme lomastamme (mówiliśmy o naszych wakacjach), älä sano minusta mitään! (nie mów nic o mnie!), mitä hänestä ajattelet/luulet? (co o nim myślisz?), kirjoitan jutun sammakoista (piszę artykuł o żabach)
- w elatiivi występuje autor opinii bądź przekonania w wyrażeniach typu: Helmin mielestä (według Helmi/zdaniem Helmi), hänen mielestään (jego zdaniem); także strótowo minusta/sinusta/hänestä (moim/twoich/jego/jej zdaniem)
- w elatiivi lm. występuje nazwa zbioru, z którego dana część pochodzi, np. kaksi naisista (dwie spośród kobiet), moni meistä (wielu z nas); także w lp. w sensie składników np. kaksi pyörää autostani (dwa koła z mojego samochodu)
- występuje (wraz z illatiivi) w wyrażaniach „od-do”, np. aamusta iltaan (od rana do wieczora), maanantaista perjantaihin (od poniedziałku do piątku) czy kahdeksasta neljään (od ósmej do czwartej [zauw. licz. główne]); podobnie w wyrażeniach dotyczących odległości przestrzennych i abstrakcyjnych, np. lämpötila kolmesta viiteen asteeseen (temperatura od trzech do pięciu stopni); także w znaczeniu przenośnym np. isästä poikaan (z ojca na syna)
- w elatiivi występują nazwy materiałów, z których coś zostało wykonane (zbudowane, wyrzeźbione, itp.), np. tämä tuoli on tehty puusta (to krzesło jest/zostało zrobione z drewna); por. partitiivi (→)
- występuje w określeniach przyczyn, dla których coś się dzieje, np. kirkkua pelosta (krzyczeć ze strachu), itkeä kivusta (płakać z bólu), hyppiä onnesta (podskakiwać ze szczęścia); również ogólnie np. siitä syystä (z tego powodu) – w szczególności występuje w związkach z formami słowa kiitos (dziękuję), wskazując na powód podziękowania, np. kiitos avusta (dziękuję za pomoc)
- występuje w wyrażeniach określających punkt wyjściowy przemiany, np. hänestä tulee lääkäri (zostanie lekarzem/będzie z niego lekarz), tästä tulee vielä hankaluuksia (z tego będą jeszcze kłopoty)
- występuje w wyrażeniach określających drogę, np. mene sisään ikkunasta! (wejdź przez okno!)
- występuje w wyrażeniach, tj. puku oli ahdas hartioista (garnitur był ciasny w ramionach)
- występuje w wyrażeniach czasowych (→)

W języku polskim odpowiednikiem elatiivi jest najczęściej przyimek „z” z dopełniaczem oraz przyimek „o” z miejscownikiem.

#### Illatiivi
Illatiivi (łac. illativus) wyraża najczęściej wprowadzenie lub wejście do wewnątrz czegoś.
Zasady doboru końcówki illatiivi są stosunkowo złożone:
- w liczbie pojedynczej końcówki dodaje się do rdzenia samogłoskowego, przy tym jeżeli rdzeń ten:

- kończy się jedną samogłoską, to końcówką jest powtórzenie ostatniej samogłoski oraz n, co zazwyczaj zapisuje się jako -Vn, np. talo (dom) → taloon (do domu), jalka (noga) → jalkaan (do nogi)
- jest jednosylabowy i kończy się samogłoską długą lub dyftongiem (czyli in. dwiema samogłoskami), to końcówką jest h, powtórzenie ostatniej samogłoski oraz n, co zazwyczaj zapisuje się jako -hVn, np. pää (głowa) → päähän (do głowy), työ (praca) → työhön (do pracy); tej formy końcówki używa się również dla niektórych zaimków (→), por. mihin? (dokąd?), tähän ([do] tu) itd.
- jest wielosylabowy i kończy się samogłoską długą lub dyftongiem, to końcówką jest -seen, np. perhe (rodzina) → rdzeń perhee- → perheeseen (do rodziny), taivas (niebo) → rdzeń taivaa- → taivaaseen (do nieba), Porvoo (miasto w poł. Finlandii) → Porvooseen (do Porvoo)

- w liczbie mnogiej końcówki dodaje się do rdzenia liczby mnogiej, po dodaniu znacznika liczby mnogiej -i- i po zastosowaniu odpowiednich przemian samogłoskowych, przy czym jeżeli tak spreparowany rdzeń:

- kończy się jedną samogłoską, czyli występującym po spółgłosce znacznikiem -i-, to końcówką jest -in (czyli również de facto -Vn), np. ihminen (człowiek) → rdzeń i końcówka lm. ihmisi- → ihmisiin (w ludzi), kivi (kamień) → rdzeń i końcówka lm. kivi- → kiviin (w kamienie)
- kończy się dyftongiem (dwiema samogłoskami), czyli występującym po samogłosce znacznikiem -i-, to końcówką jest -hin (czyli również de facto -hVn), np. kaupunki (miasto) → rdzeń i końcówka lm. kaupunkei- → kaupunkeihin (do miast [w miasta]), työ (praca) → rdzeń i końcówka lm. töi- → töihin (do prac [w prace])
- dodatkowo, dla wyrazów, które w lp. przyjmowały końcówkę -seen, dopuszczalna (i często bardziej rozpowszechniona) jest w lm. końcówka -siin (obok -hin), np. perhe (rodzina) → perheisiin (do rodzin, obok perheihin), taivas → taivaisiin (do nieb, obok taivaihin)

Jako ogólną zasadę można przyjąć, iż illatiivi jest przeciwieństwem elatiivi (→) i dynamicznym wariantem inessiivi (→) o znaczeniu „do wewnątrz”. Od tej reguły są wyjątki, a z drugiej strony illatiivi pełni też wiele innych funkcji niemających odpowiednika wśród zastosowań inessiivi czy elatiivi. Funkcje, w których illatiivi stanowi dynamiczny analog inessiivi i przeciwieństwo elatiivii, obrazują następujące przykłady: taloon meni kolme miestä (do domu poszło/weszło trzech mężczyzn), kaada maito laseihin! (nalej mleko do szklanek!), tähän pöytään on kiinnitetty jalka (do tego stołu ktoś przymocował nogę), hän istui pöytään (usiadł do stołu), pue/pane sukat jalkaan! (załóż skarpetki na nogi!), itd.
Dodatkowo illatiivi pełni m.in. następujące funkcje:
- występuje (wraz z elatiivi) w wyrażeniach od-do, np. aamusta iltaan (od rana do wieczora), więcej patrz opis elatiivi (→)
- występuje w wyrażeniach czasowych (→)

W języku polskim odpowiednikiem illatiivi jest najczęściej przyimek „do” z dopełniaczem.

#### Adessiivi
Adessiivi (łac. adessivus) wyraża najczęściej umiejscowienie na powierzchni czegoś, umiejscowienie w kontakcie/bliskości/związku z czymś lub umiejscowienie u kogoś/u czegoś.
Przyjmuje końcówkę -lla|-llä w lp. i lm. Końcówki lp. dołącza się do rdzenia samogłoskowego, a końcówki lm. do rdzenia liczby mnogiej, po znaczniku -i- i zastosowaniu reguł przemian samogłosek.
Najważniejsze funkcje adessiivi to:
- w znaczeniu najbardziej dosłownym wyraża fizyczną lokalizację na powierzchni innego przedmiotu, np. lattialla on leluja (na podładze są zabawki), ruoka on lautasella (jedzenie [to konkretne] jest na talerzu), maalaukset ovat seinillä (obrazy są/wiszą na ścianach); ważne jest tu jednak, iż takie użycie adessiivi wymaga istnienia jakiejś powierzchni, która jest przewidziana do umieszczania na niej czegoś. Przykładowo zdanie *kirja on televisiolla (~książka leży na telewizorze) jest raczej pokraczne ze względu na to, że telewizor nie jest, ściśle rzecz biorąc, półką – poprawnie należałoby powiedzieć kirja on television päällä
- wyraża lokalizację w kontakcie/bliskości/związku z innym przedmiotem, np. hänen vyöllään oli pistooli (przy jego pasie był pistolet [przypięty]), mies seisoi ikkunalla (mężczyzna stał przy oknie); granica pomiędzy zastosowaniem adessiivi a zastosowaniem inessiivi (→) jest w tym wypadku dość płynna
- wyraża lokalizację "u kogoś" (w domu, w pracy, itd.), np. meillä (u nas), Simolla (u Simo)
- w adessiivi występują często nazwy miejsc w których ktoś lub coś się znajduje, wtedy gdy mamy do czynienia przykładowo z instytucją lub miejscem pełniącym funkcję istotną dla sytuacji, np. olen toimistolla (jestem w biurze), olen paikalla (jestem na miejscu/obecny) – por. olemme paikassa, missä onnettomuus tapahtui (jesteśmy w miejscu gdzie wydarzył się wypadek); rozgraniczenia pomiędzy użyciem adessiivi a użyciem inessiivi (→) są tu różnorakie – przykładowo dla instytucji takich jak koulu (szkoła) forma koulussa (w szkole) odnosi się bardziej do szkoły w funkcji instytucji edukacyjnej, podczas gdy forma koululla (w szkole) odnosić się będzie bardziej do budynków i terenu szkoły w kontekstach niezwiązanych ściśle z edukacją, np. koululla on tapahtunut vesivuoto (w szkole miał miejsce wyciek wody)
- w adessiivi występują nazwy środków transportu, w których podmiot się znajduje lub służących mu do przemieszczenia się gdzieś, np. menään Helsinkiin junalla! (pojedźmy do Helsinek pociągiem!), olen bussilla (jadę autobusem); por. olen bussissa (dosł.: jestem fizycznie wewnątrz autobusu [np. w celu wykonania naprawy])
- w adessiivi występują nazwy właścicieli w zdaniach wyrażających relacje posiadania, np. minulla on kirja (mam książkę [dosł. na mnie/przy mnie jest książka]), Helmillä ei ole kirjaa (Helmi nie ma książki), meillä on aikaa (mamy czas), hänellä on monta lemmikkiä; warto podkreślić, że czasownik olla występuje w tych zwrotach wyłącznie w lp., czyli w formie on, niezależnie od liczby posiadanych przedmiotów
- w adessiivi występują nazwy narzędzi służących do wykonania czynności (również narzędzi abstrakcyjnych), a w przypadku imiesłowów również sposoby wykonania czynności, np.: hän löi vasaralla (uderzył młotkiem), kuivaan sen pyyhkeellä (wytrę to ręcznikiem), hän etsi minua katseellaan (szukał/a mnie wzrokiem), tällä tavalla ei onnistu (tym sposobem [to] się nie uda) tulin kävelemällä (przyszedłem piechotą [„chodzeniem”, idąc, spacerkiem])
- w adessiivi występują pewne określenia sposobu wykonania czynności, np. tee se kunnolla! (zrób to porządnie!)
- adessiivi używa się pewnych wyrażeniach określających stany, typu olla lomalla (być na wakacjach), olla kävelyllä (być na przechadzce); podobnie jak w przypadku inessiivi (→) część wyrażeń jest skostniała, np. olla rakenteilla (być w trakcie budowy), również bez formy podstawowej jak np. w olla hereillä (nie spać) – słowo *here nie istnieje; rozgraniczenie pomiędzy użyciem adessiivi a użyciem inessiivi jest tu znów płynne
- występuje w wyrażeniach czasowych (→)

W języku polskim odpowiednikiem adessiivi użytego dosłownie jest najczęściej przyimek „na” z miejscownikiem.

#### Ablatiivi
Ablatiivi (łac. ablativus) wyraża zdjęcie z powierzchni czegoś lub wyprowadzenie ze stanu kontaktu/bliskości/związku z czymś. Odpowiada również na pytania „od kogo?”
Przyjmuje końcówkę -lta|-ltä w lp. i lm. Końcówki lp. dołącza się do rdzenia samogłoskowego, a końcówki lm. do rdzenia liczby mnogiej, po znaczniku -i- i zastosowaniu reguł przemian samogłosek.
Jako ogólną zasadę można przyjąć, iż większość zastosowań adesiivi (→) występuje też w przypadku ablatiivi. Znaczenie ulega jednak jednocześnie zmianie ze statycznego „na powierzchni” na dynamiczne „z powierzchni”. Od tej reguły są wyjątki, a z drugiej strony ablatiivi pełni też wiele innych funkcji niemających odpowiednika wśród zastosowań adessiivi. Funkcje, w których ablatiivi stanowi dynamiczny analog adesiivi, obrazują następujące przykłady: kerää leluja lattialta! (pozbieraj zabawki z podłogi!), syökää ensin ruoka omalta lautaseltanne! (zjedzcie najpierw jedzenie z własnych talerzy! [dosł. lp.]), maalaus otettin pois seinältä (obraz zdjęto ze ściany), hän irrotti pistoolin vyöltään (odpiął pistolet od pasa), Helmi palasi kävelyltä (Helmi wróciła z przechadzki), itd.
Dodatkowo ablatiivi pełni m.in. następujące funkcje:
- odpowiada na pytanie „od kogo?”, ew. „kogo?”, np. sain sen äidiltäni (dostałem to od mojej mamy), se on lahja isältä (to prezent od taty), również kuulin sen äidiltä (słyszałem to od mamy), również kysy häneltä! (zapytaj się go!)
- występuje w konstrukcjach przenośnych w znaczeniu „od czego?”, np. sankarimme pelasti neidon lohikäärmeeltä (nasz bohater ocalił pannę od smoka)
- występuje w konstrukcjach typu jäikö sinulta jotain? (zapomniałeś [zabrać] czegoś?), czy Helmiltä katkesi sormi (Helmi złamała sobie palec)
- występuje w wyrażeniach, tj. mies oli ulkonäöltään komea (mężczyzna był przystojny z wyglądu), kirja oli aika erikoinen pituudeltaan (książka była dość wyjątkowa pod względem swojej długości)
- występuje w wyrażeniach określających ilości towaru przypadających na daną cenę, np. maito maksaa kaksi euroa tölkiltä (mleko kosztuje 2 euro za karton)
- występuje w wyrażeniach tj. maistua hyvältä (dobrze smakować), więcej patrz związki rządu (→)
- występuje w wyrażeniach czasowych (→)

W języku polskim odpowiednikiem ablatiivi jest najczęściej przyimek „z” z dopełniaczem, także „od” z dopełniaczem.

#### Allatiivi
Allatiivi (łac. allativus) wyraża położenie na powierzchni czegoś lub wprowadzenie do stanu kontaktu/bliskości/związku z czymś. Odpowiada również na pytania „komu?” czy „dla kogo?”.
Przyjmuje końcówkę -llex w lp. i lm. Końcówki lp. dołącza się do rdzenia samogłoskowego, a końcówki lm. do rdzenia liczby mnogiej, po znaczniku -i- i zastosowaniu reguł przemian samogłosek.
Jako ogólną zasadę można przyjąć, iż allatiivi jest przeciwieństwem ablatiivi (→) i dynamicznym wariantem adessiivi (→) o znaczeniu „na powierzchnię czegoś”. Od tej reguły są wyjątki, a z drugiej strony allatiivi pełni też wiele innych funkcji niemających odpowiednika wśród zastosowań adessiivi czy ablatiivi. Funkcje, w których allatiivi stanowi przeciwieństwo ablatiivi i dynamiczny analog adesiivi, obrazują następujące przykłady: älä heitä leluja lattialle! (nie rzucaj zabawek na podłogę!), laitan ruuan ensin teidän lautasillenne (nałożę jedzenie najpierw na wasze talerze), pikku kissa hyppäsi ikkunalle (malutki kotek wskoczył na okno [w dom. na parapet]), hän meni lomalle (pojechał na wakacje), itd.
Dodatkowo allatiivi pełni m.in. następujące funkcje:
- odpowiada na pytanie „komu?”, np. annoin sen äidille (dałem to mamie), kerroin siitä äidille (powiedziałem o tym mamie), również tämä maistuu minulle (to mi smakuje)
- odpowiada na pytanie „dla kogo?”, np. se on lahja isälle (to prezent dla taty)
- występuje w wyrażeniach tj. maistua hyvälle (dobrze smakować), więcej patrz związki rządu (→)

W języku polskim odpowiednikiem allatiivi jest najczęściej albo przyimek „na” z biernikiem albo celownik.

#### Essiivi
Essiivi (łac. essivus) wyraża stan lub rolę, w jakiej coś występuje.
Przyjmuje końcówkę -na|-nä w lp. i lm. Końcówki lp. dołącza się zazwyczaj do rdzenia samogłoskowego, a końcówki lm. do rdzenia liczby mnogiej, po znaczniku -i- i zastosowaniu reguł przemian samogłosek.
Niektóre pojedyncze słowa posiadają dodatkowe, nieregularne formy essiivi lp., charakteryzujące się zakończeniem -nna|-nnä. Do grupy tej należą np. słowa vuosi (rok) → vuonna („roku” [np. w tym/tego]), obok vuotena czy huomen (rano [poetycko]) → huomenna (jutro [dosł. rano]) obok huomenena. W tych wypadkach formy nieregularne występują zdecydowanie częściej niż regularne.
Najważniejsze funkcje essiivi to:
- wyraża role pełnione przez daną rzecz lub osobę, np. olen täällä opettajana (jestem tu nauczycielem [pracuję jako nauczyciel]), Helmi on koulussa vain oppilaana (Helmi jest tylko uczniem w szkole); również w sensie określenia okoliczności, jaką pełnienie danej funkcji stanowi, np. pomona minun pitää tietää kaikesta, mitä tässä firmassa tapahtuu (jako szef muszę wiedzieć o wszystkim, co w tej firmie się dzieje)
- wyraża stany, w jakich coś się przejściowo znajduje, np. hän meni töihin sairaana (poszedł do pracy chory), talo on myytävänä (dom jest na sprzedaż); także jeden z możliwych stanów, kiedy ma on zostać wyróżniony, np. kosto maistuu parhaalta kylmänä (zemsta smakuje najlepiej na zimno)
- występuje w wyrażeniach czasowych (→)

W języku polskim odpowiednikiem essiivi jest najczęściej przyimek „jako” z mianownikiem lub narzędnik (czym coś/ktoś jest).

#### Translatiivi
Translatiivi (łac. translativus) wyraża stan do jakiego coś przechodzi lub rolę jaką coś uzyskuje.
Przyjmuje końcówkę -ksi w lp. i lm. Końcówki lp. dołącza się do rdzenia samogłoskowego, a końcówki lm. do rdzenia liczby mnogiej, po znaczniku -i- i zastosowaniu reguł przemian samogłosek. W połączeniu z sufiksami dzierżawczymi końcówka przyjmuje postać -kse.
Najważniejsze funkcje translatiivi to:
- wyraża role przyjmowane przez daną rzecz lub osobę, lub takie, do których ona aspiruje, np. opiskelen täällä lääkäriksi (uczę się tu na lekarza), Helmi valittiin kuukauden työntekijäksi (Helmi wybrano pracownikiem miesiąca), hän käytti nyrkkiään vasaraksi (używał pięści jako młotka), tuletko vaimokseni? (czy zostaniesz moją żoną?)
- wyraża stany, jakie coś przejściowo przyjmuje, np. hän tuli sairaaksi (zachorował), Helmi vei marjat torille myytäväksi (Helmi zabrała jagody na rynek na sprzedaż), sää vaihtui kauniimmaksi (pogoda się poprawiła [dosł. zmieniła w ładniejszą])
- w translatiivi występują wyniki czynności w sensie „czym to się skończyło”, np. tämä tilanne menee paitsioksi (sport. ta sytuacja kończy się spalonym), pallo meni kopiksi (od koppi (chwyt), w żargonie pesäpallo o piłce, która została złapana w powietrzu); w języku bardziej potocznym również np. menoksi! (w drogę, ruszamy)
- w translatiivi występują rzeczy, za które ktoś (często mylnie) uważa coś lub kogoś, np. ai tuo on kissa? minä luulin sitä oravaksi... (ach to jest kot? a ja myslałem, że wiewiórka...), hän luuli minua suomalaiseksi (myślał, że jestem Finem)
- w translatiivi występują miana i przezwiska nadawane rzeczom lub osobom, np. älä kutsu minua idiootiksi! (nie nazywaj mnie idiotą!), tämä sanotaan hänen pahimmaksi virheeksi (nazywa się to jego największym błędem)
- występuje w wyrażeniach czasowych (→)

W języku polskim odpowiednikiem translatiivi jest najczęściej przyimek „w” z biernikiem (w co/kogo coś/ktoś się zmienia).

#### Abessiivi
Abessiivi (łac. abessivus) wyraża stan polegający na byciu pozbawionym czegoś. W zdaniu formy abessiivi występują w tej samej roli co przysłówki.
Przyjmuje końcówkę -tta|-ttä w lp. i lm. Końcówki lp. dołącza się do rdzenia samogłoskowego, a końcówki lm. do rdzenia liczby mnogiej, po znaczniku -i- i zastosowaniu reguł przemian samogłosek.
Użycie abessiivi w przypadku rzeczowników jest w zasadzie ograniczone do pewnej liczby utartych słów i wyrażeń, np. luvatta (bez pozwolenia), kengittä (boso [dosł. bez butów]), vaikeuksitta (bez trudności), muitta mutkitta (bez zbędnych komplikacji [dosł. bez innych zakrętów]), pitemmittä puheitta (bez dłuższych przemów), syyttä (bez powodu), syyttä suotta (bez dania racji). Formy tworzone ad hoc dla pozostałych rzeczowników, np. omenoitta (bez jabłek) są nienaturalne i są raczej zastępowane konstrukcjami z użyciem przysłówka ilman (bez) i przypadka partitiivi, np. ilman omenoita.
W abessivi występują natomiast często i produktywnie formy odczasownikowe pochodzące od 3. bezokolicznika, tj. np. hän lähti odottamatta minua (poszedł nie czekając na mnie). Część takich form jest również utarta, np. epäilemättä (bez wątpienia), äkkiarvaamatta (niespodziewanie), lukuun ottamatta (nie licząc), riippumatta siitä(, että) (niezależnie od tego[, że]), siitä huolimatta (mimo tego).
Abessiivi występuje często w przysłowiach, np. joka kuritta kasvaa, se kunniatta kuolee (kto bez dyscypliny wyrasta, ten w chwale nie umiera [dosł. umiera bez chwały, uznania, zaszczytu]).
Wśród przysłówków pochodnych występują stosunkowo często używane, skostniałe formy podobne do abessiivi, charakteryzujące się końcówką -tix, np. alati (nieustannie, od zawsze [dosł. bez początku]), huoleti (beztrosko), alasti (nago) czy ääneti (bezgłośnie).
W języku polskim odpowiednikiem abessiivi są wyrażenia tworzone przy pomocy „bez”, a także zaprzeczone formy imiesłowów przysłówkowych.

#### Instruktiivi
Instruktiivi (łac. instructivus) wyraża sposób wykonania czynności, często poprzez wskazanie rzeczy, która do jej wykonania posłużyła. W zdaniu formy instruktiivi występują w tej samej roli co przysłówki.
Jego końcówką w lp. i lm. jest -n. Końcówki lp. dołącza się do rdzenia samogłoskowego, a końcówki lm. do rdzenia liczby mnogiej, po znaczniku -i- i zastosowaniu reguł przemian samogłosek. W lp. formy mają postać identyczną z genetiivi, ale z drugiej strony rzadko w tej liczbie występują. Najczęściej pojawia się w lm., gdzie jego postać już różni się od genetiivi (który w lm. ma inne końcówki, pomijając pewne oboczności).
Użycie instruktiivi w zasadzie ograniczone jest do pewnej liczby utartych wyrażeń, np. jalan (nogą, piechotą [zauw. lp.]), omin korvin (na własne uszy), omin silmin (na własne oczy), kynsin hampain (kłami i pazurami [np. trzymać się]), kaksin käsin (obiema rękoma), paljain silmin (gołym okiem), täysin sydämin (z całego serca), ilomielin (z radością), monin paikoin (w wielu miejscach), näillä tienoin (w tych stronach), aikaisin (o czasie), mitä pikimmin (co prędzej), yksin (samotnie), suurin piirtein (z grubsza [w skrócie]), ystävällisin terveisin (serdecznie pozdrawiam [w listach przed podpisem]). Istotny jest nacisk kładziony na określenie sposobu – do określania służącego do wykonania czynności narzędzia często bardziej naturalne jest użycie adessiivi (→).
W języku polskim odpowiednikiem instruktiivi jest często narzędnik, w pozostałych wypadkach różnorakie inne wyrażenia.

#### Komitatiivi
Komitatiivi (łac. comitativus) wyraża grupowanie wyrażeń, które łączy jakiś intymny związek lub relacja przynależności.
Występuje wyłącznie w liczbie mnogiej, do tego dla rzeczowników wymaga dodania sufiksu dzierżawczego. Jego końcówką jest -ne, z tym że ze względu na powyższe ograniczenia często podaje się ją jako -ine-. Końcówkę dołącza się do rdzenia liczby mnogiej po zastosowaniu reguł przemian samogłosek.
Znaczenie komitatiivi najczęściej jest podobne do znaczenia wyrażeń z użyciem przysłówków kanssa czy kera (razem z) – jednak jego użycie bardziej podkreśla ujęcie składników w jedną całość. Może wyrażać posiadane cechy, np. Matti kaikkine ongelmineen ja puutteineen (Matti z tymi jego wszystkimi problemami i niedostatkami), ujęcie w grupę, np. sinä sisaruksinesi peritte tämän talon (ty wraz z [twoim] rodzeństwem odziedziczycie ten dom), lub też relację posiadania, np. ilmestyin laukkuineni äidin oven taakse (zjawiłem się razem z [moimi] walizkami pod drzwiami mamy). Przypadek jest produktywny, a przy tym często występuje w różnych utartych wyrażeniach, tj. np. äiti lapsineen (matka z [jej] dzieckiem/dziećmi) czy tasavallan presidentti puolisoineen (prezydent republiki ze [swoją] małżonką/[swoim] małżonkiem). Jest stosunkowo rozpowszechniony w języku marketingowym, często pojawia w różnego rodzaju folderach i ulotkach zachwalających to czy owo, np. Manamansalo hienoine kultaisine hiekkarantoineen odottaa sinua! (Manamansalo [wyspa na jeziorze Oulujärvi] z jej wspaniałymi złotymi piaszczystymi plażami oczekuje na Ciebie!). Pomimo różnorodnych zastosowań i produktywności, statystycznie występuje w tekstach najrzadziej ze wszystkich przypadków.
W języku polskim odpowiednikiem komitatiivi jest użycie przyimka „z” z narzędnikiem, w szczególności w formie „z jego/ich”.

#### Wyrażenia czasowe
Wyróżniająca się grupą zastosowań słów z grupy rzeczownika są wyrażenia czasowe. Różnych przypadków używa się do wyrażania różnych relacji czasowych, okresów trwania, itp.
Nominatiivi (→), genetiivi (→) oraz partitiivi (→) występują w wyrażeniach określających czas, przez jaki coś trwało lub [jeszcze] nie trwało. Zasady doboru przypadka są analogiczne do zasad doboru formy dopełnienia (→). W zdaniu przeczącym występuje partitiivi, np. en ole ollut täällä kahta viikkoa (nie byłem tu [jeszcze całe] dwa tygodnie), zaś w twierdzeniu czasami genetiivi, np. olen ollut täällä vuoden (byłem tu przez rok), a czasami nominatiivi, np. w stronie biernej siellä oleskeltiin ainakin viikko (ktoś tam przebywał przynajmniej przez tydzień).
Inessiivi (→) występuje w wyrażeniach określających czas, w jakim czynność została dokonana, np. hän juoksi sata metriä kymmenessä sekunnissa (przebiegł 100m w dziesięć sekund).
Elatiivi (→) występuje w wyrażeniach określających moment lub okres od którego coś zachodzi lub nie zachodzi, albo też będzie lub nie będzie zachodziło, np. olen ollut täällä viime talvesta (asti/saakka) (byłem/jestem/siedzę tu od zeszłej zimy) – asti/saakka można opcjonalnie dodać jako podreślenie, ensi kesästä lähtien en ole enää täällä (od przyszłego lata już mnie tu nie będzie).
Illatiivi (→) występuje w wyrażeniach określających długość czasu, przez jaki coś nie zachodziło, np. en ole käynyt täällä vuoteen (nie byłem tu przez rok/od roku).
Adessiivi (→) oraz essiivi (→) występują w wyrażeniach określających przedziały czasu (np. sekunda, miesiąc, zima), w których obrębie coś zachodzi:
- dla okresów z grupy: hetki (chwila), tunti (godzina), viikko (tydzień), kausi (okres) oraz vuosisata (stulecie), używany jest zawsze adessiivi, np. viime viikolla olin Ruotsissa (w zeszłym tygodniu byłem w Szwecji [kiedyś, jakiś czas, niekoniecznie cały tydzień]), tällä hetkellä täällä ei ole ketään (w tej chwili nie ma tu nikogo)
- dla pozostałych okresów adessiivi używany jest tylko w tych przypadkach, w których nazwa okresu pozbawiona jest jakiegokolwiek dodatkowego określnika typu „przyszły”, „ubiegły”, „ten”, „tamten” itp., np. talvella sataa lunta (w zimie pada śnieg), yöllä on pimeää (w nocy/nocą jest ciemno)
- w przypadku gdy określnik występuje, używany jest essiivi, np. ensi keväänä menen lomalle (przyszłą wiosną pojadę na wakacje), hän kävi luonamme viime talvena (odwiedził nas zeszłej zimy), eräänä päivänä näin hänet kadulla (pewnego dnia widziałem ją na ulicy)
- w essiivi występują też daty, nazwy dni tygodnia oraz świąt w znaczeniu „w danym dniu” lub „w dniu danego święta”, np. Jouluna olemme mummolassa (w Boże Narodzenie jesteśmy/będziemy u babci/u rodziców), perjantaina en mene töihin (w piątek nie idę do pracy), helmikuun kolmantena päivänä (3 lutego)

Ablatiivi (→) występuje w wyrażeniach określających z jakiego czasu coś pochodzi, np. tämä pommi on sota-ajalta (ta bomba jest z czasów wojny, również dopuszczalne ajoilta oraz ajasta), lub od kiedy się zaczyna kokous alkaa kahdeksalta (zebranie zaczyna się o ósmej).
Translatiivi (→) występuje w wyrażeniach określających „na kiedy” lub „na jak długo” coś jest zaplanowane lub pożądane, np. menemme Jouluksi mummolaan (jedziemy do babci/do rodziców na Boże Narodzenie), etsin työpaikkaa kesäksi (szukam pracy na lato), tulisitko tänne hetkeksi? (czy mógłbyś tu na chwilę przyjść?).

#### Przypadki przysłówkowe
Oprócz opisanych powyżej „zwykłych” przypadków tradycyjne podejście do gramatyki fińskiej wprowadzało 12 przypadków przysłówkowych (fin. adverbisijat). Końcówki charakteryzujące te struktury w większości nie są produktywne, a nowe słowa powstają głównie w miarę pojawiania się nowych pojęć. Przykładowo po wynalezieniu telefonu (fin. puhelin) pojawiło się słowo puhelimitse (przez telefon), zaś wraz z upowszechnieniem się Internetu słowo netitse (przez sieć). W zależności od znaczenia danego przypadka szansa na takie rozszerzenie kanonu może być mniejsza lub większa z powodów pragmatycznych. Nowe formy pojawiają się też czasami na zasadzie neologizmów, tam gdzie pożądane jest użycie formy niekonwencjonalnej, uzyskanie efektu humorystycznego itp. Pomimo ograniczonej produktywności, na formy tego typu napotykamy w języku fińskim bardzo często za sprawą niewielkiej liczby bardzo często pojawiających się form, które z kolei w większości pochodzą od zaimków.
Status przedmiotowych struktur jako „przypadków” nie jest powszechnie zaakceptowany. W szczególności normatywny podręcznik ISK całkowicie rezygnuje z używania tego terminu. Zamiast tego klasyfikuje część tych form jako słowa pochodne (razem z dziesiątkami innych słów pochodnych, tworzonych przy pomocy końcówek słowotwórczych), a resztę traktuje jako (zleksykalizowane) przysłówki. W tym opisie przyjęto tę samą zasadę, w związku z czym dokładniejszy opis tych struktur znajduje się w rozdziale dotyczącym wyrazów pochodnych.
Ponieważ w istniejącej literaturze (w większości wydanej przed opublikowaniem ISK) można taki termin spotkać, to poniżej wymienione zostały tradycyjnie wymieniane przypadki przysłówkowe, aby umożliwić odniesienie starej nomenklatury do nowej klasyfikacji:
| Przypadek                                                   | Końcówki                          | Opis | Przykłady |
| Przypadki zupełnie nieproduktywne                           | Przypadki zupełnie nieproduktywne | Przypadki zupełnie nieproduktywne | Przypadki zupełnie nieproduktywne |
| ----------------------------------------------------------- | --------------------------------- | --- | --- |
| Superessiivi (łac. superessivus)                            | -alla''\|-ällä                    | Określa położenie czegoś w jakimś miejscu. Zalicza się do niego zaledwie kilka form. | täällä (tutaj), tuolla (tam), siellä (tam), muualla (gdzie indziej), yhtäällä (w pierwszym miejscu/kierunku), toisaalla (w drugim miejscu/kierunku), moniaalla (w wielu miejscach), kaikkialla (wszędzie), alhaalla/ylhäällä (na dole/na górze) |
| Delatiivi (łac. delativus)                                  | -alta''\|-ältä                    | Określa wyprowadzenie z położenia w danym miejscu, odpowiada na pytanie „skąd?”. Jest spokrewniony z superessiivi i podobnie jak on dotyczy kilku form. | täältä (stąd), tuolta (stamtąd), sieltä (stamtąd), muualta (z innego miejsca) itd. jak w superessiivi |
| Sublatiivi (łac. sublativus)                                | -alle''\|-älle -nnex              | Określa wprowadzenie do danego położenia, odpowiada na pytanie „dokąd?”. Jest spokrewniony z superessiivi i podobnie jak on dotyczy kilku form. | tänne ([do] tutaj), tuonne ([do] tam), sinne ([do] tam), muualle ([do] gdziej indziej) itd. jak w superessiivi; dodatkowo minne? (dokąd?), jonne (dokąd [to]), jonnekin (dokądś) |
| Temporaali (łac. temporalis)                                | -lloin''\|-llöin                  | Określa położenie w czasie, odpowiada na pytanie „kiedy?”. Zalicza się do niego zaledwie kilka form. | tällöin (wtedy), tuolloin (wtedy), silloin (wtedy), muulloin (kiedy indziej), milloin? (kiedy?), jolloin (kiedy [to]), jolloinkin (kiedyś) |
| Kausatiivi (łac. causativus)                                | -ten                              | Określa przyczynę, powód lub sposób, odpowiada na pytanie „czemu?”, „jakim sposobem?”. | täten (w ten sposób/niniejszym), siten (w ten/tamten sposób), kuten (jak), muuten (poza tym/inaczej), miten? (jak?/czemu?/w jaki sposób?), joten (tak [to]/więc), jotenkin (jakoś) |
| Przypadki o ograniczonej produktywności                     |                                   | | |
| Latiivi (łac. lativus)                                      | -s                                | Określa ruch do danego miejsca (w odróżnieniu od sublatiivi nacisk położony jest na ruch, a nie na punkt docelowy). Niektóre formy nie posiadają końcówki. | siis (więc); od rdzeni przysłówkowych, m.in.: ulos (na zewnątrz), alas (w dół), taas (ponownie); od szczątkowych stopni wyższych rdzeni przysłówkowych, np.: edemmas (bardziej w przód); od szczątkowych stopni wyższych rzeczowników, np. rannemmas (bardziej w kierunku brzegu), sivummas (bardziej w bok), syksymmäs (później na jesień [np. przesunąć termin spotkania]); przykładami form bez końcówki są formy taa (w tył, za coś) czy luo (do czegoś) |
| Prolatiivi (łac. prolativus)                                | -(i)tsex                          | Określa ruch poprzez dane miejsce lub otoczenie, a pośrednio sposób poruszania się. Niektóre pojedyncze formy nie posiadają końcówki. | ohitse (obok), meritse (przez morze/morzem/drogą morską), puhelimitse (przez telefon/telefonicznie), kirjeitse (listownie), jäitse (po lodzie); przykładami form bez końcówki są formy ohi∼ohitse, ali∼alitse |
| Multiplikatiivi (łac. multiplicativus)                      | -stix                             | Jest najbardziej produktywnym przypadkiem przysłówkowym. Sens formy odmienionej zależy od tego do jakiej części mowy należy słowo. Odmianie podlegają liczebniki, wszystkie przymiotniki i część imiesłowów (w wyniku czego powstają przysłówki), zaimki określające ilość, tj. np. moni oraz pewne rzeczowniki, przy czym jest to już ograniczone do utartych wyrażeń | formy od liczebników np. kolmesti (trzykrotnie); od przymiotników np. nopeasti (szybko); od zaimków np. monesti (wiele razy); od rzeczowników np. pirusti (diabelnie) czy leikisti (żartobliwie) |
| Temporaalinen distributiivi (łac. distributivus-temporalis) | -(i)sin                           | Określa występowanie czegoś zawsze w określonym czasie lub okresie. | öisin (nocami), maanantaisin (w poniedziałki), päivisin (codziennie), kesäisin (latem [w sensie w każde lato]) |
| Distributivi (łac. distributivus)                           | -(i)ttain''\|-(i)ttäin            | Określa występowanie czegoś w ilościach mierzonych jakąś miarą. | päivittäin (przybl. całymi dniami), kasoittain (na kopy, kupami) |
| Situatiivi (łac. situativus)                                | -(i)kkain''\|-(i)kkäin            | Określa wzajemne położenie przedmiotów, najczęściej według jakiejś symetrii. | vierekkäin (bok w bok), kasvokkain (twarzą w twarz) |
| Oppositiivi (łac. opositivus)                               | -tusten''\|-tysten                | Również określa wzajemne położenie przedmiotów, według ISK formy te są równoznaczne z formami situatiivi. | kasvotusten (twarzą w twarz) czy selätysten (plecami do siebie) |

Wszystkie formy w tak określonych przypadkach przysłówkowych funkcjonują w języku jak przysłówki (tzn. odpowiadają na różne warianty pytania „jak?”). Bardzo ważną łączącą je cechą jest prawie zupełny brak możliwości połączenia tak odmienionego słowa z dodatkowym określnikiem. Co za tym idzie nie występuje też kongruencja. Tak więc o ile istnieje forma puhelimitse (przez telefon) i może istnieć punainen puhelin (czerwony telefon), to nie istnieją formy *punainen puhelimitse ani tym bardziej *punaisitse puhelimitse (w zamierzonym sensie: „przez czerwony telefon”). Jedynym wyjątkiem od tej zasady jest połączenie niektórych wyrażeń z określnikiem w genetiivi, np. Matti Lehtisen silmälaseitse (przez okulary Mattiego Lehtinena), co jest jednak konstrukcją niekonwencjonalną i metaforyczną (w tym wypadku jest to aluzja do światopoglądu Mattiego L.).

### Sufiksy dzierżawcze
W przeciwieństwie do języków indoeuropejskich, w tym również języka polskiego, relacje posiadania nie są wyrażane wyłącznie przez przymiotniki bądź zaimki (mój, twój itp.), ale również przez odpowiednie sufiksy mające wartość dzierżawczą (wyrażające relację posiadania), np. kirja to „książka” natomiast kirjani to „moja książka”, kirjasi to „twoja książka” itd.
Do rzeczownika opatrzonego sufiksem dzierżawczym może dojść forma genetiivi zaimka osobowego, np. minun kirjani (moja książka). W przypadku 1. i 2. osoby jest to opcjonalne, w przypadku 3. osoby zazwyczaj wymagane, chyba że zdanie ma podmiot tożsamy z „właścicielem” wyrazu określanego, a kontekst zdania nie dopuszcza możliwości błędnej interpretacji sensu. Dopuszczalna jest więc konstrukcja tyttö palasi kotiinsa (dziewczynka wróciła do swojego domu), ale już nie *talonsa paloi, musi być hänen talonsa paloi (jego dom się palił).
| Osoba  | Sufiks              | Przykłady                             | Polski                  |
| ------ | ------------------- | ------------------------------------- | ----------------------- |
| 1. lp. | -ni                 | (minun) taloni, (minun) talossani     | mój dom, w moim domu    |
| 2. lp. | -si                 | (sinun) talosi, (sinun) talossasi     | twój dom, w twoim domu  |
| 3. lp. | -nsax''\|-nsäx, -Vn | hänen talonsa, hänen talossaan        | jego dom, w jego domu   |
| 1. lm. | -mme                | (meidän) talomme, (meidän) talossamme | nasz dom, w naszym domu |
| 2. lm. | -nne                | (teidän) talonne, (teidän) talossanne | wasz dom, w waszym domu |
| 3. lm. | -nsax''\|-nsäx, -Vn | heidän talonsa, heidän talossaan      | ich dom, w ich domu     |

1. 1 2  podwojenie samogłoski poprzedzającej + n. Ten wariant występuje z tymi przypadkami, które mają końcówkę (różną od ∅) i dla których rdzeń z dodaną końcówką kończy się samogłoską krótką lub dyftongiem, np. w inessiivi hänen talossaan (w jego/jej domu); wymóg istnienia końcówki sprowadza się de facto do tego, że w nominatiivi lp. występuje wyłącznie wariant -nsax|-nsäx, chociaż rdzeń wyrazu kończy się samogłoską.

Sufiks dzierżawczy dołącza się zawsze po końcówce przypadka, o ile ta występuje. Dla przypadków nie posiadających końcówki (gdy końcówką jest ∅) sufiksy dzierżawcze dołącza się do rdzenia infleksyjnego (samogłoskowego), np. talo (dom) → taloni (mój dom), ajatus (myśl/pomysł) → ajatukseni (moja myśl/mój pomysł), itd.
Dołączenie sufiksu dzierżawczego powoduje ujednolicenie form nominatiivi lp., genetiivi lp. oraz nominatiivi lm. Przykładowo formy talo, talon i talot po dodaniu sufiksu dzierżawczego -ni ujednolicają się wszystkie do taloni. Dodatkowo, jako że sufiksy dzierżawcze nigdy nie powodują wymiany spółgłosek w rdzeniu, dla rzeczowników, w których może ona zachodzić, formy z sufiksem dzierżawczym dla tych ujednoliconych przypadków występują w stopie mocnej nawet wtedy gdy ta sama forma bez sufiksu dzierżawczego wystąpiłaby w stopie słabej, np. lapsi näki äidin (dziecko zobaczyło mamę), ale läpsi näki äitinsä (dziecko zobaczyło swoją mamę).
Sufiksy dzierżawcze występują również z przysłówkami w roli poimków, kiedy słowo określane jest zaimkiem osobowym w genetiivi, np. (minun) lähelläni (blisko mnie), (minun) edessäni (przede mną), (sinun) kanssasi (z tobą) itd.
Oprócz tego sufiksy dzierżawcze mogą wskazywać podmiot w równoważnikach zdania, np. (minun) tultuani (po moim przyjściu), (sinun) haluamattasi (bez twojej chęci) itd.

### Przymiotniki
Przymiotniki (fin. adjektiivit) fińskie mogą być samodzielnymi słowami lub powstawać z innych części mowy w wyniku dodania końcówki słowotwórczej. Odmianie takiej podlegają na przykład przysłówki, por. hiljaa (cicho) → hiljainen (cichy), jak również rzeczowniki np. koira (pies) → koiramainen (przypominający psa/„psowaty”).
Poza nieliczną grupą przymiotników nieodmiennych (patrz niżej), przymiotniki podlegają odmianie przez przypadki oraz stopniowaniu w stopniu wyższym i najwyższym. Formy w stopniach wyższym i najwyższym są również odmienne przez przypadki.
W zdaniu przydawka przymiotnikowa stoi zazwyczaj przed wyrazem określanym (wyjątki mogą występować utworach lirycznych) i ma uwspólnioną formę gramatyczną (liczbę i przypadek) z resztą wyrażenia (występuje kongruencja, podobnie jak w języku polskim), np. punainen kukka (czerwony kwiat) → punaisessa kukassa (w czerwonym kwiecie), pitkä mies (wysoki mężczyzna) → pitkälle miehelle (wysokiemu mężczyźnie). Przymiotnik występujący z rzeczownikiem nie przyjmuje nigdy sufiksu dzierżawczego, np. punainen kukkani (mój czerwony kwiat) → punaisessa kukassani (w moim czerwonym kwiecie). W szczególności dotyczy to również przypadka komitatiivi, por. punaisine kukkinesi (z [tymi] twoimi czerwonymi kwiatami). Przymiotnik może jednak przyjąć sufiks dzierżawczy gdy występuje w roli wiodącego słowa w wyrażeniu, z przydawką w dopełniaczu, np. Helmi on minun pituiseni (Helmi jest mojego wzrostu)
Przymiotnik w funkcji orzecznika nie różni się zasadniczo od przymiotnika w funkcji przydawki, por. tämä on punainen kukka (to jest czerwony kwiat) oraz tämä kukka on punainen (ten kwiat jest czerwony). Występują jednak takie pary przymiotników (często jeden z nich jest pochodnym), z których jeden występuje raczej („chętniej”) w funkcji orzecznika, a drugi raczej w funkcji przydawki, por. np. tämä on rikkinäinen auto (to jest zepsuty samochód) vs. tämä auto on rikki (ten samochód jest zepsuty).

#### Stopniowanie przymiotnika
Stopień wyższy przymiotnika (fin. komparatiivi) tworzy się za pomocą końcówki -mpi, którą dodaje się do rdzenia samogłoskowego (→) przymiotnika, np. iso (duży) → isompi (większy). W przypadku rdzeni samogłoskowych dwu- i więcej sylabowych, kończących się krótkim -a|-ä występującym po spółgłosce, końcowe -a|-ä ulega zamianie na e, np. selvä (jasny [zrozumiały]) → selvempi (jaśniejszy). W rdzeniach podatnych na prostą wymianę stóp końcówka -mpi wymusza na rdzeniu przejście do stopy słabej, tarkka (dokładny) → tarkempi (dokładniejszy).
Rdzeń samogłoskowy stopnia wyższego przymiotnika powstaje przez wymianę końcówki -mpi na -mpa|-mpä. Podlega on wymianie stóp mp → mm gdy końcówka wywołuje wymianę stóp, np. tarkempi (dokładniejszy) → tarkemman (dokładniejszego). Odrębny rdzeń spółgłoskowy nie występuje, a formy partitiivi lp. mają zawsze końcówkę -a|-ä, np. tarkempi (dokładniejszy) → tarkempaa (dokładniejszypart.). Rdzeń liczby mnogiej powstaje przez wymianę końcówki -mpi na -mp (usunięcie końcowego i), np. tarkempi (dokładniejszy) → tarkemmissa (w dokładniejszych).
Stopień najwyższy przymiotnika (fin. superlatiivi) tworzy się za pomocą końcówki -in, którą dodaje się do rdzenia samogłoskowego przymiotnika, po zastosowaniu do niego reguł przemian samogłosek przed i (→) np. iso (duży) → isoin (największy), kova (twardy) → kovin (najtwardszy). W rdzeniach podatnych na prostą wymianę stóp również końcówka -in wymusza na rdzeniu przejście do stopy słabej, tarkka (dokładny) → tarkin (najdokładniejszy).
Rdzeń samogłoskowy stopnia najwyższego przymiotnika powstaje przez wymianę końcówki -in na -impa|-impä. Podlega on wymianie stóp mp → mm gdy końcówka wywołuje wymianę stóp, np. tarkin (najdokładniejszy) → tarkimman (najdokładniejszego). Rdzeń spółgłoskowy jest identyczny z formą podstawową, a formy partitiivi lp. mają zawsze końcówkę -ta|-tä, np. tarkin (najdokładniejszy) → tarkinta (najdokładniejszypart.). Rdzeń liczby mnogiej powstaje przez wymianę końcówki -in na -imp, np. tarkin (najdokładniejszy) → tarkimmissa (w najdokładniejszych).
Następujące trzy przymiotniki stopniują się nieregularnie:
- hyvä (dobry) → parempi (lepszy) → paras∼parhain (najlepszy); stopień wyższy parempi odmienia się regularnie, natomiast stopień najwyższy bardzo nieregularnie. Forma pochodna od paras pojawiają się jedynie w partitiivi: parasta. Pozostałe formy uzyskuje się przez odmianę formy parhain, która z kolei przyjmuje dwa różne zestawy rdzeni na zasadzie oboczności. Zestaw pierwszy to parhaa- (r. samogł.), parhain- (r. spółgł.) bez odrębnego r. lm., zestaw drugi to parhaimma- (r. samogł.), bez odrębnego r. spółgł. (partitiivi lp. nie występuje) i parhaimm- (r. lm.). W konsekwencji możliwe formy to paras∼parhain (nom.) → parhaan∼parhaimman (gen.), parasta∼parhainta (part.), parhaassa∼parhaimmassa (ine.), parhaissa∼parhaimmissa (ine. lm.), parhaina∼parhaimpina (ess. lm.) itd.; w przeciwieństwie do formy podstawowej, formy stopnia wyższego i najwyższego zawierają samogłoski tylne (a).
- pitkä (długi) → pitempi∼pidempi (dłuższy) → pisin (najdłuższy); formy stopni wyższego i najwyższego odmieniają się regularnie
- lyhyt (krótki) → lyhempi (krótszy) → lyhin (najdłuższy); formy stopni wyższego i najwyższego odmieniają się regularnie

#### Przymiotniki nieodmienne
Następujące wyrazy, klasyfikowane jako przymiotniki, są bezwzględnie nieodmienne: aika1) (dość), aimo (przybl. porządny/słuszny), ensi (następny/przyszły), eri (inny), kelpo1) (przybl. porządny/słuszny), koko1) (cały), pikku (malutki), tosi1) (naprawdę) oraz viime (ostatni/ubiegły); w języku mniej oficjalnym występują również: eka (pierwszy), toka (drugi) oraz vika1) (ostatni).
Z uwagi na brak możliwości odmiany, wyrazy te nigdy nie uzgadniają swojej formy z resztą wyrażenia w którym występują. Za faktem tym nie stoi żadna ogólna reguła.
Przykłady: pikku kissa (malutki kot[ek]), näin pikku kissan (zobaczyłem malutkiego kotka), pikku kissalla oli musta turkki (malutki kotek miał czarne futerko), koko maailma (cały świat), koko maailmassa (w całym świecie), koko maailmasta tuli pikku kissoja (z całego świata przyszły [ew. przysłano] malutkie kotki), puhuimme koko maailmasta (rozmawialiśmy o całym świecie), ensi/viime kesänä olen/olin Lapissa (w przyszłe/zeszłe lato będę/byłem w Laponii), yövyimme tosi hyvässä hotellissa (nocowaliśmy w naprawdę dobrym hotelu), itd.
Ponadto pewne przymiotniki nie podlegają stopniowaniu z przyczyn logicznych, np. dla ainoa∼ainut (jedyny) nie istnieje forma *ainoampi (podobnie jak w języku polskim nie istnieje *„jedyńszy”).
1) występuje też taki sam wyraz odmienny, np. koko (rozmiar) → koot (rozmiary) itd.

### Zaimki
W języku fińskim występują zaimki (fin. pronominit) osobowe, wskazujące, pytające (pytajne), zaimek zwrotny, zaimek wzajemny, a także zaimki względne i nieokreślone. Większość zaimków jest odmienna i odmienia się jak rzeczowniki, choć nierzadko nieregularnie (np. forma przypadka inessiivi od zaimka se to siinä). Dla kilku zaimków końcówki deklinacyjne dołączają się do rdzenia dwukrotnie, raz w środku i raz na końcu, np. joku (ktoś) → jollekulle (komuś), dla innych końcówkę dołącza się w środku rdzenia, np. jokin (coś) → joksikin (w coś [zmienić się]). W przypadku niektórych zaimków w miarę odmiany przez przypadki zmianie ulega też rdzeń, co może pociągać za sobą zmianę dominującej grupy samogłosek z przednich na tylne lub odwrotnie, np. kuka? (kto?), ale keneltä? (od kogo?), minä (ja), ale minulta (ode mnie).
W odróżnieniu od języka polskiego, w języku fińskim nie istnieją zaimki dzierżawcze. Zamiast nich używa się zawsze form innych zaimków (zazwyczaj osobowych, wskazujących, względnych, lub pytających) w genetiivi (dopełniaczu). Ponieważ zaimek taki jest już odmieniony, to siłą rzeczy jego form nie uzgadnia się z formą rzeczownika w pozostałych przypadkach, por. polskie „mój dom” / „w moim domu” i fińskie minun taloni / minun talossani (w j. fińskim forma nie ulega zmianie).

#### Zaimki osobowe
Zaimki osobowe (fin. persoonapronominit) w języku fińskim, to:
| Osoba  | Fiński | Polski               | Odmiana                                                                                                   |
| ------ | ------ | -------------------- | --- |
| 1. lp. | minä   | ja                   | minä, minun, minut, minua, minussa, minusta, minuun, minulla, minulta, minullex, minuna, minuksi, minutta |
| 2. lp. | sinä   | ty                   | sinä, sinun, sinut, sinua, sinussa, sinusta, sinuun, sinulla, sinulta, sinullex, sinuna, sinuksi, sinutta |
| 3. lp. | hän    | on, ona (o osobie)   | hän, hänen, hänet, häntä, hänessä, hänestä, häneen, hänellä, häneltä, hänellex, hänenä, häneksi, hänettä  |
| 1. lm. | me     | my                   | me, meidän, meidät, meitä, meissä, meistä, meihin, meillä, meiltä, meillex, meinä, meiksi, meittä         |
| 2. lm. | te     | wy                   | te, teidän, teidät, teitä, teissä, teistä, teihin, teillä, teiltä, teillex, teinä, teiksi, teittä         |
| 3. lm. | he     | oni, one (o osobach) | he, heidän, heidät, heitä, heissä, heistä, heihin, heillä, heiltä, heillex, heinä, heiksi, heittä         |

1. ↑  kolejno: nominatiivi, genetiivi, akkustatiivi, partitiivi, allatiivi, elatiivi, illatiivi, adessiivi, ablatiivi, allatiivi, essiivi, translatiivi, abessiivi.

Zaimki osobowe przyjmują w przypadku akkusatiivi specyficzną końcówkę -t (minut, sinut itd.).
Zaimki osobowe odnoszą się wyłącznie do osób. Dla obiektów nieożywionych oraz ożywionych nieosobowych stosuje się zaimki wskazujące (→).
Zaimek osobowy w 3 os. lp. nie rozróżnia między formą męską a żeńską – obie wyraża się przez hän.

##### Forma grzecznościowa
Formą grzecznościową (odpowiednikiem form „pan”, „pani” oraz „państwo” w języku polskim) jest druga osoba liczby mnogiej te (bezpośrednio do drugiej osoby również w formie Te). Użycie drugiej osoby liczby mnogiej w roli formy grzecznościowej jest jednak ograniczone do zaimka osobowego i czasownika, por. olkaa hyvä! (proszę [dosł. bądźcie dobry]) grzecznościowo do pojedynczego rozmówcy i olkaa hyvät (proszę [dosł. bądźcie dobrzy]) do grupy rozmówców. W szczególności dotyczy to też form imiesłowów w czasach złożonych, por. np. oletteko nähnyt? (czy pan widział?) vs. oletteko nähneet? (czy państwo widzieli/czy widzieliście). Bezpośredni odpowiednik polskiej formy grzecznościowej, tj. tytuł rouva (pani) lub herra (pan) z 3. os. lp., np. onko rouva nähnyt... (czy pani widziała...) jest również poprawny i zrozumiały, z tym że już raczej archaiczny i trącący tonem nadmiernej służalczości. W oficjalnych sytuacjach przyjęte jest natomiast odnoszenie się do innych osób w 3. os. lp. tylko przy użyciu nazwiska (bez tytułu rouva/herra), np. Lehtinen sanoi, että... ([Pan] Lehtinen powiedział, że...).
Pod względem obyczajowym, zwracanie się w formie grzecznościowej (fin. teititellä – być na wy) jest w Finlandii o wiele mniej rozpowszechnione niż w Polsce, Niemczech czy Francji. Pomiędzy ludźmi młodymi a także w nieosobistych przypadkowych rozmowach, w których osoby kontaktują się w ramach wykonywanych ról (np. klient⇔sprzedawca w sklepie) zdecydowanie dominuje forma bezpośrednia (fin. sinutella – być na ty). Jednak rozmowa między tymi samymi dwiema osobami (znowu, np. przy kasie) może przejść na formę grzecznościową kiedy tylko zaczyna wykraczać poza temat dokonywanych zakupów, lub kiedy jej ton zaczyna być negatywnie nacechowany emocjonalnie. Co do zasady: gdy nie jest się pewnym, należy używać form grzecznościowych. Częstym sposobem uniknięcia wyboru właściwego trybu zwracania się do danej osoby jest, podobnie jak w języku polskim, zupełne pominięcie zaimka, np. miten voin autaa? (w czym mogę [panu/pani/tobie] pomóc?).

##### Zaimki osobowe lp. w lm.
Zaimkom osobowym lp. takim jak minä (ja), sinä (ty), itd. odpowiadają zaimki osobowe lm. me (my) czy te (wy). Jednakże zaimki osobowe lp. jako takie odmieniają się niezależnie od tego również w liczbie mnogiej, np. monet on minät (wiele jest [moich] "ja" [osobowości])), czy też pääse sinuiksi kuoleman kanssa! (przejdź na "ty" ze śmiercią! [w znazczeniu "oswój się"]). Formy te występują rzadko i tylko w pewnych specyficznych znaczeniach – nie zastępują nigdy zaimków osobowych lm.

#### Zaimki wskazujące
Zaimki wskazujące (fin. demonstratiivipronominit) występujące w j. fińskim są następujące:
| Liczba | Fiński | Polski                          | Odmiana                                                                                          |
| ------ | ------ | ------------------------------- | ------------------------------------------------------------------------------------------------ |
| lp.    | tämä   | ten, ta to                      | tämä, tämän, tätä, tässä, tästä, tähän, tällä, tältä, tällex, tänä, täksi                        |
| lp.    | tuo    | tamten, tamta, tamto            | tuo, tuon, tuota, tuossa, tuosta, tuohon, tuolla, tuolta, tuollex, tuona, tuoksi                 |
| lp.    | se     | ten, ta, to (pot. on, ona, ono) | se, sen, sitä, siinä, siitä, siihen, sillä, siltä, sillex, sinä, siksi                           |
| lm.    | nämä   | ci, te                          | nämä, näiden, näita, näissä, näistä, näihin, näillä, näiltä, näillex, näinä, näiksi, näin, näine |
| lm.    | nuo    | tamci, tamte                    | nuo, noiden, noita, noissa, noista, noihin, noilla, noilta, noillex, noina, noiksi, noin, noine  |
| lm.    | ne     | ci, te (pot. oni, one)          | ne, niiden, niitä, niissä, niistä, niihin, niillä, niiltä, niillex, niinä, niiksi, niin, niine   |

Zaimki wskazujące mogą występować albo samodzielnie (np. jako podmiot lub dopełnienie zdania) albo też w funkcji przydawki.
W funkcji przydawki zaimek wskazujący może dotyczyć zarówno osób, ożywionych obiektów nieosobowych (np. zwierząt) jak i przedmiotów nieożywionych, np. tämä mies (ten mężczyzna), tuo näinen (tamta kobieta), se koira (ten pies), tuo kirja (tamta książka). W odniesieniu do osób zaimek wskazujący jest (w funkcji przydawki) określeniem zupełnie neutralnym i kulturalnym.
W funkcji podmiotu lub dopełnienia w odniesieniu do osób używany jest zazwyczaj zaimek osobowy. Od tej reguły są jednak wyjątki.
Po pierwsze, użycie zaimków wskazujących w zdaniach orzekających (tj. „to jest”) jest częste i neutralne, np. tämä on Matti Lehtinen (to jest Matti Lehtinen); por. też tässä on poniżej.
Po drugie, zaimków wskazujących tämä/nämä używa się w odniesieniu do osób tam, gdzie w zdaniu złożonym zachodzi potrzeba rozróżnienia pomiędzy dwiema możliwymi interpretacjami sensu. Jest to subtelny mechanizm, posiadający swój odpowiednik również w języku polskim. Użycie w zdaniu podrzędnym zaimka wskazującego (zamiast osobowego), zmienia sens tego zdania w ten sposób, iż zamiast dotyczyć podmiotu zdania nadrzędnego, dotyczy ono dopełnienia zdania nadrzędnego, por. np. Pinja yritti ottaa yhteyttä Helmiin, muttei tuntenut tämän puhelinnumeroa (Pinja usiłowała skontaktować się z Helmi, ale nie znała jej numeru telefonu) vs. Pinja yritti ottaa yhteyttä Helmiin, muttei tuntenut hänen puhelinnumeroaan (Pinja usiłowała skontaktować się z Helmi, ale nie znała swojego numeru telefonu); również np. Pinja yritti ottaa yhteyttä Helmiin, mutta tämä ei ollut kotona (Pinja usiłowała skontaktować się z Helmi, ale tej nie było w domu), Pinja yritti ottaa yhteyttä Helmiin, mutta kukaan ei pystynyt löytämään tätä (Pinja usiłowała skontaktować się z Helmi, ale tej nikt nie mógł znaleźć).
Po trzecie, w języku potocznym używa się nagminnie zaimków wskazujących se oraz ne również w odniesieniu do osób, co ma również charakter zupełnie neutralny (nieobraźliwy) i nie ma odpowiednika w języku polskim.
Natomiast użycie w podmiocie lub dopełnieniu zaimka wskazującego tuo/nuo w odniesieniu do osoby, choć również gramatyczne, ma już charakter zdecydowanie obraźliwy (niezależnie od tego, czy jest to język oficjalny czy potoczny), np. tuo sanoi, että... („tamto [coś]” powiedziało, że...). Oczywiście wypowiedź taka może być do przyjęcia jako wypowiedź żartobliwa, ironiczna czy pieszczotliwa, o ile okoliczności są po temu stosowne.
W przypadku ożywionych obiektów nieosobowych (np. zwierząt) oraz przedmiotów nieożywionych, w funkcjach podmiotu i dopełnienia używa się zawsze zaimków wskazujących.
Klasyfikacja fińskich zaimków wskazujących zawiera 3 klasy relacji względem autora wypowiedzi (tämä/nämä, tuo/nuo oraz se/ne) i nie daje się łatwo przełożyć na klasyfikację polską składającą się z dwóch klas (ten/ta/to/ci/te oraz tamten/tamta/tamto/tamci/tamte):
- tämä/nämä używa się przede wszystkim, gdy:

- przedmiot wypowiedzi pozostaje w ręku autora wypowiedzi lub w jego bezpośrednim zasięgu i jest przez niego wskazywany, np. tämä kirja (ta książka) o książce trzymanej w ręce i pokazywanej rozmówcy, lub też wskazywanej np. palcem z bardzo małej odległości
- autor wypowiedzi uczestniczy w czynności stanowiącej przedmiot wypowiedzi, np. tämä on hauskaa! (to jest fajne!) gdy mówa jest o przejażdżce kolejką górską, w której a.w. sam siedzi
- w większości przypadków gdy przedmiot wypowiedzi jest abstrakcyjny, np. tämä ajatus (ten pomysł/ta myśl), aczkolwiek inne zaimki też występują

- tuo/nuo używa się przede wszystkim, gdy:

- przedmiot wypowiedzi pozostaje w zasięgu wzroku autora wypowiedzi i jest przez niego wskazywany, np. tuo rakennus (tamten budynek), o budynku widocznym w oddali
- autor wypowiedzi obserwuje z pewnej odległości czynność stanowiącą przedmiot wypowiedzi, podczas gdy wykonują ją inni, np. tuo on hauskaa! (to/tamto jest fajne!) wskazując na widoczną w oddali kolejkę górską i bawiących się na niej ludzi
- ironicznie w znaczeniu podobnym do polskiego „toto” w sytuacjach, kiedy w tonie neutralnym uzasadnione by było użycie innego zaimka, np. mikä tuo on olevinaan?! (co to niby ma być, to coś?!) pokazując komuś jakiś trzymany w ręku przedmiot

- se/ne używa się przede wszystkim, gdy:

- przedmiot wypowiedzi pozostaje w danym momencie jedynie w sferze wyobraźni lub pamięci, np. se rakennus Kuopiossa... (ten budynek w Kuopio), podczas gdy a.w. znajduje się zupełnie gdzie indziej
- przedmiot wypowiedzi pozostaje w ręku adresata wypowiedzi lub w jakiś inny sposób w ramach jego „strefy wpływów” (np. w jego kieszeni, na jego głowie itd.), niezależnie od relacji względem autora wypowiedzi, np. se on hyvä kirja (o książce trzymanej przez rozmówcę)
- autor wypowiedzi komentuje jakieś czynności, które miały miejsce zupełnie gdzie lub kiedy indziej, niezależnie od tego czy w nich uczestniczył czy nie, np. se oli hauskaa! (o czymś co miało miejsce 3 tygodnie temu)

W przypadku narracji w 3. os. zaimki dobiera się zazwyczaj zgodnie z relacją przedmiotu względem podmiotu wypowiedzi, chyba że kontekst wymaga wskazania relacji względem jeszcze innych osób.
Form inessiivi zaimków wskazujących liczby pojedynczej, tj. tässä, tuossa oraz siinä używa się w znaczeniu „oto”, stosownie do opisanych powyżej klas relacji autora wypowiedzi względem przedmiotu, np. tässä tasarahaa (oto równa kwota [podając należność sprzedawcy]), siinä kaikki (to wszystko/to tyle/ot i wszystko). W formie grzecznościowej używa się tych form również do osób, np. tässä on herra Lehtinen (oto pan Lehtinen), aczkolwiek forma tämä on... też nie jest w tym kontekście wykluczona.
Zaimki wskazujące w zasadzie nie występują w przypadkach marginalnych, z wyjątkiem form instruktiivi lm., tj. näin, noin oraz niin (wszystkie w znaczeniu „tak” w różnej relacji względem autora wypowiedzi) oraz szczątkowych form komitatiivi, tj. näine, noine oraz niine, np. w utartym wyrażeniu niine hyvineen używanym w przybliżonym znaczeniu „z tymi słowami”, np. hän meni niine hyvineen ovesta ulos (z tymi słowami [nie mówiąc/robiąc nic więcej] wyszedł za drzwi).
Od zaimków wskazujących pochodzą istotne i często spotykane przysłówki. Oddają one dokładnie te same relacje autora wypowiedzi względem jej przedmiotu, co formy podstawowe i występują w logicznych grupach, tj. tännex, tuonnex, sinnex odpowiadające znaczeniu „do danego miejsca” odpowiednio w relacji oddawanej przez tämä, tuo, se.
| Liczba | Forma podstawowa | Ważne przysłówki/przymiotniki pochodne                                                                                                 |
| ------ | ---------------- | --- |
| lp.    | tämä             | täällä (tutaj), täältä (stąd), tännex ([do] tutaj), tällöin (wtedy), täten (tak, tym sposobem, niniejszym), tällainen∼tämmöinen (taki) |
| lp.    | tuo              | tuollä (tam), tuolta (stamąd), tuonnex ([do] tam), tuolloin (wtedy), tuollainen∼tuommoinen (taki)                                      |
| lp.    | se               | siellä (tam), sieltä (stamąd), sinnex ([do] tam), silloin (wtedy), siten (tak, tym sposobem), siis (więc), sellainen∼semmoinen (taki)  |
| lm.    | nämä             | – |
| lm.    | nuo              | – |
| lm.    | ne               | – |

1. ↑  form tych nie należy mylić z formami w przypadkach przymiotnikowych np. por. tällä (na tym) oraz täällä (tutaj), por. też meidän pitäisi istua kivellä; tällä emme kuitenkaan saa istua (powinniśmy siedzieć na kamieniu; na tym [kamieniu] jednakże siedzieć nam nie wolno) vs. meidän pitäisi istua kivellä; täällä emme kuitenkaan saa istua (powinniśmy siedzieć na kamieniu; tutaj jednakże siedzieć nam nie wolno [w ogóle]).
2. 1 2 3  wszystkie trzy formy tłumaczą się na „wtedy”; w języku fińskim formę dobiera się zgodnie z zamierzoną relacją względem autora wypowiedzi, na normalnych zasadach; uwaga: tällöin nie znaczy *„teraz” (por. nyt).

#### Zaimki pytające
Zaimki pytające (fin. interrogatiivipronominit) to kuka? (kto?), mikä? (co? lub który?), kumpi? (który spośród dwóch?), miten? (jak?), kuinka? (jak?), milloin? (kiedy?), koska? (kiedy?), miksi? (dlaczego?), millainen? (jaki?) oraz minkälainen? (jakiego rodzaju?). Formy takie jak missä? (gdzie?) czy mista? (skąd?) są formami odmienionymi zaimka mikä?.
Zaimek kuka? służy do zadawania pytań o osoby ludzkie. Posiada nieregularny rdzeń samogłoskowy kene-, ma nieregularne formy partitiivi lp. ketä?, nominatiivi lm. ketkä, a w przypadku t-akkusatiivi przyjmuje specyficzną końcówkę -t tworząc formę kenet?. Występuje regularnie w liczbie mnogiej z rdzeniem lm. kei-. Przykłady użycia form zaimka kuka? to np. kuka tämä on? (kto to jest?), ketkä he ovat? (kim oni są?), ketä etsit? (kogo szukasz?), kenet löysit? (kogo znalazłeś?), kenelle annoit kirjan? (komu dałeś książkę?), keiltä ne sait? (od kogo [w l. mnogiej, od których osób] te [rzeczy] dostałeś?).
Zaimek mikä? służy do zadawania pytań o przedmioty, zwierzęta itd. Posiada nieregularny rdzeń samogłoskowy mi-, np. missä? (gdzie?), w genetivii ma formę minkä?, a w partitiivi mitä?. Nie występuje w lm., poza nominatiivi, gdzie przyjmuje formę mitkä? (lub też, inaczej mówiąc, pozostałe formy lm. są takie same jak formy lp.). Wśród jego form występuje m.in. forma minä? (jako co?), której nie należy mylić z zaimkiem osobowym minä (ja), a także forma miksi? (w co [się zmieniać]?), której z kolei nie należy mylić z zaimkiem pytającym miksi? (dlaczego?). Przykłady użycia form zaimka mikä? to np. mikä tämä on? (co to jest?), mitkä nuo ovat? (co to jest [lm. „czym są te rzeczy tam”]?), mitä etsit? (czego szukasz?), minkä löysit? (co znalazłeś?), missä me olemme? (gdzie my jesteśmy?), milloin he tulevat? (kiedy oni przychodzą?), minä vuonna se tapahtui? (w którym roku to się stało?), miksi minua luulet? (za co mnie [błędnie] uważasz?), missä kaupungeissa olet ollut? (w których miastach [zauw. lm.] byłeś?).
Przynajmniej trzy formy zaimka mikä? tłumaczą się na język polski jako co?: mikä?, mitä? oraz minkä?, co może być początkowo mylące. Dobór zaimka pytającego jest dostosowany do funkcji, jaką w zdaniu pełni rzecz, której pytanie dotyczy (w języku polskim zaimek co? posiada tę samą formę w mianowniku i w bierniku liczby pojedynczej, co utrudnia niejako Polakom rozróżnianie zaimków fińskich), por. mikä söi koiran? (co zjadło psa?) vs. mitä koira söi? (co pies jadł?) vs. minkä koira söi? (co pies zjadł?).
Zaimek kumpi? służy do zadawania pytań typu „który spośród dwóch” i może dotyczyć zarówno osób jak i innych obiektów. Zaimek odmienia się tak samo jak przymiotniki stopnia wyższego – posiada więc rdzeń samogłoskowy kumpa-. Nie występuje w liczbie mnogiej. Posiada synonim kumpainen?, który jest znacznie rzadziej używany. Przykład użycia kumpi? to kumpi heistä on ollut täällä? (który z nich [dwóch] tu był?), kummalle annoit kirjan? (któremu [z dwóch] dałeś książkę?), kumpi kirja on parempi? (która książka [z dwóch] jest lepsza?).
Zaimek kuinka? jest nieodmienny i używany w zapytaniach o sposób wykonania czynności, np. kuinka sen teit? (jak to zrobiłeś?), kuinka löysit meidät? (jak nas znalazłeś?), a także w zapytaniach o intensywność cechy, np. kuinka monta heitä on? (jak wielu ich jest?), kuinka paljon kilo perunoita maksaa? (ile [jak wiele] kosztuje kilogram ziemniaków?), kuinka nopeasti osaat juosta? (jak szybko potrafisz biec?), kuinka nopea sinun autosi on? (jak szybki jest twój samochód?).
Zaimek miten? jest również nieodmienny i jest używany podobnie jak kuinka? w zapytaniach o sposób wykonania czynności, np. miten sen teit? (jak to zrobiłeś?), miten se tapahtui? (jak to się stało?). Nie występuje w pytaniach o ilość ani liczebność, natomiast w zapytaniach o intensywność cechy (głównie przymiotnika) kładzie mniejszy nacisk na oczekiwaną precyzję odpowiedzi, np. miten vahva sinä olet? (jak/na ile jesteś silny). Użycie kuinka? może w pewnych wypadkach sugerować oczekiwanie odpowiedzi w miarę precyzyjnej, np. liczbowej.
Zaimki koska? oraz milloin?, również nieodmienne, służą do zadawania pytań o czas. Nie ma między nimi zasadniczej różnicy. Przykłady użycia to: koska menet kotiin? (kiedy jedziesz do domu?) lub milloin hän tulee? (kiedy on przyjdzie?).
Zaimek miksi? jest nieodmienny i używany jest w pytaniach o powody zdarzenia, np. miksi tulit tänne? (dlaczego tu przyszedłeś?), miksi vihaat häntä niin paljon? (dlaczego tak bardzo go nienawidzisz?).
Zaimek millainen? używany jest w zapytaniach o cechy rzeczownika. Odmienia się regularnie, tak jak pozostałe słowa z końcówkę -nen, np. millainen sää on ulkona? (jaka jest na zewnątrz pogoda?), millaisista kirjoista pidät? (jakie książki lubisz?), millaisessa talossa asuit lapsena? (w jakim domu mieszkałeś jako dziecko?).
Zaimek minkälainen? (będący słowem złożonym) używany jest w zapytaniach typu „jakiego rodzaju” – czyli nie tyle o cechy ile o klasyfikację, np. minkälaisesta ruuasta pidät? (jakiego rodzaju jedzenie lubisz), w odp. np. kiinalaisesta (chińskie).
Przykłady użycia form odmienionych to m.in. missä olet? (gdzie jesteś?), mistä olet kotoisin? (skąd pochodzisz?), mihin menet? (dokąd idziesz). W pytaniach o cel ruchu itp. często zamiast mihin? używa się niezależnej formy pochodnej minne? (dokąd). W pytaniach typu „o której [godzinie]?” używa się konstrukcji mihin aikaan hän tulee? (o której [godzinie] on przyjdzie?).
Spotkać można również archaiczne warianty zaimka mikä? oparte na rdzeniu ku-, np. kussa? (gdzie/w czym?), kuhun? lub kunne? (dokąd?), itd. Formy te mogą również zastępować zaimek względny mikä (patrz niżej). Por. też spójniki, tj. kuten (jak) czy kunnes (dopóki).

#### Zaimek zwrotny
Zaimek zwrotny (fin. refleksiivipronomini) to itsex (się, siebie). Jest regularnie odmienny przez przypadki i zazwyczaj jest używany w połączeniu z sufiksem dzierżawczym, np. katso itseäsi! (popatrz na siebie!). Nie należy go mylić ze stanowiącym jego homonim przysłówkiem itsex (sam [samodzielnie]), por. minä tein sen itse (zrobiłem to sam).
Wiele czasowników fińskich niesie w samej swojej formie podstawowej sens zwrotny i nie wymaga dodania zaimka zwrotnego.

#### Zaimek wzajemny
Zaimek wzajemny (fin. resiprookkipronomini) w języku fińskim to toinen. Odpowiada polskiemu „się” w zdaniach typu „lubimy się [wzajemnie]”. Używa się go na dwa różne sposoby.
Pierwszy sposób wymaga powtórzenia zaimka toinen w liczbie pojedynczej, przez co przyjmuje on formy toinen toisemme, toinen toisenne i toinen toisensa, np. me pidämme toinen toisestamme (lubimy się [wzajemnie]). Odmianie przez przypadki podlega wyłącznie drugi wyraz, podczas gdy pierwszy pozostaje niezmienny. Sufiks dzierżawczy dostosowuje się do osoby, w której pojawia się czasownik.
Drugi sposób (uchodzący do niedawna za mniej poprawny, obecnie równorzędny) to użycie zaimka toinen w liczbie mnogiej (bez powtórzenia), tj. toisiaan, np. he rakastavat toisiaan (kochają się [wzajemnie]), me pidämme toisistamme (lubimy się [wzajemnie]). I tu sufiks dzierżawczy dostosowuje się do osoby, w której pojawia się czasownik.
W przypadkach gdy opisywana czynność nie jest dosłowna, pojawiają się też formy toinen w liczbie pojedynczej, np. ongelma seuraa toistaan (przybl. problem wychodzi jeden za drugim [problem goni problem]).

#### Zaimki względne
Zaimki względne (fin. relatiivipronominit) w języku fińskim to joka (który/a/e [o rzeczy lub osobie]) oraz mikä (co, homonim zaimka pytającego mikä?). Joka odnosi się zazwyczaj do ostatniego wyrażenia zdania nadrzędnego, a mikä do całego zdania nadrzędnego (zauw. analogię z językiem polskim), np. tässä on poika, joka asuu täällä (oto chłopiec, który tu mieszka), hän asui Suomessa kuukauden, mikä oli hänelle hyväksi (mieszkał w Finlandii przez miesiąc, co dobrze mu zrobiło). W niektórych zdaniach z przymiotnikami i przysłówkami w stopniu najwyższym joka bywa zastępowane przez mikä w znaczeniu odpowiadającym polskiemu „jaki”, np. tämä on paras elokuva, mikä olen nähnyt (to najlepszy film, jaki widziałem).
Zaimek joka posiada nieregularny rdzeń infleksyjny jo-, np. jota (którypart.), jossa (w którym) itd. Mikä posiada nieregularny rdzeń infleksyjny mi-, np. mitä (copart.), missä (w czym/gdzie) itd.
Zaimek joka posiada też nieodmienny homonim joka o znaczeniu przymiotnikowym „każdy/a/e”, używany w funkcji przydawki, por. joka päivä ja joka yö (każdy dzień i każda noc).

#### Zaimki nieokreślone
Zaimków nieokreślonych (fin. indefiniittipronominit lub kvanttoripronominit) jest w języku fińskim około 20. Wiele z zaimków nieokreślonych odmienia się regularnie, ale często według nietypowych reguł. Najczęściej używane zaimki nieokreślone, to:
| Zaimek     | Polski                      | Schemat odmiany                                                                         | Ważne przysł. pochodne                                                                                   | Przykłady |
| ---------- | --------------------------- | --------------------------------------------------------------------------------------- | --- | --- |
| joku       | ktoś                        | podwójna końcówka, np. jonkun, jotakuta, jollekulle, joihinkuihin                       | – | joku on ollut täällä (ktoś tu był), annoin paitani jollekulle (oddałem swoją koszulę komuś) |
| jokin      | coś                         | końcówka przed kin, często oboczn. kin∼in, np. jonkin, jotakin∼jotain, jossakin∼jossain | – | jokin on täällä (coś tu jest), sen täytyy olla jossain (to musi gdzieś być) |
| jompikumpi | któryś z dwóch              | podw. końcówka, niereg., wym. stóp, np. jompaakumpaa, jommallakummalla                  | – | jompikumpi on ollut täällä (któryś [z dwóch] tu był) |
| kumpikin   | obydwaj                     | końcówka przed kin, niereg., wym. stóp, np. kummankin, kumpaankin                       | – | kumpikin on ollut täällä (obaj tu byli) |
| kumpikaan  | żaden z dwóch               | końcówka przed kaan, niereg., wym. stóp, np. kummankaan, kumpaankaan                    | – | kumpikaan ei ole ollut täällä (żaden z nich dwóch tu nie był) |
| kukin      | każdy z nich                | końcówka przed kin, np. kunkin, kutakin, kullakin                                       | – | kullakin on ollut kirves (każdy miał siekierę) |
| kukaan     | nikt/żaden z nich           | part. ketään, w poz. końcówka przed kaan, rdzeń kene-, np. kenenkään, kenelläkään       | – | täällä ei ole ketään (tu nie ma nikogo) kenelläkään ei ole kirvestä (nikt nie ma siekiery) |
| mikin      | (patrz przykład)            | końcówka przed kin, np. mitäkin, milläkin                                               | – | w pytaniu, z innym zaimkiem, np. Kuka milläkin ajaa töihin? (kto [z grupy osób] czym jedzie do pracy?), mistä missäkin palaverissa puhutaan? (co na jakim zebraniu [z ich grupy] będzie omawiane?) |
| mikään     | nic/żadna z tych [rzeczy]   | kä- zwykle znika, ale nie zawsze, np. mitään millään, ale miksikään                     | milloinkaan (nigdy), minnexkään (donikąd), mitenkään (nijak)                                             | täällä ei ole mitään (tu nic nie ma), tämä ei onnistu millään (to się nie uda żadnym sposobem), tämä juna ei lähde milloinkaan (ten pociąg nigdy nie odjedzie)                                     |
| kaikki     | wszyscy/wszystko            | rdzeń kaikke-, wym. stóp, np. kaiken, kaikkiin                                          | kaikkialla/-alta/-alle (wszędzie/zewsząd/[do] wszędzie)                                                  | kaikki on hyvin (wszystko jest dobrze), kaikkialta tuli miehiä (zewsząd przychodzili mężczyźni) |
| muu        | inny                        | np. muun, muussa, muissa                                                                | muualla/-alta/-alle (gdzie indziej/skądinąd/[do] g. indziej), muulloin (kiedy indziej), muuten (inaczej) | muut olivat hiljaa (inni byli cicho), muualla on enemmän ihimisiä (gdzie indziej jest więcej ludzi)                                                                                                |
| toinen     | jeden/drugi                 | jak wszystkie -nen, np. toisen, toisessa, toista                                        | toisaalta (przen. z drugiej strony)                                                                      | toinen oli hiljaa (drugi był cicho), toisella oli kirves, toisella puukko (jeden miał siekierę, drugi nóż)                                                                                         |
| muuan      | pewien [bardziej określony] | wyłącznie nom. muuan oraz part. muuatta                                                 | – | kuten varmasti tiedätte muuan poliitikko epäillään valtion rahan kavalluksesta (jak zapewne [państwo] wiecie pewnego wiadomego polityka podejrzewa się o defraudację pieniędzy państwowych)        |
| eräs       | pewien [tożs. nieistotna]   | rdzeń erää-, part. erästä, np. erään, eräästä (elatiivi!)                               | – | pari miestä asui tuolla, ja eräs asui täällä (dwóch mężczyzn mieszkało tam, a pewien [inny] mieszkał tu)                                                                                           |
| moni       | wiele/wielu                 | rdzeń mone-, part. monta, np. monen, monesta                                            | monesti (wiele razy), moniaalla/-aalta/-aalle (w/z/do wielu miejsc(ach))                                 | moni ei uskoisi tätä (wielu by w to nie uwierzyło), näin monta (widziałem wielu) |
| molemmat   | obaj/obie                   | tylko lm., wym. stóp, np. molempia, molemmissa                                          | – | molemmat ovat tärkeitä (obie [rzeczy] są ważne) |
| usea       | niejeden                    | np. usean, useassa                                                                      | useasti (nie raz)                                                                                        | usealla on oma kirves (niejeden ma własną siekierę) |
| jokainen   | wszyscy z nich              | jak wszystkie -nen np. jokaisen, jokaista, jokaisella                                   | – | jokaisella on kirves (wszyscy mają siekiery) |
| muutama    | paru/kilku/co poniektóry    | np. muutaman, muutamaa, muutamalla                                                      | – | muutamalla oli kirves (paru miało siekiery) |
| sama       | ten/taki sam                | np. saman, samaa, samalla                                                               | – | sama ei toistu (to samo się nie powtórzy), samoin! (nawzajem! [dosł. tym samym]) |

Wiele zaimków występuje też w formie przydawki, np. eräs mies (pewien mężczyzna), muutama nainen (co poniektóra kobieta), jossain paikassa (w jakimś miejscu), kaikki miehet ovat jo täällä (wszyscy mężczyźni już tu są).
Zaimek joku występuje czasem w formie nieodmienionej w znaczeniu jakiś, np. hänellä oli joku kirja (miał jakąś książkę); zdania te można też skonstruować z użyciem zaimka jokin, np. hänellä oli jokin kirja.

### Liczebniki
Budowa fińskich liczebników głównych opiera się zasadniczo na nazwach liczb naturalnych z przedziału 1–10: yksi (1), kaksi (2), kolme (3), neljä (4), viisi (5), kuusi (6), seitsemän (7), kahdeksan (8), yhdeksän (9) i kymmenen (10).
Liczby z przedziału od 11 do 19 tworzy się przy pomocy sufiksu -toista, np. kolmetoista dla trzynastu, kahdeksantoista dla osiemnastu. Dosłownie tłumacząc kolmetoista oznacza „trzeci z drugiego”, czyli trzeci element drugiej dziesiątki. System ten służył dawniej do rozszerzania kolejnych dziesiątek o pozycje jednostkowe, tak więc 35 czytane było viisineljättä – piąty z czwartego (rzędu). Ten sposób liczenia zniknął z dzisiejszego języka, znajduje się go jeszcze w starszych tekstach, np. w numeracji rozdziałów w Kalevali. Na podobnej zasadzie zbudowane jest słowo puolitoista (półtora) – „pół z drugiego”. Człon -toista jest nieodmienny i w odmienionych formach liczebnikach doczepia się go po końcówce przypadka, np. viidestatoista (z piętnastu).
Rząd dziesiątek tworzy się przez dodanie członu -kymmentä, tak więc kaksikymmentä to dosłownie „dwie dziesiątki”, czyli dwadzieścia. Większe liczby tworzy się dodając na końcu liczbę jednostek: kaksikymmentäyksi – dwadzieścia jeden. Podobnie postępuje się przy wyższych rzędach – setkach (sata), tysiącach (tuhat) itd. Wszystkie te liczby zapisuje się łącznie (używany czasami w przykładach poniżej znak „=” służy tylko ułatwieniu rozbioru i zrozumienia słowa).
Do osobliwości fińskiego liczebnika należy zaliczyć uwspólnianie przypadka, gdy liczebnik występuje w funkcji przydawki – kolmesta talosta – „z trzech domów” (to dość rzadkie zjawisko występuje m.in. w jęz. polskim). W wypadku liczebników złożonych uwspólnienie dotyczy wszystkich elementów:
- 234 domy: kaksi=sataa=kolme=kymmentä=neljä taloa
- z 234 domów: kahdesta=sadasta=kolmesta=kymmenestä=neljästä talosta

Liczebniki o wartości powyżej jednego, występujące w nominatiivi wymagają użycia partitiivi lp. dla następujących po nich rzeczowników (również policzalnych), np.: kaksi autoa (dwa samochody), kolme omenaa (trzy jabłka). Dla jedności używa się zwykłej formy nominatiivi, np. yksi auto (jeden samochód). Kiedy liczebnik występuje w innych przypadkach w lp., to wyraz określany występuje w tym samym przypadku i również zawsze w liczbie pojedynczej, np.: kahdessa autossa (w dwóch samochodach).

#### Odmiana liczebników
Liczebniki odmienia się według tych samych schematów co rzeczowniki, jednak rdzenie służące do ich odmiany są często nieregularne. Zwłaszcza formy partitiivi są bardzo często nieregularne. W lp. nie występują dla liczebników formy instruktiivi ani komitatiivi.
Ponadto, jak już było wspomniane, odmiana liczebnika wymaga odmienienia wszystkich jego członów. Wiele rdzeni samogłoskowych liczebników podlega wymianie stóp, kaksi (dwa) → kahdessa (w dwóch), kahtena (jako dwa). W przypadku illatiivi używa się wyłącznie końcówki -Vn (normalne zasady nie obowiązują).
Poniższa tabela przedstawia schematy odmiany liczebników. Znak „↔” symbolizuje miejsce lub miejsca, w których do rdzenia przyłącza się końcówkę, zaś znak „=” separuje człony liczebników (tylko dla przejrzystości, w rzeczywistości liczebniki zapisuje się łącznie). Wszystkie rdzenie zostały poniżej podane w stopie mocnej; należy pamiętać, że z odpowiednimi końcówkami przyjmują one formę stopy słabej.
| Liczba | 0–9                                                                         | 10–19                                                                                           | 20,21,22,33,...,99                                                                   |
| Liczba | Liczebnik / Rdzeń / Part.                                                   | Liczebnik / Rdzeń / Part.                                                                       | Liczebnik / Rdzeń / Part.                                                            |
| ------ | --------------------------------------------------------------------------- | ----------------------------------------------------------------------------------------------- | ------------------------------------------------------------------------------------ |
| 0      | nolla nolla↔ nollaa                                                         | kymmenen kymmene↔ kymmentä                                                                      | kaksi=kymmentä kahte↔kymmene↔ kahta=kymmentä                                         |
| 1      | yksi yhte↔ yhtä                                                             | yksi=toista yhte↔toista yhtä=toista                                                             | kaksi=kymmentä=yksi kahte↔kymmene↔yhte↔ kahta=kymmentä=yhtä                          |
| 2      | kaksi kahte↔ kahta                                                          | kaksi=toista kahte↔toista kahta=toista                                                          | kaksi=kymmentä=kaksi kahte↔kymmene↔kahte↔ kahta=kymmentä=kahta                       |
| 3      | kolme kolme↔ kolmea                                                         | kolme=toista kolme↔toista kolmea=toista                                                         | kolme=kymmentä=kolme kolme↔kymmene↔kolme↔ kolmea=kymmentä=kolmea                     |
| 4      | neljä neljä↔ neljää                                                         | neljä=toista neljä↔toista neljää=toista                                                         | neljä=kymmentä=neljä neljä↔kymmene↔neljä↔ neljää=kymmentä=neljää                     |
| 5      | viisi viite↔ viittä                                                         | viisi=toista viite↔toista viittä=toista                                                         | viisi=kymmentä=viisi viite↔kymmene↔viite↔ viittä=kymmentä=viittä                     |
| 6      | kuusi kuute↔ kuutta                                                         | kuusi=toista kuute↔toista kuutta=toista                                                         | kuusi=kymmentä=kuusi kuute↔kymmene↔kuute↔ kuutta=kymmentä=kuutta                     |
| 7      | seitsemän seitsemä↔ seitsemää                                               | seitsemän=toista seitsemä↔toista seitsemää=toista                                               | seitsemän=kymmentä=seitsemän seitsemä↔kymmene↔seitsemä↔ seitsemää=kymmentä=seitsemää |
| 8      | kahdeksan kahdeksa↔ kahdeksaa                                               | kahdeksan=toista kahdeksa↔toista kahdeksaa=toista                                               | kahdeksan=kymmentä=kahdeksan kahdeksa↔kymmene↔kahdeksa↔ kahdeksaa=kymmentä=kahdeksaa |
| 9      | yhdeksän yhdeksä↔ yhdeksää                                                  | yhdeksän=toista yhdeksä↔toista yhdeksää=toista                                                  | yhdeksän=kymmentä=yhdeksän yhdeksä↔kymmene↔yhdeksä↔ yhdeksää=kymmentä=yhdeksää       |
| Liczba | 100,101,202,...,909                                                         | 110,111,212,...,919                                                                             | 1000,1001,2002,...,9009                                                              |
| Liczba | Liczebnik / Rdzeń / Part.                                                   | Liczebnik / Rdzeń / Part.                                                                       | Liczebnik / Rdzeń / Part.                                                            |
| 0      | sata sata↔ sataa                                                            | sata=kymmenen sata↔kymmene↔ sataa=kymmentä                                                      | tuhat tuhante↔ tuhatta                                                               |
| 1      | sata=yksi sata↔yhte↔ sataa=yhtä                                             | sata=yksi=toista sata↔yhte↔toista sataa=yhtä=toista                                             | tuhat=yksi tuhante↔yhte↔ tuhatta=yhtä                                                |
| 2      | kaksi=sataa=kaksi kahte↔sata↔kahte↔ kahta=sataa=kahta                       | kaksi=sataa=kaksi=toista kahte↔sata↔kahte↔toista kahta=sataa=kahta=toista                       | kaksi=tuhatta=kaksi kahte↔tuhante↔kahte↔ kahta=tuhatta=kahta                         |
| 3      | kolme=sataa=kolme kolme↔sata↔kolme↔ kolmea=sataa=kolmea                     | kolme=sataa=kolme=toista kolme↔sata↔kolme↔toista kolmea=sataa=kolmea=toista                     | kolme=tuhatta=kolme kolme↔tuhante↔kolme↔ kolmea=tuhatta=kolmea                       |
| 4      | neljä=sataa=neljä neljä↔sata↔neljä↔ neljää=sataa=neljää                     | neljä=sataa=neljä=toista neljä↔sata↔neljä↔toista neljää=sataa=neljää=toista                     | neljä=tuhatta=neljä neljä↔tuhante↔neljä↔ neljää=tuhatta=neljää                       |
| 5      | viisi=sataa=viisi viite↔sata↔viite↔ viittä=sataa=viittä                     | viisi=sataa=viisi=toista viite↔sata↔viite↔toista viittä=sataa=viittä=toista                     | viisi=tuhatta=viisi viite↔tuhante↔viite↔ viittä=tuhatta=viittä                       |
| 6      | kuusi=sataa=kuusi kuute↔sata↔kuute↔ kuutta=sataa=kuutta                     | kuusi=sataa=kuusi=toista kuute↔sata↔kuute↔toista kuutta=sataa=kuutta=toista                     | kuusi=tuhatta=kuusi kuute↔tuhante↔kuute↔ kuutta=tuhatta=kuutta                       |
| 7      | seitsemän=sataa=seitsemän seitsemä↔sata↔seitsemä↔ seitsemää=sataa=seitsemää | seitsemän=sataa=seitsemän=toista seitsemä↔sata↔seitsemä↔toista seitsemää=sataa=seitsemää=toista | seitsemän=tuhatta=seitsemän seitsemä↔tuhante↔seitsemä↔ seitsemää=tuhatta=seitsemää   |
| 8      | kahdeksan=sataa=kahdeksan kahdeksa↔sata↔kahdeksa↔ kahdeksaa=sataa=kahdeksaa | kahdeksan=sataa=kahdeksan=toista kahdeksa↔sata↔kahdeksa↔toista kahdeksaa=sataa=kahdeksaa=toista | kahdeksan=tuhatta=kahdeksan kahdeksa↔tuhante↔kahdeksa↔ kahdeksaa=tuhatta=kahdeksaa   |
| 9      | yhdeksän=sataa=yhdeksän yhdeksä↔sata↔yhdeksä↔ yhdeksää=sataa=yhdeksää       | yhdeksän=sataa=yhdeksän=toista yhdeksä↔sata↔yhdeksä↔toista yhdeksää=sataa=yhdeksää=toista       | yhdeksän=tuhatta=yhdeksän yhdeksä↔tuhante↔yhdeksä↔ yhdeksää=tuhatta=yhdeksää         |

1. ↑  podaje formę podstawową, rdzeń samogłoskowy oraz formę partitiivi.

Dla 10, 100, 1000000 i wyższych liczb rdzeń liczby mnogiej jest taki sam jak rdzeń samogłoskowy, np. kymmenissä taloissa (w dziesiątkach domów), sadoissa kylissä (w setkach wsi). Dla 1000 rdzeń ma postać tuhans-, np. tuhansien ihmisten tarinat (historie tysięcy ludzi).

#### Liczebniki w liczbie mnogiej
Formalnie rzecz biorąc wszystkie liczebniki posiadają formy liczby mnogiej dla wszystkich przypadków włącznie z instruktiivi oraz komitatiivi (dla których formy lp. nie występują). Z liczebnikiem w liczbie mnogiej wyrażenie określane występuje również zawsze w liczbie mnogiej. Użycie tych form jest ograniczone do poniższych przypadków szczególnych:
1. „okrągłe” liczby takie jak 10, 100, 1000 itd. występują w znaczeniu „dziesiątki”, „setki”, „tysiące” czegoś, np. satoja ihmisiä (setki ludzi), miljoonien eläimien elämä (życie milionów zwierząt), pidentää kymmenillä vuosilla (przedłużyć o dziesiątki lat)
2. liczebniki występują w lm. gdy określają rzeczowniki nieposiadające form liczby pojedynczej, np. kahdet farkut (dwie pary dżinsów), kahdet sakset (dwie pary nożyc), kolmissa häissä (na trzech ślubach)
3. liczebniki występują w lm. również gdy określają rzeczowniki posiadające formy lp., w sytuacjach kiedy wyrażanie ma opisywać pewną ilość kompletów czegoś, np. kahdet renkaat (dwa komplety opon), por. też kaksi sukkaa (dwie skarpetki) vs. kahdet sukat (dwie pary skarpetek), talvella käytän kaksia sukkia päällekkäin (w zimie używam dwóch par skarpetek jedna na drugą)
4. liczebniki występują w lm. w instruktiivi, np. kaksin käsin (dwoma rękoma)
5. liczebniki występują w lm. w komitatiivi, np. äiti kaksine lapsineen (matka [razem] z dwójką [swych] dzieci)

#### Liczebniki porządkowe
Pierwsze dwa liczebniki porządkowe mają nieregularne formy ensimmäinen (pierwszy) oraz toinen (drugi). Pozostałe liczebniki porządkowe tworzy się z liczebników głównych przez dodanie końcówki -s do rdzenia samogłoskowego liczebnika głównego (czasami z pewnymi nieregularnościami), np. kolmas (trzeci [zauw. niereg. rdzeń kolma-]), neljäs (czwarty), viides (piąty) itd.
W liczebnikach złożonych formy porządkowe tworzy się przez odpowiednie przekształcenie każdego z członów z osobna, czyli analogicznie do odmiany liczebnika głównego przez przypadki, np. nejläs=kymmenes=toinen (czterdziesty drugi). Przy określaniu pozycji z kolejnych dziesiątek (setek, tysięcy itd.) dla liczby 1–2 dziesiątek (setek, tysięcy, ...) używa się już form yhdes- i kahdes-, czyli np. kahdes=kymmenes=viides (dwudziesty piąty). Dla liczebników 11–19, podobnie jak przy odmianie liczebników głównych, przemianie podlega tylko pierwszy człon (poprzedzający człon -toista), np. neljäs=toista (czternasty) przy czym dla 11 i 12 również używa się form yhdes i kahdes, np. yhdes=toista (jedenasty), kahdes=toista (dwunasty). W przypadku gdy liczba większa od 20 kończy się na 1 lub 2 dopuszczalne są dwie formy kahdes=kymmenes=ensimmäinen lub kahdes=kymmenes=yhdes (dwudziesty pierwszy) oraz kahdes=kymmenes=toinen lub kahdes=kymmenes=kahdes (dwudziesty drugi).
Liczebniki porządkowe są odmienne przez przypadki tak jak rzeczowniki, ale z pewnymi nieregularnościami. Formy ensimmäinen (pierwszy) oraz toinen (drugi) odmienia się tak jak wszystkie wyrazy z formą podstawową zakończoną -nen, np. ensimmäisessä (w pierwszym), toista (drugipart.). Dla pozostałych liczebników rdzeń samogłoskowy tworzy się przez wymianę końcówki -s na -nte- (-nne- po wymianie stóp), np. kolmas (trzeci) → kolmannessa (w trzecim), kolmanteen (do trzeciego). Rdzeń spółgłoskowy tworzy się przez wymianę końcówki -s na -t-, np. kolmas (trzeci) → kolmatta (trzecipart.). Rdzeń liczby mnogiej powstaje natomiast przez wymianę końcówki -s na -ns-, np. kolmas (trzeci) → kolmansissa (w trzecich). Wyjątek od powyższych reguł stanowi (rzadko używany) abessiivi lp., który dla liczebników porządkowych jest identyczny z partitiivi, np. kolmas (trzeci) → kolmatta (bez trzeciego), por. emme voi perustaa puoluetta kolmatta jäsenettä (nie możemy utworzyć partii [politycznej] bez trzeciego członka [uwaga: puoluetta to forma partitiivi!]).

#### Liczebniki ułamkowe
Liczebniki ułamkowe tworzy się przez dodanie końcówki -s do rdzenia samogłoskowego liczebnika porządkowego. Formy takie spotyka się dla liczb od 3 do 10 włącznie oraz dla liczby 100.
Utworzone w ten sposób liczebniki to kolmannes (jedna trzecia/co trzeci), neljännes (jedna czwarta/co czwarty), viidennes (jedna piąta/co piąty) itd., np. kolmannes suomalaisista puhuu englantia oikein hyvin (jedna trzecia Finów/co trzeci Fin mówi naprawdę dobrze po angielsku). Możliwe jest również wzmocnienie liczebnika ułamkowego słowem osa (część), np. kolmannes osa siitä on minun (trzecia część [jedna trzecia] tego jest moja).
Dla liczebnika 2 używa się słów puoli lub puolet (oba w sensie „połowa”) lub wyrażenia joka toinen (co drugi). Nb. konstrukcja z joka jest również możliwa dla liczebników większych niż 2, np. joka neljäs (co czwarty).
Istnieje też słowo vartti (ćwierć [w odniesieniu do czasu: kwadrans]).
Liczebniki ułamkowe odmieniają się według schematu 5a (ajatus), a więc rdzeń samogłoskowy tworzy się przez wymianę -s → -kse-, a rdzeń spółgłoskowy jest identyczny z formą podstawową, czyli np. kolmannes (jedna trzecia) → kolmanneksen (jednej trzeciej), kolmannesta (jedna trzeciapart.), kolmanneksissa (w jednych trzecich).

#### Rzeczowniki pochodzące od liczebników
Cyfry od 1 do 10 mają następujące nazwy, kolejno: ykkönen, kakkonen, kolmonen, nelonen, viitonen (pot. ∼vitonen), kuutonen (pot. ∼kutonen), seiska, kahdeksikko (pot. ∼kasi), yhdeksikkö (pot. ∼ysi), kymppi. Dla większych liczb używa się liczebników głównych. Czasami w przypadku liczb większych od 21 możliwa jest, zwłaszcza w języku potocznym, konstrukcja mieszana typu kaksi=kymmentä=kolmonen (dwudziestka trójka).
Rzeczowników tych używa się często w określenia wersji, wydań itp., np. Terminaattori kakkonen (Terminator 2 [film]), Formula ykkönen (Formuła 1), Windows Seiska (Windows 7 [system operacyjny]). Używa się ich również czasami w znaczeniu przenośnym, tj. olisiko sinulla v(i)itonen? (miałbyś może piątaka / 5 euro?).

### Nazwy własne
Imiona i nazwiska odmienia się w języku fińskim tak samo jak pozostałe rzeczowniki.
Nazwisko osoby występuje w przypadku genetiivi kiedy wymieniane jest przed jej imieniem, np. Janne Ahonen hyppäsi sata metriä (Janne Ahonen skoczył sto metrów), ale Ahosen Janne hyppäsi sata metriä (Ahonen Janne skoczył sto metrów). Przy tym zamiana kolejności nie nadaje wypowiedzi w języku fińskim aż tak oficjalnego charakteru, jak w języku polskim.
W przypadku jednoczesnej odmiany imienia i nazwiska, odmienia się tylko ten wyraz, który występuje jako drugi, np. Matti Lehtisestä sanotaan, että... (o Mattim Lehtinenie mówi się, że...), ale Lehtisen Matista sanotaan, että... (o Mattim Lehtinenie mówi się, że...).
Imiona i nazwiska osób są też przykładami najczęściej występujących słów, z którymi w roli przydawki może wystąpić rzeczownik (tytuł, przezwisko itp.), np. pormestari Lehtinen (burmistrz Lehtinen) lub pormestari Matti Lehtinen (burmistrz Matti Lehtinen). Inaczej niż w języku polskim, przy odmianie takich wyrażeń przez przypadki, tylko ostatni z rzeczowników podlega zazwyczaj odmianie. Pozostałe występują zawsze w mianowniku, np. Kysyin asiasta pormestari (Matti) Lehtiseltä (zapytałem o sprawę burmistrza (Mattiego) Lehtinena). W powyższym przykładzie rzeczownik pormestari nie przyjmuje przypadka ablatiivi, w przeciwieństwie do nazwiska. W szczegółach kwestia ta jest jednak bardzo skomplikowana i nie do końca nawet określona. Występuje szereg przypadków szczególnych, w których poprzedzające nazwisko tytuły itp. inne określenia podlegają jednak odmianie. Jest tak m.in.:
- w przypadku przymiotników, imiesłowów i innych fraz określających osobę, jeżeli pojawiają się one przed tytułem, np. Kysyin asiasta viisaalta professori Matti Lehtiseltä (zapytałem o sprawę mądrego profesora Mattiego Lehtinena)
- w przypadku, gdy do określenia (tytułu) dołączony jest sufiks dzierżawczy, np. Kysyin asiasta professoriltani Matti Lehtiseltä (zapytałem o sprawę mojego profesora Mattiego Lehtinena)
- w przypadku, gdy określenie (tytuł) kończy się na -nen, np. Kysyin asiasta sijaiselta Matti Lehtiseltä (zapytałem o sprawę pełniącego zastępstwo Mattiego Lehtinena)
- w przypadku, gdy określenie (tytuł) występuje de facto samodzielnie, co czasami oddane jest przecinkiem, np. Kysyin asiasta päivystävältä lääkariltä[,] Matti Lehtiseltä (zapytałem o sprawę lekarza dyżurnego, Mattiego Lehtinena) – w takim wypadku ważne jest kierowanie pytania do lekarza dyżurnego, a że akurat dziś jest nim Matti Lehtinen, to jest sprawa poboczna

Nazwy miejscowe również odmieniają się jak rzeczowniki. Przy konstruowaniu wyrażeń określających położenie występuje jednak ten sam problem, co w języku polskim: niektóre nazwy państw, regionów czy miejscowości wymagają użycia przypadków lokalizacji zewnętrznej (por. polskie „na Węgrzech” czy „na Mazowszu”), a pozostałe przypadków lokalizacji wewnętrznej (por. polskie „w Niemczech” czy „w Małopolsce”).
Prawie wszystkie nazwy państw odmieniają się w przypadkach wewnętrznych, np. Puolassa (w Polsce), Puolasta (z Polski), Puolaan (do Polski). Najważniejszy wyjątek od tej reguły stanowi Venäjä (Rosja), por. Venäjällä (w Rosji), Venäjältä (z Rosji), Venäjälle (do Rosji); przez analogię również Valkovenäjällä (na Białorusi).
Jeżeli chodzi o nazwy miast i regionów, to można je podzielić na trzy grupy:
- nazwy, dla których można łatwo zidentyfikować źródłosłów ostatniego członu nazwy, np. Joensuu (dosł. Rzeki Usta [czyli ujście], Joen=suu), Iisalmi (dosł. Ii Przesmyk, Ii=salmi) czy Pitkäjärvi (dosł. Długie Jezioro, Pitkä=järvi); dla tych nazw końcówki dobiera się tak, jak dla ostatniego wyrazu gdyby nie był on częścią nazwy własnej, czyli odpowiednio: Joensuussa, Joensuusta, Joensuuhun, ale Iisalmella, Iisalmelta, Iisalmelle czy Pitkäjärvellä, Pitkäjärveltä, Pitkäjarvelle
- nazwy, dla których źródłosłowu nie można zidentyfikować, ale które są określonymi formacjami geologicznymi, tj. „góra” czy „rzeka”. W takich wypadkach nazwę odmienia się według schematu właściwego dla danej formacji geologicznej, np. Puijo (wzgórze w Kuopio) → Puijolla, Ruka (ośrodek pod wzgórzem Rukatunturi koło Kuusamo) → Rukalla (por. mäki (góra) → mäellä)
- pozostałe nazwy; dla tych nie istnieje żadna ustalona reguła poza przyjętą tradycją; dla większości nazw używa się przypadków lokalizacji wewnętrznej, np. Turussa (w Turku), Helsingissä (w Helsinkach) czy Kuopiossa (w Kuopio); dla niektórych używa się jednak przypadków lokalizacji zewnętrznej, np. Tampereella (w Tampere)

Nazwy własne podlegają często wymianie stóp (tak samo, jak inne wyrazy). Zazwyczaj wymiana stóp zachodzi wtedy, kiedy nazwa własna jest posiadającym znaczenie słowem występującym w słowniku. Stąd na przykład formy takie jak np. Turussa od miasta Turku o nazwie pochodzącej od słowa turku (targ), ale Rukalla od wzgórza Rukatunturi.

## Czasowniki
Czasownik jest obok rzeczownika najbardziej produktywną i nośną znaczeniowo częścią mowy. W języku fińskim czasownik może występować w czterech czasach: teraźniejszym, przeszłym narratywnym (imperfekt), przeszłym perfekt oraz zaprzeszłym, a także w czterech trybach: orzekającym, rozkazującym, przypuszczającym i potencjalnym, przy czym nie wszystkie kombinacje czasów i trybów są dopuszczalne. Wyróżnia się pięć bezokoliczników i sześć imiesłowów. Ponadto w języku fińskim występuje specyficzna strona bierna, różniąca się istotnie od strony biernej w językach indoeuropejskich.
W języku fińskim nie występuje podział na czasowniki dokonane i niedokonane. Wszystkie czasowniki mogą występować w obydwu znaczeniach, niezależnie od formy gramatycznej w jakiej występują. Różnica pomiędzy wypowiedziami o znaczeniu dokonanym i niedokonanym wynika albo z formy dopełnienia bliższego albo z kontekstu wypowiedzi.
Zamiast podziału na czasowniki dokonane i niedokonane występują jednak w języku fińskim inne ważne podziały. O czasowniku można powiedzieć:
- że ma sens zwrotny/automatyczny lub nie
- że ma sens sprawczy lub nie
- że ma sens ciągły/wielokrotny lub nie
- że ma sens chwilowy lub nie

Dobrym przykładem takiej grupy czasowników o podobnym znaczeniu jest na przykład grupa: palata (wracać [czasownik nieprzechodni]), palautua (wracać pod wpływem czegoś [czasownik nieprzechodni, sens automatyczny]), palauttaa (zwracać coś/sprawiać, że coś/ktoś wraca [czasownik przechodni, sens sprawczy]), palailla (wracać „wielokrotnie” [czasownik nieprzechodni, sens wielokrotny]), palautella (zwracać coś/sprawiać, że wraca „wielokrotnie” [czasownik przechodni, sens sprawczy i wielokrotny]), por. np.: Helmi palaa kotiin (Helmi wraca do domu), pallo palautuu keskikentälle (piłka wraca (się) na środek pola [nie z własnej woli, tylko w wyniku działań piłkarzy]), Helmi palauttaa pallon keskikentälle (Helmi zwraca piłkę [sprawia, że piłka wraca] na środek pola), oppilaat palailevat kesälomilta (uczniowie powracają z wakacji [wielu uczniów osobno, por. polskie cz. przeszły „uczniowie powracali z wakacji”]), Helmi palauttelee pallon keskikentälle (Helmi [ciągle/wielokrotnie] zwraca piłkę [sprawia, że piłka wraca] na środek pola).
Podobieństwo do występującego w języku polskim podziału na czasowniki dokonane i niedokonane polega tu na tym, że różne takie formy nie są uznawane za formy gramatyczne jednego czasownika, tylko za osobne czasowniki o zbliżonym znaczeniu. Dokładny opis tych różnic znajduje się w części dotyczącej wyrazów pochodnych.

### Typy koniugacji
Fińskie czasowniki można podzielić na sześć typów koniugacyjnych, aczkolwiek w ich obrębie można wyodrębnić podgrupy. Końcówki są jednakowe dla wszystkich typów, jednak podczas odmiany w obrębie rdzenia zachodzą liczne zmiany, wymuszone przez m.in. wymianę stóp.
Wszystkie formy czasowników fińskich wywodzi się z tak zwanego rdzenia bezokolicznikowego. Jego cechy decydują o przynależności czasownika do typu koniugacji, a w konsekwencji o przemianach, jakie musi on przejść przed przyjęciem końcówki danej formy. Forma czasownika wymieniana w słownikach, tak zwany 1. bezokolicznik, jest formą odmienioną powstającą przez dodanie odpowiedniej końcówki do rdzenia bezokolicznikowego (zależnie od jego typu). Z rdzenia bezokolicznikowego powstaje również 2. bezokolicznik, formy trybu potencjalnego, większość form trybu rozkazującego, a także jeden z imiesłowów.
Z rdzenia bezokolicznikowego wyprowadza się dwa kolejne rdzenie czasownika:
- rdzeń infleksyjny, służący do budowy form osobowych (poza większością form trybu rozkazującego i formami trybu potencjalnego), pozostałych imiesłowów str. czynnej oraz (paradoksalnie) pozostałych trzech bezokoliczników, które nie powstają bezpośrednio z rdzenia bezokolicznikowego
- rdzeń strony biernej, służący do budowy wszystkich form w stronie biernej (włącznie z imiesłowami str. biernej)

Przy odmianie czasowników występuje zjawisko wymiany stóp, które wpływa na formę rdzenia. Ze względów historycznych oboczności nie zawsze mają charakter regularny (np. tavata → tapaan – spotykać i tavata → tavaan – sylabizować).
Poniższa tabela obrazuje najważniejsze typy koniugacyjne.
| Typ  | Cecha charakterystyczna rdzenia                                                               | Rdzeń bezok. (przykład) | Końcówka 1. bezok.                    | 1. bezokolicznik | Rdzeń infleksyjny | 1. os. cz. teraźniejszego | 3. os. imperf.      | Imiesłów cz. przesz.4) | Rdzeń str. biernej8) | Str. bierna cz. przeszły imperf. | Polski (bezok.) |
| ---- | --------------------------------------------------------------------------------------------- | ----------------------- | ------------------------------------- | ---------------- | ----------------- | ------------------------- | ------------------- | ---------------------- | -------------------- | -------------------------------- | --------------- |
| 1a   | ost. sam. krótkie o, u lub y                                                                  | puhu-1)                 | -ax\|-äx                              | puhua            | puhu- (b.z.)      | puhun                     | puhui3)             | puhunut                | puhu- (b.z.)         | puhuttiin                        | mówić           |
| 1b   | ost. sam. krótkie e lub i                                                                     | oppi-1)                 | -ax\|-äx                              | oppia            | oppi- (b.z.)      | opin                      | oppi3)              | oppinut                | opi- (b.z.)          | opittiin                         | uczyć się       |
| 1c   | ost. sam. krótkie -a, w 1. sylabie a, e lub i                                                 | anta-1)                 | -ax\|-äx                              | antaa            | anta- (b.z.)      | annan                     | antoi3)             | antanut                | anne-                | annettiin                        | dawać           |
| 1d   | ost. sam. krótkie -a, w 1. sylabie o lub u                                                    | johta-1)                | -ax\|-äx                              | johtaa           | johta- (b.z.)     | johdan                    | johti3)             | johtanut               | johde-               | johdettiin                       | prowadzić       |
| 2a   | ost. sam. długa                                                                               | saa-                    | -dax\|-däx                            | saada            | saa- (b.z.)       | saan                      | sai3)               | saanut                 | saa- (b.z.)          | saatiin                          | dostać          |
| 2b5) | ost. dyftong                                                                                  | syö-                    | -dax\|-däx                            | syödä            | syö- (b.z.)       | syön                      | söi3)               | syönyt                 | syö- (b.z.)          | syötiin                          | jeść            |
| 3a6) | ost. spółgłoska l r lub n                                                                     | tul-2)                  | -lax\|-läx, -nax\|-näx lub -rax\|-räx | tulla            | tule-             | tulen                     | tuli3)              | tullut                 | tul- (b.z.)          | tultiin                          | przyjść         |
| 3b7) | ost. spółgłoska s                                                                             | nous-2)                 | -tax\|-täx                            | nousta           | nouse-            | nousen                    | nousi3)             | noussut                | nous- (b.z.)         | noustiin                         | wstać           |
| 4    | ost. spółgłoska t, przed nią samogłoska (ale por. typy 5,6)                                   | halut-2)                | -ax\|-äx (!)                          | haluta           | halua-            | haluan                    | halusi (zam. t → s) | halunnut (zam. t → n)  | halu- (!)            | haluttiin                        | chcieć          |
| 5    | ost. spółgłoska t, przed nią samogłoska i (nie wszystkie)9)                                   | tarvit-                 | -ax\|-äx (!)                          | tarvita          | tarvitse-         | tarvitsen                 | tarvitsi3)          | tarvinnut (zam. t → n) | tarvi- (!)           | tarvittiin                       | potrzebować     |
| 6    | często ozn. zmianę intensywności, ost. spółgłoska t, przed nią samogłoska e (nie wszystkie)9) | paet-2)                 | -ax\|-äx (!)                          | paeta            | pakene-           | pakenen                   | pakeni3)            | paennut (zam. t → n)   | pae- (!)             | paettiin                         | uciekać         |

1) typ podlega prostej wymianie stóp o ile rdzeń zawiera odpowiedni spółgłoski
2) typ podlega odwrotnej wymianie stóp o ile rdzeń zawiera odpowiedni spółgłoski
3) podlega przemianom samogłosek przed i
4) wyprowadzany z rdzenia bezokolicznikowego
5) do tej grupy zalicza się m.in. czasownik käydä (b. wieloznaczny, ogólnie „iść”), przyjmujący w czasie przeszłym imperfekt i trybie przypuszczającym odrębny rdzeń kävi-, np. kävin (poszedłem), kävisit (poszedłbyś); przez analogię zalicza się też tu czasowniki tehdä (robić) oraz nähdä (widzieć), które charakteryzują się niecodziennymi rdzeniami bezokolicznikowymi, odpowiednio teh- oraz näh-, a także nieregularnymi rdzeniami infleksyjnymi, odpowiednio teke- oraz näke-
6) do tej grupy zalicza się m.in. czasownik olla (być), przyjmujący nieregularne formy czasu ter. w 3. os. lp. on (jest) oraz 3 os. lm. ovat (są), a także odrębny, zupełnie nieprzypominający formy podstawowej rdzeń trybu potencjalnego lie-, np. lienevät (prawdopodobnie są/będą); zauw. niecodzienne (acz zgodne z zasadami) procesy wymiany stóp zachodzące w dłuższych słowach tego typu, por. np. ajatella (myśleć), ajattelen, ajatellut, ajateltu – czasowniki z takimi wymianami powstają również produktywnie przez dodanie końcówki frekwentatywnej -ella|-ellä do innych czasowników, np. keinuttaa (huśtać [coś/kogoś]) → keinutella („pohuśtywać”)
7) do tej grupy zaliczają się m.in. czasowniki juosta (biec/biegać), przyjmujący nieregularny rdzeń infleksyjny juokse- oraz czasownik seistä (stać), który posiada tylko niektóre formy, tj. seis! (stój!), seiskää! (stójcie!), älkää seiskö (nie stójcie!), seisten (stojąc), seissyt (ten, który stał), a użycie wszelkich innych form wymaga użycia równoznacznego czasownika seisoa (stać), który odmienia się regularnie.
8) rdzenie strony biernej podane zostały od razu w stopie słabej (wszystkie formy strony biernej zawierają rdzeń w stopie słabej)
9) część czasowników spełniających podane kryterium należy do typu 4, np. lämmitä (ulegać ogrzaniu) → lämpiän (ulegam ogrzaniu), ruveta (zaczynać robić coś [zabierać się do czegoś]) → rupean (zaczynam robić coś). Większość czasowników typu 6 ma znaczenie zmiany intensywności czegoś (rozmiaru, wartości, itp.), np. pienetä (maleć), pidetä (wydłużać się), lämmetä (ocieplać się), hiljetä (cichnąć), itp.
W ujęciach bardziej syntetycznych przyjmuje się często, że najważniejsze formy dystynktywne czasownika fińskiego to: 1. bezokolicznik, np. puhua (mówić), pierwsza osoba liczby pojedynczej czasu teraźniejszego puhun (mówię), 3 osoba czasu przeszłego puhui (mówił), imiesłów czynny przeszły puhunut (ten, który mówił) oraz forma strony biernej czasu przeszłego puhuttiin (mówiono) i określa się reguły pozwalające na proste wyprowadzenie z nich wszystkich pozostałych form czasownika. Niemniej wszystkie te 5 form co do zasady (istnieją wyjątki) wynika jednoznacznie z postaci rdzenia bezokolicznikowego.

### Rdzeń infleksyjny
Większość form osobowych czasownika uzyskuje się przez dodanie odpowiedniej końcówki do tzw. rdzenia infleksyjnego. Zasady tworzenia rdzenia infleksyjnego są następujące:
- dla czasowników typu 1 i 2 rdzeń infleksyjny jest identyczny z bezokolicznikowym
- dla czasowników typu 3 w celu zbudowania rdzenia infleksyjnego należy do rdzenia bezokolicznikowego dodać e
- dla czasowników typu 4 w celu zbudowania rdzenia infleksyjnego należy końcowe t rdzenia bezokolicznikowego zamienić na a lub ä, zgodnie z harmonią samogłosek (rdzeń infleksyjny zawsze w stopie mocnej)
- dla czasowników typu 5 w celu zbudowania rdzenia infleksyjnego należy do rdzenia bezokolicznikowego dodać se
- dla czasowników typu 6 w celu zbudowania rdzenia infleksyjnego należy końcowe t rdzenia bezokolicznikowego zamienić na ne (rdzeń infleksyjny zawsze w stopie mocnej)

### Przeczenie
Przeczenie w języku fińskim wyraźnie różni się od przeczenia w j. indoeuropejskich. Zamiast pojedynczego słowa odpowiadającego polskiemu „nie”, w języku fińskim występuje tzw. czasownik przeczący, ei, który występuje we wszystkich formach osobowych w jakich występują „zwykłe” czasowniki. W związkach z określonymi formami określanego czasownika, czasownik przeczący nadaje wypowiedzi sens przeczący. Koniugacja wypowiedzi przeczących polega na koniugacji formy czasownika przeczącego, podczas gdy część pochodząca od określanego czasownika pozostaje zasadniczo niezmienna (pewnym zmianom ulegają formy imiesłowów uczestniczących w konstrukcji przeczenia w niektórych czasach i trybach).
W przypadku zaprzeczania form osobowych czasownika, czasownik przeczący musi również wystąpić w odpowiedniej formie osobowej (w tej samiej liczbie i osobie), np. syön omenan (zjem jabłko) → en syö omenaa (nie [z]jem jabłka), syöt omenan (zjesz jabłko) → et syö omenaa (nie [z]jesz jabłka), itd. Czasownik przeczący odmienia się następująco:
| Osoba  | Forma | Przykłady |
| ------ | ----- | --- |
| 1. lp. | en    | (minä) en syö omenaa ([ja] nie [z]jem jabłka), (minä) en syönyt omenaa ([ja] nie [z]jadłem jabłka)                |
| 2. lp. | et    | (sinä) et syö omenaa ([ty] nie [z]jesz jabłka), (sinä) et syönyt omenaa ([ya] nie [z]jadłeś/aś jabłka)            |
| 3. lp. | ei    | hän ei syö omenaa ([on/ona/ono] nie [z]je jabłka), hän ei syönyt omenaa ([on/ona/ono] nie [z]jadł/a/o jabłka)     |
| 1. lm. | emme  | (me) emme syö omenaa ([my] nie [z]jemy jabłka), (me) emme syöneet omenaa ([my] nie [z]jedliśmy/adłyśmy jabłka)    |
| 2. lm. | ette  | (te) ette syö omenaa ([wy] nie [z]jecie jabłka), (te) ette syöneet omenaa ([wy] nie [z]jedliście/adłyście jabłka) |
| 3. lm. | eivät | he eivät syö omenaa ([oni/one] nie [z]jedzą jabłka), he eivät syöneet omenaa ([oni/one] nie [z]jedli/adły jabłka) |

W szczególności nawet udzielając krótkiej odpowiedzi przeczącej na pytanie (bądź rozkaz, polecenie), należy również użyć czasownika przeczącego w odpowiedniej formie osobowej. I tak na pytanie oletko suomalainen? (czy jesteś Finem?) odpowiada się formą 1 os. liczby pojedynczej: en (nie jestem). Podobnie odpowiada się odmownie na polecenie, np. mene kotiin! (idź do domu!) – en! (nie pójdę!). Gdy pytanie (lub polecenie) sformułowane jest w innej osobie, np. oletteko suomalaisia? (czy jesteście Finami?), menkää kotiin! (idźcie do domu!), odpowiedzią musi być już emme! (nie jesteśmy/nie pójdziemy).
W następujących przypadkach czasownik przeczący występuje w formie bezosobowej ei:
- gdy zaprzeczany jest czasownik w formie bezosobowej, np. on hyvää ei olla töissä (dobrze jest nie być w pracy)
- gdy zaprzeczana jest forma w stronie biernej, np. omenaa ei syöty (jabłka nie zjedzono)
- gdy zaprzeczane jest słowo inne niż czasownik, np. ei kaunis näky (niepiękny widok), ei toivoitut vieraat (niemile widziani goście)
- gdy występuje jako wzmocnienie przeczenia wyrażonego pełnym zwrotem, który musi zawierajać również czasownik przeczący odmieniony, np. ei, en mene vielä nukkumaan (nie, nie pójdę jeszcze spać)
- gdy występuje w wyrażeniach z rzeczownikami w partitiivi oznaczającymi „brak” lub „nie ma”, np. ei vettä (nie ma wody), przy czym ten przypadek można potraktować jako skrótową formę täällä ei ole vettä (tu nie ma wody [dosł. tu nie jest woda])

### Liczba mnoga
Z punktu widzenia języków indoeuropejskich (w tym polskiego) użycie liczby mnogiej w j. fińskim jest trochę nietypowe. Form czasowników w lm. 3. os. używa się z podmiotem w lm. w zasadzie tylko wtedy, gdy jest to podmiot określony, por. np. miehet seisovat kadulla ([konkretni] mężczyźni stoją na ulicy) vs. kadulla seisoo miehiä (na ulicy stoją [jacyś] mężczyźni).
Również w przypadkach gdy podana jest wprost liczebność grupy stanowiącej podmiot zdania, często używa się formy lp. zamiast formy lm., por. np. kadulla seisoo kaksi tyttöä (na ulicy stoją dwie dziewczynki), kaksi tyttöä seisoo kadulla ([jakieś] dwie dziewczynki stoją na ulicy), ale nämä kaksi tyttöä seisovat kadulla (te [konkretne] dwie dziewczynki stoją na ulicy).
W języku potocznym zjawisko to posunięte jest jeszcze dalej, do tego stopnia iż formy czasowników w 3 os. lm. prawie zawsze zastępuje się formami 3. os. lp.

### Czas teraźniejszy
Czas teraźniejszy (fin. preesens) jest czasem prostym (morfologicznym) i wyraża czynności w teraźniejszości lub przyszłości. Formy czasu teraźniejszego tworzone są przez dodanie odpowiednich końcówek do rdzenia infleksyjnego. Forma końcówek czasu teraźniejszego powoduje, że w przypadku rdzeni zawierających spółgłoski podlegające wymianie stóp, formy twierdzące 1. i 2. osoby występują w stopie mocnej, a formy 3. osoby w stopie słabej (ta mnemotechniczna reguła jest konsekwencją zasad ogólnych).
Zaprzeczenie czasu teraźniejszego tworzą formy osobowe czasownika przeczącego ei w połączeniu z rdzeniem infleksyjnym w stopie słabej (bez żadnej końcówki, ale ze zwarciem krtaniowym na końcu).
Zapytania w czasie teraźniejszym tworzone są przez dodanie enklityki -ko|-kö do odmienionej formy czasownika (na samym końcu). W przypadku pytań o przeczenie (o to czy czynność nie zachodzi) enklitykę -ko|-kö dołącza się do formy osobowej czasownika przeczącego, pozostawiając następujący po nim rdzeń bez zmian.
Zaimki osobowe w 1. i 2. osobie czasu teraźniejszego zwykle opuszcza się, ponieważ osoba jest jednoznacznie określona przez końcówki czasownika (por. polskie my poszliśmy – poszliśmy). W 3. osobie zaimki należy zachować, chyba że zdanie występuje w lp. i ma wyrażać prawdę ogólną, a nie odnosić się do konkretnego podmiotu.
Koniugacja czasowników w czasie teraźniejszym:
| Osoba                                | Odp. polski                                       | Końcówka                             | F. osobowa ei                        | Zaimek os.                           | Przykłady (typ 1)                           | Przykłady (typ 1)                         | Przykład (typ 2)                        | Przykład (typ 3)                            | Przykład (typ 4)                                    | Przykład (typ 5)                                            | Przykład (typ 6)                                        |
| ------------------------------------ | ------------------------------------------------- | ------------------------------------ | ------------------------------------ | ------------------------------------ | ------------------------------------------- | ----------------------------------------- | --------------------------------------- | ------------------------------------------- | --------------------------------------------------- | ----------------------------------------------------------- | ------------------------------------------------------- |
| 1. bezokolicznik                     | 1. bezokolicznik                                  | 1. bezokolicznik                     | 1. bezokolicznik                     | 1. bezokolicznik                     | puhua (mówić)                               | lukea (czytać)                            | saada (dostać)                          | tulla (przyjść)                             | pelätä (bać się)                                    | tarvita (potrzebować)                                       | lämmetä (ogrzewać się)                                  |
| r. infleksyjny (ew. st. mocna/słaba) | r. infleksyjny (ew. st. mocna/słaba)              | r. infleksyjny (ew. st. mocna/słaba) | r. infleksyjny (ew. st. mocna/słaba) | r. infleksyjny (ew. st. mocna/słaba) | puhu-                                       | luke-/lue-3)                              | saa-                                    | tule-                                       | pelkää-                                             | tarvitse-                                                   | lämpene-                                                |
| Formy osobowe                        |                                                   |                                      |                                      |                                      |                                             |                                           |                                         |                                             |                                                     |                                                             |                                                         |
| 1. lp.                               | mówię nie mówię czy mówię czy nie mówię?          | -n                                   | en                                   | (minä)                               | puhun en puhu puhunko? enkö puhu?           | luen en lue luenko? enkö lue?             | saan en saa saanko? enkö saa?           | tulen en tule tulenko? enkö tule?           | pelkään en pelkää pelkäänkö? enkö pelkää?           | tarvitsen en tarvitse tarvitsenko? enkö tarvitse?           | lämpenen en lämpene lämpenenkö? enkö lämpene?           |
| 2. lp.                               | mówisz nie mówisz czy mówisz? czy nie mówisz?     | -t                                   | et                                   | (sinä)                               | puhut et puhu puhutko? etkö puhu?           | luet et lue luetko? etkö lue?             | saat et saa saatko? etkö saa?           | tulet et tule tuletko? etkö tule?           | pelkäät et pelkää pelkäätkö? etkö pelkää?           | tarvitset et tarvitse tarvitsetko? etkö tarvitse?           | lämpenet et lämpene lämpenetkö? etkö lämpene?           |
| 3. lp.                               | on/ona/ono mówi nie mówi czy mówi? czy nie mówi?  | -V1)                                 | ei1)                                 | hän/se                               | puhuu ei puhu puhuuko? eikö puhu?           | lukee ei lue lukeeko? eikö lue?           | saa1) ei saa saako?1) eikö saa?         | tulee ei tule tuleeko? eikö tule?           | pelkää1) ei pelkää pelkääkö?1) eikö pelkää?         | tarvitsee ei tarvitse tarvitseeko? eikö tarvitse?           | lämpenee ei lämpene lämpeneekö? eikö lämpene?           |
| 1. lm.                               | mówimy nie mówimy czy mówimy? czy nie mówimy?     | -mme                                 | emme                                 | (me)                                 | puhumme emme puhu puhummeko? emmekö puhu?   | luemme emme lue luemmeko? emmekö lue?     | saamme emme saa saammeko? emmekö saa?   | tulemme emme tule tulemmeko? emmekö tule?   | pelkäämme emme pelkää pelkäämmekö? emmekö pelkää?   | tarvitsemme emme tarvitse tarvitsemmeko? emmekö tarvitse?   | lämpenemme emme lämpene lämpenemmekö? emmekö lämpene?   |
| 2. lm.                               | mówicie nie mówicie czy mówicie? czy nie mówicie? | -tte                                 | ette                                 | (te)                                 | puhutte ette puhu puhutteko? ettekö puhu?   | luette ette lue luetteko? ettekö lue?     | saatte ette saa saatteko? ettekö saa?   | tulette ette tule tuletteko? ettekö tule?   | pelkäätte ette pelkää pelkäättekö? ettekö pelkää?   | tarvitsette ette tarvitse tarvitsetteko? ettekö tarvitse?   | lämpenette ette lämpene lämpenettekö? ettekö lämpene?   |
| 3. lm.                               | oni/one mówią nie mówią czy mówią? czy nie mówią? | -vat\|-vät2)                         | eivät                                | he/ne                                | puhuvat eivät puhu puhuvatko? eivätkö puhu? | lukevat eivät lue lukevatko? eivätkö lue? | saavat eivät saa saavatko? eivätkö saa? | tulevat eivät tule tulevatko? eivätkö tule? | pelkäävät eivät pelkää pelkäävätkö? eivätkö pelkää? | tarvitsevat eivät tarvitse tarvitsevatko? eivätkö tarvitse? | lämpenevät eivät lämpene lämpenevätkö? eivätkö lämpene? |

1) podwojenie poprzedzającej samogłoski występuje tylko przy samogłosce pojedynczej, ale nigdy przy samogłosce długiej ani dyftongu
2) końcówka podlegająca harmonii samogłosek, tzn. zamiast -a może pojawić się -ä
3) rdzeń zawiera spółgłoskę k podlegającą wymianie stóp, która w przypadku tego rdzenia ma postać k → ∅

### Czas przeszły imperfekt
Czes przeszły imperfekt (fin. imperfekti) jest w języku fińskim czasem prostym (morfologicznym) i oznacza przeszłość zamkniętą w przeszłości (por. angielski czas past simple). Podobnie jak dla czasu teraźniejszego, formy czasu przeszłego imperfekt tworzy się zazwyczaj na podstawie rdzenia infleksyjnego (→), po dodaniu doń znacznika czasu przeszłego -i-. Dołączone po znaczniku -i- końcówki są podobne do stosowanych w czasie teraźniejszym (→), z tym że 3. os. lp. nie posiada żadnej końcówki. Dodanie znacznika czasu przeszłego powoduje specyficzne, regularne przemiany samogłosek końcowych rdzenia (→). Ponadto głoska i tworzy dyftongi ze wszystkimi innymi samogłoskami poza i, a jednocześnie zasady przemian samogłoskowych powodują redukcję występujących już wcześniej w rdzeniu końcowych dyftongów, samogłosek długich oraz głosek i. W związku z powyższym, przekształcenie formy czasu teraźniejszego do czasu przeszłego imperfekt, nie powoduje nigdy powstania dodatkowej sylaby wyrazu, a to z kolei oznacza, iż formy cz. przeszłego imperfekt podlegają dokładnie takim samym wymianom stóp (→), jak odpowiadające im formy cz. teraźniejszego.
W cz. przeszłym imperfekt często występuje nieregularność odmiany polegająca na dodaniu s przed i, lub też wymianie należącego do rdzenia t na s. Procesowi temu podlegają wszystkie czasowniki typu 4., np. haluta (chcieć), a także część czasowników, których rdzeń infleksyjny kończy się na tV-, gdzie V oznacza samogłoskę. Czasami obie formy występują jednocześnie na zasadzie oboczności. Poniższa tabela przedstawia możliwe formy dla poszczególnych podtypów:
| Typ/podtyp                       | Przykład          | Odp. polski            | Forma 3. os. lp.  | Forma 3. os. lp. |
| Typ/podtyp                       | Przykład          | Odp. polski            | Z nieregularnym s | Regularna        |
| -------------------------------- | ----------------- | ---------------------- | ----------------- | ---------------- |
| Typ 4.                           | halut-a           | chcieć                 | halusi            | –                |
| Rdzeń -rta-\|-rtä-               | saarta-a          | okrążać                | saarsi            | saartoi          |
| Rdzeń -rto-\|-rtö-, -rtu-\|-rty- | varto-a kumartu-a | wyczekiwać kłaniać się | –                 | vartoi kumartui  |
| Rdzeń -nte-, -nta-\|-ntä-        | tunte-a pidentä-ä | czuć wydłużać          | tunsi pidensi     | –                |
| Rdzeń -ntu-\|-nty-               | väänty-ä          | skręcać się            | –                 | vääntyi          |
| Rdzeń -VtV-                      | huuta-a           | krzyczeć               | huusi             | –                |
| Rdzeń -VtV-                      | souta-a           | wiosłować              | sousi             | souti            |
| Rdzeń -stV-                      | muista-a          | pamiętać               | –                 | muisti           |
| Rdzeń -htV-                      | lähte-ä           | wyruszać               | –                 | lähti            |

Końcówka -siX (gdzie X oznacza dowolną końcówkę lub Ø) nie powoduje wymiany stóp w rdzeniu, por. hypätä (skakać) → hyppään (skaczę), hyppäsin (skakałem).
Zaprzeczenie czasu przeszłego imperfekt tworzą formy osobowe czasownika przeczącego ei w połączeniu z imiesłowem czynnym przeszłym w mianowniku. Zasady jego tworzenia opisane są przy imiesłowach (→). Dla form liczby mnogiej imiesłów występuje w liczbie mnogiej.
Zapytania w czasie przeszłym imperfekt tworzone są przez dodanie enklityki -ko|-kö do odmienionej formy czasownika (na samym końcu). W przypadku pytań o przeczenie (o to czy czynność nie zaszła) enklitykę -ko|-kö dołącza się do formy osobowej czasownika przeczącego, pozostawiając następujący po nim imiesłów bez zmian.
Koniugacja czasowników w czasie przeszłym imperfekt:
| Osoba                  | Odp. polski                                                               | Końcówka               | Zaimek os.             | Przykłady (typ 1)                                     | Przykłady (typ 1)                                   | Przykład nier. (typ 1)                                | Przykład (typ 2)                                | Przykład (typ 3)                                  | Przykład (typ 4)                                            | Przykład (typ 5)                                                | Przykład (typ 6)                                              |
| ---------------------- | ------------------------------------------------------------------------- | ---------------------- | ---------------------- | ----------------------------------------------------- | --------------------------------------------------- | ----------------------------------------------------- | ----------------------------------------------- | ------------------------------------------------- | ----------------------------------------------------------- | --------------------------------------------------------------- | ------------------------------------------------------------- |
| 1. bezokolicznik       | 1. bezokolicznik                                                          | 1. bezokolicznik       | 1. bezokolicznik       | puhua (mówić)                                         | lukea (mówić)                                       | tietää (wiedzieć)                                     | saada (dostać)                                  | tulla (przyjść)                                   | pelätä (bać się)                                            | tarvita (potrzebować)                                           | lämmetä (ogrzewać się)                                        |
| r. infleksyjny imperf. | r. infleksyjny imperf.                                                    | r. infleksyjny imperf. | r. infleksyjny imperf. | puhu-                                                 | luke-/lue-                                          | ties-                                                 | saa-                                            | tule-                                             | pelkäs-                                                     | tarvitse-                                                       | lämpene-                                                      |
| Formy osobowe          |                                                                           |                        |                        |                                                       |                                                     |                                                       |                                                 |                                                   |                                                             |                                                                 |                                                               |
| 1. lp.                 | mówiłe/am nie mówiłe/am czy mówiłe/am? czy nie mówiłe/am?                 | -i- + -n               | (minä)                 | puhuin en puhunut puhuinko? enkö puhunut?             | luin en lukenut luinko? enkö lukenut?               | tiesin en tiennyt tiesinko? enkö tiennyt?             | sain en saanut sainko? enkö saanut?             | tulin en tullut tulinko? enkö tullut?             | pelkäsin en pelännyt pelkäsinkö? enkö pelännyt?             | tarvitsin en tarvinnut tarvitsinko? enkö tarvinnut?             | lämpenin en lämmennyt lämpeninkö? enkö lämmennyt?             |
| 2. lp.                 | mówiłe/aś nie mówiłe/aś czy mówiłe/aś? czy nie mówiłe/aś?                 | -i- + -t               | (sinä)                 | puhuit et puhunut puhuitko? etkö puhunut?             | luit et lukenut luitko? etkö lukenut?               | tiesit et tiennyt tiesitko? etkö tiennyt?             | sait et saanut saitko? etkö saanut?             | tulit et tullut tulitko? etkö tullut?             | pelkäsit et pelännyt pelkäsitkö? etkö pelännyt?             | tarvitsit et tarvinnut tarvitsitko? etkö tarvinnut?             | lämpenit et lämmennyt lämpenitkö? etkö lämmennyt?             |
| 3. lp.                 | on/ona/ono mówił/a/o nie mówił/a/o czy mówił/a/o? czy nie mówił/a/o?      | -i- + ∅                | hän/se                 | puhui ei puhunut puhuiko? eikö puhunut?               | luki ei lukenut lukiko? eikö lukenut?               | tiesi ei tiennyt tiesiko? eikö tiennyt?               | sai ei saanut saiko? eikö saanut?               | tuli ei tullut tuliko? eikö tullut?               | pelkäsi ei pelännyt pelkäsikö? eikö pelännyt?               | tarvitsi ei tarvinnut tarvitsiko? eikö tarvinnut?               | lämpeni ei lämmennyt lämpenikö? eikö lämmennyt?               |
| 1. lm.                 | mówili/łyśmy nie mówili/łyśmy czy mówili/łyśmy? czy nie mówili/łyśmy?     | -i- + -mme             | (me)                   | puhuimme emme puhuneet puhuimmeko? emmekö puhuneet?   | luimme emme lukeneet luimmeko? emmekö lukeneet?     | tiesimme emme tienneet tiesimmeko? emmekö tienneet?   | saimme emme saaneet saimmeko? emmekö saaneet?   | tulimme emme tulleet tulimmeko? emmekö tulleet?   | pelkäsimme emme pelänneet pelkäsimmekö? emmekö pelänneet?   | tarvitsimme emme tarvinneet tarvitsimmeko? emmekö tarvinneet?   | lämpenimme emme lämmenneet lämpenimmekö? emmekö lämmenneet?   |
| 2. lm.                 | mówili/łyście nie mówili/łyście czy mówili/łyście? czy nie mówili/łyście? | -i- + -tte             | (te)                   | puhuitte ette puhuneet puhuitteko? ettekö puhuneet?   | luitte ette lukeneet luitteko? ettekö lukeneet?     | tiesitte ette tienneet tiesitteko? ettekö tienneet?   | saitte ette saaneet saitteko? ettekö saaneet?   | tulitte ette tulleet tulitteko? ettekö tulleet?   | pelkäsitte ette pelänneet pelkäsittekö? ettekö pelänneet?   | tarvitsitte ette tarvinneet tarvitsitteko? ettekö tarvinneet?   | lämpenitte ette lämmenneet lämpenittekö? ettekö lämmenneet?   |
| 3. lm.                 | oni/one mówili/ły nie mówili/ły czy mówili/ły? czy nie mówili/ły?         | -i- + -vat\|-vät       | he/ne                  | puhuivat eivät puhuneet puhuivatko? eivätkö puhuneet? | lukivat eivät lukeneet lukivatko? eivätkö lukeneet? | tiesivät eivät tienneet tiesivatko? eivätkö tienneet? | saivat eivät saaneet saivatko? eivätkö saaneet? | tulivat eivät tulleet tulinivat? eivätkö tulleet? | pelkäsivät eivät pelänneet pelkäsivätkö? eivätkö pelänneet? | tarvitsivat eivät tarvinneet tarvitsivatko? eivätkö tarvinneet? | lämpenivät eivät lämmenneet lämpenivätkö? eivätkö lämmenneet? |

### Czas przeszły perfekt
Czas przeszły perfekt (fin. perfekti) jest czasem złożonym i oznacza czynność, która rozpoczęła się kiedyś w przeszłości i albo trwa do chwili obecnej albo wpływa na teraźniejszość. Czas perfekt nie występuje w języku polskim w żadnej formie, a jego sens może być przekazany jedynie przez kontekst. Nie należy mylić go z występującym w j. polskim podziałem na czasowniki dokonane i niedokonane, ponieważ wyrażenia w czasie przeszłym perfekt mogą mieć sens zarówno dokonany jak i niedokonany. Analog dla tego czasu można natomiast znaleźć w innych językach, m.in. w j. angielskim odpowiada mu czas present perfect, np. I have spoken. W porównaniu z nim czas fiński jest jednak czasem ściśle przeszłym, nie implikuje stanu teraźniejszości.
Czas perfekt tworzy się przy użyciu czasownika posiłkowego olla (być) w czasie teraźniejszym, odmienionego w odpowiedniej liczbie i osobie oraz imiesłowu czynnego przeszłego w mianowniku liczby pojedynczej lub mnogiej. Zasady tworzenia i odmiany imiesłowu podane są w rozdziale o imiesłowach (→).
Zaprzeczenie czasu przeszłego perfekt uzyskuje się przez normalne zaprzeczenie czasownika posiłkowego. Zapytania w formie czasu przeszłego perfekt uzyskuje się przez dołączenie enklityki -ko|kö do form czasownika posiłkowego, lub do form czasownika przeczącego ei w przypadku pytań o zaprzeczenie. We wszystkich opisanych przypadkach imiesłów pozostaje bez zmian.
Przykładowe formy czasu przeszłego perfekt dla czasownika puhua (mówić), to:
| Osoba  | Odp. polski                     | Zaimek os. | Twierdzenie     | Przeczenie         | Pytanie            | Pytanie o zaprzeczenie |
| ------ | ------------------------------- | ---------- | --------------- | ------------------ | ------------------ | ---------------------- |
| 1. lp. | mówiłe/am (nie/czy/czy nie)     | (minä)     | olen puhunut    | en ole puhunut     | olenko puhunut?    | enkö ole puhunut?      |
| 2. lp. | mówiłe/aś (nie/czy/czy nie)     | (sinä)     | olet puhunut    | et ole puhunut     | oletko puhunut?    | etkö ole puhunut?      |
| 3. lp. | mówił/a/o (nie/czy/czy nie)     | hän/se     | on puhunut      | ei ole puhunut     | onko puhunut?      | eikö ole puhunut?      |
| 1. lm. | mówili/łyśmy (nie/czy/czy nie)  | (me)       | olemme puhuneet | emme ole puhuneet  | olemmeko puhuneet? | emmekö ole puhuneet?   |
| 2. lm. | mówili/łyście (nie/czy/czy nie) | (te)       | olette puhuneet | ette ole puhuneet  | oletteko puhuneet? | ettekö ole puhuneet?   |
| 3. lm. | mówili/ły (nie/czy/czy nie)     | he         | ovat puhuneet   | eivät ole puhuneet | ovatko puhuneet?   | eivätkö ole puhuneet?  |

### Czas zaprzeszły
Czas zaprzeszły (fin. pluskvamperfekti) jest czasem złożonym. Ukazuje relacje między wydarzeniami w przeszłości i obrazuje uprzedniość jednej czynności względem drugiej (w czasie zaprzeszłym występuje czynność wcześniejsza, określająca tło późniejszych przeszłych wydarzeń). Nie ma odpowiednika we współczesnym języku polskim, odpowiada jednak luźno staropolskiemu czasowi zaprzeszłemu, przyjmującemu formy, tj. np. „mówiłem był”. Wśród języków współczesnych analog fińskiego czasu zaprzeszłego można znaleźć m.in. w postaci angielskiego czasu Past Perfect czy niemieckiego Plusquamperfekt.
Tworzenie czasu zaprzeszłego jest lustrzanym odbiciem tworzenia czasu przeszłego perfekt, z tym że czasownik posiłkowy olla (być) występuje we wszystkich formach w czasie przeszłym imperfekt (olin, oli, en ollut itd.).
Przykładowe formy czasu zaprzeszłego dla czasownika puhua (mówić), to:
| Osoba  | Odp. polski                                         | Zaimek os. | Twierdzenie     | Przeczenie            | Pytanie            | Pytanie o zaprzeczenie   |
| ------ | --------------------------------------------------- | ---------- | --------------- | --------------------- | ------------------ | ------------------------ |
| 1. lp. | mówiłe/amzaprzeszły [był/a] (nie/czy/czy nie)       | (minä)     | olin puhunut    | en ollut puhunut      | olinko puhunut?    | enkö ollut puhunut?      |
| 2. lp. | mówiłe/aśzaprzeszły [był/a] (nie/czy/czy nie)       | (sinä)     | olit puhunut    | et ollut puhunut      | olitko puhunut?    | etkö ollut puhunut?      |
| 3. lp. | mówił/a/ozaprzeszły [był/a] (nie/czy/czy nie)       | hän/se     | oli puhunut     | ei ollut puhunut      | oliko puhunut?     | eikö ollut puhunut?      |
| 1. lm. | mówili/łyśmyzaprzeszły [byli/ły] (nie/czy/czy nie)  | (me)       | olimme puhuneet | emme olleet puhuneet  | olimmeko puhuneet? | emmekö olleet puhuneet?  |
| 2. lm. | mówili/łyściezaprzeszły [byli/ły] (nie/czy/czy nie) | (te)       | olitte puhuneet | ette olleet puhuneet  | olitteko puhuneet? | ettekö olleet puhuneet?  |
| 3. lm. | mówili/łyzaprzeszły [byli/ły] (nie/czy/czy nie)     | he         | olivat puhuneet | eivät olleet puhuneet | olivatko puhuneet? | eivätkö olleet puhuneet? |

### Czas przyszły
Czas przyszły we współczesnym języku fińskim nie występuje ani w postaci morfologicznej, ani jednoznacznej konstrukcji złożonej (por. ang. shall, will). Wydarzenia w przyszłości oddaje się przy użyciu czasu teraźniejszego. Wymagana jest jednak taka konstrukcja zdania w czasie teraźniejszym, aby miało ono jasny sens przyszły. Można to osiągnąć następującymi sposobami:
- poprzez zawarcie w zdaniu explicite określenia czasu w przyszłości, kiedy wydarzenie zajdzie, np. menen huomenna leffaan (pójdę jutro do kina [por. polskie idę jutro do kina])
- unikając użycia przypadka partiviivi w dopełnieniu bliższym czasownika, np. luen kirjan (przeczytam książkę), w przeciwieństwa do zdania z użyciem partitiivi luen kirjaa (czytam [właśnie] książkę)
- konstruując wypowiedź w formie wyrażającej zamiar, najczęściej przy użyciu czasownika aikoa (zamierzać), np. aion syödä (zamierzam (z)jeść)

W przypadku niemożności wykorzystania powyższych metod lub ich nieporęczności stosuje się często utarty zwrot z czasownikiem tulla (przyjść) oraz formami 3. bezokolicznika, np. tulen etsimään sitä (będę tego szukał [kiedyś]). Konstrukcje takie zostały zapożyczone z języków indoeuropejskich.

#### Liittopreesens i liittoimperfekti
Czasy liittopreseens oraz liittoimperfekti są specyficznymi archaicznymi czasami o znaczeniu przyszłym. Poza poezją nie używa się ich już we współczesnym języku fińskim, jednak ich formy zachowały się licznie w fińskim tłumaczeniu Biblii. Są to czasy złożone, tworzone z formami czasownika posiłkowego olla (być) w czasie (odpowiednio) teraźniejszym i przeszłym imperfekt, w połączeniu z imiesłowem czynnym teraźniejszym, np.:
- liittopreseens: olet lukeva (będziesz czytał/przeczytasz [jest ci to pisane]), np. tämä matka on oleva sinun viimeisesi (ta podróż będzie twą ostatnią)
- liittoimperfekti: olit lukeva („było ci wtedy pisane (prze)czytać i faktycznie kiedyś później przeczytałeś”), np. tämä matka oli oleva sinun viimeisesi (ta podróż miała się okazać twą ostatnią)

Oba czasy są silnie nacechowane tonem determinizmu i objawienia przyszłości lub nieuniknionej przeszłości.

### Tryby
Podstawową formą czasowników w j. fińskim jest tryb orzekający (fin. indikatiivi). Wyraża on obiektywny, neutralny stosunek mówiącego do wypowiadanej treści, która jest przedstawiana jako fakt (niezależnie od jej obiektywnej prawdziwości). W języku fińskim formy trybu orzekającego występują dla wszystkich czasów i dla wszystkich osób w lp. i lm.
Wszystkie powyżej przedstawione schematy odmiany oraz formy czasowników są przykładami trybu orzekającego.
Pozostałymi często spotykanymi trybami są tryb rozkazujący, tryb przypuszczający i tryb potencjalny. Kolejne dwa tryby występują sporadycznie.

#### Tryb rozkazujący
Tryb rozkazujący (fin. imperatiivi) występuje wyłącznie w czasie teraźniejszym i przeszłym perfekt.
W czasie teraźniejszym wyraża nakazy, zakazy, kategoryczne życzenia lub przyzwolenie i występuje we wszystkich osobach poza 1. os. lp., przy czym jego użycie w 2. os. jest najbardziej rozpowszechnione. Formą trybu rozkazującego 2. os. lp. jest po prostu rdzeń infleksyjny czasownika w stopie słabiej, ale ze zwarciem krtaniowym na końcu. Pozostałe formy tworzy się przez dodanie odpowiednich końcówek bezpośrednio do rdzenia bezokolicznikowego. W przeczeniach formy t. rozkazującego tworzy się przy użyciu czasownika przeczącego, który w trybie rozkazującym przyjmuje zupełnie inne formy niż w pozostałych trybach, oraz odpowiedniej formy rdzenia – dla 2. os. lp. rdzenia infleksyjnego ze zwarciem krtaniowym na końcu, dla pozostałych przypadków rdzenia bezokolicznikowego ze specyficzną końcówką -kox|-köx. Sensem zaprzeczenia t. rozkazującego jest polecenie nie wykonywania czynności.
W czasie przeszłym perfekt t. rozkazujący występuje bardzo rzadko, wyłącznie w 3. os. lp. i lm. i wyraża nie tyle rozkaz, ile żal lub irytację z powodu tego, że dana czynność nie została w przeszłości wykonana. W znaczeniu przenośnym występuje w wypowiedziach emocjonalnych typu „oby się był [wcześniej] udławił”. Formy t. rozkazującego cz. perfekt tworzy się przez zestawienie formy czasownika posiłkowego olla w trybie rozkazującym czasu teraźniejszego z imiesłowem czynnym przeszłym czasownika w mianowniku. Formy przeczące tworzy się przez zaprzeczenie czasownika posiłkowego zgodnie z regułami przeczenia w t. rozkazującym. Imiesłów pozostaje przy tym bez zmian, poza tym, że dla form liczby mnogiej występuje w mianowniku liczby mnogiej.
Poniższa tabela pokazuje formy czasowników w trybie rozkazującym:
| Osoba                 | Odp. polski                                     | Rdzeń               | Końcówka            | Zaprzeczenie        | Przykład (typ 1)                       | Przykład (typ 2)                     | Przykład (typ 3)                     | Przykład (typ 4)                         | Przykład (typ 5)                           | Przykład (typ 6)                           |
| --------------------- | ----------------------------------------------- | ------------------- | ------------------- | ------------------- | -------------------------------------- | ------------------------------------ | ------------------------------------ | ---------------------------------------- | ------------------------------------------ | ------------------------------------------ |
| 1. bezokolicznik      | 1. bezokolicznik                                | 1. bezokolicznik    | 1. bezokolicznik    | 1. bezokolicznik    | puhua (mówić)                          | saada (dostać)                       | tulla (przyjść)                      | pelätä (bać się)                         | tarvita (potrzebować)                      | lämmetä (ogrzewać się)                     |
| r. bezokolicznikowy   | r. bezokolicznikowy                             | r. bezokolicznikowy | r. bezokolicznikowy | r. bezokolicznikowy | puhu-                                  | saa-                                 | tul-                                 | pelät-                                   | tarvit-                                    | lämmet-                                    |
| r. infleksyjny        | r. infleksyjny                                  | r. infleksyjny      | r. infleksyjny      | r. infleksyjny      | puhu-                                  | saa-                                 | tule-                                | pelkää-                                  | tarvitse-                                  | lämpene-                                   |
| Czas teraźniejszy     |                                                 |                     |                     |                     |                                        |                                      |                                      |                                          |                                            |                                            |
| 2. lp.                | mów! nie mów!                                   | Infl. (s. słaba)    | ∅                   | älä ↔∅              | puhu! älä puhu!                        | saa! älä saa!                        | tule! älä tule!                      | pelkää! älä pelkää!                      | tarvitse! älä tarvitse!                    | lämpene! älä lämpene!                      |
| 3. lp.                | niech mówi! niech nie mówi!                     | Bezok.              | -koon\|-köön        | älköön ↔-ko\|-kö    | puhukoon! älköön puhuko!               | saakoon! älköön saako!               | tulkoon! älköön tulko!               | pelätköön! älköön pelätkö!               | tarvitkoon! älköön tarvitko!               | lämmetköön! älköön lämmetkö!               |
| 1. lm.1)              | mówmy! nie mówmy!                               | Bezok.              | -kaamme\|-käämme    | älkäämme ↔-ko\|-kö  | puhukaamme! älkäämme puhuko!           | saakaamme! älkäämme saako!           | tulkaamme! älkäämme tulko!           | pelätkäämme! älkäämme pelätkö!           | tarvitkaamme! älkäämme tarvitko!           | lämmetkäämme! älkäämme lämmetkö!           |
| 2. lm.                | mówcie! nie mówcie!                             | Bezok.              | -kaa\|-kää2)        | älkää2) ↔-ko\|-kö   | puhukaa! älkää puhuko!                 | saakaa! älkää saako!                 | tulkaa! älkää tulko!                 | pelätkää! älkää pelätkö!                 | tarvitkaa! älkää tarvitko!                 | lämmetkää! älkää lämmetkö!                 |
| 3. lm.                | niech mówią! niech nie mówią!                   | Bezok.              | -koot\|-kööt        | älkööt ↔-ko\|-kö    | puhukoot! älkööt puhuko!               | saakoot! älkööt saako!               | tulkoot! älkööt tulko!               | pelätkööt! älkööt pelätkö!               | tarvitkoot! älkööt tarvitko!               | lämmetkööt! älkööt lämmetkö!               |
| Czas przeszły perfekt |                                                 |                     |                     |                     |                                        |                                      |                                      |                                          |                                            |                                            |
| 3. lp.                | oby był powiedział! oby nie był powiedział!     |                     |                     |                     | olkoon puhunut! älköön olko puhunut!   | olkoon saanut! älköön olko saanut!   | olkoon tullut! älköön olko tullut!   | olkoon pelännyt! älköön olko pelännyt!   | olkoon tarvinnut! älköön olko tarvinnut!   | olkoon lämmennyt! älköön olko lämmennyt!   |
| 3. lm.                | oby byli powiedzieli! oby nie byli powiedzieli! |                     |                     |                     | olkoot puhuneet! älkööt olko puhuneet! | olkoot saaneet! älkööt olko saaneet! | olkoot tulleet! älkööt olko tulleet! | olkoot pelänneet! älkööt olko pelänneet! | olkoot tarvinneet! älkööt olko tarvinneet! | olkoot lämmenneet! älkööt olko lämmenneet! |

1) formy te są obecnie uznawane za archaiczne, patrz niżej
2) w poezji itp. występuje sporadycznie alternatywna końcówka -kaatte|-käätte oraz alternatywna forma czasownika przeczącego älkäätte

##### Tryb rozkazujący 1 os. lm.
Formy trybu rozkazującego 1 os. lm. czasu teraźniejszego z końcówką -kaamme|-käämme, a także odpowiadające im formy zaprzeczone, od dłuższego czasu wychodzą z powszechnego użycia w języku oficjalnym. Wydany w 2004 roku normatywny podręcznik ISK uznaje je za archaiczne, używane prawie wyłącznie w tekstach religijnych (lub innych w tonie podniosłym) oraz w argumentacji naukowej. Jednocześnie do kanonu języka oficjalnego włączone zostały powszechnie występujące formy trybu rozkazującego 1 os. lm. identyczne z formami strony biernej czasownika, np. mennään! (idźmy!) zamiast menkäämme!, syödään! (jedzmy!) zamiast syökäämme! czy lähdetään! (ruszajmy [w drogę]!) zamiast lähtekäämme!. Podobnie w przeczeniach używa się form identycznych ze stroną bierną, np. ei mennä! (nie idźmy!), ei syödä! (nie jedzmy!), ei lähdetä! (nie ruszajmy [w drogę]!).
Zastąpienie to jest częścią szerszego, postępującego procesu wypierania wszystkich klasycznych form 1 os. lm. (z końcówkami zawierającymi człon -mme) przez formy zaczerpnięte ze strony biernej, co we współczesnym języku potocznym (tu prawie zupełnie pomijanym) jest bardzo wyraźnie widoczne. W języku oficjalnym, poza właśnie formami trybu rozkazującego, wciąż używa się jednak form klasycznych.

#### Tryb przypuszczający
Tryb przypuszczający (fin. konditionaali) występuje w czasie teraźniejszym oraz w czasie przeszłym perfekt. Opisuje czynności i wydarzenia hipotetyczne lub zależne od spełnienia pewnych warunków (zarówno możliwe, jak i nierzeczywiste). Występuje też (podobnie jak w języku polskim) w wyrażeniach o charakterze uprzejmych próśb, np. tulisitko tänne? (czy mógłbyś tu przyjść?).
Formy trybu przypuszczającego w czasie teraźniejszym tworzy się na podstawie rdzenia infleksyjnego (→), po dodaniu doń znacznika trybu przypuszczającego -isi-. Dołączone po znaczniku -isi- końcówki są takie same jak stosowane w czasie przeszłym imperfekt (→), w szczególności 3. os. lp. nie posiada żadnej końcówki. Dodanie znacznika trybu przypuszczającego powoduje specyficzne, regularne przemiany samogłosek końcowych rdzenia (→). Forma znacznika powoduje, że rdzeń występuje zawsze w stopie mocnej.
Zaprzeczenie trybu przypuszczającego tworzą formy osobowe czasownika przeczącego ei w połączeniu z rdzeniem trybu przypuszczającego pozbawionym końcówki osobowej (i bez zwarcia krtaniowego).
Zapytania w trybie przypuszczającym tworzone są przez dodanie enklityki -ko|-kö do odmienionej formy czasownika (na samym końcu). W przypadku pytań o przeczenie (o to czy czynność by nie zaszła) enklitykę -ko|-kö dołącza się do formy osobowej czasownika przeczącego, pozostawiając następujący po nim rdzeń bez zmian.
Koniugacja czasowników w czasie teraźniejszym w trybie przypuszczającym:
| Osoba            | Odp. polski                                                                       | Końcówka           | Przykłady (typ 1)                                       | Przykłady (typ 1)                                   | Przykłady (typ 1)                                          | Przykład (typ 2)                                | Przykład (typ 3)                                    | Przykład (typ 4)                                            | Przykład (typ 5)                                                    | Przykład (typ 6)                                                |
| ---------------- | --------------------------------------------------------------------------------- | ------------------ | ------------------------------------------------------- | --------------------------------------------------- | ---------------------------------------------------------- | ----------------------------------------------- | --------------------------------------------------- | ----------------------------------------------------------- | ------------------------------------------------------------------- | --------------------------------------------------------------- |
| 1. bezokolicznik | 1. bezokolicznik                                                                  | 1. bezokolicznik   | puhua (mówić)                                           | lukea (mówić)                                       | tietää (wiedzieć)                                          | saada (dostać)                                  | tulla (przyjść)                                     | pelätä (bać się)                                            | tarvita (potrzebować)                                               | lämmetä (ogrzewać się)                                          |
| r. infleksyjny   | r. infleksyjny                                                                    | r. infleksyjny     | puhu-                                                   | luke-                                               | tietä-                                                     | saa-                                            | tule-                                               | pelkää-                                                     | tarvitse-                                                           | lämpene-                                                        |
| Formy osobowe    |                                                                                   |                    |                                                         |                                                     |                                                            |                                                 |                                                     |                                                             |                                                                     |                                                                 |
| 1. lp.           | mówił/abym nie mówił/abym czy mówił/abym? czy nie mówił/abym?                     | -isi- + -n         | puhuisin en puhuisi puhuisinko? enkö puhuisi?           | lukisin en lukisi lukisinko? enkö lukisi?           | tietäisin en tietäisi tietäisinko? enkö tietäisi?          | saisin en saisi saisinko? enkö saisi?           | tulisin en tulisi tulisinko? enkö tulisi?           | pelkäisin en pelkäisi pelkäisinkö? enkö pelkäisi?           | tarvitsisin en tarvitsisi tarvitsisinko? enkö tarvitsisi?           | lämpenisin en lämpenisi lämpenisinkö? enkö lämpenisi?           |
| 2. lp.           | mówił/abyś nie mówił/abyś czy mówił/abyś? czy nie mówił/abyś?                     | -isi- + -t         | puhuisit et puhuisi puhuisitko? etkö puhuisi?           | lukisit et lukisi lukisitko? etkö lukisi?           | tietäisit et tietäisi tietäisitko? etkö tietäisi?          | saisit et saisi saisitko? etkö saisi?           | tulisit et tulisi tulisitko? etkö tulisi?           | pelkäisit et pelkäisi pelkäisitkö? etkö pelkäisi?           | tarvitsisit et tarvitsisi tarvitsisitko? etkö tarvitsisi?           | lämpenisit et lämpenisi lämpenisitkö? etkö lämpenisi?           |
| 3. lp.           | on/ona/ono mówił/a/oby nie mówił/a/oby czy mówił/a/oby? czy nie mówił/a/oby?      | -isi- + ∅          | puhuisi ei puhuisi puhuisiko? eikö puhuisi?             | lukisi ei lukisi lukisiko? eikö lukisi?             | tietäisi ei tietäisi tietäisiko? eikö tietäisi?            | saisi ei saisi saisiko? eikö saisi?             | tulisi ei tulisi tulisiko? eikö tulisi?             | pelkäisi ei pelkäisi pelkäisikö? eikö pelkäisi?             | tarvitsisi ei tarvitsisi tarvitsisiko? eikö tarvitsisi?             | lämpenisi ei lämpenisi lämpenisikö? eikö lämpenisi?             |
| 1. lm.           | mówili/łybyśmy nie mówili/łybyśmy czy mówili/łybyśmy? czy nie mówili/łybyśmy?     | -isi- + -mme       | puhuisimme emme puhuisi puhuisimmeko? emmekö puhuisi?   | lukisimme emme lukisi lukisimmeko? emmekö lukisi?   | tietäisimme emme tietäisi tietäisimmeko? emmekö tietäisi?  | saisimme emme saisi saisimmeko? emmekö saisi?   | tulisimme emme tulisi tulisimmeko? emmekö tulisi?   | pelkäisimme emme pelkäisi pelkäisimmekö? emmekö pelkäisi?   | tarvitsisimme emme tarvitsisi tarvitsisimmeko? emmekö tarvitsisi?   | lämpenisimme emme lämpenisi lämpenisimmekö? emmekö lämpenisi?   |
| 2. lm.           | mówili/łybyście nie mówili/łybyście czy mówili/łybyście? czy nie mówili/łybyście? | -isi- + -tte       | puhuisitte ette puhuisi puhuisitteko? ettekö puhuisi?   | lukisitte ette lukisi lukisitteko? ettekö lukisi?   | tietäisitte ette tietäisi tietäisitteko? ettekö tietäisi?  | saisitte ette saisi saisitteko? ettekö saisi?   | tulisitte ette tulisi tulisitteko? ettekö tulisi?   | pelkäisitte ette pelkäisi pelkäisittekö? ettekö pelkäisi?   | tarvitsisitte ette tarvitsisi tarvitsisitteko? ettekö tarvitsisi?   | lämpenisitte ette lämpenisi lämpenisittekö? ettekö lämpenisi?   |
| 3. lm.           | oni/one mówili/łyby nie mówili/łyby czy mówili/łyby? czy nie mówili/łyby?         | -isi- + -vat\|-vät | puhuisivat eivät puhuisi puhuisivatko? eivätkö puhuisi? | lukisivat eivät lukisi lukisivatko? eivätkö lukisi? | tietäisivät eivät tietäisi tiesisivatko? eivätkö tietäisi? | saisivat eivät saisi saisivatko? eivätkö saisi? | tulisivat eivät tulisi tulisivatko? eivätkö tulisi? | pelkäisivät eivät pelkäisi pelkäisivätkö? eivätkö pelkäisi? | tarvitsisivat eivät tarvitsisi tarvitsisivatko? eivätkö tarvitsisi? | lämpenisivät eivät lämpenisi lämpenisivätkö? eivätkö lämpenisi? |

Tryb przypuszczjący pełni szczególną rolę w tzw. relacjach, to jest wypowiedziach relacjonujących wypowiedzi innych, por. np. Helmi mówi: tulen tänään (przyjdę dzisiaj) vs. przyjaciółka Helmi relacjonuje: Helmi sanoi että hän tulisi tänään (Helmi powiedziała, że przyjdzie dzisiaj).
W czasie przeszłym perfekt tryb przypuszczający wyraża zdarzenia, jakie zaszłyby do czasu obecnego, bądź to hipotetycznie, bądź to przy spełnieniu pewnych warunków. Formy tworzy się z użyciem form czasownika posiłkowego olla oraz imiesłowu czynnego przeszłego w mianowniku. W przeczeniach zaprzeczeniu podlega czasownik posiłkowy, a w pytaniach enklityka -ko|-kö doczepia się do form czasownika posiłkowego. Imiesłów pozostaje zawsze bez zmian poza tym, że w liczbie mnogiej przyjmuje formy mianownika liczby mnogiej.
W trybie przypuszczającym czasu przeszłego perfekt, formy tworzy się według schematu:
- dla twierdzenia np.: olisin puhunut (byłbym mówił), olisimme puhuneet (bylibyśmy mówili), olisi lukenut (byłby (prze)czytał), olisivat saaneet (byliby dostali) itd.
- dla przeczenia np.: en olisi puhunut (byłbym nie mówił), emme olisi puhuneet (bylibyśmy nie mówili), ei olisi lukenut (byłby nie (prze)czytał), eivät olisi saaneet (byliby nie dostali) itd.
- dla pytania np.: olisinko puhunut? (czy byłbym mówił?), olisimmeko puhuneet? (czy bylibyśmy mówili?), olisiko lukenut? (czy byłby (prze)czytał?), olisivatko saaneet? (czy byliby dostali?) itd.
- dla pytania o zaprzeczenie np.: enkö olisi puhunut? (czy byłbym nie mówił?), emmekö olisi puhuneet? (czy bylibyśmy nie mówili?), eikö olisi lukenut? (czy byłby nie (prze)czytał?), eivätkö olisi saaneet? (czy byliby nie dostali?) itd.

#### Tryb potencjalny
Tryb potencjalny (fin. potentiaali) występuje w czasie teraźniejszym oraz w czasie przeszłym perfekt. Opisuje czynności i wydarzenia prawdopodobne (zdaniem mówiącego). Oddawany stopień prawdopodobieństwa można porównać z polskim prawdopodobnie (z)robię, bardziej prawdopodobny niż może (z)robię, a mniej prawdopodobny niż pewnie (z)robię albo chyba (z)robię. W porównaniu z innymi trybami występuje stosunkowo rzadko, a w języku mówionym wyjątkowo rzadko. Często zastępuje się go konstrukcjami z wyrażeniami kai (chyba), ei kai (chyba nie), ehkä (może), ehkei (może nie), lub varmaankin/ei varmaankaan (zapewne/zapewne nie).
Formy trybu potencjalnego w czasie teraźniejszym tworzy się na podstawie rdzenia bezokolicznikowego, przy czym dla pewnych typów czasowników wymaga on nieregularnej modyfikacji, której zasady są identyczne z zasadami modyfikacji rdzenia bezokolicznikowego dla tworzenia imiesłowu czynnego przeszłego:
- dla czasowników typów 4, 5 i 6 końcowe t rdzenia bezokolicznikowego zamienia się na n
- dla nielicznych czasowników innych typów, które podlegają w czasie przeszłym imperfekt przemianie rdzenia t → s, występuje oboczność:

- dopuszczalna jest zarówno forma utworzona regularnie,
- jak i forma powstała z rdzenia poddanego przemianie t → n

Znacznikami trybu przypuszczającego są -ne-, -le-, -re- lub -se-, przy czym końcówki dobiera się odpowiednio do ostatniej spółgłoski rdzenia (z uwzględnieniem wymian t → n opisanych powyżej); w przypadku rdzeni kończących się samogłoską znacznik przyjmuje zawsze postać -ne-. Znacznik sam w sobie nie powoduje wymiany stóp, ale dla rdzeni kończących się spółgłoskami występuje podwojenie spółgłoski, w związku z czym poprzedzająca je sylaba przechodzi w stopę słabą.
Dla czasownika olla (również w roli czasownika posiłkowego) występuje wyjątkowo zupełnie nieregularny rdzeń trybu potencjalnego lie-.
Dołączone po znaczniku trybu potencjalnego końcówki są takie same jak stosowane w czasie teraźniejszym (→), w szczególności 3. os. lp. występuje zawsze końcówka -e (w rezultacie podwojenia ostatniej samogłoski znacznika).
Zaprzeczenie trybu potencjalnego tworzą formy osobowe czasownika przeczącego ei w połączeniu z rdzeniem trybu przypuszczającego pozbawionym końcówki osobowej, ale ze zwarciem krtaniowym na końcu.
Zapytania w trybie przypuszczającym tworzone są przez dodanie enklityki -ko|-kö do odmienionej formy czasownika (na samym końcu). W przypadku pytań o zaprzeczenie enklitykę -ko|-kö dołącza się do formy osobowej czasownika przeczącego, pozostawiając następujący po nim rdzeń bez zmian. Sens zapytań jest zbliżony do polskiego „czyżbym robił?/czyżbym nie robił?” w sensie czasu teraźniejszego i w sensie niewarunkowym, tzn. nie *„czyżbym tak robił, gdyby...”; można też przybliżać go przez „czy to możliwe/prawdopodobne, że robię?”.
Koniugacja czasowników w czasie teraźniejszym w trybie potencjalnym:
| Osoba                     | Odp. polski                                                   | Końcówka                  | Przykłady (typ 1)                                   | Przykłady (typ 1)                                   | Przykłady (typ 1)                                                                                         | Przykład (typ 2)                                | Przykłady (typ 3)                               | Przykłady (typ 3)                               | Przykład (typ 4)                                        | Przykład (typ 5)                                            | Przykład (typ 6)                                            |
| ------------------------- | ------------------------------------------------------------- | ------------------------- | --------------------------------------------------- | --------------------------------------------------- | --- | ----------------------------------------------- | ----------------------------------------------- | ----------------------------------------------- | ------------------------------------------------------- | ----------------------------------------------------------- | ----------------------------------------------------------- |
| 1. bezokolicznik          | 1. bezokolicznik                                              | 1. bezokolicznik          | puhua (mówić)                                       | lukea (mówić)                                       | tietää (wiedzieć/oznaczać)                                                                                | saada (dostać)                                  | tulla (przyjść)                                 | olla (być)                                      | pelätä (bać się)                                        | tarvita (potrzebować)                                       | lämmetä (ogrzewać się)                                      |
| r. bezokolicznikowy potn. | r. bezokolicznikowy potn.                                     | r. bezokolicznikowy potn. | puhu-                                               | luke-                                               | tietä-/tien-1)                                                                                            | saa-                                            | tul-                                            | lie-3)                                          | pelän-                                                  | tarvin-                                                     | lämpen-                                                     |
| Formy osobowe             |                                                               |                           |                                                     |                                                     | |                                                 |                                                 |                                                 |                                                         |                                                             |                                                             |
| 1. lp.                    | pr.2) mówię pr. nie mówię (pr. mówię)?5) (pr. nie mówię)?     | -Xe-2) + -n               | puhunen en puhune puhunenko? enkö puhune?           | lukenen en lukene lukenenko? enkö lukene?           | tietänen/tiennen en tietäne/en tienne tietänenko/tiennenko? enkö tietäne/enkö tienne?                     | saanen en saane saanenko? enkö saane?           | tullen en tulle tullenko? enkö tulle?           | lienen en liene lienenko? enkö liene?           | pelännen en pelänne pelännenkö? enkö pelänne?           | tarvinnen en tarvinne tarvinnenko? enkö tarvinne?           | lämmennen en lämmenne lämmennenkö? enkö lämmenne?           |
| 2. lp.                    | pr. mówisz pr. nie mówisz (pr. mówisz)? (pr. nie mówisz)?     | -Xe- + -t                 | puhunet et puhune puhunetko? etkö puhune?           | lukenet et lukene lukenetko? etkö lukene?           | tietänet/tiennet et tietäne/et tienne tietänetko/tiennetko? etkö tietäne/etkö tienne?                     | saanet et saane saanetko? etkö saane?           | tullet et tulle tulletko? etkö tulle?           | lienet et liene lienetko? etkö liene?           | pelännet et pelänne pelännetkö? etkö pelänne?           | tarvinnet et tarvinne tarvinnetko? etkö tarvinne?           | lämmennet et lämmenne lämmennetkö? etkö lämmenne?           |
| 3. lp.                    | pr. mówi pr. nie mówi (pr. mówi)? (pr. nie mówi)?             | -Xe- + e                  | puhunee ei puhune puhuneeko? eikö puhune?           | lukenee ei lukene lukeneeko? eikö lukene?           | tietänee/tiennee ei tietäne/ei tienne tietäneeko/tienneeko? eikö tietäne/eikö tienne?                     | saanee ei saane saaneeko? eikö saane?           | tullee ei tulle tulleeko? eikö tulle?           | lienee ei liene lieneeko? eikö liene?           | pelännee ei pelänne pelänneekö? eikö pelänne?           | tarvinnee ei tarvinne tarvinneeko? eikö tarvinne?           | lämmennee ei lämmenne lämmenneekö? eikö lämmenne?           |
| 1. lm.                    | pr. mówimy pr. nie mówimy (pr. mówimy)? (pr. nie mówimy)?     | -Xe- + -mme               | puhunemme emme puhune puhunemmeko? emmekö puhune?   | lukenemme emme lukene lukenemmeko? emmekö lukene?   | tietänemme/tiennemme emme tietäne/emme tienne tietänemmeko/tiennemmeko? emmekö tietäne/emmekö tienne?     | saanemme emme saane saanemmeko? emmekö saane?   | tullemme emme tulle tullemmeko? emmekö tulle?   | lienemme emme liene lienemmeko? emmekö liene?   | pelännemme emme pelänne pelännemmekö? emmekö pelänne?   | tarvinnemme emme tarvinne tarvinnemmeko? emmekö tarvinne?   | lämmennemme emme lämmenne lämmennemmekö? emmekö lämmenne?   |
| 2. lm.                    | pr. mówicie pr. nie mówicie (pr. mówicie)? (pr. nie mówicie)? | -Xe- + -tte               | puhunette ette puhune puhunetteko? ettekö puhune?   | lukenette ette lukene lukenetteko? ettekö lukene?   | tietänette/tiennette ette tietäne/ette tienne tietänetteko/tiennetteko? ettekö tietäne/ettekö tienne?     | saanette ette saane saanetteko? ettekö saane?   | tullette ette tulle tulletteko? ettekö tulle?   | lienette ette liene lienetteko? ettekö liene?   | pelännette ette pelänne pelännettekö? ettekö pelänne?   | tarvinnette ette tarvinne tarvinnetteko? ettekö tarvinne?   | lämmennette ette lämmenne lämmennettekö? ettekö lämmenne?   |
| 3. lm.                    | pr. mówią pr. nie mówią (pr. mówią)?                          | -Xe- + -vat\|-vät         | puhunevat eivät puhune puhunevatko? eivätkö puhune? | lukenevat eivät lukene lukenevatko? eivätkö lukene? | tietänevät/tiennevät eivät tietäne/eivät tienne tietänevätko/tiennevätko? eivätkö tietäne/eivätkö tienne? | saanevat eivät saane saanevatko? eivätkö saane? | tullevat eivät tulle tullevatko? eivätkö tulle? | lienevät eivät liene lienevätko? eivätkö liene? | pelännevät eivät pelänne pelännevätkö? eivätkö pelänne? | tarvinnevat eivät tarvinne tarvinnevatko? eivätkö tarvinne? | lämmennevät eivät lämmenne lämmennevätkö? eivätkö lämmenne? |

1) oboczność
2) oznacza „prawdopodobnie”
3) wyjątek
4) najczęściej -ne-, również -le-, -re- lub -se-
5) trudno przetłumaczalne, patrz objaśnienia w tekście
W czasie przeszłym perfekt tryb potencjalny wyraża wydarzenia, które prawdopodobnie zaszły do czasu obecnego. Formy tworzy się z użyciem form czasownika posiłkowego olla oraz imiesłowu czynnego przeszłego w mianowniku. W przeczeniach zaprzeczeniu podlega czasownik posiłkowy, podobnie w pytaniach enklityka -ko|-kö doczepia się do form czasownika posiłkowego. Imiesłów pozostaje zawsze bez zmian poza tym, że w liczbie mnogiej przyjmuje formy mianownika liczby mnogiej.
W trybie potencjalnym czasu przeszłego perfekt, formy tworzy się według schematu:
- dla twierdzenia np.: lienen puhunut (prawd. mówiłem), lienemme puhuneet (prawd. mówiliśmy), lienee lukenut (prawd. (prze)czytał), lienevät saaneet (prawd. dostali) itd.
- dla przeczenia np.: en liene puhunut (prawd. nie mówiłem), emme liene puhuneet (prawd. nie mówiliśmy), ei liene lukenut (prawd. nie (prze)czytał), eivät liene saaneet (prawd. nie dostali) itd.
- dla pytania np.: lienenkö puhunut? (czy to możliwe/prawd., że mówiłem?), lienemmekö puhuneet? (czy to możliwe/prawd. że mówiliśmy?), lieneekö lukenut? (czy to możliwe/prawd., że (prze)czytał?), lienevätkö saaneet? (czy to możliwe/prawd., że dostali?) itd.
- dla pytania o zaprzeczenie np.: enkö liene puhunut? (czy to możliwe/prawd., że nie mówiłem?), emmekö liene puhuneet? (czy możliwe/prawd., że nie mówiliśmy?), eikö liene lukenut? (czy to możliwe/prawd., że nie (prze)czytał?), eivätkö liene saaneet? (czy to możliwe/prawd., że nie dostali?) itd.

#### Pozostałe tryby
Niezwykle rzadko i wyłącznie w literaturze (w poezji, w Kalevali, ale i również choćby w fińskim przekładzie Władcy pierścieni J.R.R. Tolkiena) można natknąć się na formy dwóch innych archaicznych trybów.
Pierwszy z tych trybów, eventiivi stanowi dokładne połączenie trybu przypuszczającego i potencjalnego, np. forma menneisin (prawdopodobnie bym szedł) jest połączeniem form menisin (szedłbym) i mennen (prawdopodobnie idę). Cechą charakterystyczną tego trybu jest wrostek -Xeisi-, gdzie -Xe symbolizuje (analogicznie do trybu potencjalnego) najczęściej -ne, a czasami -le, -re lub -se, w zależności od końcówki rdzenia. Końcówkę dołącza się do rdzenia bezokolicznikowego na tych samych zasadach co dla trybu potencjalnego i z tymi samymi nieregularnościami. Zaprzeczenia eventiivi tworzy się analogicznie do trybu potencjalnego, tzn. np. en menneisi (prawdopodobnie bym nie szedł)
Drugi tryb, optatiivi, jest w języku fińskim niekategoryczną, grzeczną odmianą trybu rozkazującego lub też wyraża nadzieję, że coś się stanie. Występuje jedynie w 2. osobie lp., a jego cechą charakterystyczną jest dołączana do rdzenia bezokolicznikowego końcówka -os|-ös oraz dla czasowników grupy 3. -Xos|-Xös lub -kos|-kös, np. istuos! (usiądź, proszę!), tullos!∼tulkos! (przyjdź, proszę!). W przypadku rdzeni kończących się na -o|-ö przed końcówką występuje zwarcie krtaniowe w zapisie oddawane przez apostrof, np. syö'ös! ([z]jedz, proszę!). Zaprzeczenia optatiivi tworzy się przy pomocy specjalnej formy czasownika przeczącego ei – ällös, do której dołącza się pozbawiony końcówki rdzeń infleksyjny czasownika, np. ällös itke! (nie płacz, proszę).

### Strona bierna
W przeciwieństwie do języka polskiego i większości języków indoeuropejskich fińska strona bierna nie jest przeciwieństwem strony czynnej, ale formą opisującą czynne działania jakichś osób, których tożsamość nie jest autorowi wypowiedzi znana lub nie jest w jego odczuciu istotna.
W języku fińskim strony biernej używa się gdy:
1. podmiot domyślny zdania jest osobą ludzką lub grupą osób, oraz
2. dokładna tożsamość osoby – podmiotu, bądź też tożsamość i liczebność grupy – podmiotu oraz tożsamości jej członków:

- nie są znane, lub
- nie są istotne dla przekazu

Jedyny dokładny analog fińskiej strony biernej, występujący w języku polskim, występuje w czasie przeszłym: wyrażenia typu „pomalowano dom” odpowiadają dokładnie sensem fińskim wyrażeniom typu talo maalattiin. W ramach czasu teraźniejszego nie istnieje w języku polskim żadna konstrukcja, którą można by bezpiecznie i w każdych okolicznościach przetłumaczyć na fińską stronę bierną. Często wyrażeniom w stronie biernej czasu teraźniejszego odpowiadają w języku polskim wyrażenia w 3. os. lm. takie jak „malują dom”. Jednak w sytuacji gdyby ta sama wypowiedź miała być odpowiedzią na pytanie „co Janek i Zbyszek robią?”, to tłumaczenie tej odpowiedzi na stronę bierną nie miałoby sensu. Czasami znaczenie strony biernej j. fińskiego oddaje się w języku polskim przez „się”, np. Ranskassa puhutaan ranskaa (we Francji mówi się po francusku), albo sanotaan, että... (mówi się, że...). Jednak już wypowiedź „do Francji nie da się dopłynąć Wisłą” przetłumaczona na stronę bierną j. fińskiego brzmiałaby co najmniej absurdalnie, z grubsza jak stwierdzenie faktu, że w tej chwili nikt tą rzeką do Francji nie usiłuje płynąć. Różnica między tymi przypadkami polega na tym, że w przypadku wypowiedzi „we Francji mówi się po francusku” można zidentyfikować rzeczywiście istniejącą grupę osób, która we Francji rzeczywiście mówi po francusku (choć dokładna liczba ani tożsamość tych osób nie są istotne).
Istotną cechą fińskiej strony biernej jest ograniczenie opisu do działań ludzi. Przykładowo, polskie zdanie „podczas wypadku została zabita jedna osoba” nie mogłoby zostać przetłumaczone na j. fiński przy użyciu strony biernej, gdyż tak przetłumaczone wskazywałoby, że jakaś (nieznana) osoba lub grupa osób zabiła człowieka podczas wypadku.
Formy strony biernej występują dla wszystkich czasów i trybów, w jakich występują formy osobowe. Z tego powodu czasami można się spotkać z pojęciem „czwartej osoby” gramatycznej, o wspólnych formach lp. i lm., czyli innymi słowy z rozszerzeniem istniejącego podziału na osoby „ja/my”, „ty/wy” i „on/oni” o czwartą pozycję „jakieś nieokreślone osoby”. Choć spojrzenie takie właściwie umiejscawia i oddaje rolę form strony biernej w gramatyce fińskiej i jest zdecydowanie mniej mylące niż określenie „strona bierna” (zwłaszcza dla użytkowników j. indoeuropejskich), to w klasycznym ujęciu gramatyki fińskiej nie występuje.

#### Odmiana czasownika w stronie biernej
Wszystkie formy strony biernej tworzy się z rdzenia strony biernej:
- dla czasowników typu 1a, 1b oraz 2 i 3 rdzeń str. biernej jest identyczny z bezokolicznikowym
- dla czasowników typu 1c i 1d w celu zbudowania rdzenia str. biernej należy ostatnie a rdzenia bezokolicznikowego zamienić na e
- dla czasowników typu 4, 5 i 6 w celu zbudowania rdzenia str. biernej należy usunąć końcowe t rdzenia bezokolicznikowego

Przy tym rdzeń strony biernej występuje zawsze w stopie słabej (tak, jakby kończyła go niewidoczna spółgłoska).
W czasie teraźniejszym formę strony biernej tworzy się przez dodanie:
- -daan|-dään do rdzenia str. biernej dla czasowników typu 2, np. syödä (jeść) → syödään („jakieś nieokreślone osoby” [jno] jedzą)
- -laan|-lään, -raan|-rään lub -naan|-nään do rdzenia str. biernej dla czasowników typu 3a, zgodnie z ostatnią głoską rdzenia, np. tulla (przyjść) → tullaan ([jno] przychodzą)
- -taan|-tään w pozostałych wypadkach (tj. typy 1, 3b, 4, 5 i 6), np. oppia (uczyć się) → opitaan ([jno] się uczą), nousta (podnosić się) → noustaan ([jno] się podnoszą)

Skrótowa, prosta reguła mnemotechniczna mówi, że formę strony biernej czasu teraźniejszego czasownika tworzy się z 1. bezokolicznika w stopie słabej, przez dodanie do niego:
- -taan|-tään dla czasowników typu 1 po odjęciu od bezokolicznika ostatniego a|ä i zamianie bezpośrednio poprzedzającego je drugiego a|ä (jeżeli takie jest) na e
- -an|-än dla pozostałych przypadków

W czasie przeszłym imperfekt formę strony biernej tworzy się przez dodanie:
- -ttiin do rdzenia str. biernej dla czasowników typu 1, 4, 5 i 6, np. oppia (uczyć się) → opittiin ([jno] się uczyły), tarvita (potrzebować) → tarvittiin ([jno] potrzebowały)
- -tiin do rdzenia str. biernej dla czasowników typu 2 i 3, np. syödä (jeść) → syötiin ([jno] jadły), tulla (przychodzić) → tultiin ([jno] przyszły)

W trybie rozkazującym formę strony biernej tworzy się przez dodanie:
- -ttakoon|-ttäköön do rdzenia str. biernej dla czasowników typu 1, 4, 5 i 6, np. opittakoon (niech [jno] się uczą), tarvittakoon (niech [jno] potrzebują)
- -takoon|-täköön do rdzenia str. biernej dla czasowników typu 2 i 3, np. syötäköön (niech [jno] jedzą), tultakoon (niech [jno] przyjdą)

W trybie przypuszczającym formę strony biernej tworzy się przez dodanie:
- -ttaisiin|-ttäisiin do rdzenia str. biernej dla czasowników typu 1, 4, 5 i 6, np. opittaisiin ([jno] by się uczyły), tarvittaisiin ([jno] by potrzebowały)
- -taisiiin|-täisiin do rdzenia str. biernej dla czasowników typu 2 i 3, np. syötäisiin ([jno] by jadły), tultaisiin ([jno] by przyszły)

W trybie potencjalnym formę strony biernej tworzy się przez dodanie:
- -ttaneen|-ttäneen do rdzenia str. biernej dla czasowników typu 1, 4, 5 i 6, np. opittaneen ([jno] prawdopodobnie się uczą), tarvittaneen ([jno] prawdopodobnie potrzebują)
- -taneen|-täneen do rdzenia str. biernej dla czasowników typu 2 i 3, np. syötäneen ([jno] prawdopodobnie jedzą), tultaneen ([jno] prawdopodobnie przyjdą)

Skrótowa, prosta reguła mnemotechniczna mówi, że formy poszczególnych trybów tworzy się z form czasu przeszłego imperfekt przez zastąpienie zakończenia -iin zakończeniami -akoon|-äköön, -aisiin|-äisiin lub -aneen|-äneen.
Czasownik olla, który w trybie potencjalnym strony czynnej przyjmuje nietypowy rdzeń lie-, odmienia się w stronie biernej regularnie, tzn. posiada formę oltaneen ([jno] prawdopodobnie będą).

#### Przeczenie w stronie biernej
W zaprzeczeniach strony biernej dla form czasu teraźniejszego oraz trybów przypuszczającego i potencjalnego używa się czasownika przeczącego ei w połączeniu z formą czasownika w analogicznym zdaniu twierdzącym bez wydłużenia samogłoski i wygłosowego n, np. saadaan ([jno] dostają) → ei saada ([jno] nie dostają), puhuttaisiin ([jno] mówiłyby) → ei puhuttaisi ([jno] nie mówiłyby), puhuttaneen ([jno] prawdopodobnie mówią) → ei puhuttane ([jno] prawdopodobnie nie mówią). W trybie rozkazującym postępuje się podobnie, z tym że zamiast formy ei pojawia się forma älköön, np. puhuttakoon! (niech [jno] mówią) → älköön puhuttako! (niech [jno] nie mówią).
Zupełnie inaczej tworzy się natomiast zaprzeczenie dla formy czasu przeszłego imperfekt, które składa się z czasownika przeczącego ei oraz imiesłowu biernego przeszłego (nb. analogicznie jak w stronie czynnej), np.: puhuttiin ([jno] mówiły) → ei puhuttu ([jno] nie mówiły).

#### Czasy złożone w stronie biernej
Czasy złożone strony biernej (przeszły perfekt i zaprzeszły) i ich zaprzeczenia tworzy się analogicznie do form strony czynnej, z tym że czasownik posiłkowy olla występuje zawsze w 3 osobie lp., a zamiast imiesłowu przeszłego czynnego stosuje się imiesłów przeszły bierny, np. on puhuttu (mówionoperf.), ei ole puhuttu (nie mówionoperf.), oli puhuttu (mówionozaprzeszły), ei ollut puhuttu (mówionozaprzeszły).
Analogicznie tworzy się też zdania pytające, np. onko puhuttu? (czy mówiono?perf.), eikö ole puhuttu? (czy nie mówiono?perf.), oliko puhuttu? (czy mówiono?zaprzeszły), eikö ollut puhuttu? (czy nie mówiono?zaprzeszły).
Analogicznie tworzy się również formy wszystkich trybów, które występują w tych czasach, np. olisi puhuttu (mówiono byperf.), ei olisi puhuttu (nie mówiono byperf.), lienee puhuttu (prawdopodobnie mówionoperf.), ei liene puhuttu (prawdopodobnie nie mówionoperf.) itd.
Język polski ani nie posiada tego typu konstrukcji „biernych” (o tym jak myląca jest to nazwa – patrz powyżej) ani też nie posiada żadnego odpowiednika czasu perfekt. Należy więc zwrócić uwagę na to, iż wyrażenie seinä(ä) on maalattu vihreäksi znaczy nie tyle po prostu *„ściana jest pomalowana na zielono” (jak mogłoby sugerować naiwne tłumaczenie słowo po słowie), tylko zawiera formę czasu złożonego perfekt w stronie biernej on maalattu, która stanowi całość. W zależności od przypadka w jakim występuje podmiot zdania, zdanie to może oznaczać „ścianę malowano na zielono” (od jakiegoś czasu aż do teraz, z nieznanym skutkiem) lub „ścianę pomalowano na zielono” (kiedyś w przeszłości, co ma teraz istotne znaczenie, w szczególności w sprzyjającym kontekście może implikować, że ściana jest obecnie zielona), przy czym w obydwu wypadkach (z)robiły to jakieś nieokreślone osoby.

#### Zestawienie form strony biernej
Poniższa tabela zestawia wszystkie formy strony biernej dla przykładowych czasowników reprezentatywnych dla poszczególnych schematów odmiany:
| Forma                                             | Przykład (typ 1a, 1b) | Przykład (typ 1c, 1d) | Przykład (typ 2)   | Przykład (typ 3a)  | Przykład (typ 3b)   | Przykład (typ 4)     | Przykład (typ 5)      | Przykład (typ 6)       |
| ------------------------------------------------- | --------------------- | --------------------- | ------------------ | ------------------ | ------------------- | -------------------- | --------------------- | ---------------------- |
| 1. bezokolicznik                                  | puhua (mówić)         | antaa (dać)           | saada (dostać)     | tulla (przyjść)    | nousta (wstać)      | pelätä (bać się)     | tarvita (potrzebować) | lämmetä (ogrzewać się) |
| r. strony biernej                                 | puhu-                 | anne-                 | saa-               | tul-               | nous-               | pelä-                | tarvi-                | lämme-                 |
| Formy strony biernej                              |                       |                       |                    |                    |                     |                      |                       |                        |
| forma cz. teraźniejszego                          | puhutaan              | annetaan              | saadaan            | tullaan            | noustaan            | pelätään             | tarvitaan             | lämmetään              |
| forma cz. przeszłego perfekt                      | puhuttiin             | annettiin             | saatiin            | tultiin            | noustiin            | pelättiin            | tarvittiin            | lämmettiin             |
| forma t. rozkazującego                            | puhuttakoon           | annettakoon           | saatakoon          | tultakoon          | noustakoon          | pelättäköön          | tarvittakoon          | lämmettäköön           |
| forma t. przypuszczającego                        | puhuttaisiin          | annettaisiin          | saataisiin         | tultaisiin         | noustaisiin         | pelättäisiin         | tarvittaisiin         | lämmettäisiin          |
| forma t. potencjajnego                            | puhuttaneen           | annettaneen           | saataneen          | tultaneen          | noustaneen          | pelättäneen          | tarvittaneen          | lämmettäneen           |
| forma cz. ter. w przeczeniu                       | ei puhuta             | ei anneta             | ei saada           | ei tulla           | ei nousta           | ei pelätä            | ei tarvita            | ei lämmetä             |
| forma cz. imperf. w przeczeniu                    | ei puhuttu            | ei annettu            | ei saatu           | ei tultu           | ei noustu           | ei pelätty           | ei tarvittu           | ei lämmetty            |
| forma t. rozk. w przeczeniu                       | älköön puhuttako      | älköön annettako      | älköön saatako     | älköön tultako     | älköön noustako     | älköön pelättäkö     | älköön tarvittako     | älköön lämmettäkö      |
| forma t. przyp. w przeczeniu                      | ei puhuttaisi         | ei annettaisi         | ei saataisi        | ei tultaisi        | ei noustaisi        | ei pelättäisi        | ei tarvittaisi        | ei lämmettäisi         |
| forma t. pot. w przeczeniu                        | ei puhuttane          | ei annettane          | ei saatane         | ei tultane         | ei noustane         | ei pelättäne         | ei tarvittane         | ei lämmettäne          |
| formy czasów złożonych                            | on/oli puhuttu        | on/oli annettu        | on/oli saatu       | on/oli tultu       | on/oli noustu       | on/oli pelätty       | on/oli tarvittu       | on/oli lämmetty        |
| formy cz. zł w przeczeniu                         | ei ole/ollut puhuttu  | ei ole/ollut annettu  | ei ole/ollut saatu | ei ole/ollut tultu | ei ole/ollut noustu | ei ole/ollut pelätty | ei ole/ollut tarvittu | ei ole/ollut lämmetty  |
| Imiesłowy oraz bezokoliczniki (patrz niżej)       |                       |                       |                    |                    |                     |                      |                       |                        |
| imiesłów bierny teraźniejszy                      | puhuttava             | annettava             | saatava            | tultava            | noustava            | pelättävä            | tarvittava            | lämmettävä             |
| imiesłów bierny przeszły                          | puhuttu               | annettu               | saatu              | tultu              | noustu              | pelätty              | tarvittu              | lämmetty               |
| 2. bezokolicznik w stronie biernej (inessiivi)    | puhuttaessa           | annettaessa           | saataessa          | tultaessa          | noustaessa          | pelättäessä          | tarvittaessa          | lämmettäessä           |
| 3. bezokolicznik w stronie biernej (instruktiivi) | puhuttaman            | annettaman            | saataman           | tultaman           | noustaman           | pelättämän           | tarvittaman           | lämmettämän            |

### Bezokoliczniki
Zazwyczaj wyróżnia się w języku fińskim pięć bezokoliczników, przy czym niektóre opisy gramatyki klasyfikują osobno czwarty z nich (noszący też nazwę rzeczownika odsłownego) oraz piąty z nich.
Forma mianownika pierwszego bezokolicznika odpowiada bezokolicznikowi polskiemu i jest forma podstawową wyrazu, podawaną w słownikach, np. puhua (mówić). Pozostałe formy kolejnych bezokoliczników służą do budowy licznych konstrukcji czasowych, celowych, sposobu itp., np. puhuakseni (abym mówił), puhuessani (gdy mówię), puhuen (mówiąc), puhumatta (nie mówiąc), puhuminen (mówienie), itd.
Jeden z bezokoliczników (czwarty) jest rzeczownikiem odsłownym, w związku z czym podlega regularnej odmianie przez wszystkie przypadki w lp. i lm., tak jak zwykłe rzeczowniki. Pozostałe cztery bezokoliczniki, choć nie mogą funkcjonować w zdaniu jak rzeczowniki, również podlegają swego rodzaju „odmianie przez przypadki”, tzn. przyjmują końcówki identyczne z niektórymi końcówkami występującymi dla rzeczowników, często w analogicznym sensie. Jest to jednak odmiana szczątkowa. W zależności od bezokolicznika dopuszczalnych jest jedynie od 1 do 6 końcówek (przypadków) i nie występują dla nich formy analogiczne do form liczby mnogiej. Do określania poszczególnych form używa się nazw przypadków (translatiivi, inessiivi itd.).
| Nr | Nazwa umowna        | Forma podstawowa   | Przypadki                              | Sufiks dzierżawczy         | Znaczenie |
| -- | ------------------- | ------------------ | -------------------------------------- | -------------------------- | --- |
| 1  | bezokolicznik A     | tehdä              | 2 (nom., tran.)                        | tylko w tran. (wymagany)   | zależy od przypadka, patrz niżej                                                                                                 |
| 2  | bezokolicznik E     | tehde- (rdzeń)     | 2 (ine., ins.)                         | tylko w ine. (niewymagany) | oznacza sposób lub jednoczesność, zależnie od przypadka, patrz niżej                                                             |
| 3  | bezokolicznik MA    | tekemä- (rdzeń)    | 6 (ine., ela., ill., ade., abe., ins.) | w utartych konstrukcjach   | oznacza najczęściej stan polegający na byciu w trakcie wykonywania czynności, ale nie tylko, zależy to od przypadka, patrz niżej |
| 4  | rzeczownik odsłowny | tekeminen          | jak dla rzeczownika, wszystkie         | jak dla rzeczownika        | robienie (rzeczownik oznaczający daną czynność)                                                                                  |
| 5  | (brak)              | tekemäisi- (rdzeń) | 1 (ade.)                               | wymagany                   | oznacza stan polegający na byciu u progu przystąpienia do danej czynności                                                        |

#### Pierwszy bezokolicznik
Pierwszy bezokolicznik tworzy się przez dodanie do rdzenia bezokolicznikowego końcówki -ax|-äx, -dax|-däx, -tax|-täx, -lax|-läx, -nax|-näx lub -rax|-räx, w zależności od postaci rdzenia.
Znaczenie zależy od przypadka, w którym bezokolicznik występuje.
| Przypadek                   | Forma      | Znaczenie                                   | Przykład                                                                |
| --------------------------- | ---------- | ------------------------------------------- | ----------------------------------------------------------------------- |
| Nominatiivi                 | tehdä      | robić, odpowiada polskiemu bezokolicznikowi | unohdin mennä ostoksille (zapomniałem iść na zakupy)                    |
| Translatiivi (+ s. dzierż.) | tehdäkseni | aby (z)robić, wyraża cel czynności1)        | kävin kaupassa ostaakseni leipää (byłem w sklepie, żeby kupić chleb[a]) |

1) konstrukcja ta występuje wyłącznie w odpowiednikach zdania podrzędnego i musi dotyczyć podmiotu zdania określanego. Niemożliwe jest niezależnie, arbitralne określenie podmiotu konstrukcji bezokolicznikowej, tzn. np. o ile konstrukcja Helmi kävi kaupassa ostaakseen leipää (Helmi była w sklepie, żeby kupić chleb) jest poprawna, o tyle niemożliwa jest konstrukcja typu ***kävin kaupassa Helmin ***myydäkseen minulle leipää („poszedłem do sklepu, żeby Helmi sprzedała mi chleb”). Sens taki trzeba już oddać zdaniem złożonym, np. kävin kaupassa, jotta Helmi myisi minulle leipää.
Dodanie końcówki deklinacyjnej translatiivi (-ksi) do rdzenia 1. bezokolicznika nie powoduje nigdy wymiany stóp w rdzeniu, pomimo tego, że po dodaniu końcówek czasami spełnione są po temu warunki, por. np. tarvitakseen (aby potrzebować, syl. tar-vi-tak-seen, ale nie *tarvidakseen), por. paita (koszula) → paidakseen (w jego koszulę [przemiana]). Wymianę stóp może natomiast oczywiście powodować dodanie końcówki rdzenia (np. -lax), por. np. ajatellakseen (aby myślał).

#### Drugi bezokolicznik
Rdzeń drugiego bezokolicznika tworzy się przez dodanie do rdzenia bezokolicznikowego w zależności od jego postaci końcówki -e, -de, -te, -le, -ne lub -re, na podstawie analogicznych zasad jak przy tworzeniu 1. bezokolicznika (w efekcie końcowe a|ä 1. bezokolicznika ulega zawsze zamianie na e, co stanowi przydatną regułę mnemotechniczną). W przypadku, gdy końcówką bezokolicznika jest -e, a ostatnią głoską rdzenia bezokolicznikowego jest również e, powstała w wyniku dodania końcówki samogłoska długa ee przekształca się w dyftong ie, np. dla itkeä (płakać) rdzeń bezok. itke- przechodzi w rdzeń 2. bezokolicznika itkie-. Do rdzenia bezokolicznika dodaje się następnie końcówki jednego z dwóch przypadków.
Znaczenie bezokolicznika zależy od przypadka, w którym występuje.
| Przypadek                      | Forma      | Znaczenie                                          | Przykład                                            |
| ------------------------------ | ---------- | -------------------------------------------------- | --------------------------------------------------- |
| Inessiivi (+ opcj. s. dzierż.) | tehdessäni | gdy robię, oznacza jednoczesność wydarzeń          | hän kuunteli puhuessani (słuchał, kiedy mówiłem)    |
| Instruktiivi                   | tehden     | robiąc, oznacza sposób wykonania innej czynności1) | lapsi juoksee nauraen (dziecko biegnie śmiejąc się) |

1) przez „sposób” należy rozumieć sposób zachowania się, a nie sposób na wykonanie czynności (nie „jakim sposobem”) – patrz 3. bezokolicznik w adessiivi.
Analogicznie jak dla 1. bezokolicznika, dodanie końcówek deklinacyjnych do rdzenia 2. bezokolicznika nie powoduje nigdy wymiany stóp w rdzeniu, pomimo tego, że po dodaniu końcówek czasami spełnione są po temu warunki, por. np. tarviten (potrzebując, syl. tar-vi-ten, ale nie *tarviden).

#### Trzeci bezokolicznik
Rdzeń trzeciego bezokolicznika tworzy się przez dodanie końcówki -ma|-mä do rdzenia infleksyjnego czasownika. Końcówka nie wywołuje wymiany stóp.
Znaczenie zależy od przypadka, w którym bezokolicznik występuje.
| Przypadek    | Forma     | Znaczenie                                                                                            | Przykład |
| ------------ | --------- | --- | --- |
| Inessiivi    | tekemässä | oznacza stan polegający na byciu w trakcie robienia                                                  | olimme juuri lämmittämässä saunaa (właśnie grzaliśmy saunę / byliśmy w trakcie grzania sauny)                                                          |
| Elatiivi     | tekemästä | występuje w związkach z czasownikami wyrażającymi wychodzenie ze stanu określanego przez tekemässä   | tulimme takaisin kotiin syömästä (przyszliśmy z powrotem do domu po jedzeniu, od jedzenia)                                                             |
| Illatiivi    | tekemään  | występuje w związkach z czasownikami wyrażającymi przechodzenie do stanu określanego przez tekemässä | mennään syömään! (chodźmy jeść!) |
| Adesiivi     | tekemällä | określa sposób (metodę) wykonania czynności                                                          | Rikoin lasin pudottamalla sen lattialle (stłukłem szklankę upuszczając ją na podłogę)                                                                  |
| Abesiivi     | tekemättä | bez (z)robienia, wyraża wykonanie jednej czynności bez wykonania innej                               | hän meni ohi katsomatta minuun (przeszedł obok nie patrząc / nie spojrzawszy na mnie)                                                                  |
| Instruktiivi | tekemän   | b. rzadki, oznacza konieczność lub przymus zrobienia czegoś                                          | milloin minun pitää menemän? (kiedy przyjdzie mi iść?), X, tai piti sanomani Y, ... (X, czy raczej powinienem był powiedzieć Y, ... [poprawiając się]) |

Dla czasowników mennä (iść), tulla (przyjść) oraz lähteä (wyruszać) formy 3. bezokolicznika w inessiivi zastępuje się często formami inessiivi od rzeczowników wyrażających odpowiednie czynności, tj. menemässä → menossa (w trakcie tego, że się idzie), tulemassa → tulossa (w trakcie przychodzenia), oraz lähtemässä → lähdossä (w trakcie wyruszania). Zamiana taka nadaje dodatkowo wypowiedzi sens rychłych konsekwencji danego faktu dla obecnej sytuacji, np. isäsi on tulossa[an] (twój ojciec [już tu] idzie/przychodzi [w sensie: zaraz tu będzie]), isäsi on lähdossä[än] (twój ojciec właśnie wyrusza [w sensie: zaraz go tu nie będzie]).

#### Czwarty bezokolicznik
Czwarty bezokolicznik (in. rzeczownik odsłowny) tworzy się przy pomocy przyrostka -minen dodanego do rdzenia infleksyjnego czasownika. Znaczeniem bezokolicznika jest po prostu nazwa czynności określanej przez czasownik. Bezokolicznik odmienia się przez przypadki jak rzeczowniki z grupy kończących się na -nen, czyli poza mianownikiem jego rdzeń przyjmuje zakończenie -mis, np. puhuminen (mówienie), puhumisen (mówienia), puhumista (mówieniepart.).

#### Piąty bezokolicznik
Piąty bezokolicznik, występujący tylko w jednym przypadku, tworzy się przez dodanie przyrostka -maisilla|-mäisillä i sufiksu dzierżawczego do rdzenia infleksyjnego czasownika. W połączeniu z czasownikiem olla wyraża on okoliczności polegające na tym, że coś ma się niebawem zdarzyć lub rozpocząć, np. aurinko laskee (słońce zachodzi) → aurinko on laskemaisillaan (słońce ma się ku zachodowi [zaraz zajdzie]).

#### Zwroty z bezokolicznikami
Bezokoliczniki łączą się często z innymi czasownikami w konstrukcje typu haluan mennä (chcę iść). Podobnie jak niektóre czasowniki, wymagające dopełnienia bliższego w odpowiednim przypadku, niektóre czasowniki wymagają bezokolicznika odpowiedniego typu i w odpowiednim przypadku (w przypadku użycia innego zdanie będzie niepoprawne). Czasami jeden czasownik dopuszcza kilka różnych bezokoliczników i/lub w różnych przypadkach, z tym że zmienia to sens wypowiedzi.
Większość czasowników łączy się po prostu z 1. bezokolicznikiem w mianowniku. Przykładowe nietypowe konstrukcje, to:
Dla czasownika olla (być):
- hän oli sanoa jotain (związek z 1. bezokolicznikiem) – przybl. mało brakowało, a by coś powiedział
- hän oli sanomassa jotain (związek z 2. bezokolicznikiem w inesiivi) – był w trakcie mówienia czegoś
- hän oli sanomaisillaan jotain, kun... – już miał coś powiedzieć, gdy...

Czasowniki pitää, tykätä łączą się (podobnie jak ze zwykłymi rzeczownikami) z 4. bezokolicznikiem w elatiivi, np. minä tykkään uimisesta (lubię pływać/pływanie).
Czasownik kieltää (zabraniać) łączy się z 3. bezokolicznikiem w elatiivi, np. äiti kielsi minua menemasta sinne (mama zabroniła mi tam chodzić).
Czasownik pystyä (być w stanie) łączy się z 3. bezokolicznikiem w ilatiivi, np. pystyisitkö sinä leipomaan leipää? (czy ty byś potrafił upiec chleb?).

#### Bezokoliczniki w stronie biernej
Bezokoliczniki występują również w ograniczonym zakresie w stronie biernej (→). Ich znaczenie jest wtedy dokładnie takie samo, jak w stronie czynnej, z tym że sprawca jest nieokreślony (nb. analogicznie jak w przypadku wszystkich pozostałych form strony biernej).
Formy strony biernej bezokoliczników tworzone są analogicznie do tego, jak tworzone jest wiele spośród osobowych form strony biernej: przez dodanie końcówki -ttaX|-ttäX lub -taX|-täX do rdzenia strony biernej (czyli zamiast -ttiin lub -tiin cz. przeszły imperfekt). X symbolizuje tu końcówkę bezokolicznika i przypadka, które są z kolei takie same, jak dla bezokoliczników w stronie czynnej.
W stronie biernej bezokolicznika spotyka się tylko dwie formy:
- formę inessiivi 2. bezokolicznika (dość rzadko), np. kansallishymniä laulettaessa on seistävä asennossa (gdy śpiewany jest hymn narodowy należy stać na baczność [gdy ktoś śpiewa]), rauhasta puhuttaessa on pakko muistaa, että... (gdy mowa jest o pokoju, należy pamiętać, że...), voin tulla kotiin tarvittaessa (mogę przyjść do domu w razie potrzeby [gdy ktoś będzie potrzebował]), kirkko oli aina täynnä joululauluja laulettaessa (kościół był zawsze pełny gdy śpiewano kolędy). Formy te mają to samo znaczenie co formy strony czynnej 2. bezokolicznika w inessiivi, tj. wskazują na jednoczesność wydarzeń, tyle że w stronie biernej, por. tulin hänen laulaessaan (przyszedem gry on śpiewał) vs. tulin laulua laulettaessa (przyszedłem gdy śpiewano piosenkę).
- formę instruktiivi 3. bezokolicznika (bardzo rzadko i tak jak w stronie czynnej wyłącznie w związkach z czasownikiem pitää), np. uuteen järjestelmään piti siirryttämän vuoden 2014 lopulla (na nowy system musiano przejść w końcu roku 2014). Formy te mają to samo znaczenie co formy strony czynnej 3. bezokolicznika w instrkutiivi, tj. wraz z czasownikiem pitää wskazują na konieczność lub powinność, tyle że w stronie biernej, a więc w odniesieniu do nieokreślonych osób, por. minun piti sanomani (powinienem był powiedzieć) vs. piti sanottavan (powinno się było powiedzieć).

### Imiesłowy
W języku fińskim występuje w sumie sześć imiesłowów (fin. partisiipit).
Cztery pierwsze imiesłowy można sklasyfikować według relacji czasowych (teraźniejszy lub przeszły) oraz równolegle według strony (czynna lub bierna).
| Relacja czasowa | Strona | Rdzeń źródłowy    | Końcówka                                         | Forma     | Znaczenie                                                                                               | Przykład |
| --------------- | ------ | ----------------- | ------------------------------------------------ | --------- | --- | --- |
| teraźniejszy    | czynna | Infl. (st. mocna) | -va''\|-vä                                       | puhuva    | ten, który mówi („mówiący” w odn. do cz. ter.)                                                          | pöydässä istuva mies (mężczyzna siedzący przy stole)                                                                                             |
| teraźniejszy    | bierna | Str. biern.       | -(t)tava''\|-(t)tävä                             | puhuttava | ten, o którym jest/będzie mówione (najczęściej przenośnie: „nadający się do tego, by coś z nim zrobić”) | onko sinulla jotain syötävää? (czy masz coś do jedzenia) jotain lisättävää (coś do dodania) pelättävä koira (dosł. pies, którego trzeba się bać) |
| przeszły        | czynna | Bezok.            | -nut''\|-nyt, -lut\|-lyt, -rut\|-ryt, -sut\|-syt | puhunut   | ten, który mówił                                                                                        | kouluun menneet lapset (dzieci, które poszły do szkoły)                                                                                          |
| przeszły        | bierna | Str. biern.       | -(t)tu''\|-(t)ty                                 | puhuttu   | ten, o którym mówiono                                                                                   | eilen poimittuja marjoja (wczoraj zebrane jagody)                                                                                                |

1. ↑  rdzeń czasownika, na podstawie którego powstaje dana forma.
2. 1 2  imiesłowy te, najczęściej nazywane „teraźniejszymi”, mogą być użyte również w kontekście współczesnym, przyszłym lub do wyrażenia cech ogólnych.

Piąty imiesłów nosi nazwę imiesłowu sprawcy (fin. agenttipartisiippi, czasami nazywany jest również agens) i charakteryzuje się końcówką -ma|-mä. Pozwala na określenie danego przedmiotu poprzez nazwanie osoby (sprawcy), która wykonała na nim jakąś czynność, np. minun ottamani kuva (zdjęcie zrobione przeze mnie), Helmin ostama kirja (książka kupiona przez Helmi). Imiesłowu sprawcy używa się w połączeniu z nazwą agensa w dopełniaczu lub ewentualnie z zaimkiem osobowym w dopełniaczu. W tym drugim wypadku wymagane jest dodanie również odpowiedniego sufiksu dzierżawczego.
Imiesłowu sprawcy nie należy mylić z formami 3. bezokolicznika; w niektórych przypadkach różnica wynika jedynie z kontekstu, por. np. olen ostamassa ruokaa (jestem w trakcie kupowania jedzenia – 3. bezokolicznik) i olen Helmin ostamassa talossa (jestem w domu kupionym przez Helmi – imiesłów sprawcy). Nie należy również mylić go z imiesłowem przeszłym biernym, który spełnia inną funkcję, por. np. Kaikista löydetyistä sienistä Helmin löytämä sieni oli suurin (Ze wszystkich znalezionych grzybów grzyb znaleziony przez Helmi był największy).
Szósty i ostatni imiesłów nosi nazwę imiesłowu przeczącego (fin. kieltopartisiippi) i charakteryzuje się końcówką -maton|-mätön. Określa dany przedmiot poprzez nazwanie czynności, która na nim nie zachodzi, nie zaszła lub nie może/nie mogła zajść. W zależności od kontekstu może stanowić przeciwieństwo dowolnego spośród pozostałych pięciu imiesłowów, np.: 
- dla imiesłowu teraźniejszego czynnego: syötäväksi kelpaava leipä (chleb nadający się do zjedzenia) → syötäväksi kelpaamaton leipä (chleb nie nadający się do zjedzenia)
- dla imiesłowu teraźniejszego biernego: siedettävä kaipuu (tęsknota do zniesienia) → sietämätön kaipuu (tęsknota nie do zniesienia)
- dla imiesłowu przeszłego czynnego: kouluun mennyt lapsi (dziecko, które poszło do szkoły) → kouluun menemätön lapsi (dziecko, które nie poszło do szkoły)
- dla imiesłowu przeszłego biernego: huomattu mies (zauważony mężczyzna) → huomaamaton mies (niezauważony mężczyzna)
- dla imiesłowu sprawcy: Helmin huomaama mies (mężczyzna zauważony przez Helmi) → Helmin huomaamaton mies (mężczyzna nie zauważony przez Helmi)

Wszystkie imiesłowy są odmienne przez liczbę i przypadki w przybliżeniu analogicznie jak przymiotniki.

#### Konstrukcje z użyciem imiesłowów
Do najbardziej podstawowych konstrukcji z imiesłowami należą formy czasów złożonych, w szczególności czasu przeszłego perfekt olen sanonut (powiedziałemperf.), czasu zaprzeszłego olin sanonut (powiedziałemzaprzeszły), tychże czasów w stronie biernej on sanottu (mówionoperf.), oli sanottu (mówionozaprzeszły), jak również formy rzadko występujących czasów przyszłych, np. olen/olin sanova (powiem/miałem powiedzieć).
W połączeniu z rzeczownikiem imiesłowy mogą przyjmować wszystkie formy w jakich występuje rzeczownik (występuje kongruencja). W pewnych jednak określonych konstrukcjach pewne imiesłowy mogą wystąpić samodzielnie. Jeżeli spełnione są wymogi co do użycia formy w określonej liczbie, przypadku, lub też z sufiksem dzierżawczym, to „uruchamia” to określone znaczenie idiomatyczne konstrukcji.
Imiesłów przeszły bierny występuje w konstrukcjach czasowych określających następstwo czasowe wydarzeń, np. Helmi lähti minun tultuani (Helmi wyszła po moim przyjściu [również w sensie: jak tylko przyszedłem]). Konstrukcja ta wymaga użycia imiesłowu w partitiivi lp. oraz przydawki w genetiivi. Jeżeli przydawką jest zaimek osobowy, to do formy imiesłowu dochodzi też sufiks dzierżawczy (zgodnie z zasadami dotyczącymi sufiksów dzierżawczych zaimek ten można też czasami pominąć).
Imiesłów teraźniejszy bierny służy często do budowy konstrukcji modalnych wskazujących na konieczność lub oczekiwanie mówiącego, np. minun on tultava luoksesi (muszę przyjść do ciebie). Konstrukcja ta wymaga użycia imiesłowu w nominatiivi lp. i połączenia z podmiotem w genetiivi i czasownikiem olla (być) w odpowiedniej formie.
Imiesłów teraźniejszy bierny służy też do konstruowania zwrotów wyrażających możliwości. W takim wypadku wymagane jest użycie imiesłowu w inessiivi lm. i połączenie go z czasownikiem olla (być) w odpowiedniej formie. Uzyskuje się w ten sposób konstrukcje typu olla saatavissa (być możliwym do dostania), np. onko herra Lehtinen tavoitettavissa? (czy jest pan Lehtinen [dosł. czy można go spotkać]?). Alternatywnie możliwe jest użycie w podobnym sensie przypadka adessiivi, jednak jest to już ograniczone do kilku imiesłowów, tak biernych jak i czynnych: olla nähtävillä (być widocznym), saatavilla (dostępnym), näkyvillä (widocznym), kuuluvilla (słyszalnym), tuntuvilla (odczuwalnym), ulottuvilla (w zasięgu [„dosięgalnym”]). Sens odwrotny można natomiast wyrazić, wykorzystując imiesłów przeczący, również w liczbie mnogiej i przypadku inessiivi, np. herra Lehtinen on tavoittamattomissa (pan Lehtinen jest nieosiągalny). W połączeniu z dodatkowym określnikiem w genetiivi konstrukcja wyraża możliwości wskazanego podmiotu, np. voitto oli heidän ulottuvillaan (zwycięstwo było w ich zasięgu). 
Imiesłów czynny teraźniejszy, występujący w liczbie mnogiej w przypadku essiivi i z sufiksem dzierżawczym wskazującym na podmiot zdania, łączy się w specyficzne zwroty z czasownikiem olla (być), np. hän oli lukevinaan (udawał, że czyta), olin näkevinäni sinut eilen baarissa (zdaje się, że widziałem cię wczoraj w barze [w sensie: jestem zupełnie pewien, że cię tam widziałem – autor wypowiedzi ironizuje]), mitä tämä on olevinaan? (co to ma niby być?).

#### Tworzenie imiesłowów
Reguły tworzenia poszczególnych imiesłowów dość istotnie różnią się od siebie

##### Tworzenie imiesłowu czynnego teraźniejszego
Imiesłów czynny teraźniejszy tworzy się regularnie przez dodanie końcówki -va|-vä do rdzenia infleksyjego czasownika (końcówka nie wywołuje wymiany stóp, więc rdzeń zawsze występuje w stopie mocnej).

##### Tworzenie imiesłowu czynnego przeszłego
Tworzenie imiesłowu czynnego przeszłego jest bardziej złożone. Do jego utworzenia służy (wyjątkowo) rdzeń bezokolicznikowy, przy czym:
- dla czasowników typów 4, 5 i 6 końcowe t rdzenia bezokolicznikowego zamienia się na n
- dla nielicznych czasowników innych typów, które podlegają w czasie przeszłym imperfekt przemianie rdzenia t → s, występuje oboczność:

- dopuszczalna jest zarówno forma utworzona regularnie,
- jak i forma powstała z rdzenia poddanego przemianie t → n

Końcówkami imiesłowu czynnego przyszłego są -nut|-nyt, -lut|-lyt, -rut|-ryt lub -sut|-syt, przy czym końcówki dobiera się odpowiednio do zasad harmonii samogłosek oraz do ostatniej spółgłoski rdzenia (z uwzględnieniem wymian t → n opisanych powyżej); w przypadku rdzeni kończących się samogłoską imiesłów przyjmuje zawsze końcówkę -nut|-nyt. Końcówka imiesłowu sama w sobie nie powoduje wymiany stóp, ale dla rdzeni kończących się spółgłoskami występuje podwojenie spółgłoski, w związku z czym poprzedzająca je sylaba przechodzi w stopę słabą.
Przykłady tworzenia imiesłowów czynnych przeszłych: puhua (mówić, typ 1) → puhunut, lukea (czytać, typ 1) → lukenut, tietää (wiedzieć/oznaczać, typ 1, oboczność) → reg. tietänyt obok niereg. tiennyt (druga forma wyst. częściej), saada (dostać, typ 2) → saanut, tulla (przyjść, typ 3a) → tullut, ajatella (myśleć, typ 3a) → ajatellut, nousta (wstać, typ 3b) → noussut, haluta (chcieć, typ 4) → halunnut, tarvita (potrzebować, typ 5) → tarvinnut, lämmetä (ocieplać się, typ 6) → lämmennyt.

##### Tworzenie imiesłowów biernych
Tworzenie imiesłowów biernych wpisuje się w ogólne zasady tworzenia form strony biernej (→). Zarówno imiesłów bierny teraźniejszy jak i przeszły tworzy się na podstawie rdzenia strony biernej przez dodanie, odpowiednio:
- -ttava|-ttävä oraz -ttu|-tty do rdzenia str. biernej dla czasowników typu 1, 4, 5 i 6, np. oppia (uczyć się) → opittava (ten, którego „jakieś nieokreślone osoby” [jno] się uczą), opittu (ten, którego [jno] się nauczyły), tarvita (potrzebować) → tarvittava (ten, którego [jno] potrzebują), tarvittu (ten, którego [jno] potrzebowały)
- -tava|-tävä oraz -tu|-ty do rdzenia str. biernej dla czasowników typu 2 i 3, np. syödä (jeść) → syötävä (ten, który [jno] jedzą), syöty (ten, który [jno] jadły), panna (kłaść) → pantava (ten, który [jno] kładą), pantu (ten, który [jno] położyły)

Skrótowa, prosta reguła mnemotechniczna mówi, że formy imiesłowów strony biernej tworzy się z form czasu przeszłego imperfekt w stronie biernej przez zastąpienie końcówki -iin końcówkami, odpowiednio, -ava|-ävä lub -u|-y.
Imiesłowy bierne od czasowników nieprzechodnich są same w sobie pozbawione sensu i występują jedynie w przeczeniach, czasach złożonych i specjalnych konstrukcjach, np. tulla (przychodzić) → minun on tultava (muszę przyjść), ei tultu ([jno] nie przyszły).

##### Tworzenie imiesłowów sprawcy i przeczącego
Imiesłów sprawcy tworzy się regularnie przez dodanie końcówki -ma|-mä do rdzenia infleksyjego czasownika (ta końcówka również nie wywołuje wymiany stóp, więc rdzeń zawsze występuje w stopie mocnej).
Imiesłów przeczący tworzy się również regularnie przez dodanie końcówki -maton|-mätön do rdzenia infleksyjego czasownika (podobnie ta końcówka nie wywołuje wymiany stóp, więc rdzeń zawsze występuje w stopie mocnej).

#### Odmiana imiesłowów
Imiesłowy teraźniejsze oraz imiesłów sprawcy odmieniają się regularnie z jednym rdzeniem (samogłoskowym) identycznym z formą podstawową, np. puhuva (mówiący) → puhuvan (mówiącego), puhuvaa (mówiącypart.), puhuvissa (w mówiących) itd.; puhuttava (ten, o którym ktoś mówi) → puhuttavan (tego, o którym się mówi), puhuttavaa (ten, o którym się mówipart.), puhuttavissa (w tych, o których się mówi); Helmin sanoma (powiedziany przez Helmi) → Helmin sanoman (powiedzianego przez Helmi), Helmin sanomaa (powiedziany przez Helmipart.), Helmin sanomissa (w powiedzianych przez Helmi).
Imiesłów przeszły czynny posiada rdzeń samogłoskowy, w którym -nut|-nyt ulega wymianie na -nee-. Rdzeń spółgłoskowy jest identyczny z formą podstawową, a odrębny rdzeń lm. nie istnieje. Stąd też, np.: puhunut (ten, który mówił) → puhuneen (tego, który mówił), puhunutta (ten, który mówiłpart.), puhuneissa (w tych, którzy mówili).
Imiesłów przeszły bierny odmienia się regularnie z jednym rdzeniem (samogłoskowym) identycznym z formą podstawową. Końcówka imiesłowu podatna jest na prostą wymianę stóp, najczęściej tt → t lub t → d, rzadziej lt → ll lub rt → rr. Stąd też, np.: puhuttu (ten, o którym mówiono) → puhutun (tego, o którym mówiono), puhuttua (ten, o którym mówionopart.), puhutuissa (w tym, o którym mówiono); saatu (ten, który otrzymano) → saadun (tego, który otrzymano), saatua (ten, który otrzymanopart.), saaduissa (w tych, które otrzymano); purtu (ten, którego ugryziono) → purrun (tego, którego ugryziono), purtua (ten, którego ugryzionopart.), purruissa (w tych, których ugryziono).
Imiesłów przeczący odmienia się tak jak inne słowa kończące się na -ton|-tön, czyli posiada rdzeń samogłoskowy, w którym -maton|-mätön ulega wymianie na -mattoma-|-mättömä-, rdzeń spółgłoskowy identyczny z formą podstawową oraz rdzeń liczby mnogiej, w którym -maton|-mätön ulega wymianie na -mattom-|-mättöm-, np. puhumaton (m.in. ten, który nie mówił) → puhumattoman (tego, który nie mówił), puhumatonta (ten, który nie mówiłpart.), puhumattomissa (w tych, którzy nie mówili).
Dla niektórych typów imiesłowów tworzy się też często (jeśli nie wręcz produktywnie) przysłówki pochodne, a w zasadzie należałoby powiedzieć imiesłowo-przysłówki, np. od imiesłowu ter. czynn.: pysyvästi (na stałe [dosł. „trwająco”]), odottavasti (wyczekująco); od imiesłowu ter. biern.: huomattavasti (zauważalnie), odotettavasti (zgodnie z oczekiwaniem); od imiesłowu przeszłego czynn.: onnistuneesti (z sukcesem [w przeszłości]); od imiesłowu przeszłego biern.: sanotusti (trudno przetłumaczalne na j. polski, w złożeniu niin sanotusti odpowiada polskiemu „jak to mawiają” czy „że tak powiem”); wreszcie od imiesłowu przeczącego: sietämättömästi (nieznośnie).
Odpowiedniki powyższych form są w języku polskim klasyfikowane jako „zwykłe” przysłówki, a nie imiesłowy. Znaczeniowych odpowiedników polskich imiesłowów przysłówkowych należy w j. fińskim szukać wśród form bezokolicznikowych.

## Przysłówki
Przysłówki w języku fińskim można podzielić na samodzielne oraz powstające produktywnie przez odmianę przymiotników i imiesłowów. Dla wielu przysłówków, w tym dla wszystkich drugiego typu, występuje zjawisko stopniowania w stopniu wyższym i najwyższym.
W zdaniu przysłówek występuje najczęściej z czasownikiem, w roli okolicznika. W odróżnieniu od języka polskiego jednak, fińskie przysłówki znacznie częściej występują również z rzeczownikami w funkcji przydawki lub dopełniania, w sytuacjach w których w j. polskim występują wyrażenia przyimkowe. Przyimki (oraz poimki) w języku fińskim istnieją nie tyle jako części mowy („w”, „na”, „z” czy „obok”), ile jako jedna z możliwych ról przysłówka. Jest to oczywiście do pewnego stopnia jedynie kwestia przyjętej klasyfikacji, jednak wiele form morfologicznych przysłówków może występować w obydwu rolach, zarówno jako okolicznik jak i w wyrażeniu przyimkowym/poimkowym w roli przydawki.

### Przysłówki samodzielne
Przysłówki samodzielne odpowiadają na pytania „jak?”, „gdzie?”, „skąd?”, „dokąd”, „kiedy?” oraz „jakim sposobem?”. Poza bardzo nielicznymi przypadkami nie podlegają stopniowaniu. W zdaniach występują albo w roli okoliczników albo w roli przyimków lub poimków, przy czym dla wielu form występują oba zastosowania, niekoniecznie dokładnie w tym samym sensie.
W literaturze można spotkać różne klasyfikacje tych przysłówków. Przegląd występujących form pozwala wyróżnić pewne rodziny form, pochodzące od tego samego pojęcia, np. dla pojęcia „dół/poniżej” występują formy: alas, alemmas, alla, alta, alle, alhaalla, alhaalta, alhaalle, alitse, a dla pojęcia „tył/z tyłu”: taa(s), taemmas, takana, takaa, taakse, takaisin. Można odnieść wrażenie, że mamy tu do czynienia z jakimś tworem, który odmienia się przez wybrane przypadki tak samo jak rzeczownik i do tego w ograniczonym zakresie stopniuje. W niektórych ujęciach gramatyki fińskiej definiuje się w istocie rdzenie przysłówkowe (często niewystępujące w mianowniku) i podaje pozostałe przysłówki jako ich formy odmienione przez przypadki. W takim ujęciu do rdzeni tych zalicza się m.in. ala- („dół”), ylä- („góra”), ero- („osobno/nie w grupie”), esi- lub etu- („przód”), taka- („tył”), lähi- lub rzadziej liki- („blisko”), kauka- lub rzadziej etä- („daleko”), sisä- („wewnątrz”), ulko- („na zewnątrz”), keski- („środek”), ohi- („mimo”), vieri- („obok”), ympäri- („wokoło”), vasta- („naprzeciw”), läpi- („wskroś”), poiki- („nieobecny”), muka- („razem z/w grupie”), luo- lub rzadziej tykö- („tam gdzie coś innego”) oraz seka- („pośród”).
Wyróżnienie takich rdzeni ma też sens o tyle, że występują one jako pierwsza część bardzo wielu innych wyrazów (głównie rzeczowników), zachowując przy tym swój pierwotny sens, np. alakerta (parter lub poniższe piętro), alaluokka (podklasa/niższa klasa), alamainen (podległy), ala-arvoinen (poniżej oczekiwań), esimies (przełożony), takapyörä (tylne koło), etukulma (sport. krótki róg), likinaapuri (bliski sąsiad [z domu obok]), ulkonäkö (wygląd zewnętrzny), ohimeno (pominięcie), läpikulku (przejście), yläkerta (powyższe piętro), sekasorto (bałagan, chaos) czy vastarinta (opór [np. wroga]), także w połączeniu z końcówkami słowotwórczymi, np. alanko/ylänkö (nizina/wyżyna), alanne/ylänne (kotlina/wzniesienie), lähistö (pobliże), sisältö (zawartość). Dla niektórych rdzeni, zwłaszcza ala-, ylä-, etu- oraz taka-, można wręcz mówić o ich produktywności w roli przedrostka słowotwórczego. Jest to zjawisko podobne do asymilacji przyimków w polskich słowach, tj. „podklasa”, „podlegać” czy „podkomendny”.
Obrazu komplikacji systemu fińskich przysłówków dopełnia fakt, że z rdzeni przysłówkowych wyprowadza się regularnie formy przymiotnikowe, a z nich dalsze formy, w tym też kolejne przysłówki, por. kauka- („daleko”) → kaukainen (odległy) → kaukaisempi (bardziej odległy), kaukaisin (najbardziej odległy) czy kaukaisesti („w sposób właściwy dla rzeczy odległej”) i dalej → kaukaisemmin, kaukaisimmin („w sposób (naj)bardziej właściwy dla rzeczy odległej”).
Inne ujęcia gramatyki fińskiej traktują te formy przysłówków jako niezależne słowa (bez pojęcia rdzenia), zwracając co najwyżej uwagę na występujące wśród nich regularne grupy. Słowniki wymieniają każdą formę z osobna, zazwyczaj dołączając odnośniki do pozostałych należących do tej samej grupy wyrazów. Grupy najczęściej ograniczają się do „trójek” wyrazów, z których pierwszy ma znaczenie statyczne „w”, a pozostałe dwa dynamiczne „z” i „do”. Znaczenie statyczne „w” przypomina najczęściej formy inessiivi, adessiivi lub essiivi rzeczowników. Z reguły jeżeli znaczenie „w” czerpie z inessiivi to „z” i „do” czerpią odpowiednio z elatiivi i illatiivi. Jeżeli znaczenie „w” czerpie z adessiivi to „z” i „do” czerpią odpowiednio z ablatiivi i allatiivi. Jeżeli zaś znaczenie „w” czerpie z essiivi to „z” i „do” czerpią odpowiednio z partitiivi i translatiivi (z alternatywną końcówką -kse) lub występują z końcówką -s (identyfikowaną czasami z przypadkiem przysłówkowym latiivi).
W porównaniu z polskimi przyimkami przysłówki występujące w języku fińskim są znaczenie bardziej specyficzne i węższe znaczeniowo. Przykładowo polskiemu „przez”, w zależności od typu wyrażenia (czasowe, przestrzenne, abstrakcyjne, ...) oraz kontekstu, będzie odpowiadał jeden z przysłówków: halki, kautta, läpi, lävitse, myöten, pitkin, poikki, takia lub vuoksi, z których większość nie jest zamienna. O tyle o ile w j. polskim występują też słowa takie jak „poprzez” czy „(na) wskroś”, to zastąpienie ich słowem „przez” nie zmienia zasadniczego sensu zdania, co najwyżej zubaża je trochę znaczeniowo. W języku fińskim zmiana na przykład kautta na poikki zupełnie zmieni sens wypowiedzi.
Poniżej wymienione zostały najważniejsze formy tych pseudo-odmiennych przysłówków oraz inne przysłówki występujące w roli przyimków lub poimków. Oczywiście niemożliwe jest wymienienie wszystkich przysłówków, które można znaleźć w słowniku, więc poniżej znajduje się jakichś ich podzbiór, głównie te najczęściej używane oraz najczęściej mylone ze sobą.
Najbliżej powiązane formy „w”, „z”, „do” zostały poniżej pogrupowane.

#### Przysłówki określające miejsce
Pierwszą grupę stanowią przysłówki odpowiadające na pytania „gdzie?”, „skąd?” i „dokąd?”, które występują samodzielnie. Wiele z tych przysłówków występuje opcjonalnie w złożeniu ze przysłówkiem päin (w kierunku):
| Przysłówki                              | Znaczenie                                                                      | Przykłady |
| --------------------------------------- | ------------------------------------------------------------------------------ | --- |
| alas                                    | w dół [o ruchu]                                                                | hän istui alas (usiadł), katso alas(päin)! (popatrz w dół!); również przenośnie alas kuningas! (precz z królem!) |
| alemmas                                 | niżej [do miejsca, które jest niżej]                                           | älä laskeudu alemmas! (nie schodź niżej!); szczątkowy stopień wyższy przysłówka |
| alhaalla / alhaalta / alhaalle          | na dole [w miejscu znajdującym się gdzieś na dole] / z tego miejsca / do t.m.  | kellari on alhaalla (piwnica jest na dole), hän meni alhaalle (poszedł na dół [do miejsca, które jest na dole]) |
| edessä / edestä / eteen                 | z przodu [w miejscu znajdującym się z przodu] / z t.m. / do t.m.               | hän on jossain edessä (on jest gdzieś z przodu), Helmi katsoo eteenpäin (Helmi patrzy wprzód); przeciwieństwo takana itp. |
| edemmäs                                 | w przód [do miejsca, które jest bardziej z przodu]                             | älä mene edemmäs! (nie idź bardziej do przodu!); szczątkowy stopień wyższy przysłówka |
| kaukana / kaukaa / kauas                | daleko [w miejscu znajdującym się daleko]) / z t.m. / do t.m.]                 | np. hän on nyt niin kaukana (jest teraz tak daleko), hän laukoi kaukaa (sport. strzelił z daleka [np. na bramkę]) |
| kauemmas                                | dalej [do miejsca, które jest dalej]                                           | älä mene kauemmas! (nie odchodź dalej!); szczątkowy stopień wyższy przysłówka |
| kohdalla / kohdalta / kohtaan           | na miejscu [np. zdarzenia] / z t.m. / do t.m.                                  | satuin olemaan kohdalla kun onnettomuus tapahtui (akurat byłem na miejscu, gdy zdarzył się wypadek); również używane formy rzeczownika päikkä np. päikällä |
| kotona / kotoa / kotiin2)               | w domu [miejscu, które jest czyimś domem] / z domu / do domu                   | olen kotona (jestem w domu), hän lähti kotoa (wyszedł z domu), hän meni kotiin (poszedł do domu) |
| lähellä / läheltä / lähellex            | blisko [w miejscu znajdującym się z blisko] / z t.m. / do t.m.                 | hän on jossain lähellä (on jest gdzieś blisko), hän laukoi läheltä (sport. strzelił z bliska [np. na bramkę]) |
| lähemmäs                                | bliżej [do miejsca, które jest bliżej]                                         | älä tule lähemmäs! (nie podchodź bliżej!); szczątkowy stopień wyższy przysłówka |
| ohix rzadziej ohitsex                   | obok, mimo                                                                     | hän meni ohi (przeszedł obok), tilaisuus meni meiltä ohi (ominęła nas okazja [dosł. przeszła obok]) |
| oikealla / oikealta / oikeallex         | po prawej / z prawej / w prawo                                                 | kotini on oikealla (mój dom jest po prawej), auto ajoi oikealta (samochód jechał z prawej) |
| poissa / pois                           | nie tu [nieobecny] / do stanu nieobecności [stąd, do dowolnego innego miejsca] | Helmi on tänään poissa (Helmi dziś [tu] nie ma/jest nieobecna), mene pois! (idź stąd!), heitä se pois! (wyrzuć to! [dosł. rzuć to „gdziekolwiek, byle nie tu”]); również przenośnie pois! albo pois täältä! (precz (stąd)!); trzecia forma „ze stanu nieobecności” nie istnieje, używa się poissaolosta (z bycia nieobecnym) |
| sisällä / sisältä / sisällex lub sisään | wewnątrz [w miejscu zamkniętym] / z. t.m. / do t.m.                            | et voi pysyä sisällä koko päivää (nie możesz przesiedzieć całego dnia wewnątrz [nie na dworze]), vie lehmät sisälle! (zaprowadź krowy do środka [do obory]!) |
| takana / takaa / taaksex lub taax       | w tyle [w miejscu znajdującym się z tyłu] / z t.m. / do t.m.                   | hän on jossain takana (on jest gdzieś z tyłu), Helmi katsoo taaksepäin (Helmi patrzy w tył), hän jäi taakse/taa (został z tyłu [dosł. do tyłu]) |
| takaisin                                | z powrotem                                                                     | hän meni takaisin (poszedł z powrotem), Helmi meni takaisin metsään (Helmi poszła z powrotem do lasu) |
| taemmas                                 | w tył [do miejsca, które jest bardziej z tyłu]                                 | älä jää taemmas! (nie zostawaj bardziej z tyłu!); szczątkowy stopień wyższy przysłówka |
| ulkona / ulkoa / ulos                   | na zewnątrz [w miejscu niezamkniętym] / z t.m. / do t.m.                       | menisit joskus ulos... (wyszedłbyś czasem na zewnątrz [na dwór]...), ulkona on aika kylmää (na zewnątrz jest dość zimno), tuuli puhalsi ulkoa sisään (wiatr dmuchał do środka z zewnątrz) |
| vasemmalla / vasemmalta / vasemmallex   | po lewej / z lewej / w lewo                                                    | kotini on vasemmalla (mój dom jest po lewej), auto ajoi vasemmalta (samochód jechał z lewej) |
| ylös                                    | w górę [o ruchu]                                                               | hän nousi ylös (wstał), savu nousee ylös (dym wznosi się [do góry])1) |
| ylemmäs                                 | wyżej [do miejsca, które jest wyżej]                                           | älä kiipeä ylemmäs! (nie wspinaj się wyżej!); szczątkowy stopień wyższy przysłówka |
| ylhäällä / ylhäältä / ylhäälle          | na górze [w miejscu znajdującym się gdzieś na górze] / z t.m. / do t.m.        | vintti on ylhäällä (strych jest na górze), hän tuli ylhäältä (przyszedł z góry [z miejsca, które jest na górze]) |
| ympärillä / ympäriltä / ympärillex      | w otoczeniu [w miejscach znajdujących się dookoła] / z t.m. / do t.m.          | ympärillä on vain muutama talo (dookoła jest tylko parę [niewiele] domów) |

1) w przeciwieństwie do j. polskiego, w którym zwroty typu „wznosić się do góry” uznaje się za przejaw złego stylu (pleonazm, tzw. masło maślane), w języku fińskim zwrot nousta ylös (wznosić się) jest dopuszczalny i nagminnie stosowany
2) formalnie są to formy rzeczowników koti (dom) oraz koto (domostwo); zostały tu dołączone ze względu na sposób, w jaki ich powyższe 3 formy są używane w utarty, idiomatyczny sposób; jako rzeczowniki wyrazy te mają też oczywiście wszystkie inne formy gramatyczne, np. minulla ei ole kotia (nie mam domu)
Czasami w jednym zdaniu może występować więcej niż jedna forma, np. mene kauas pois! (odejdź daleko stąd!).
Drugą grupę stanowią przysłówki określające miejsce względem wyrazu określanego, występujące jako przyimki. Wymagają one postawienia wyrazu określanego w partitiivi, rzadziej w genetiivi:
| Przysłówki                      | Znaczenie                                    | Przyp. | Przykłady |
| ------------------------------- | -------------------------------------------- | ------ | --- |
| halki                           | na wskroś                                    | gen.   | kuljin halki metsän (szedłem na wskroś lasu) |
| lähellä / läheltä / lähellex    | blisko czegoś / z t.m. / do t.m.             | part.  | järvi oli lähellä kylää (jezioro było blisko wsi [w kont. np. więc nie było daleko i szybko ze wsi do niego doszliśmy]), hän hiipi lähelle Helmia (podkradał się w pobliże Helmi [był w trakcie])                                                                                              |
| keskellä / keskeltä / keskellex | w środku czegoś, otoczona / z t.m. / do t.m. | part.  | saari on keskellä järveä (wyspa jest pośrodku jeziora [otoczona dużą ilością wody z każdej strony]), hän osui keskelle kenttää (trafił w środek pola gry [na pewno nie mógł to być aut, bo przecież trafił gdzieś tam w część środkową, gdzie piłkę od linii bocznej dzieliła duża odległość]) |
| kohti                           | w kierunku [w ruchu]                         | part.  | joku meni kohti kylää (ktoś szedł w kierunku wioski) |
| pitkin                          | wzdłuż                                       | part.  | kävelin pitkin kujaa (spacerowałem wzdłuż alejki [np. w tę i z powrotem]) |
| päin                            | w kierunku [statycznie]                      | part.  | katsoin päin kaupunkia (patrzyłem w stronę miasta [w kont. np. więc nie widziałem, że z boku...) |
| vasten                          | o [w opozycji do]                            | part.  | seison selkä vasten seinää (stoję opierając się o ścianę) |

Trzecią grupę stanowią przysłówki określające miejsce względem wyrazu określanego, występujące jako poimki. Wymagają one postawienie wyrazu określanego w genetiivi, rzadziej w partitiivi, wyjątkowo w innych przypadkach. Wyrazem w genetiivi może być oczywiście dowolny zaimek. W szczególności, gdy jest nim zaimek osobowy lub wskazujący w funkcji osobowego, do formy przysłówka dołącza się sufiks dzierżawczy. Jeżeli sufiks dzierżawczy został dołączony, to zaimek może być opcjonalny, według tych samych zasad jak w zdaniach wyrażających relacje posiadania.
Przysłówki, tj. np. lähellä czy keskellä występują zarówno jako przedimek jak i poimek, ale znaczenie tych wypowiedzi jest subtelnie różne (patrz przykłady).
| Przysłówki                                                          | Znaczenie                                           | Przyp.        | Przykłady |
| ------------------------------------------------------------------- | --------------------------------------------------- | ------------- | --- |
| alla / alta / allex                                                 | pod czymś / z t.m. / do t.m.                        | gen.          | koira on pöydän alla (pies jest pod stołem), tulkaapa katon alle! (niech państwo wejdą pod dach!) |
| alas                                                                | po czymś w dół, z czegoś w dół                      | part.         | on mentävä mäkeä alas (trzeba iść [w dół zbocza]), kiipesin tikkaita alas (schodziłem po drabinie) |
| alitsex rzadziej alix                                               | przez obszar pod czymś                              | gen.          | koira juoksi pöydän alitse (pies przebieg(a)ł pod stołem [ani punkt początkowy ani końcowy ruchu nie znajduje się pod stołem]1)) |
| asti                                                                | aż do czegoś                                        | illatiivi (!) | putki ulottui kylään asti (rurociąg ciągnął się aż do wsi) |
| edessä / edessä / eteen                                             | przed czymś / z t.m. / do t.m.                      | gen.          | koira seisoi edessäni (pies stał przede mną [w miejscu przede mną]), hän heitti luun koiran eteen (rzucił kość przed psa), katsoisit eteesi! (patrzyłbyś przed siebie! [niezbyt uprzejmie do kogoś, kto na nas wpadł]); przeciwieństwo takana itp. |
| halki                                                               | na wskroś czegoś                                    | gen.          | kuljin metsän halki (szedłem na wskroś lasu) |
| keskellä / keskeltä / keskellex                                     | w środku czegoś [w centrum] / z t.m. / do t.m.      | gen.          | saari on järven keskellä (wyspa jest pośrodku jeziora [w miarę blisko geometrycznego środka]), hän osui kentän keskelle (trafił w środek pola [w miarę blisko geometrycznego środka]) |
| kautta                                                              | przez coś [po drodze będąc gdzieś]                  | gen.          | bussi Helsinkiin ajaa Jyväskylän kautta (autobus do Helsinek jedzie przez Jyväskylä [w sensie, że zanim dojedzie do H., to zatrzymuje się też w J.]), tie vie metsän kautta (droga prowadzi przez las [w sensie: nie ominiesz lasu]) |
| kohdalla / kohdalta / kohtaan2)                                     | w okolicy czegoś / z t.m. / do t.m.                 | gen.          | kioskin kohdalla seisoi pari tyttöä (przy kiosku stała para dziewczyn), bussi Helsinkiin lähtee postin kohdalta (autobus do Helsinek rusza z okolic poczty [zaczyna kurs pod pocztą]) |
| kohti                                                               | w kierunku czego [dynamicznie]                      | part.         | hän kulki kylää kohti (szedł w strnę wsi) |
| lähellä / läheltä / lähellex                                        | blisko czegoś / z t.m. / do t.m.                    | gen.          | järvi oli kylän lähellä (jezioro było blisko wsi [w kont. np. więc na środku jeziora słychać było śmiech dzieci ze wsi]), hän hiipi Helmin lähelle (podkradł się w pobliże Helmi [i już był przy niej]) |
| läpi rzadziej lävitsex                                              | przez coś                                           | gen.          | tie vie metsän läpi (droga wiedzie przez las [w sensie: między innymi idzie się wśród lasu]), nuoli meni jalan lävitse (strzała przeszyła nogę) |
| luona / luota / luoksex lub luox w dial. ∼ tykönä / tyköä / työksex | przy kimś/czymś albo u kogoś / z t.m. / do t.m.     | gen.          | Helmi on mummon luona (Helmi jest u Babci), Helmi palasi mummon luota (Helmi wróciła od Babci), Helmi meni mummon luo/luokse (Helmi poszła do Babci), tule luokseni! (chodź/przyjdź do mnie); luo nie używa się z zaimkami i s. dzierżawczymi |
| myöten                                                              | czym/przez co [patrz niżej]                         | part.         | hän tuli tieta myöten (przyszedł drogą [wzdłuż drogi], on pakko mennä ovea myöten (trzeba przejść przez drzwi); wyrażenie to nie kładzie nacisku na obecność w danym miejscu (np. na drodze, w drzwiach czy w lesie), tylko traktuje ją raczej jako sposób osiągnięcia celu, konieczną okoliczność, czasami też w sensie „zła koniecznego”, np. sillan sulkemisen takia bussin oli ajettava keskustaa myöten (z powodu zamknięcia mostu autobus musiał pojechać przez centrum miasta [gdzie poza tym nie miał żadnego interesu]) |
| ohix rzadziej ohitsex                                               | obok, mimo czegoś                                   | gen.          | tie menee kylän ohi (droga idzie obok wsi [omija wieś]); ohi nie używa się z zaimkami i s. dzierżawczymi |
| pitkin                                                              | wzdłuż czego                                        | part.         | hän kulki tieta pitkin (szedł wzdłuż drogi) |
| päin                                                                | w kierunku czego [statycznie]                       | illatiivi (!) | putki ulottui kylään päin (rurociąg ciągnął się w kierunku wsi) |
| päällä / päältä / päällex2)                                         | na wierzchu / z t.m. / do t.m.                      | gen.          | kuppi on kirjan päällä (filiżanka jest na książce), pue vaatteet päällesi! (załóż na siebie ubranie [dosł. ubrania]) |
| päässä / päästä / päähän2)                                          | w odległości / z / do                               | gen.          | kauppa on kilometrin päässä (sklep jest kilometr stąd [dosł. na końcu kilometra]), hän otti sen kuvan 20 metrin päästä (zrobił to zdjęcie z odległości 20 metrów) |
| poikki                                                              | przez coś na drugą stronę                           | gen.          | tie vie metsän poikki (droga wiedzie przez las [w sensie: na drugą stronę lasu]), kana juoksi tien poikki (kurczak przebiegł na drugą stronę drogi) |
| seassa / seasta / sekaan                                            | pośród / z. t.m. / do t.m.                          | gen. lm.      | lampaitten seassa liikkuu pari sutta (pośród [w masie] owiec kręci się parę wilków), kenkä joutui hedelmien sekaan (but znalazł się wśród [masy] owoców [trafił tam]) |
| sisässä / sisästä / sisään                                          | w obrębie geometrycznym czegoś / z. t.m. / do t.m.  | gen.          | vesimelonin sisässä on kaksi kerrosta: vihreä sekä punainen (wewnątrz arbuza są dwie warstwy: zielona oraz czerwona) |
| sisällä / sisältä / sisällex                                        | wewnątrz [funkcjonalnie] / z. t.m. / do t.m.        | gen.          | vesimelonin sisällä on siemenia (wewnątrz arbuza są nasiona) |
| takana / takaa / taaksex lub taax                                   | za czymś / z t.m. / do t.m.                         | gen.          | talon takana oli pieni piha (za domem było małe podwórko), hän heitti luun taakseen (rzucił kość za siebie), jänis hyppäsi puun takaa (zając wyskoczył zza drzewa); taa nie używa się z zaimkami i s. dzierżawczymi; przeciwieństwo edessä itp. |
| vierellä / viereltä / vierellex                                     | obok czegoś [przy czymś] / z t.m. / do t.m.         | gen.          | autotalli on talon vierellä (garaż jest obok domu), menin hänen vierelleen (podszedłem do niego), uusi talo rakennettiin tien vierelle (nowy dom zbudowano przy drodze); por. vieressä itp. |
| vieressä / vieressä / viereen                                       | przy boku czegoś [bardzo blisko] / z t.m. / do t.m. | gen.          | autotalli on talon vieressä (garaż jest tuż przy domu [np. oddzielony tylko ścianą]), menin hänen viereen (podszedłem do niego [tuż obok niego lub przytulony]), auto pysähtyi tien viereen (samochód zatrzymał się przy drodze [na poboczu]); por. vierellä itp. |
| yllä / yltä / yllex                                                 | nad czymś / z t.m. / do t.m.                        | gen.          | lamppu on pöydän yllä (lampa jest nad stołem), kuva putosi takan yltä (obraz spadł znad kominka [gdzie wisiał]) |
| ylös                                                                | po czymś w dół, z czegoś w dół                      | part.         | on mentävä mäkeä ylös (trzeba iść [w górę zbocza]), kiipesin tikkaita ylös (wchodziłem po drabinie) |
| ylix rzadziej ylitsex                                               | przez obszar nad czymś                              | gen.          | lintu lensi pöydän yli (ptak przeleciał nad stołem [ani punkt początkowy ani końcowy ruchu nie znajduje się nad stołem]) |
| ympärillä / ympäriltä / ympärillex                                  | wokół czegoś / z t.m. / do t.m.                     | gen.          | hänen ympärillään oli muita miehia (wokół niego byli inni mężczyźni), keräsin marjat ympäriltäni (pozbierałem jagody, które były wokół mnie) |

1) por. koira juoksi pöydän alla (pies bieg(a)ł pod stołem [albo w kółko albo po prostu w danej chwili, niezależnie od tego skąd i dokąd ogólnie podróżował]), koira juoksi pöydän alta (pies wybieg(a)ł spod stołu), koira juoksi pöydän alle (pies (po)biegł pod stół); podobnie dla ylä-
2) formy te pochodzą od rzeczowników lub przymiotników; zostały tu dołączone ze względu na sposób, w jaki ich powyższe formy są używane w utarty, idiomatyczny sposób, w roli przysłówków; jako rzeczowniki wyrazy te mają też oczywiście wszystkie inne formy gramatyczne
Dodatkowo można tu wspomnieć o złożeniach rdzeni przysłówkowych z formami słowa puoli (strona), najczęściej -puolella / -puolelta / -puolellex. Uzyskuje się w ten sposób słowa o znaczeniu „po [jakiejś] stronie/od [jakiejś] strony/na [jakiejś] powierzchni” oraz odpowiednio „z” i „do”. Np. alapuolella (na dolnej stronie), alapuolelle (na dolną stronę), yläpuolella (na górnej stronie), sisäpuolelta (z wewnętrznej strony), ulkopuolelle (na zewnętrzną stronę) itd.

#### Przysłówki określające czas
Poniższe przysłówki występują w określeniach relacji czasowych. Przy każdej pozycji podano rolę w jakiej przysłówek występuje oraz wymagany przypadek wyrazu określanego.
| Przysłówki | Znaczenie                    | Przypadek i rola | Przykłady |
| ---------- | ---------------------------- | ---------------- | --- |
| alla       | tuż przed [np. świętem]      | poim. gen.       | Joulun alla on paljon tekemistä (przed Bożym Narodzeniem jest co robić)                                             |
| asti       | [aż] do / [aż] od            | poim. ill./ela.  | tein työtä yöhön asti (pracowałem do nocy), tein työtä aamusta asti (pracowałem od rana)                            |
| ennen      | przed/wcześniej niż          | przedim. part.   | pese kätesi ennen syömistä! (umyj ręce przed jedzenie), Helmi tuli ennen minua (Helmi przyszła przede mną)          |
| jälkeen    | po/później niż               | poim. gen.       | pese kätesi syömisen jälkeen! (umyj ręce po jedzeniu), Helmi tuli minun jälkeeni (Helmi przyszła po mnie)           |
| kesken     | w trakcie                    | przedim. gen.    | Helmin oli pakko lähteä kesken kokouksen (Helmi musiała wyjść w środku zebrania)                                    |
| läpi       | przez [na przestrzeni]       | przedim. gen.    | vuosisatojen läpi ajateltiin, että... (przez stulecia myślano, że...), valvoin yön läpi (czuwałem [przez] całą noc) |
| sitten     | od                           | przedim. gen.    | en ole tavannut hantä sitten kesän (nie spotkałem go od lata)                                                       |
| ylix       | [opuszczenie jakiegoś czasu] | poim. gen.       | hän nukkui Joulun yli (przen. przespał [całe] święta Bożego Narodzenia)                                             |

#### Przysłówki określające inne okoliczności
Poniższe przysłówki określają okoliczności inne niż geometryczne położenie lub czas. Występują albo samodzielnie albo w roli poimka lub przyimka. Niektóre mogą występować w obu rolach. Przy każdej pozycji oznaczono dopuszczalne role i/lub przypadki.
| Przysłówki                                        | Znaczenie                                        | Przypadek i rola     | Przykłady |
| ------------------------------------------------- | ------------------------------------------------ | -------------------- | --- |
| allex                                             | poniżej ceny/części/miary                        | przedimek gen./part. | se maksaa alle viiden euron (to kosztuje mniej niż 5 euro); kala painoi alle kilon (ryba ważyła poniżej kilograma); por. yli |
| ansiosta1)                                        | dzięki czemuś lub komuś                          | poim. gen.           | olemme täällä hänen ansiostaan (jesteśmy tu dzięki niemu), rohkeutesi ansiosta kaupunki säästyi pahimmalta (dzięki twojej odwadze miasto uniknęło najgorszego [losu]) |
| edelleen                                          | dalej [wciąż]                                    | –                    | en noussut, vaan nukuin edelleen (nie wstałem, tylko spałem dalej); sufiks dzierżawczy jest w tej formie skostniały, nie ulega zmianie |
| edellä / edeltä / edellex                         | wcześniej według jakiejś klasyfikacji / z / do   | – / poim. gen.       | hän on jossain edellä (on jest gdzieś w przodzie [wcześniej, bliżej początku w ramach jakiejś klasyfikacji lub kolejności, ale niekoniecznie geometrycznie z przodu]), z genetiivi np. koira kulki edelläni (pies szedł przede mną [pierwszy pies, potem ja; ale jakbym szedł tyłem, to psa miałbym za plecami]), joku lähti pois jonosta minun edeltäni (ktoś wyszedł z kolejki przede mną [z przede mnie w sensie kolejności, stał bliżej początku kolejki, być może 200 metrów dalej i za zakrętem]); przeciwieństwo jäljessä itp. |
| eduksi                                            | ku korzyści kogoś                                | poim. gen.           | hän käytti sen edukseen (wykorzystał to do swoich celów [ku swojej korzyści]), turvallinen kaupunki on kaikkien eduksi (bezpieczne miasto to korzyść dla wszystkich) |
| erossa / eroon                                    | oddzielnie od grupy [od kogoś/czegoś] / z grupy  | –                    | hän pysyy muilta erossa (trzyma się z dala od innych), sinun pitää päästä häneltä eroon (musisz się od niego uwolnić); trzecia forma „do grupy” dla ero- nie istnieje, patrz mukaan poniżej |
| esillä / esiltä / esillex lub esiin               | na widoku [w stanie niezakrytym] / z / do        | –                    | museon pihalla oli esillä paritoista tykkiä (w ogrodzie muzeum było [na widoku] kilkanaście armat), tule esiin! (wyjdź [na widok, z dowolnego miejsca, w którym się schowałeś]/pokaż się!); w znaczeniu przeciwnym używa się form rzeczownika piilo (kryjówka), np. piilossa (w ukryciu), piiloon (w ukrycie) itd. |
| hallussa / hallusta / haltuun                     | pod czyjąś kontrolą / z / do                     | poim. gen.           | pallo oli maalivahdin hallussa (piłka była w posiadaniu bramkarza), nappasin pallon haltuuni (przejąłem piłkę); często pośrednio odpowiada na pytanie „gdzie?” |
| hyväksi1)                                         | dla dobra kogoś [nie zawsze w pozytywnym sensie] | poim. gen.           | hän on tehnyt paljon kirkon hyväksi (zrobił wiele dla dobra kościoła), hän käyttää sinua hyväkseen (on cię wykorzystuje) |
| ilman                                             | bez czegoś/kogoś                                 | przedim. part.       | Helmi ilman Pinjaa (Helmi bez Pinji), kahvi ilman maitoa (kawa bez mleka) |
| johdosta1)                                        | w konsekwencji czegoś                            | poim. gen.           | hän loukantui omien tekojensa johdosta (odniósł obrażenia w konsekwencji własnych działań) |
| jälleen                                           | znów [ponownie]                                  | –                    | hän oli jälleen kotona (był znowu w domu [po raz kolejny się w nim znalazł po jakimś okresie nieobecności]); sufiks dzierżawczy jest w tej formie skostniały, nie ulega zmianie |
| jäljellä1)                                        | określa stan bycia pozostałością                 | –                    | jäljellä on vain kaksi piirakkaa (zostały tylko dwa pierożki) |
| jäljessä / jäljestä / jälkeen1)                   | później według jakiejś klasyfikacji / z / do     | – / poim. gen.       | hän on jossain jäljessä (on jest gdzieś w tyle [później, bliżej końca w ramach jakiejś klasyfikacji lub kolejności, ale niekoniecznie geometrycznie z tyłu]); z genetiivi np. koira kulki jäljessäni (pies szedł za mną [pierwszy ja, potem pies; ale jakbym szedł tyłem, to psa miałbym przed oczami]), joku työntyi jonoon minun jälkeeni (ktoś wepchnął się w kolejkę za mną [za mną w sensie kolejności, bliżej końca kolejki]); przeciwieństwo edellä itp.                                                                       |
| kanssa                                            | razem z czymś/kimś                               | poim. gen.           | Helmi Pinjan kanssa (Helmi z Pinją [Helmi i Pinja]), karkaa kanssani! (ucieknij ze mną!), mitäs minä teen sen kanssa... (i co ja mam z tym zrobić...) |
| kera                                              | razem z czymś ew. kimś                           | poim. gen.           | w zasadzie tylko o częściach składowych, głównie o jedzeniu, np. kahvi maidon kera (kawa z mlekiem); w innych wypadkach ma sens cokolwiek deprecjonujący np. Helmi lapsensa kera (Helmi i jeszcze do tego jej dziecko [z dzieckiem do kupy]) |
| keskuudessa lub kesken / keskuudesta / keskuuteen | wśród [wskazanie podgrupy osób]                  | poim. gen.           | Suomalaisten keskuudessa patikointi on hyvin suosittu (wśród Finów wycieczki piesze są bardzo popularne), Puolalaistenkin keskuudesta löytyy patikoinnin harrastajia (wśród Polaków również znajdują się amatorzy wycieczek pieszych) |
| kesken                                            | pomiędzy [wskazanie uczestników]                 | poim. N razy gen.    | Helmin, Pinjan ja Tuulikin kesken tehty sopimus (umowa pomiędzy Helmi, Pinją i Tuulikki) |
| mukana / mukaan                                   | razem w grupie [z kimś/z czymś] / do grupy       | – / gen.             | oletko siis mukana heidän kanssa? (więc ty jesteś razem z nimi?), tulepa sinäkin mukaan! (chodź i ty razem [z grupą – jaką, to musi wynikać z kontekstu]!); z genetiivi np. oletko siis heidän mukanaan? (więc ty jesteś razem z nimi?), tulepa sinäkin mukaamme! (chodź i ty razem z nami); trzecia forma „z grupy” dla muka- nie istnieje, patrz eroon powyżej |
| mukaa                                             | wraz z [inną okolicznością], w miarę             | poim. part.          | hänen olonsa tuli paremmaksi sitä mukaa kuin hän söi (jego samopoczucie ulegało poprawie w miarę jak jadł) |
| ohessa lub ohella / ohesta / oheen                | w załączeniu, oprócz / z / do                    | – / poim. gen.       | ohessa kuva ja tarkat tiedot (w załączeniu zdjęcie i szczegółowe dane), työn ohessa hän hoiti lapsiaan (oprócz pracy opiekował się dzieckiem), pianon ohella hän soitti myös viulua (poza [graniem] na pianinie grał też na skrzypcach) |
| perusteella1)                                     | na podstawie                                     | poim. gen.           | päätös tehtiin sen perusteella, että... (decyzję podjęto na podstawie tego, że...) |
| perässä / perästä / perään1)                      | w ślad [dosłownie] / z / do                      | poim. gen.           | hän tule perässämme (idzie w ślad za nami [dosłownie, nie w znaczeniu „robi to co my”]), Helmi lähti hänen peräänsä (Helmi ruszyła za nim [w jego ślady]); w języku potocznym również formy rzeczownika kanta (w tym kontekście przybl. pięta), tj. kannoilla / kannoilta / kannoille (dosł. na piętach / z / do) |
| puolesta1)                                        | w imieniu                                        | poim. gen.           | puhun hänen puolestaan (mówię w jego imieniu), voin puhua vain omasta puolestani (mogę mówić tylko za siebie) |
| rinnalla / rinnalta / rinnallex 1)                | obok / w porównaniu                              | poim. gen.           | seisoin hänen rinnallaan (stałem obok niego [przy jego boku]), todellisen meren rinnalla tämä on kuin rapakko (przy prawdziwym morzu to jest jak sadzawka); w znaczeniu dosłownym zamienne z vierellä itp. |
| takia                                             | z powodu [przez to]                              | poim. gen.           | sinunhan takia tulimme tänne! (przecież to przez/dla ciebie tu przyszliśmy) |
| tähden                                            | po to [w celu]                                   | poim. gen.           | ostin tämän sen tähden, että olisimme turvassa (kupiłem to po to, żebyśmy byli bezpieczni) |
| varten                                            | dla / dla dobra / na użytek / na cel             | poim. part.          | tämä auto on sinua varten (ten samochód jest dla ciebie [żebyś ty nim jeździła]), meillä on jonkin verran rahaa sitä varten (mamy co nie co pieniędzy na ten cel) |
| vastassa / vastaan                                | naprzeciwko / przeciwko                          | – / poim. part.      | vastassamme oli kauhea vihollinen (przeciwko nam był straszliwy wróg), taistelimme häntä vastaan (walczyliśmy przeciw niemu), valkosipuli on yksi keinoista vampyyreja vastaan (czosnek to jeden ze sposobów na wampiry [przeciwko wampirom]) |
| vuoksi                                            | z powodu [w wyniku]                              | poim. gen.           | olen täällä sinun vuoksesi (jestem tu z twojego powodu [np. bo mnie potrzebujesz]), hintojen nousun vuoksi meilä ei enää ole varaa autoon (z powodu wzrostu cen nie stać nas już na samochód) |
| ylix                                              | powyżej ceny/części/miary                        | przedimek gen./part. | se maksaa yli viiden euron (to kosztuje więcej niż 5 euro); kala painoi yli kilon (ryba ważyła powyżej kilograma); por. alle |

1) formy te pochodzą od rzeczowników lub przymiotników; zostały tu dołączone ze względu na sposób, w jaki ich powyższe formy są używane w utarty, idiomatyczny sposób, tak jakby były przysłówkami; jako rzeczowniki wyrazy te mają też oczywiście wszystkie inne formy gramatyczne

#### Pozostałe przysłówki
Pozostałe (liczne) przysłówki zasadniczo nie ulegają żadnej odmianie (ani też nie sprawiają takiego wrażenia) i nie tworzą wyrażeń przy- i poimkowych. Funkcjonują w zdaniach dokładnie tak, jak przysłówki w języku polskim. Najważniejsze z nich, to przysłówki dotyczące:
- czasu, tj. aikaisin (wcześnie), aina (zawsze), eilen (wczoraj), harvoin (rzadko), heti (zaraz/natychmiast), huomenna (jutro), tänään (dziś), usein (często), joskus (czasem), kauan (długo), kerran (pewnego razu), kohta (wkrótce), myöhään (późno), nyt (teraz), pian (wkrótce) oraz sitten (po tym)
- sposobu, tj. hiljaa (cicho/powoli [np. gotować]), hyvin (dobrze), itsestään (sam z siebie), mielellään (z przyjemnością), oikein (prawidłowo/dobrze), väärin (nieprawidłowo/źle)
- tzw. wzmocnienia, tj. aika (dość), aivan (całkiem), erittäin (wyjątkowo), hieman (nieco), hiukan (ciut), hyvin (bardzo), kovin (bardzo), kyllin (wystarczająco), liian (zbyt), melko (dość), varsin (stosunkowo)
- tzw. przysłówki modalne, tj. ainakin (przynajmniej), ehkä/ehkei (może/może nie), jopa (nawet), juuri (właśnie), kai (chyba), kenties (kto wie/być może), kyllä (owszem), myös (również), päinvastoin (przeciwnie), tietenkin (oczywiście), tietysti (oczywiście), toki (oczywiście), tosin (na pewno), tosiaan (w istocie), vain (tylko), vasta (dopiero)

Niektóre z tych przysłówków podlegają stopniowaniu, w szczególności: hyvin (dobrze) → paremmin (lepiej), parhaiten (najlepiej); mielellään (z przyjemnością) → mieluummin (chętniej), mieluiten (najchętniej); myöhään (późno) → myöhemmin (później).

#### Przymiotniki powstające z przysłówków
Jak już było wspomniane, z każdego przysłówka lub rdzenia przysłówkowego można utworzyć przymiotnik, poprzez dodanie do niego końcówki -inen. Przymiotniki takie poddają się wszelkim przemianom właściwym dla „zwykłych” przymiotników, z odmianą przez przypadki i stopniowaniem włącznie. Na przykład: hiljaa (cicho) → hiljainen (cichy), hiljaisen (cichego), hiljaisempi (cichszy), hiljaisin (najcichszy).
Dla niektórych rdzeni przysłówkowych końcówki stopni wyższych zastępują końcówkę -inen zamiast ją odmieniać, np. ala- („dół”) → alainen (niski [ten, który jest nisko]), alaisen (niskiego), alempi (niższy (ten który jest niżej), alin (najniższy [ten który jest najniżej]).

### Przysłówki powstające z przymiotników
Przysłówki tworzone są z przymiotników i imiesłowów przy pomocy końcówki -stix, por. auto on nopea (samochód jest szybki) → auto ajaa nopeasti (samochód jedzie szybko), tämä on selvä (to jest jasne) → hän puhuu selvästi (on mówi jasno).
Przysłówki te podlegają regularnemu stopniowaniu i posiadają poza formą podstawową również formy stopnia wyższego i najwyższego.
Stopień wyższy przysłówka tworzy się zamieniając końcówkę stopnia wyższego przymiotnika (-mpi) na końcówkę -mmin. Innymi słowy rdzeń wyrazu przechodzi przy tworzenia stopnia wyższego przysłówka dokładnie takie same przemiany, jak przy tworzeniu stopnia wyższego przymiotnika, np. auto on nopeampi (samochód jest szybszy) → auto ajaa nopeammin (samochód jedzie szybciej), tämä on selvempi (to jest jaśniejsze) → hän puhuu selvemmin (on mówi jaśniej).
Stopień najwyższy przysłówka tworzy się zamieniając końcówkę stopnia najwyższego przymiotnika (-in) na końcówkę -immin. Również w tym wypadku rdzeń wyrazu przechodzi przy tworzenia stopnia najwyższego przysłówka dokładnie takie same przemiany, jak przy tworzeniu stopnia najwyższego przymiotnika, np. auto on nopein (samochód jest najszybszy) → auto ajaa nopeimmin (samochód jedzie najszybciej), tämä on selvin (to jest najjaśniejsze) → hän puhuu selvimmin (on mówi najjaśniej).
Niektóre przysłówki mają alternatywną formę stopnia najwyższego z końcówką -iten. Czasami forma ta jest bardziej rozpowrzechniona niż forma z końcówką -immin, np. mieluiten (najchętniej), helpoiten (najłatwiej) czy eniten (najbardziej).
Przysłówki tworzone przez dodanie tych końcówek są całkowicie nieodmienne (niezależnie od stopnia).
Dla kilku przymiotników, obok form utworzonych przez dodanie końcówki -stix, występują w stopniu podstawowym skostniałe formy utworzone przy pomocy alternatywnej końcówki -ltix, np. pitkä (długi) → pitkästi albo pitkälti. Znaczenie jest identyczne, a jeżeli się różni, to bardzo subtelnie i tylko w sferze tonu nadawanego wypowiedzi. Ten sposób tworzenia przysłówków jest nieproduktywny, dla słów tworzonych ad hoc używa się wyłącznie -stix. Czasami występują też analogiczne stopnie wyższe i najwyższe z końcówkami -mmalti|-mmälti oraz -immalti|-immälti.

### Porównania
Do tworzenia porównań w języku fińskim najczęściej służą, podobnie jak w języku polskim, przymiotniki w stopniu wyższym i najwyższym oraz przysłówki odprzymiotnikowe (z końcówką -stix) w stopniach wyższym i najwyższym. W odróżnieniu jednak od języka polskiego, w języku fińskim wyrazy porównawcze powstają również czasami z innych części mowy, w tym z przysłówków samodzielnych i ich form, zaimków oraz rzeczowników.
Porównania można tworzyć z użyciem spójnika kuin (niż), np. Helmi on matalampi [korkeampi] kuin Pinja (Helmi jest niższa [wyższa] niż Pinja).
Możliwe jest również pominięcie spójnika pod warunkiem postawienia jednego z wyrażeń porównywanych w odpowiednim przypadku. Co do zasady wyrażenie stanowiące odniesienie porównania przyjmuje przypadek partitiivi, np. Pinja on Helmia korkeampi (Pinja jest wyższa niż Helmi), Helmi on Pinjaa matalampi (Helmi jest niższa niż Pinja). Jeżeli porównanie wypada na korzyść porównego wyrażenia, to odniesienie może przyjąć też przypadek genetiivi, np. kuuntele aina sinun viisaampiasi! (słuchaj zawsze mądrzejszych od siebie).
Poniższa tabela przedstawia przykłady najważniejszych typów wyrazów porównawczych i ich użycia:
| Część mowy                      | Przykład               | St. wyższy (przykładowy)         | St. najw. (przykładowy)         | Przykłady użycia |
| ------------------------------- | ---------------------- | -------------------------------- | ------------------------------- | --- |
| Przymiotniki                    | nopea (szybki)         | nopeampi (szybszy)               | nopein (najszybszy)             | auto on junaa nopeampi (samochód jest szybszy niż pociąg), auto on nopein (samochód jest najszybszy) |
| Przysłówki -stix                | nopeasti (szybko)      | nopeammin (szybciej)             | nopeimmin (najszybciej)         | auto ajaa junaa nopeammin (samochód jedzie szybciej niż pociąg), auto ajaa nopeimmin (samochód jedzie najszybciej) |
| Rdzenie przysłówkowe            | takana (za czymś)      | taempana (bardziej za czymś)     | taimpana (najbardziej za czymś) | kuninkaan palatsi taimpana (pałac królewski najbardziej z tyłu [o zdjęciu – najbardziej w tle]) |
| Niektóre przysłówki samodzielne | paljon (dużo/bardzo)   | enemmän (więcej/bardziej)        | eniten (najwięcej/najbardziej)  | pelkään koiria enemmän kuin kissoja (psów boję się bardziej niż kotów), koiria pelkään eniten (psów boję się najbardziej) |
| Niektóre przysłówki samodzielne | vähän (mało)           | vähemmän (mniej)                 | vähiten (najmniej)              | pelkään kissoja vähemmän kuin koiria (kotów boję się mniej niż psów), kissoja pelkään vähiten (kotów boję się najmniej) |
| Niektóre zaimki                 | usea (niejeden/częsty) | useampi (częstszy)               | useimmat (najczęstszy)          | useimmat ongelmat ovat... (najczęstsze problemy, to...) |
| Niektóre rzeczowniki            | rannalla (przy brzegu) | rannemmalla (bliżej brzegu)      | rannimpana (najbliżej brzegu)   | rannemmalla ruo'ot olivat tiheämpiä (bliżej brzegu trzciny były gęściejsze), rannimpana oleva mökki paloi poroksi (domek będący najbliżej brzegu spalił się do cna), meidän mökkimme on rannemmalla (nasz domek jest bliżej brzegu), souta rannemmaksi/rannemmalle/rannemmas! (podwiosłuj do brzegu!). |
| Niektóre rzeczowniki            | syksyllä (na jesieni)  | syksymmällä (później na jesieni) | –                               | olin siellä syksymmällä (byłem tam później na jesieni) |

## Wyrazy złożone i pochodne
Znaczna część słów spotykanych w języku fińskim jest słowami powstałymi w wyniku połączenia dwóch lub więcej słów składowych lub też w wyniku przekształcenia innego słowa (przy czym dane słowo może zostać poddane więcej niż jednemu przekształceniu). Istnienie tych możliwości sprawia, iż język fiński jest językiem niezwykle barwnym i ekspresywnym. Z drugiej strony mechanizmy te są stosunkowo regularne, co pozwala na ich uporządkowany opis.

### Wyrazy złożone
Występujące w języku fińskim wyrazy złożone zapisuje się jednym ciągiem (bez odstępu pomiędzy członami) lub z użyciem myślnika (-) pomiędzy członami. W celu ułatwienia rozbioru złożeń, w niniejszym opisie, w złożeniach zapisywanych normalnie jednym ciągiem, pomiędzy członami wstawiany jest sztucznie znak „=”. Należy jednak pamiętać, że normalnie tego znaku w złożeniach nie ma.
Wyraz złożony może się składać z dwóch lub więcej członów. W wyrazie składającym się z dwóch członów, człony te mogą być wobec siebie równorzędne, lub też jeden może określać drugi. W wyrazach wieloczłonowych istnieje zawsze pewna logiczna hierarchia pomiędzy członami. Złożenia same w sobie mogą tworzyć złożenia (np. równorzędne złożenie dwóch złożeń), a także stanowić tak człon określany jak i określający złożenia nierównorzędnego. W praktyce najczęściej występują złożenia dwuczłonowe, rzadziej trójczłonowe. Złożenia większej liczby członów są spotykane, ale już zdecydowanie rzadsze.
W starannej wymowie każdy z członów złożenia jest akcentowany osobno. W wymowie bardziej potocznej często akcentowany jest tylko pierwszy człon.
Zarówno końcówki koniugacyjne, deklinacyjne itp., jak i np. enklityki czy końcówki słowotwórcze, dołączają się do wyrazu złożonego zazwyczaj jednokrotnie, na samym końcu – czyli po ostatnim członie złożenia. Istnieje jednak szereg wyjątków, w których mogą one dołączać się albo po pierwszym członie złożenia, albo też po każdym członie złożenia (występowanie kongruencji w ramach złożenia).
Złożenia mogą być zarówno „utarte”, tzn. często używane i powtarzane w stałej formie, o znaczeniu mniej lub bardziej idiomatycznym, oraz „przypadkowe” które nie są szczególnie rozpowszechnione ani ogólnie znane, tylko zostały stworzone ad hoc.

#### Forma członów złożenia
Forma ostatniego członu złożenia jest zawsze identyczna z formą podstawową wyrazu.
Formy pozostałych (wcześniejszych) członów złożenia są najczęściej identyczne z formą podstawową, ale dla pewnych grup wyrazów przyjmują odmienną formę, występującą wyłącznie w złożeniach. Do tych nieregularnych grup należą:
- liczebniki, przyjmujące w złożeniach odmienne formy, np. kaksi (dwa) → kaksois- („podwójny”-), kolme (trzy) → kolmois- („potrójny”-), kolmi- (trzy-) itd.
- wyrazy kończące się na -nen, dla których w złożeniach końcówka -nen ulega wymianie na -s-, np. suomalainen (Fin/fiński) → suomalais- (Fino-/fińsko-)
- niektóre inne wyrazy mają całkiem wyjątkowe formy w złożeniach, np. syksy (jesień) → syys- („jesienny”-); spośród nich wyróżniającą się grupę stanowią nazwy kolorów np. punainen (czerwony) → puna- (czerwono-), sininen (niebieski) → sini- (niebiesko-) czy vihreä (zielony) → viher- (zielono-)

#### Złożenia równorzędne
Złożenia równorzędne (sumujące) składają się z dwóch lub więcej wyrazów należących do tej samej części mowy, określających niezależne od siebie składowe złożenia. Sens złożenia jest więc sumą sensów jego składowych. Składowe złożenia równorzędnego odnoszą się zawsze do tego samego aspektu (por. złożenia apozycyjne poniżej) i nie jest pomiędzy nimi ustalona żadna hierarchia ważności.
Do przykładów złożeń równorzędnych należą m.in.: kahvila-ravintola (kawiarnio-restauracja), suomalais-puolalainen (osoba o pochodzeniu fińsko-polskim), puna=valkoinen (czerwonobiały), parturi-kampaamo (zakład golarsko-fryzjerski [w Polsce raczej pod wspólnym szyldem „fryzjerski”]). Co do zasady kolejność członów złożenia równorzędnego może zostać zamieniona bez zmiany sensu (aczkolwiek w utartych złożeniach takich jak np. parturi-kampaamo kolejność jest w praktyce ustalona). Swego rodzaju wyjątkiem są sytuacje, gdy wśród członów można wyróżnić jakąś kolejność chronologiczną – w takich wypadkach człony szereguje się zgodnie z nią, np. pääministeri-presidentti (premier-prezydent, o kimś kto był najpierw premierem, a potem prezydentem).
Za szczególny przypadek złożeń równorzędnych uznaje się liczebniki złożone.

#### Złożenia nierównorzędne
W złożeniach nierównorzędnych jeden wyraz jest w jakiś sposób określany przez inny. Człon występujący na końcu złożenia jest w takim złożeniu członem określanym i nazywa się członem wiodącym. Drugi, poprzedzający go człon jest członem określającym. Złożenie równorzędne jako całość należy do tej samej części mowy, do której należał człon wiodący. Człon określający może należeć do innej części mowy i może wystąpić w zasadzie w dowolnej formie morfologicznej. Przykładowo rzeczowniki mogą wystąpić w dowolnym przypadku, choć najczęściej występują w nominatiivi albo w genetiivi.
Człony określające w nominatiivi występują w złożeniach wyrażających jakiś bliżej nieokreślony (zazwyczaj oczywisty) związek członu wiodącego z członem określającym. Przykładami takich złożeń są m.in.: rubiini=sormus (pierścień z rubinem), lehti=puu (drzewo liściaste), tyttö=joukko (grupa dziewcząt), pohjois=raja (północna granica), ilta=sauna (sauna zażywana wieczorem), maanantai=kokous (poniedziałkowe zebranie), työ=matka (podróż do pracy/podróż służbowa).
Człony określające w genetiivi występują w złożeniach wyrażających przynależność członu wiodącego do członu określającego. Przykładami takich złożeń są m.in.: juuston=pala (kawał[ek] sera), auringon=lasku (zachód słońca), joen=ranta (brzeg rzeki); w przypadku przymiotników złożonych przywoływana jest cecha członu określającego, np. yön=musta (czarny jak noc), hyvän=näköinen (dobrze wyglądający).
Człony określające mogą występować również w innych przypadkach i/lub w liczbie mnogiej. Złożenie zazwyczaj można wtedy bardzo łatwo i trafnie interpretować analitycznie (złożenia takie mają charakter opisowy), np. unissa=kavely (chodzenie we śnie [dosł. w snach]), maahan=muutto (imigracja), maahan=muuttaja (imigrant), silmällä=pito (od „mieć coś na oku”), haltuun=otto (sport. przyjęcie [np. piłki]), puhtaana=pito (utrzymanie w czystości), kunnossa=pito (utrzymanie w porządku/w dobrym stanie).
Człony określające mogą też pochodzić od czasowników. Najczęściej występują w tej roli bezokoliczniki, np. olemassa=olo (istnienie), nukkumaan=meno (pójście spać). W jeszcze innych złożeniach rolę członów określających pełnią rdzenie przysłówkowe, np. ohi=meno (pominięcie), taka=isku (niepowodzenie) czy yli=voimainen (przeważający). Liczebniki w roli członów określających mogą oznaczać wielokrotność albo miarę. Przykładem pierwszego typu jest m.in. złożenie kaksois=voitto (podwójne zwycięstwo), przykłady drugiego typu to m.in. kolmi=vuotias (trzylatek), kaksi=kertainen (podwójny), kolmi=kerroksinen (trzypiętrowy).
Czasowniki złożone stanowią grupę stosunkowo mniej liczną i mniej produktywną. W powszechnym użyciu występuje szereg utartych związków, często mocno zleksykalizowanych, tj. np. alle=kirjoittaa (podpisać), moni=mutkaistua (skomplikować się), taka=varikoida (skonfiskować), irti=sanoa (wypowiedzieć [umowę]), vastaan=ottaa (przyjąć [kogoś, coś]), sala=kuunnella (podsłuchiwać). Grupa utartych czasowników złożonych powiększa się powoli. Czasowniki złożone tworzone ad hoc mają brzmienie niekonwencjonalne, często żartobliwe i podlegają interpretacji analitycznej.
Osobną grupę stanowią imiesłowy złożone, często występujące również tam, gdzie odpowiadający im teoretycznie czasownik złożony nie jest w powszechnym użyciu, np. asian=tunteva (znający sprawę), jälkeen=jäänyt (pozostały) itp. Wiele z takich imiesłowów złożonych jest silnie zleksykalizowana, np. edes=mennyt ([o zmarłym, odp. polskiemu „Świętej Pamięci”]), terve=tullut (mile widziany), kuoleman=väsynyt (śmiertelnie zmęczony).
Przykładami złożeń o więcej niż dwóch członach są np. talvi=kunnossa=pito (utrzymanie w dobrym stanie w zimie), nukkumaan=meno=aika (godzina chodzenia spać) itp.
Szczególnymi przypadkami złożeń nierównorzędnych są m.in. podkreślające znaczenie powtórzenia, tj. np. ruoka=ruoka ([naprawdę dobre] jedzenie) czy hienon=hieno ([naprawdę] dobre). Powtórzenia takie mogą też czasami wyrażać nietypowość desygnatu.
Pozostałe przypadki szczególne to tzw. złożenia apozycyjne oraz tzw. bahuvrihi.

##### Złożenia apozycyjne
Złożenie apozycyjne jest zestawieniem dwóch członów odnoszących się do innych aspektów wyrazu określanego, np. lapsi=näyttelijä (aktor, który jest dzieckiem; bycie aktorem i bycie dzieckiem są niezależnymi od siebie aspektami), näyttelijä=lapsi (dziecko, które jest aktorem), ohjemoija=nero (geniusz od programowania), nero-ohjelmoija (genialny programista). Jak widać złożenie apozycyjne nie jest tożsame ze złożeniem równorzędnym. Różnica aspektu powoduje położenie nacisku na człon wiodący, a człon określający tylko „coś dopowiada”.
Złożenia apozycyjne charakteryzuje również to, że desygnat jest jednocześnie sensownie określany przez oba człony złożenia. Przykładowo, wracając do przykładu ohjemoija=nero, ktoś kogo można tak opisać jest zarówno programistą jak i geniuszem. Odróżnia to złożenia apozycyjne od innych złożeń takich jak np. kieli=nero (geniusz językowy) – ktoś kogo można tak opisać jest geniuszem, ale nie jest językiem.

##### Bahuvrihi
Bahuvrihi (fin. bahuvriihit) to wyrazy złożone o znaczeniu wyłącznie idiomatycznym, różnym od pozornego znaczenia mogącego wynikać ze znaczenia słów składowych. Nazwa pochodzi od słowa bahuvrihi, które w sanskrycie oznacza dosłownie dużo-ryżu, ale rozumiane idiomatycznie znaczy tyle co „bogacz”. Podobne konstrukcje występują w języku fińskim, np. kova=naama (twardziel [dosł. twarda-twarz]), herkku=suu (łasuch [dosł. przysmak-usta]), seko=pää (wariat/psychopata [dosł. pomieszana-głowa]; nb. podobieństwo brzmienia do słowa „psychopata” jest całkiem przypadkowe), tyhmän=rohkea (zuchwały [zwł. zgubnie, nadmiernie; dosł. głupio odważny]).

#### Odmiana złożeń
Ogólna zasada odmiany i modyfikacji złożeń jest następująca:
- końcówki przypadków, osób itd. (zależnie od przynależności do części mowy) dołącza się na końcu ostatniego członu złożenia, np. kahvila-ravintolassa (w kawiarnio-resauracji), pohjois=rajalla (na północnej granicy), irti=sanoin (wypowiedziałem [umowę]);
- enklityki dołącza się na końcu ostatniego członu złożenia, oczywiście jak zwykle po końcówkach przypadków, osób itp. np. irti=sanoinhan (przecież wypowiedziałem [umowę]);
- końcówki słowotwórcze dołącza się do ostatniego członu wyrazu złożonego, np. koe=ajo (jazda próbna), czego nie należy mylić z sytuacją, w której słowa pochodne są po prostu członami złożenia, tak jak choćby w złożeniu kahvila-ravintola (kawiarnio-restauracja)

Zasada dotycząca pochodnych jest zasadą absolutną. Od pozostałych dwóch są jednak wyjątki.
W przypadku zasady dotyczącej końcówek wyjątki są następujące:
- przy odmianie wszelkiego rodzaju liczebników złożonych końcówki dołącza się po każdym członie (patrz odmiana liczebników)
- przy odmianie złożonych nazw krain geograficznych końcówki dołącza się po każdym członie, np. Uusi=maa (dosł. Nowa Ziemia [kraina w Finlandii]) → Uudella=maalla ([na/w] Nowej Ziemi); uwaga: zasada ta nie dotyczy identycznych nazw własnych niebędących nazwami krain (nazwisk itd.).
- przy odmianie niektórych dwu-członowych rzeczowników złożonych, w których członem określającym jest przymiotnik, np. uusi=vuosi (nowy rok) → uuden=vuoden (nowego roku), nuori=poika (młody chłopiec) → nuorelle=pojalle (młodemu chłopcu) itd. To czy dane złożenie tego typu się odmienia w ten sposób, czy też normalnie, jest kwestią przyjętej tradycji. Najczęściej w sposób wyjątkowy odmieniane są słowa, w których wyrazem określającym jest przymiotnik z grupy: iso (duży), kuiva (suchy), lämmin (ciepły), musta (czarny), nuori (młody), oma (własny), pitkä (długi), puoli- (pół-), uusi (nowy) oraz vanha (stary). Jest to jednak tylko ogólna tendencja, a nie absolutna zasada.

W przypadku zasady dotyczącej enklityk wyjątkiem są liczebniki złożone, w których enklityki najczęściej dołącza się po ostatnim członie liczebnika, ale możliwe jest również dołączenie ich zamiast tego po pierwszym członie liczebnika, np. viidessä=toistakin∼viidessäkin=toista (w piętnastu też), kolmatta=sataa=viittäkään∼kolmattakaan=sataa=viittä (trzysta pięćpart. też [w przeczeniu]).

#### Zasady użycia myślnika pomiędzy członami
Co do zasady członów wyrazu złożonego niczym się nie rozdziela.
W następujących sytuacjach człony rozdziela się myślnikiem:
- jeżeli pierwszy wyraz złożenia kończy się samogłoską, a wyraz kolejny zaczyna się tą samą samogłoską, np. ala-arvoinen (poniżej oczekiwań, niedostateczny); nb. zasada ta nie dotyczy spółgłosek, por. np. hyvännäköinen (dobrze wyglądający)
- jeżeli któryś z członów jest członem więcej niż jednowyrazowym, np. kättä päälle -sopimus (umowa honorowa/„na gębę”)
- jeżeli któryś z członów jest zapisany cyfrą, skrótem lub symbolem, np. 5-vuotias (pięciolatek), IT-ala (branża IT)
- jeżeli któryś z członów jest nazwą własną lub cytatem, np. Helmi-täti (ciocia Helmi), Etelä-Afrikka (Afryka południowa), täti-sana (słowo „ciocia”)
- zasadniczo rozdziela się człony złożeń równorzędnych, np. kahvila-ravintola (kawiarnio-restauracja), ale od tej zasady są wyjątki:

- nie rozdziela się członów liczebników, np. kolmekymmentäyksi (trzydzieści jeden)
- nie rozdziela się złożonych nazw kolorów, np. sinivalkoinen (niebieskobiały)
- nie rozdziela się pewnych utartych złożeń przeciwieństw, tj. np. ylösalas (w górę i w dół)

Szczególnym przypadkiem wykorzystania myślnika jest rozdzielanie członów tzw. złożeń łańcuchowych, np. ei-kenenkään-maa (ziemia niczyja). Złożenia takie są częściami zdań przekształconymi dla efektu w słowo.
Innym szczególnym przypadkiem jest sytuacja, w której dwa lub więcej wyrazy złożone są w zdaniu wymieniane jednocześnie, rozdzielone przecinkiem lub spójnikiem. Jeżeli złożenia takie mają jakąś część wspólną (albo taki sam człon wiodący albo taki sam człon określający), to człon powtarzający się można zawrzeć w zdaniu tylko jeden raz. Jeżeli wspólną częścią jest człon wiodący, to zawiera go się tylko przy ostatniej pozycji z listy, a przy pozostałych pozycjach występuje zamiast tego myślnik, np. maa- ja metsätalous (gospodarka rolnicza i [gospodarka] leśna). Analogicznie gdy częścią wspólną jest człon określający, to zawiera się go tylko przy pierwszej pozycji, a przy pozostałych występuje myślnik, np. viherpippuri ja -paprika (zielony pieprz i [zielona] papryka).

### Wyrazy pochodne
Wyrazy pochodne powstają najczęściej przez dodanie tzw. końcówki słowotwórczej do rdzenia wyrazu pierwotnego. Czasami końcówka ta nie dołącza się dokładnie na końcu, tylko zastępuje niewielką końcową część rdzenia. Nieliczne pozostałe formy pochodne tworzy się przy pomocy przedrostków.
W niniejszym opisie przyjęte zostało (za ISK) podejście polegające na wyszczególnieniu wyróżniających się klas wyrazów pochodnych. W związku z tym termin „końcówka” w odniesieniu do niektórych grup nie musi oznaczać produktywności, przeciwnie, częściej mamy do czynienia po prostu z klasą wyrazów o podobnym sensie i tym samym, charakterystycznym zakończeniu. Dla każdej z takich klas podano jej cechy charakterystyczne i właściwości (m.in. produktywność). Często brak jest stuprocentowej „algorytmicznej” recepty na utworzenie wszystkich możliwych form pochodnych należących do danej klasy. Choć łączą je wspólne cechy, to w szczegółach postać formy pochodnej dla danego wyrazu bywa kwestią przyjętej tradycji. Najczęściej przejawia się to w postaci występowania lub nie głoski i przed zakończeniem, lub też w postaci znikania lub nie końcowych części rdzenia wyrazu. Proces tworzenia wyrazu pochodnego nie jest więc tym samym, co odmiana rdzenia przez przypadki czy osoby – nawet w wypadku końcówek produktywnych jest to mechanizm mniej regularny (dotyczy to w szczególności również form klasyfikowanych czasami jako tzw. przypadki przysłówkowe).
Różne końcówki słowotwórcze charakteryzuje różna produktywność. Często ta sama morfologicznie końcówka może skutkować różnymi zmianami znaczenia, nawet w obrębie tej samej części mowy. Przykładowo końcówka -kko|-kkö dla jednych rzeczowników jest końcówką zdrabniającą, np. lammikko (stawik) od lampi (staw), dla innych wprowadza zbiorowość, np. ruohikko (trawnik) od ruoho (trawa), a dla jeszcze innych może mieć jeszcze inne znaczenie. Z drugiej strony to samo znaczenie w ramach jednej części mowy może być realizowane przez zupełnie różne końcówki. Przykładowo końcówki zdrabniające dla rzeczowników to m.in. -nen, -kko|-kkö, -kka|-kkä oraz kilka innych. Z trzeciej strony wiele spośród wyrazów pochodnych uległo procesowi leksykalizacji i ich znaczenie odbiegło od domyślnego znaczenia wyrazu podstawowego z daną końcówką. Próba „rozbierania” takich wyrazów, choć wyglądają jak wyrazy pochodne, może doprowadzić do mylnych wniosków lub zbyt wąskiej interpretacji sensu. Przykładowo, słowo lautanen (talerz) ma jakiś etymologiczny związek ze słowem lauta (płyta/deska), ale uległo już leksykalizacji i dziś lautanen znaczy „talerz”, a nie „deseczka” (czy też „talerzyk”). Dla niektórych wyrazów wyraz podstawowy albo nie istnieje albo nie jest rozpoznawalny.
Wiele wyrazów pochodnych podlega odmianie, np. przez przypadki lub osoby, zgodnie z zasadami obowiązującymi dla danej części mowy (rzeczowniki, przymiotniki, czasowniki się odmieniają, przysłówki zasadniczo nie itd.).
Przed przejściem do omawiania typów wyrazów pochodnych należy podkreślić, że wyrazy pochodne stanowią zawsze tylko część wyrazów posiadających dany sens. Np. nazwy narzędzi tworzone przez dodanie końcówki nie wyczerpują listy wszystkich możliwych nazw narzędzi. Wiele narzędzi ma nazwy niebędące pochodnymi, o etymologii albo nieznanej albo bardziej jednostkowej, nie pozwalającej na sformułowanie ogólniejszej reguły. Podobnie rzecz ma się z innymi klasami wyrazów pochodnych.

#### Zdrobnienia i pochodne wyrażające emocje
Pochodne wyrażające emocje wyrażają stosunek mówiącego do omawianego przedmiotu lub osoby. Zalicza się do nich m.in. zdrobnienia, które mogą też wyrażać po prostu mały rozmiar fizyczny. W wyniku dołączenia się końcówki nie ulega zmianie sens bazowy wyrazu. Zazwyczaj zmianie nie ulega też część mowy. Niektóre wyrażające emocje rzeczowniki mogą pochodzić od innych części mowy (najczęściej od przymiotników), jednak w tych wypadkach zazwyczaj wyraz pochodny może być w nowej roli używany zamiennie z podstawowym. Przykładowo, rzeczownik pochodny tyhmeliini (głuptas) pochodzi od przymiotnika tyhmä (głupi), jednak przymiotnik ten też może występować w roli rzeczownika (podobnie jaki polski przymiotnik „głupi”).
Pozostające w powszechnym użyciu połączenia wyrazów bazowych i końcówek są kwestią tradycji, np. dla lapsi (dziecko) istnieją formy zdrobniałe lapsonen oraz lapsukainen, pozostałe raczej nie. Ogólnie, choć zdrobnień jest bez liku i są używane, to mechanizm zdrobnień jest nieco mniej elastyczny od występującego w j. polskim. Tworzenie ad hoc zdrobnienia od wyrazu, który go nie posiada, lub tworzenie go w sposób niekonwencjonalny, niesie ze sobą ryzyko powstania nieporozumienia. Słowo pikku (mały) jest bardzo często używane razem ze zdrobnieniami (lub zamiast nich) i może posłużyć do rozwiania wątpliwości. Przykładowo dla słowa koira (pies) nie istnieje żadne ustalone zdrobnienie. Najlepiej więc powiedzieć po prostu pikku koira. Ewentualnie można się pokusić o niekonwencjonalne pikku koiranen, co prawdopodobnie zostanie zrozumiane poprawnie. Z drugiej strony zbyt optymistyczna „twórczość” może łatwo zajść zbyt daleko – np. słowo koirakko oznacza już co innego: parę „pies plus jego właściciel” (np. na wystawie psów).
| Końcówki | Opis | Przykłady |
| --- | --- | --- |
| -(i)nen -o(i)nen\|-ö(i)nen | Wyraża zdrobnienie lub czułość. Modyfikuje część rzeczowników i (rzadziej) przymiotników. Możliwe jest powstawanie neologizmów. Z rzeczownikami dwusylabowymi najczęściej bez i, z przymiotnikami i dłuższymi rzeczownikami z i. Końcówka czasami zastępuje końcowe samogłoski rdzenia. Liczne leksykalizacje, np. lautanen (talerz). | kananen (kurczaczek, od kana), lapsonen (dzieciak, od lapsi), oravainen (wiewióreczka, od orava); od przymiotników: pienoinen (malutki, od pieni), pehmoinen (mięciutki, od pehmeä)                                         |
| -o''\|-ö -u\|-y | Wyraża zdrobnienie lub czułość. Modyfikuje część rzeczowników. Końcówka często zastępuje końcowe samogłoski rdzenia. | neito (panienka, od neiti), poju (chłopczyk, od poika), kisu (kicia, od kissa) |
| -(i)kka''\|-(i)kkä -ukka\|-ykkä | Wyraża zdrobnienie. Modyfikują rzeczowniki, czasami nazwy własne i imiona. Często do tej grupy należą nazwy zwierząt i roślin, w którym to wypadku nie są zdrobnieniami. Końcówka często zastępuje końcowe samogłoski rdzenia. | hanikka (kranik/przełącznik, od hana), ressukka (biedactwo, od ressu), lehdykkä (listeczek, od lehti), Marjukka (od Marja)                                                                                                  |
| -(i)kko''\|-(i)kkö | Z niektórymi rzeczownikami wyraża zdrobnienie, z innymi pełni inne funkcje. Występują leksykalizacje, np. maljakko (wazon). | lammikko (stawik, kałuża, od lampi), metsikkö (lasek, od metsä), suukko (buziak [całus], od suu) |
| -iska''\|-iskä -isko\|-iskö -uska\|-yskä                                                                                                 | Wyraża zgrubienie, negatywne odczucia. | latuska (coś rozpłaszczonego), rotisko/rötiskö/rötiskä/rotiska (rupieć) |
| -ke | Wyraża zdrobnienie (ale uwaga – niektóre inne końcówki kończące się na ke są pejoratywne, patrz niżej). | niemeke (mały półwysep, od niemi), listake (krótka lista, od lista) |
| -ake''\|-äke -ale\|-äle | Nadaje znaczenie pejoratywne, lekceważące. Zwykle brak słowa podstawowego. | nuljake (obdartus), ketale (obibok) |
| -are''\|-äre | Zdrobnienie mające zastosowanie głównie do elementów rzeźby terenu. | lampare (sadzawka/kałuża, od lampi), kumpare (mały kopczyk/górka, od kumpu) |
| -(e)li -uli\|-yli -(e)liini | Wyraża sympatię, czułość, ton żartobliwy. Modyfikuje niektóre rzeczowniki i przymiotniki. Wiele słów kończy się na -li nie będąc pochodnymi, np. sipuli (cebula, nb. słowo to pochodzi z j. polskiego) | vauveli („drogie niemowlę”, od vauva), mummeli (babunia, od mummo), tyhmeliini (głuptasek, od tyhmä) |
| inne: -ula\|-ylä -ura\|-yrä -(u)lainen\|-(u)läinen -(u)rainen\|-(u)räinen -na\|-nä -(e)lo(inen)\|-(e)lö(inen) -(e)ro(inen)\|-(e)rö(inen) | Wyrażają najczęściej zdrobnienie lub podkreślają emocjonalny stosunek mówiącego do przedmiotu (niekoniecznie pozytywny). Często nie mają wyrazu podstawowego. | nappula (guziczek/pionek, od nappi), kakkara (dzieciak/bachor), pirulainen (diabelstwo, od piru), pikkarainen (maleńki, od pikku), perhana (∼do diaska); pejoratywne: torvelo (głupek, od torvi), koppero (klitka od koppi) |
| złożone: -(k)ka\|-(k)kä -inen -kko\|-kkö -nen                                                                                            | Złożenia różnych końcówek. Nie musi oznaczać zwielokrotnienia zdrobnienia. | lapsukainen (dzieciaczek, od lapsi), naikkonen (∼ dziewka [lekceważąco], od nainen) miekkonen (∼ facecik [lekceważąco], od mies)                                                                                            |

#### Rzeczowniki pochodne
Wśród pochodnych będących rzeczownikami spotyka się największą różnorodność końcówek. Do grupy tej można zaliczyć końcówki powodujące powstanie pochodnych określających właściwości, zbiorowość, miejsca, osoby, narzędzia oraz czynności.

##### Pochodne określające właściwości
Nazwy właściwości są w większości pochodnymi od przymiotników i imiesłowów, rzadziej od rzeczowników i charakteryzują się końcówką -(u)us|-(y)ys. Przemiana ta jest całkowicie produktywna – formę można utworzyć od prawie każdego przymiotnika (istnieją pojedyncze wyjątki), a także od każdego imiesłowu z każdego typu poza imiesłowem sprawcy.
Zasady doboru końcówki (występowanie lub brak dodatkowego u|y) są dość złożone. Dla niektórych typów rdzeni dołącza się tylko jeden rodzaj końcówek, dla innych występują nieregularności i powszechnie używana forma zależy od przyjętej tradycji (ISK podaje pełną tabelę możliwości w par. 177).
Przykładowe formy to, od przymiotników: hyvä (dobry) → hyvyys (dobro), kaunis (piękny) → kauneus (piękno), hiljainen (cichy) → hiljaisuus (cisza); od imiesłowów np. juotava (zdatny do picia) → juotavuus (zdatność do picia), käsittämätön (niezrozumiały) → käsittämättömyys (niezrozumiałość); od niektórych rzeczowników np. äiti (matka) → äitiys (macierzyństwo), vanhempi (rodzic) → vanhemmuus (rodzicielstwo).
Czasami, choć rzadko, występują skostniałe formy od stopni wyższych przymiotników, np. parempi (lepszy) → paremmuus (bycie lepszym/„lepszość”).
Wiele słów tego typu uległo leksykalizacji, co między innymi często skutkuje możliwością występowania w liczbie mnogiej, por. np. heikkous (słabość [cecha]) vs. heikkous (słabość [wada/przywara]) → heikkoudet (słabości [wady/przywary]); inne przykłady słów zleksykalizowanych, to: teollisuus (przemysł), talous (gospodarka) itd. Część słów zleksykalizowanych zawiera znaczeniowy element zbiorowości, np. kirjallisuus (literatura).

##### Pochodne określające grupy i zbiory
Szereg pochodnych określa zbiór przedmiotów lub cech określanych przez wyraz podstawowy. Ogromna liczba tych słów uległa leksykalizacji, jednak specyfika tych końcówek sprawia, że końcowe znaczenie słowa jest bardzo bliskie znaczeniu „zbiór czegoś”.
| Końcówki                          | Opis | Przykłady |
| --------------------------------- | --- | --- |
| -(i)sto''\|-(i)stö -listo\|-listö | Określa zbiór przedmiotów lub osób, często zorganizowany. Najczęściej forma pochodna zawiera i, co w przypadku tej końcówki dobrze odzwierciedla prawidła rządzące liczbą mnogą. Czasami w użyciu są dwie równorzędne pochodne, jedna w lp., druga w lm. Końcówka ta jest stosunkowo produktywna, nowe słowa są zrozumiałe, choć mogą brzmieć niekonwencjonalnie. Większość konwencjonalnych form jest zleksykalizowana, część ma znaczenie bardziej abstrakcyjne lub przenośne. Nieliczne formy pochodne występują z alternatywną końcówką. | kirja (książka) → kirjasto (biblioteka), laiva (okręt) → laivasto (flota), mies (mężczyzna) → miehistö (załoga), puu (drzewo) → puusto∼puisto (drzewostan, nb. puisto oznacza też po prostu „park”), lehti (gazeta) → lehdistö (prasa), hammas (ząb) → hampaisto (uzębienie), näppäin (klawisz) → näppäimistö (klawiatura); do przykładów o bardziej abstrakcyjnym znaczeniu należą np. vasen (lewy) → vasemmisto (polit. lewica), vähemmän (mniej) → vähemmistö (mniejszość), kiinteä (przymocowany/nieruchomy) → kiinteistö (nieruchomość), lähi- (rdzeń oznaczający „blisko”) → lähistö (pobliże/okolica), ympäri- (rdzeń oznaczający „wokoło”) → ympäristö (otoczenie/środowisko); od czasowników pochodzą m.in. hakeminen (szukanie [4. bezok.]) → hakemisto (spis/katalog) czy lähetty (wysłany [imiesłów]) → lähetystö (delegacja/poselstwo); do pochodnych z alternatywną końcówką należy np. köyhä (biedny) → köyhälistö (∼ biedota). |
| -(i)kko''\|-(i)kkö                | Określa zbiór przedmiotów, najczęściej materialnych, często niezorganizowany. Najczęściej forma pochodna zawiera i, zwłaszcza dla dłuższych słów, co również w przypadku tej końcówki dobrze odzwierciedla prawidła rządzące liczbą mnogą. W tej grupie pojawiają się czasami neologizmy, nie można jednak mówić o produktywności. Istnieje wiele wyrazów kończących się na -kko\|-kkö, które nie są pochodnymi, np. laatikko (pudełko/szuflada). Z niektórymi słowami ta sama końcówka ma sens zdrabniający lub jeszcze inny.               | kivi (kamień) → kivikko (∼ rumowisko skalne/teren pokryty kamieniami), aalto (fala [jedna]) → aallokko (fale [na morzu]), hylly (półka) → hyllykkö (regał), koivu (brzoza) → koivikko (brzeziniak) |
| -ue''\|-ye                        | Określa zbiór przedmiotów lub osób określanych przez wyraz podstawowy lub grupę przedmiotów lub osób w jakiś sposób związanych z wyrazem podstawowym. Końcówka ta jest nieproduktywna i spotyka się ją jedynie w kilkunastu formach pochodnych, które najczęściej same w sobie występują rzadko. | laiva (okręt) → laivue (flota/flotylla), pentu (szczeniak/młode) → pentue (miot), poika/poikanen (młode) → poikue (miot), matka (podróż) → matkue (grupa podróżnych) |
| -iso''\|isö                       | Określa zbiór przedmiotów lub osób. Końcówka ta jest nieproduktywna i spotyka się ją jedynie w kilku często używanych formach pochodnych. | nuori (młody) → nuoriso (młodzież), yleinen (publiczny) → yleisö (publiczność) |

Podobny sens nadają słowom niektóre złożenia, m.in. ze słowami kunta (gmina), joukko (grupa/drużyna) lub lauma (gromada/stado), np. henkilö (osoba) → henkilökunta (personel) (również henkilöstö).

##### Pochodne określające miejsca i okoliczności
Wiele słów pochodnych określa miejsca gdzie coś jest, miejsca z czymś związane, miejsca gdzie coś zachodzi lub też okoliczności z czymś związane.
Miejsce określa też (pośrednio) wiele słów pochodnych należących do omówionych gdzie indziej typów, np. kirjasto (biblioteka), virasto (urząd), vuoristo (góry), niemeke (mały półwysep) czy kumpare (pagórek). Poniżej zestawione są pochodne, których sens miejscowy jest bardziej bezpośredni.
| Końcówki                                    | Opis | Przykłady |
| ------------------------------------------- | --- | --- |
| -(o)la''\|-(o)lä -mala\|-mälä               | Określa miejsce gdzie coś się znajduje, właściwe dla czegoś, pełne czegoś. Końcówka jest produktywna i przyłącza się do rdzeni samogłoskowych rzeczowników (w tym nazw osobowych) oraz niektórych przymiotników i czasowników. Wariant -mala\|-mälä używany jest dla rdzeni jednosylabowych. Czasami końcówkę poprzedza dodatkowe o, które może zastępować końcowe samogłoski rdzenia. | kana (kurczak) → kanala (kurnik/ferma), sika (świnia) → sikala (chlew[nia]), kahvi (kawa) → kahvila (kawiarnia), ravinto (pokarm) → ravintola (restauracja), mummo (babcia) → mummola (dom babci), pappi (ksiądz) → pappila (plebania), onni (szczęście) → onnela (miejsce pełne szczęścia), vanki (więzień) → vankila (więzienie), Matti ([imię]) → Mattila (dom Mattiego); pochodne od przymiotników to np. sairas (chory) → sairaala (szpital); pochodne od czasowników to np. hoitaa (opiekować się) → hoitola (dom opieki), myydä (sprzedawać) → myymälä (sklep), uida (pływać) → uimala (pływalnia)                                                          |
| -(i)mo''\|-(i)mö                            | Określa miejsce, gdzie wykonywana jest jakaś czynność, najczęściej w sensie jakiejś pracy czy działalności ludzkiej. Końcówka jest produktywna i przyłącza się do rdzenia infleksyjnego czasownika. Okazjonalnie dodatkowe i zastępuje końcowe samogłoski rdzenia. Formy nie występują dla czasowników z rdzeniami kończącymi się na -oi\|-öi. | korjata (naprawiać) → korjaamo (warsztat [np. samochodowy]), selostaa (relacjonować) → selostamo (miejsce dla komentatorów [np. sportowych]), katsoa (patrzeć) → katsomo (widownia [miejsce dla publiczności]), vuokrata (wypożyczać) → vuokraamo (wypożyczalnia), panna olutta (warzyć piwo) → panimo (browar) |
| -io''\|-iö                                  | Określa miejsce związane z wyrazem podstawowym lub posiadające określane przezeń właściwości. Końcówka nie jest produktywna. Pochodne tworzy się od rzeczowników, przymiotników i niektórych czasowników. Z niektórymi wyrazami ma inne znaczenie (dotyczy to zwłaszcza większości czasowników). | od czasowników pochodzą np. keittää (gotować) → keittiö (kuchnia), lukea (czytać [przen.: studiować]) → lukio (szkoła średnia); od przymiotników pochodzą np. kylmä (zimny) → kylmiö (chłodnia), pimeä (ciemny) → pimiö (ciemnia), auki (otwarty) → aukio (placyk/skwer); od rzeczowników pochodzą np. kahvi (kawa) → kahvio (kawiarnia), ministeri (minister) → ministeriö (ministerstwo); również np. kaksi (dwa) → kaksio (mieszkanie dla dwojga/M2) |
| -nnex                                       | Określa miejsce posiadające właściwości określane przez wyraz podstawowy. Końcówka nie jest produktywna i tworzy niewielką grupę pochodnych od bardzo różnych części mowy. | od rzeczowników pochodzą np. selkä (grzbiet) → selänne (grzbiet góry/grań); od przymiotników pochodzą np. jyrkkä (stromy) → jyrkänne (stromizna), syvä (głęboki) → syvänne (głębina/zapadlina); od czasowników pochodzą np. kaivata (kopać) → kaivanne (rów/wykop); od rdzeni przysłówkowych pochodzą np. ala- („dół”) → alanne (dolina), tasa- („równy”) → tasanne (płaszczyzna) |
| -nko''\|-nkö -nto\|-ntö                     | Określa miejsce posiadające właściwości określane przez wyraz podstawowy. Końcówka nie jest produktywna i tworzy niewielką grupę pochodnych od bardzo różnych części mowy. Wariant -nto\|-ntö jest de facto końcówką związaną z czynnością (patrz niżej), jednak wiele pochodnych tego typu uległo leksykalizacji i oznacza obecnie miejsce. | od rdzeni przysłówkowych pochodzą np. ala- („dół”) → alanko (nizina), ylä- („góra”) → ylänkö (wyżyna), tasa- („równy”) → tasanko (równina); od przymiotników pochodzą np. pimea (ciemny) → pimento (cień [miejsce w cieniu]); od czasowników pochodzą np. kaivata (kopać) → kaivanto (fosa), asua (mieszkać) → asunto (mieszkanie [lokal]) |
| -us''\|-ys -usta\|-ystä -mus\|-mys -ma\|-mä | Określają miejsce wskazywane przez wyraz podstawowy, często w ramach czegoś innego. Większość form powstaje od rdzeni przysłówkowych i innych podobnie używanych wyrazów. Często dany wyraz występuje z więcej niż jednym typem końcówek, najczęściej pochodne takie są synonimami, ale nie zawsze. Końcowe samogłoski rdzenia są najczęściej zastępowane. Niektóre z końcówek mają inne funkcje z innymi wyrazami lub istnieje dla nich szereg podobnych wyrazów niebędących pochodnymi. | ala- („dół”) → alusta∼alus (dolna część czegoś), ete- („przed”) → edusta∼edus (obszar przed czymś), keski- („środek”) → keskus (centrum jakiejś aktywności, np. handlowe, badawcze) oraz keskusta (centrum geometryczne lub funkcjonalne czegoś, często miasta), kulma (kąt) → kulmaus (narożnik, róg); w odn. do stworzeń lub ubrań np. taka- („tył”) → takamus (tylna/plecowa część); nazwy obszarów rzeźby terenu np. ranta (brzeg [rzeki/jeziora/itp.]) → rantama (teren nadbrzeżny), taaja (gęsty/gęsto upakowany) → taajama (teren gęsto zaludniony), seinä (ściana) → seinämä (obszar na jakiejś ścianie, często odnosi się do ścian skalnych, urwisk itp.) |
| -jaiset''\|-jäiset -iaiset\|-iäiset         | Określa okoliczność lub imprezę polegającą na wykonywaniu danej czynności (patrz przykłady), pośrednio miejsce tej czynności w czasie jej trwania. Końcówka jest produktywna, choć tworzone ad hoc słowa mogą mieć charakter niekonwencjonalny. Formy pochodzą od czasowników. Końcówkę z i zamiast j dołącza się do dwusylabowych rdzeni kończących się na e lub i, przy czym końcowe samogłoski rdzenia są najczęściej tracone. Występują też pewne inne dobrze określone nieregularności dla niektórych typów rdzeni, np. rdzenie czasowników typu 4. tracą końcowe a rdzenia. Formy pochodne występują w zasadzie wyłącznie w liczbie mnogiej (formy w nominatiivi lp. kończyłyby się na -nen i według tego schematu wyrazy te się odmienia). | haudata (grzebać [kogoś]) → hautajaiset (pogrzeb), ristiä (chrzcić [kogoś]) → ristiäiset (chrzciny), kihlata (zaręczać się) → kihlajaiset (zaręczyny), avata (otwierać [coś]) → avajaiset (otwarcie [uroczystość otwarcia]), tansia (tańczyć) → tansiaiset (tańce/potańcówka); również bardziej ad hoc np. polttaa (palić) → polttajaiset (dowolna grupowa „impreza”, której istotą jest palenie lub spalenie czegoś). |

##### Pochodne określające osoby, stworzenia lub czynniki nieożywione
Wiele końcówek pozwala na tworzenie nazw osób, stworzeń i przedmiotów, często „czynników sprawczych”, bytów obdarzonych jakimiś cechami itp.
| Końcówki                                                            | Opis | Przykłady |
| ------------------------------------------------------------------- | --- | --- |
| -lainen''\|-läinen                                                  | Określa przynależność osoby do grupy osób definiowanej (w ten czy inny sposób) przez wyraz podstawowy. Pochodnymi są często nazwy mieszkańców państw, krain lub miast, członków stowarzyszeń lub innych grup ludzi. Końcówka jest produktywna, zwłaszcza w odniesieniu do nazw własnych. Zasadniczo przyłącza się do rdzenia samogłoskowego rzeczowników. Występują przy tym pewne dobrze określone nieregularności, m.in. dla rzeczowników z formą podstawową zakończoną na -ex nie zawsze dochodzi do powielenia e przed końcówką; dla rdzeni kończących się na -s (np. dla słów -nen) końcówka dołącza się bezpośrednio po s bez e pomiędzy rdzeniem a końcówką. Dla pewnych nazw państw, w tym Suomi (Finlandia), przed końcówką dochodzi dodatkowe a, które zastępuje końcowe samogłoski rdzenia. Pochodne są zasadniczo rzeczownikami, ale czasami są stosowane w roli przymiotników, np. suomalainen (fiński). | Suomi (Finlandia) → suomalainen (Fin[ka]/fiński), Ruotsi (Szwecja) → ruotsalainen (Szwed[ka]/szwedzki), Karjala (Karelia [region]) → karjalalainen (Karelczyk/Karelka), Helsinki → helsinkilainen (mieszkaniec Helsinek/osoba pochodząca z Helsinek), kansa (lud/naród) → kansalainen (obywatel), pako (ucieczka) → pakolainen (uciekinier), suku (rodzina [szeroka]) → sukulainen (krewny), jengi (gang [niekoniecznie przestępczy, banda, paczka]) → jengiläinen (członek gangu), koulu (szkoła) → koululainen (uczeń), apu (pomoc) → apulainen (pomocnik) |
| -tar''\|-tär -ska\|-skä                                             | Określa osobę płci żeńskiej. Pochodne tworzy się od neutralnych pod kątem płci słów oznaczających osobę oraz od nazw państw (bezpośrednio, pochodna oznacza kobietę pochodzącą z danego państwa). Końcówka dołącza się do rdzenia samogłoskowego zawsze w stopie słabej. Końcówka jest co do zasady zupełnie produktywna, jednak, pomijając słowa zleksykalizowane, tj. np. kuningatar (królowa), wychodzi z użycia z przyczyn bardziej obyczajowych niż gramatycznych. Formy często spotyka się jeszcze w odniesieniu do sportowców lub artystów płci żeńskiej. Końcówka -ska\|-skä może być równoważna z -tar\|-tär, ale częściej oznacza małżonkę osoby określanej słowem podstawowym (pochodne powstają również od nazwisk). Końcówka ta w jeszcze większym stopniu wyszła z użycia. Jako „dotyczące kobiet” rozpoznawane są też określenia zakończone obcymi względem j. fińskiego końcówkami tego typu, tj. prinsessa (księżniczka). Częste jest wyrażanie tego samego sensu przez złożenia, np. poprzedzenie wyrazu podstawowego członem nais- (kobieta [rdzeń]) lub zakończenie go członem nainen (kobieta) czy rouva (pani). | jumala (bóg) → jumalatar (bogini), kuningas (król) → kuningatar (królowa), valtias (władca) → valtiatar (władczyni), jalkapalloilija (piłkarz) → jalkapalloilijatar (kobieta-piłkarz/„piłkarka”), näyttelijä (aktor) → näyttelijätär (aktorka); Saksa (Niemcy) → saksatar (Niemka); kenraali (generał) → kenraalska (generałowa), Hirvonen ([nazwisko]) → Hirvoska (Hirvonenowa) |
| -ja''\|-jä                                                          | Określa osobę, stworzenie, instytucję itp., wykonującą jakąś czynność chwilowo lub stale, często zawodowo. Końcówka jest całkowicie produktywna i przyłącza się do rdzeni infleksyjnych czasowników. W rdzeniach kończących się na e jest ono zastępowane przez i, zaś w rdzeniach czasowników typu 4. kończących się na oa najczęściej występuje zamiast tego oo. Często znaczenie jest przenoszone na przedmioty nieożywione wykonujące tę samą rolę (urządzenia lub rzadziej narzędzia), np. hävittäjä (niszczyciel [okręt/samolot myśliwiec/ale też np. środek owadobójczy]) | syödä (jeść) → syöjä (ktoś, kto je), kalastaa (łowić ryby) → kalastaja (rybak/wędkarz/każdy kto chwilowo łowi ryby), kulkea (iść) → kulkija (ktoś, kto idzie/przechodzień), siivota (sprzątać) → siivooja (ktoś, kto sprząta [zawodowo lub nie]), verottaa (nakładać podatki) → verottaja (poborca/urząd podatkowy) |
| -ri -uri\|-yri                                                      | Określa osobę lub przedmiot związany z daną czynnością lub przez nią charakteryzowany. Końcówka przyłącza się do form odczasownikowych i jest zasadniczo nieproduktywna, ale zapożyczane słowa obce oznaczające wykonawców czynności są często adaptowane do tego typu. Pochodne są czasami synonimami słów z końcówką -ja\|-jä (w których to wypadkach spotyka się je częściej niż tamte), w innych wypadkach mogą odnosić się do przedmiotów lub mieć subtelnie inne znaczenie np. por. pelkaaja (ktoś, kto się boi [chwilowo]) vs. pelkuri (tchórz [człowiek tchórzliwy]), leipoja (ktokolwiek, kto coś piecze) vs. leipuri (piekarz zawodowy). | pelata (bać się) → pelkuri (tchórz), pettää (zdradzać) → petturi (zdrajca), karata (uciekać) → karkuri (uciekinier), leipoa (piec/wypiekać) → leipuri (piekarz), kaivata (kopać) → kaivuri (koparka), viedä (prowadzić) → viemäri (odprowadzenie czegoś/kanalizacja); do słów zapożyczonych należą np. muurari (murarz), maalari (malarz), ryöväri (zbójca) itp. |
| -(i)las''\|-(i)läs                                                  | Określa osobę związaną z czynnością. Końcówka nie jest produktywna i występuje z niewielką liczbą rdzeni, których dokładne pochodzenie (odczasownikowe czy inne) jest niepewne. | oppilas (uczeń), potilas (pacjent), sotilas (żołnierz), lähettiläs (poseł/wysłannik/ambasador) |
| -(u)kset''\|-(y)kset (-(u)s\|-(y)s) -(o)kset\|-(ö)kset -oset\|-öset | Określa grupę osób pozostających w jakimś związku wzajemnym. Formy pochodne występują prawie wyłącznie w liczbie mnogiej z końcówką -kset. Formy morfologicznie należące do lp. z końcówką -s są bardzo rzadkie i występują w utartych konstrukcjach np. kolme veljestä (trzech braci) równoznaczne z kolme veliä. Końcówka nie jest produktywna. | veli (brat) → veljekset (bracia [rodzeństwo płci męskiej]), sisko (siostra) → siskokset (siostry [rodzeństwo płci żeńskiej]), (sisar) → sisarukset (rodzeństwo [również przyrodnie, kuzyni]), kaveri (kolega) → kaverukset (koledzy [kilku razem]), ystävä (przyjaciel) → ystävykset (przyjaciele [kilku razem]); od liczebników np. kaksi (dwa) → kaksoset (bliźnięta-dwojaczki), kolme (trzy) → kolmoset (trojaczki) |
| -us''\|-ys -ilus\|-ilys -mus\|-mys                                  | Określa osobę posiadającą jakąś cechę, często ma zabarwienie pejoratywne. Końcówka raczej nie jest produktywna, jeżeli już to pochodne są niekonwencjonalnymi neologizmami. | ruma (brzydki) → rumilus (brzydal), typerä (głupi) → typerys (głupek), pyhä (święty) → pyhimys (święty [człowiek]), yli- („góra”) → ylimys (dostojnik). |
| -io''\|-iö                                                          | Określa osobę lub stworzenie związane z jakąś czynnością. Poza nazwami roślin i zwierząt ma zwykle zabarwienie pejoratywne, zwłaszcza w odniesieniu do osób. Końcówka raczej nie jest produktywna, jeżeli już to pochodne są niekonwencjonalnymi neologizmami. | elää (żyć) → eliö (żyjątko), olla (być) → olio (stworzenie/kreatura), hylkiä (odrzucać) → hylkiö (wyrzutek), ilkeä (zły/paskudny) → ilkiö (drań), hirveä (straszny) → hirviö (potwór); dla niektórych słów nie można zidentyfikować wyrazu bazowego, o ile istniał, np. kääpiö (karzeł), ääliö (dureń/głąb/półgłówek) |
| -(i)ainen''\|-(i)äinen                                              | Do grupy tej należą głównie nazwy roślin i zwierząt, głównie owadów, jednak niektóre pochodne można zastosować do ludzi. Możliwe jest tworzenie niekonwencjonalnych neologizmów. | przykładowe nazwy owadów to: ampiainen (osa), mehiläinen (pszczoła), muurahainen (mrówka); do osoby można zastosować np. paska (gówno) → paskiainen (zasraniec) |
| -(i)kko''\|-(i)kkö                                                  | Określa osobę lub stworzenie obdarzone przymiotem określanym przez wyraz podstawowy. Są to głównie określenia o zabarwieniu pozytywnym. Końcówka jest produktywna, choć nowe pochodne mogą brzmieć niekonwencjonalnie. Do tej grupy należy wiele nazw zwierząt i roślin. Morfologicznie podobną formę ma też wiele nazw pochodzenia obcego, odnoszących się do zawodów i profesji. Końcówka ma też kilka innych funkcji. | älykäs (rozumny/bystry) → älykkö (bystry człowiek), miljoona (miljon) → miljoonikko (miljoner), uskaltaa (ośmielać się) → uskalikko (śmiałek), nuori (młody) → nuorikko (młodzieniec); przykładowy stosunkowo niedawno rozpowszechniony wyraz to nostalgikko (nostalgik); do słów zapożyczonych należą np. matemaatikko (matematyk), mekaanikko (mechanik), poliitikko (polityk), muusikko (muzyk) |
| -ikka''\|-ikkä -ukka\|-ykkä -ikki                                   | Do grupy tej należą liczne nazwy zwierząt i roślin. Wiele pochodnych może zostać zastosowane do osób w sensie przenośnym, zazwyczaj w sensie komplementu lub wyrażenia uczucia. Istnieją też pewne określenia zarezerwowane dla osób, z reguły pozytywne. Końcówka tworzy też wiele imion pochodnych. | elää (żyć) → elukka (stworzonko), musta (czarny) → mustikka (czarna jagoda, o kobiecie: czarnulka), kaunis (piękny) → kaunokki (rodzaj stokrotki, o kobiecie: ślicznotka); do ludzi odnosi się np. suosia (promować/wspierać) → suosikki (ulubieniec/faworyt); imiona pochodne to np. Tuuli → Tuulikki |

##### Pochodne określające narzędzia
Kilka końcówek charakteryzuje narzędzia służące do wykonania czynności.
| Końcówki | Opis | Przykłady |
| -------- | --- | --- |
| -in      | Określa narzędzie lub przyrząd do wykonywania danej czynności. Pochodne w ogromnej większości pochodzą od czasowników przechodnich, ale zdarzają się wyjątki. Końcówka jest w ograniczonym stopniu produktywna, nowe słowa pojawiają się (są tworzone) wraz z pojawianiem się nowych pojęć. Zasady dołączania końcówek do rdzeni są rozmyte, dla różnych wyrazów końcówka zachowuje się różnie. Zwykle zastępuje końcowe samogłoski rdzenia lub ich część, ale nie zawsze. Czasami wywołuje wymianę spółgłosek, czasami nie. Rdzeń samogłoskowy tworzy się przez zamianę -in na -ime-, co może (ale nie musi) skutkować zmianą stopy rdzenia (ze słabej na mocną). Szereg słów kończących się na -in nie jest słowami pochodnymi. Od pewnych rdzeni, zwłaszcza jednosylabowych i kończących się na -oi\|-öi nie można utworzyć formy. | avata (otwierać coś) → avain (klucz), lämmittää (ogrzewać coś) → lämmitin (grzejnik/piecyk), suodattaa (filtrować) → suodatin (filtr), selata (przeglądać coś) → selain (przeglądarka [do slajdów, WWW, ...]), pakastaa (zamrażać) → pakastin (zamrażarka)                   |
| -(i)kex  | Określa narzędzie lub przyrząd do wykonywania danej czynności. Końcówka jest jeszcze mniej produktywna niż -in, niemniej okazjonalnie pojawiają się nowe słowa. W porównaniu z końcówką -in zazwyczaj określa bardziej „bierne” narzędzie, np. por. sytyke (podpałka) vs. sytytin (zapalnik/zapalniczka) albo painike (coś, co się naciska, np. przycisk, klamka) vs. painin (coś, czym się naciska, m.in. rodzaj stempla). Część słów pochodzi od przymiotników lub ich dokładne pochodzenie nie jest dobrze określone. Znaczenie jest czasami abstrakcyjne. Szereg słów kończących się na -(i)ke nie jest słowami pochodnymi. | sytyttää (zapalać coś) → sytyke (podpałka), korvata (zastępować coś) → korvike (substytut), kostuttaa (nawilżać coś) → kostuke (środek nawilżający [np. jakiś krem]), elää (żyć) → eläke (emerytura), viihdyttää (zabawiać kogoś) → viihdyke (rozrywka/coś co jej dostarcza) |
| -ex      | Narzędzia określa też pewna grupa słów odczasownikowych kończących się na e. Określają one narzędzie albo służące do wykonania czynności albo jakoś w jej wykonywaniu uczestniczące (np. stanowiące materiał do jej wykonania). Końcówka jest nieproduktywna. | maustaa (przyprawiać) → mauste (przyprawa), pyyhkiä (wycierać) → pyyhe (ręcznik/ścierka), koristaa (ozdabiać) → koriste (ozdoba), todistaa (dowodzić) → todiste (dowód), täyttää (napełniać coś) → täyte (substancja służąca do wypełnienia/nadzienie)                       |

##### Pochodne określające nazwy czynności i ich rezultatów
Jednym z najbardziej produktywnych obszarów tworzenia rzeczowników w j. fińskim jest powstawanie nazw czynności oraz ich rezultatów. Rezultat może w tym kontekście oznaczać różne rzeczy. Czasami chodzi o spowodowany efekt lub materialny produkt, czasami o rezultat bardziej ulotny jak np. stan umysłu, czy też abstrakcyjny, jak np. w przypadku słów katse (spojrzenie [w sensie: sposób patrzenia]) czy toive (życzenie [coś, czego człowiek pragnie]).
W tym kontekście należy rozróżnić nazwę wykonywanej czynności i nazwę rezultatu wykonanej czynności. Należące do omawianej tu grupy słowa można podzielić na trzy grupy:
1. oznaczające proces wykonywania czynności, ale nie jej rezultat
2. oznaczające rezultat czynności, ale nie proces jej wykonywania
3. mogące oznaczać jedno lub drugie

Słowa mogące oraz lub zostały w 3. punkcie użyte nie bez kozery. Choć słowo może oznaczać i to i to, to w zdaniu będzie funkcjonować różnie w zależności od tego, w jakim znaczeniu jest w tym akurat miejscu użyte. Nazwy czynności podlegają pewnym ograniczeniom co do przypadków w jakich mogą wystąpić oraz typów określników jakie mogą z nimi wystąpić. Przykładowo słowo rakennus może oznaczać albo „budowanie” (czynność) albo „budynek” (rezultat wykonania czynności). W znaczeniu „budynek” może wystąpić w wyrażeniu np. kaunis rakennus (piękny budynek) lub kaksi rakennusta (dwa budynki), natomiast w znaczeniu „budowanie” nie mogłoby w takich zestawieniach wystąpić. Podobnie, o ile można wejść do budynku rakennukseen, o tyle nie można wejść do czynności budowania (formy w innych przypadkach mogą pojawić się co najwyżej w sensie przenośnym).
Jedną z konstrukcji odpowiadających znaczeniowo punktowi 1. (czynność, ale nie jej rezultat) jest 4. bezokolicznik, charakteryzujący się końcówką -minen, np. rakentaminen (budowanie). W stosunku do omawianych tutaj nazw czynności, formy 4. bezokolicznika mają charakter najbardziej niedokonany i ciągły. Przykładowo można porównać lyöminen (uderzanie) oraz lyönti (uderzenie [czynność polegająca na jednokrotnym uderzeniu]).
Wiele z wymienionych końcówek ma podobne znaczenie, a odróżnia je tylko preferencja co do cech rdzeni, do których się dołączają. Dokładne zasady dopasowywania końcówek do rdzeni podaje ISK w paragrafie 222 i kolejnych.
| Końcówki                | Opis | Przykłady |
| ----------------------- | --- | --- |
| -u''\|-y                | Określa czynność lub jej rezultat. Dołącza się do rdzeni kończących się na -le- lub -aise-\|-äise-, okazjonalnie do innych, często z pominięciem końcowych samogłosek rdzenia, okazjonalnie z pominięciem całej końcówki wyróżniającej rdzenia. Słowa podstawowe same w sobie są pochodnymi. Końcówka jest produktywna. | ajella (jeździć) → ajelu (jeżdżenie/przejażdżka), ihailla (podziwiać) → ihailu (podziwianie/podziw), jutella (gadać) → juttelu (gadanie/pogawędka), puraista (pogryzać) → puraisu (pogryzanie/„pogryzienie”); czasami znika końcówka wyróżniająca rdzenia humista (szeleścić) → humu (szeleszczenie/szelest)      |
| -u''\|-y                | Dołącza się też do niektórych dwu-sylabowych rdzeni kończących się na -e, -(a)a\|-(ä)ä lub -i. Końcówka zastępuje ostatnie samogłoski rdzenia. Nowe formy raczej nie powstają w tej grupie. | hakea (szukać) → haku (wyszukanie), itkeä (płakać) → itku (płakanie/płacz), hypätä (skakać) → hyppy (skok), karata (uciekać) → karku (ucieczka), loitsia (wypowiadać zaklęcie) → loitsu (zaklęcie) |
| -o''\|-ö                | Określa czynność lub jej rezultat. Dołącza się do większości rdzeni kończących się na -a\|-ä oraz do części dwu-sylabowych rdzeni kończących się na -e lub -aa\|-ää. Końcówka zastępuje ostatnie samogłoski rdzenia. Nowe formy raczej nie powstają w tej grupie. Występują liczne leksykalizacje, np. mato (robak) czy tieto (wiedza). Czasami dla jednego pojęcia pojawia się zarówno forma z -o\|-ö jak i z -u\|-y. W takich wypadkach formy nie muszą być jednoznaczne, np. por. näkö (wzrok, od nähdä rdzeń näke-) vs. näkö (wygląd, od näkyä rdzeń näky-) vs. näky (widok, od näkyä rdzeń näky-). | ajaa (jechać) → ajo (jazda), huutaa (krzyczeć) → huuto (krzyk), ryöstää (rabować) → ryöstö (rabunek), olla (być) → olo (bycie/egzystencja). |
| -us''\|-ys              | Określa czynność lub jej rezultat. Dołącza się do większości wielosylabowych rdzeni kończących się na -Cta\|-Ctä (gdzie C oznacza spółgłoskę), większości rdzeni czasowników typu 4, niektórych rdzeni kończących się na -Ctu\|-Cty, -le, -itse, -aise\|-äise oraz -ahta\|-ähtä. Wyjątek statowią niektóre słowa same w sobie pochodne. Czasami forma od różnych słów jest identyczna. Końcówka często zastępuje część końcowych samogłosek rdzenia, czasami również część spółgłosek (czasami na zasadzie oboczności). Typ jest produktywny i zawiera obecnie ponad 2000 słów.                         | menettää (tracić) → menetys (strata), menestyä (odnosić sukces) → menestys (sukces), valittaa (skarżyć się) → valitus (skarga), ymmärtää (rozumieć) → ymmärrys (zrozumienie), pysähtyä (zatrzymać się) → pysähdys (zatrzymanie [czegoś/się]), heilahtaa (zachwiać się) → heilahdus∼heilaus (zachwianie się)       |
| -uu''\|-yy              | Określa czynność lub jej rezultat. Dołącza się do rdzeni niektórych czasowników typu 4. całkowicie zastępując końcowe samogłoski rdzenia. Końcówka jest całkowicie nieproduktywna i dotyczy niewielkiej grupy form. | hakata (uderzać) → hakkuu (uderzenie), seurata (iść za) → seuruu (podążenie za) |
| -nti                    | Określa czynność (raczej nie rezultat). Dołącza się do rdzeni jedno-sylabowych i do rdzeni czasowników z 1. bezokolicznikiem kończącym się na -oida\|-öidä. Końcówka jest całkowicie produktywna. | syödä (jeść) → syönti (spożycie), viedä ([za]prowadzić/[za]wieźć) → vienti (zaprowadzenie/zawiezienie [też eksport]), kokoa (gromadzić) → koonti (zgromadzenie), operoida (operować) → operointi (operacja); wyjątkowo sijaistaa (znajdować się) → sijainti (lokalizacja czegoś)                                  |
| -nta''\|-ntä            | Określa czynność (rezultat nie). Dołącza się do dwu-sylabowych rdzeni kończących się na -i lub -o\|-ö, trzy-sylabowych kończących się na -i lub -ksu\|-ksy. Dodatkowo występuje z niektórymi dwu-sylabowymi rdzeniami kończącymi się na -e, -a\|-ä lub -o\|-ö oraz z rdzeniami kończącymi się na -itse. W przypadków czasowników typu 4. tracona jest ostatnia samogłoska rdzenia, w przypadku rdzeni kończących się na -itse tracony jest fragment tse. Końcówka jest produktywna. | etsiä (szukać) → etsintä (poszukiwanie), hankkia (zdobywać [nie zbrojnie tylko organizować]) → hankinta (zdobywanie), hyväksyä (akceptować) → hyväksyntä (akceptowanie), harkita (rozważać) → harkinta (rozważanie)                                                                                               |
| -nto''\|-ntö            | Określa albo rezultat czynności, albo (częściej) pochodne z tą końcówką mają subtelnie inne, szersze, skojarzone znaczenie, np. hallinto (zarząd), perintö (dziedzictwo). Tę samą czynność określają formy z końcówką -nta\|-ntä. Końcówka nie jest produktywna. | keksiä (wymyślać) → keksintö (wynalazek), luoda (tworzyć) → luonto (przyroda), käyttää (używać) → käytäntö (praktyka) |
| -na''\|-nä              | Określa czynność (rezultat nie). Dołącza się do rdzeni czasowników określających wydawanie dźwięków, czasami ruch, zazwyczaj o rdzeniach kończących się na -ise, -i lub -u\|-y. Wiele słów uległo swego rodzaju leksykalizacji, w wyniku której nabrały dodatkowego sensu, np. jorina (gwar) czy murina (szmer niezadowolenia) | loiskia (chlapać/chlupotać) → loiskina (chlupotanie), rymistä (hurgotać) → ryminä (hurgotanie), jupista (mruczeć pod nosem) → jupina (mruczenie pod nosem/zrzędzenie) |
| -ex                     | Końcówka jest raczej nieproduktywna. Posiada również inne znaczenia, do tego istnieje szereg słów zleksykalizwanych. Z niektórymi czasownikami określa czynność (rezultat nie). | loiskia (chlapać) → loiske (chlapnięcie), nyyhkiä (węszyć) → nyyhke (niuchnięcie), jyskyä (tupać/walić) → jyske (tupnięcie/walnięcie) |
| -ex                     | Z innymi czasownikami określa rezultat czynności (czynność nie). | hakata (uderzać/rąbać) → hake (wiór), jauhaa (mleć) → jauhe (proszek/miał), valmistaa (wyrabiać/szykować) → valmiste (wyrób) |
| -mus''\|-mys            | Końcówka jest nieproduktywna. Stworzone przy jej użyciu pochodne są nieco archaiczne lub podniosłe. Z niektórymi czasownikami określa czynność (rezultat nie). | aikoa (zamierzać) → aikomus (zamierzenie [jednokrotne powzięcie zamiaru]), pettyä (zawodzić się) → pettymys (zawód [jednokrotne zawiedzenie się]), tutkia (badać) → tutkimus (badanie [jedno, ograniczone celowo, czasowo itp.])                                                                                  |
| -mus''\|-mys            | Z innymi czasownikami określa rezultat czynności (czynność nie). Efektem może być produkt lub stan wywołany czynnością. | leipoa (wypiekać) → leipomus (wypiek), luoda (budować/tworzyć) → luomus (stworzenie/dzieło), sovita (uzgadniać) → sopimus (umowa); stany wynikowe to np. juopua (upijać się) → juopumus (stan po spożyciu), väsyä (męczyć się) → väsymys (zmęczenie), suuttua (denerwować się) → suuttumus (zdenerwowanie)        |
| -os''\|-ös              | Określa przede wszystkim rezultat wykonania czynności, do pewnego stopnia pośrednio jej wykonywanie. Czasami zastępuje końcowe samogłoski rdzenia. Niektóre formy są wspólne dla podobnych czasowników. Końcówka jest raczej nieproduktywna. Szereg słów uległo leksykalizacji, np. teos (dzieło), tulos (wynik), kiitos (podziękowanie/dziękuję). | kiertää (okrążać coś) → kierros (okrążenie), löytää (znajdować) → löydös (znalezisko), päättää (decydować) → päätös (decyzja), muuttaa (zmieniać coś) lub muuttua (zmieniać się) → muutos (zmiana); również nazwy przekładów na inne języki np. suomentaa (przekładać na fiński) → suomennos (przekład na fiński) |
| -ma''\|-mä -elma\|-elmä | Określa przede wszystkim rezultat wykonania czynności, do pewnego stopnia pośrednio jej wykonywanie. Końcówka jest produktywna, jednak nowe słowa nigdy nie oznaczają czynności, tylko jej efekt. Z pewnymi słowami może zastępować końcową część rdzenia. Do pewnych słów, głównie z rdzeniami kończącymi się na -ile, dołącza się w „wydłużonej” postaci -elma\|-elmä. | kokoilla (zbierać/gromadzić) → kokoelma (kolekcja), lausua (wypowiadać) → lausuma (powiedzenie), murtua (łamać się) → murtuma (złamanie), osua (trafiać) → osuma (trafienie), muistella (wspominać) → muistelma (wspomnienie albo pamiętnik(i) [w sensie: wydana książka]).                                       |

#### Przymiotniki pochodne
Przymiotniki pochodne dzielą się na trzy grupy: przymiotniki pochodne dzierżawcze (określające właściciela cechy), pochodne wyrażające brak oraz pochodne moderujące (modyfikujące intensywność cechy). Pierwsza grupa jest zdecydowanie najliczniejsza.

##### Pochodne dzierżawcze
Do grupy te należy szereg przymiotników zawierających sens posiadania jakichś cech określanych przez wyraz podstawowy. Wyrażana relacja względem tej cechy może być różna, np. może być relacją identyczności, ale może być tylko relacją podobieństwa lub zawierania.
Wiele końcówek tego typu (choć nie wszystkie) kończy się identycznym członem -(i)nen. Konkretne znaczenie tych końcówek zależy od tego co znajduje się bezpośrednio przed tą końcówką. Z drugiej strony końcówka -lainen|-läinen jest co do zasady końcówką rzeczownika (patrz wyżej).
| Końcówki                 | Opis | Przykłady |
| ------------------------ | --- | --- |
| -(i)nen                  | Grupa zawiera słowa z końcówką -(i)nen występującą bezpośrednio po rdzeniu wyrazu. Określa cechę związaną z wyrazem podstawowym. Może oznaczać m.in. bycie pokrytym czymś, przenikniętym czymś, wykonanym z czegoś lub charakteryzowanym przez coś. Końcówka ta pojawia się też np. w wielu nazwach kolorów, z których część jest oczywistymi pochodnymi, a w przypadku pozostałych wyraz podstawowy nie jest rozpoznawalny. Początkowe i końcówki zastępuje czasem końcowe samogłoski rdzenia. Końcówka jest produktywna. | pokrycie lub przenikanie określają np. hiki (pot) → hikinen (spocony/przepocony), veri (krew) → verinen (krwawy/zakrwawiony), arpi (blizna) → arpinen (pokryty bliznami); materiał określają np. puu (drewno) → puinen (drewniany), nahka (skóra) → nahkainen (skórzany); cechy charakterystyczne określa np. jää (lód) → jäinen (mrożony [też: pokryty lodem]), joulu (Boże Narodzenie) → jouluinen (Bożonarodzeniowy); ilo (radość) → iloinen (radosny), ala- (dół) → alainen (nisko położony); pochodne nazwy kolorów to np. kulta (złoto) → kultainen (złoty [też: ze złota]), hopea (srebro) → hopeinen (srebrny [też: ze srebra]) |
| -(i)nen                  | Część pochodnych jest pozbawiona samodzielnego sensu i wymaga zestawienia z drugim wyrazem, który najczęściej występuje w genetiivi. | näkö (wygląd) → hyvännäköinen (dobrze wyglądający), mieli (nastrój) → vastenmielinen (nieprzyjemny), muoto (kształt) → kissan muotoinen (w kształcie kota) |
| -(i)nen                  | Wyróżniającą się grupę stanowią pochodne od imiesłowów teraźniejszych czynnych. W odróżnieniu od samego imiesłowu wyrażają cechę o charakterze trwałym. Część pochodnych jest zleksykalizowana, np. kuolevainen (śmiertelny). | suvaitseva (akceptujący) → suvaitsevainen (akceptujący [z natury/charakteru]), varova (strzegący się) → varovainen (ostrożny), auttava (pomagający) → auttavainen (pomocny/chętny do pomocy) |
| -(i)nen                  | Kolejną wyróżniającą się grupę stanowią pochodne od niektórych przysłówków pochodnych (opisanych poniżej). Składnik -in, stanowiący często element obydwu końcówek, nie ulega w tych formach powieleniu. | jakso (odcinek) → jaksoittain (w odcinkach/odcinkami [jak?]) → jaksoittainen (podzielony na odcinki [jaki?]), viikko (tydzień) → viikoittain (co tydzień) → viikoittainen (cotygodniowy), perä (tył/tylna część) → peräkkäin (tyłem do siebie/kolejno [jak?]) → peräkkäinen (kolejny [jaki?]), muinoin (w zamierzchłej przeszłości/drzewiej) → muinoinen (zamierzchły, obok muinainen) |
| -llinen                  | Określa bycie zaopatrzonym w coś („mający coś”), pochodzenie z czegoś lub od czegoś, wymaganie czegoś, lub bycie charakteryzowanym przez coś. Końcówka jest produktywna. Na granicy rdzenia i końcówki występują czasami nieregularności. Pochodna jest czasami synonimiczna lub bardzo bliska znaczeniowo samej formie podstawowej. Nie jest natomiast synonimiczna z pochodną -(i)nen, od której subtelnie różni się znaczeniem i/lub sposobem użycia (różnice te same w sobie mogą być bardzo różne, czasami znaczeniowe, czasami są różnicami tonu). Wiele form odczasownikowych jest zleksykalizowanych, np. kiitollinen (wdzięczny). | sarvi (róg) → sarvellinen (mający róg/rogi), vika (wada) → viallinen (mający wadę/wady), vanha (stary) → vanhoillinen (staroświecki), maksu (opłata) → maksullinen (płatny), suru (smutek) → surullinen (smutny), kumma (dziwny) → kummallinen (dziwaczny), suuri (duży) → suurellinen (przesadny/nienaturalnie duży) |
| -mainen''\|-mäinen       | Określa bycie podobnym do czegoś. Końcówka jest produktywna. Dołącza się do rdzenia samogłoskowego wyrazu lub czasami do jego formy w nominatiivi. W zestawieniu z innymi wyrazami może oznaczać bardziej podobieństwo do wskazanej cechy wyrazu podstawowego. | koira (pies) → koiramainen (podobny do psa/„psowaty”), vesi (woda) → vesimainen (podobny do wody); w sensie cechy np. kettu (lis) → kettumainen oveluus (lisi spryt) |
| -immainen''\|-immäinen   | Formy te pochodzą od szczątkowych stopni najwyższych wybranych wyrazów, mają znaczenia bliskie znaczeniu „najbardziej jakiś”. Końcówka raczej nie jest produktywna (tego rodzaju formy stopni wyższych same w sobie nie powstają ad hoc). Część form uległa leksykalizacji, np. ensimmäinen (pierwszy) czy äärimmäinen (skrajny [w sensie intensywności cechy]) | pohja (dno) → pohjimmainen (położony na samym dole), reuna (skraj) → reunimmainen (najbardziej skrajny), ala- („dół”) → alimmainen (najniżej położony). |
| -(i)nainen''\|-(i)näinen | Określają miejsce lub właściwość związane z wyrazem podstawowym. Grupa zawiera kilkadziesiąt słów, końcówka nie jest produktywna. | ulko- („zewnątrz”) → ulkonainen (zewnętrzny), avoin (otwarty) → avonainen (otwarty [w sensie: otwarta przestrzeń]), rikki (zepsuty/złamany) → rikkinäinen (popsuty) |

Pozostałe końcówki pochodnych dzierżawczych nie zawierają członu -(i)nen:
| Końcówki             | Opis | Przykłady |
| -------------------- | --- | --- |
| -isa''\|-isä         | Określa bycie obfitym w coś. Część pochodnych ma przenośne znaczenie, część pochodnych może funkcjonować jak rzeczowniki. Końcówka jest produktywna. | kala (ryba) → kalaisa (obfity w ryby), valo (światło) → valoisa (dobrze oświetlony); pochodne o znaczeniu przenośnym to np. luku (liczba) → lukuisa (liczny), antaa (dać) → antoisa (hojny/ktoś hojny/dużo dający) kuulua (słyszeć) → kuuluisa (sławny/ktoś sławny) |
| -(i)kas''\|-(i)käs   | Określa bycie obdarzonym cechą określaną przez wyraz podstawowy. Część pochodnych może funkcjonować jak rzeczowniki. Istnieją leksykalizacje, tj. np. itsekäs (samolubny); wśród nich wyróżnia się grupa pochodnych, które funkcjonują wyłącznie jak zleksykalizowane rzeczowniki, np. asukas (mieszkaniec) czy asiakas (klient). Końcówka dołącza się do rdzenia samogłoskowego wyrazu, czasami z pominięciem końcowej samogłoski rdzenia. Końcówka nie jest produktywna, ale z rzadka pojawiają się neologizmy. Pochodne dość często są synonimami pochodnych z innymi końcówkami (np. -isa\|-isä), ale nie zawsze. | voima (siła) → voimakas (silny), halu (chęć) → halukas (chętny), toive (pragnienie) → toivekas (pełen nadziei), koti (dom) → kodikas (domowy/przytulny) |
| -akka''\|-äkkä       | Do grupy tej należy kilkadziesiąt przymiotników o znaczeniu podobnym do przymiotników z końcówką -(i)kas\|-(i)käs, często synonimicznych. Końcówka nie jest produktywna, ale z rzadka pojawiają się neologizmy. Większość wyrazów pochodzi od kojarzących się odpowiednio leksemów. | punakka (zaczerwieniony [najczęściej o skórze, twarzy itp.]) por. punainen (czerwony), napakka (celna [o uwadze]) por. napata (złapać/uchwycić), kuivakka (suchawy) por. kuiva (suchy)                                                                              |
| -va''\|-vä           | Do grupy tej należy niecała setka przymiotników określających bycie obdarzonym cechą lub obiektem określanym przez wyraz podstawowy. Końcówka jest identyczna z końcówką imiesłowu teraźniejszego czynnego, jednak pochodne tej grupy pochodzą od przymiotników i rzeczowników. W grupie tej występują liczne leksykalizacje np. ikävä (nieprzyjemny/niefortunny), vakava (poważny). Końcówka nie jest produktywna. | hinta (cena) → hintava (drogi), ilma (powietrze) → ilmava (przewiewny/dobrze wietrzony), tila (miejsce) → tilava (przestronny), ala- („dół”) → alava (obniżony/będący niżej), seka- („pośród”) → sekava (pomieszany/przyprawiający o dezorientację)                 |
| -(e)lias''\|-(e)liäs | Do grupy tej należy kilkadziesiąt przymiotników określających bycie obdarzonym cechą określaną przez wyraz podstawowy. Wiele form pochodzi od czasowników. Końcówka nie jest produktywna. | kipu (ból) → kivulias (zbolały), armo (łaska) → armelias (łaskawy/litościwy), uni (sen) → unelias (senny), antaa (dawać) → antelias (hojny), udella (pytać, dopytywać się) → utelias (ciekawski)                                                                    |

##### Pochodne wyrażające brak
Pochodne z tej grupy wyrażają bycie pozbawionym czegoś. Charakteryzuje je jeden typ końcówki -ton|-tön, który jest całkowicie produktywny. Końcówka przyłącza się do rdzenia samogłoskowego w stopie słabej. Końcówka -ton|-tön stanowi też końcowy fragment końcówki imiesłowu przeczącego -maton|-mätön.
Przykładami form są: loppu (koniec) → loputon (nieskończony/bez końca), vara (zagrożenie/niebezpieczeństwo) → varaton (niegroźny), kyky (zdolność) → kyvytön (pozbawiony zdolności).
Część form ma znaczenie przenośne (często obok znaczenia dosłownego), np. päätön (bezsensowny [dosł. bez głowy]), viaton (niewinny [dosł. bez winy]).

##### Pochodne moderujące
Pochodne moderujące sygnalizują inną intensywność przymiotnika bez zmiany jego znaczenia. Przykładami takich pochodnych są:
| Końcówki           | Opis | Przykłady |
| ------------------ | --- | --- |
| -hko''\|-hkö       | Modyfikuje znaczenie przymiotnika nadając mu sens mniejszej i/lub mniej określonej intensywności, w sposób analogiczny do dodania polskiego słowa „dosyć”. Końcówka jest produktywna, jednak w praktyce tylko część utartych form jest często spotykanych. Form nie tworzy się od zleksykalizowanych imiesłowów, od form złożonych ani też od stopni wyższych przymiotników. Same formy również nie podlegają stopniowaniu. | pieni (mały) → pienehkö (dosyć mały), uusi (nowy) → uudehko (dosyć nowy), kostea (mokry) → kosteahko (dość mokry); mniej standardowe pochodne brzmią bardziej niekonwencjonalnie np. vaatimaton (niewymagający/skromny) → vaatimattomahko (dość niewymagający/skromny). |
| -ahtava''\|-ähtävä | Modyfikuje znaczenie podobnie do końcówki -hko\|-hkö, nadając pochodnej dodatkowy posmak podobieństwa do czegoś. Końcówka nie jest produktywna, ale pojawiają się niekonwencjonalne neologizmy. Wyróżniającą się grupę stanowią określenia pejoratywne. | hassu (śmieszny) → hassahtava (dosyć śmieszny), vanha (stary) → vanhahtava (dosyć stary), huora (dziwka) → huorahtava ([o kimś] dosyć skłonny/a do zachowywania się jak dziwka)                                                                                         |

#### Czasowniki pochodne
Czasowniki pochodne podzielić można na pochodne sprawcze, zwrotne lub automatyczne, określające czynności wielokrotne oraz określające czynności chwilowe. Innym możliwym podziałem jest podział z uwagi na część mowy, od której pochodna pochodzi. Pochodne od czasowników mają zasadnicze znaczenie podobne do czasownika podstawowego, ale wskazują innego wykonawcę czynności, jej inny cel, inną intensywność itp. Czasowniki pochodne od innych części mowy określają najczęściej tworzenie czegoś, wyposażanie w coś, pozbawianie czego, kierowanie czegoś gdzieś itp.
Przy tworzeniu pochodnych odczasownikowych kluczowe są cechy czasownika podstawowego, od którego pochodna jest tworzona. Czasownik ten może:
- być przechodni lub nieprzechodni
- mieć sens zwrotny (ew. automatyczny) lub go nie mieć
- określać czynność ciągłą lub czynność chwilową (jednokrotną)

Cechy te warunkują możliwość utworzenia różnego rodzaju pochodnych, lub też ich sens.

##### Pochodne sprawcze
Pochodne sprawcze tworzone od czasowników wyrażają sprawienie zajścia jakiegoś wydarzenia. Występują z końcówkami -tta-a|-ttä-ä, -utta-a|-yttä-ä lub -tutta-a|-tyttä-ä.
W kontekście tych pochodnych kluczowym czynnikiem jest przechodniość czasownika podstawowego (wyjściowego).
Jeżeli czasownik wyjściowy jest nieprzechodni, to jego pochodna sprawcza jest przechodnia. Miejsce podmiotu zajmuje sprawca, a dotychczasowy podmiot staje się dopełnieniem bliższym zdania. Ewentualne dopełnienie dalsze i okoliczniki pozostają bez zmian. Przykładowo: lapsi tutustuu uuteen taloon (dziecko zapoznaje się z nowym domem) → äiti tutustuttaa lasta uuteen taloon (mama zapoznaje dziecko z nowym domem [sprawia, że ono się zapoznaje]). Inne przykłady takich pochodnych to m.in.: uida (płynąć) → uittaa (sprawiać, by coś płynęło [spławiać]), kävellä (spacerować) → kävelyttää (sprawiać, by coś spacerowało [wyprowadzać na spacer]), pudota (spadać) → pudottaa (sprawiać, by coś spadało [upuszczać]).
Jeżeli czasownik wyjściowy jest przechodni, to jego pochodna sprawcza jest również przechodnia. Miejsce podmiotu zajmuje sprawca, a dotychczasowy podmiot albo znika albo dołącza do okoliczników w przypadku adessiivi, czyli mówiąc obrazowo „w roli narzędzia”. Ewentualne dopełnienie dalsze i okoliczniki pozostają bez zmian o ile jest to logicznie możliwe. Zdanie nabiera przy tym specyficznego sensu polegającego na tym, że podmiot zdania nie jest wykonawcą czynności, a jedynie podejmuje inicjatywę prowadzącą do jej wykonania. Konstrukcje te nie mają odpowiednika w języku polskim. Przykładowo: maalari maalaa talon vihreäksi (malarz maluje dom na zielono [sam]) → äiti maalauttaa talon vihreäksi (mama maluje dom na zielono [podjęła taką inicjatywę, realizuje ktoś inny]). W tym wypadku zdanie fińskie nie pozostawia wątpliwości, że mama tylko kazała dom malować, a nie maluje go własnoręcznie. Zachowanie informacji o faktycznym wykonawcy jest możliwe przy użyciu konstrukcji äiti maalauttaa talon vihreäksi maalarilla (dosł. mama maluje dom na zielono „malarzem” [mama podejmuje inicjatywę, malarz realizuje]). Inne przykłady takich pochodnych to m.in.: tutkia (badać coś) → tutkittaa∼tutkituttaa (sprawiać, by coś zostało zbadane [dawać to do zbadania]), korjata (naprawiać coś) → korjauttaa (sprawiać, by coś zostało naprawione [dawać to do naprawy]), pestä (myć/prać coś) → pesettää (sprawiać, by coś zostało umyte/uprane [dawać to do mycia/prania]), a także tehdä (robić) → teettää (sprawiać, by coś zostało zrobione).
Część pochodnych sprawczych jest zleksykalizowana, np. saattaa (odprowadzać [kogoś gdzieś]/być możliwym), lähettää (wysyłać coś).
Wyróżniającą się grupę stanowią pochodne sprawcze określające odczucia i uczucia. Najczęściej używa się ich w 3. os. lp. w zdaniach bezpodmiotowych z dopełnieniem w partitiivi. Konstrukcje takie nie mają bezpośredniego odpowiednika w języku polskim, oddaje się je opisowo poprzez konstrukcje typu „chce mi się...”, „jestem...” lub „to mnie...”. Przykładowo: minä nukun (ja śpię) → minua nukuttaa (chce mi się spać), sinä väsyt (ty się męczysz [np. łatwo]) → sinua väsyttää (ty jesteś zmęczony). Inne przykłady takich pochodnych to m.in. janota (pragnąć czegoś) → janottaa jak w minua janottaa (chce mi się pić), epäillä (podejrzewać kogoś) → epäilyttää jak w minua epäilyttää (mam podejrzenia), hävetä (wstydzić się czegoś) → hävettää jak w minua hävettää (jestem zawstydzony).
Pochodne sprawcze od pozostałych części mowy mogą mieć bardziej zróżnicowany sens. Zazwyczaj jednak można się doszukać w znaczeniu pochodnej jakiegoś pierwiastka kładącego nacisk na sprawienie czegoś. Pochodne te występują z dużą liczbą różnych końcówek, m.in.: -(i)tta-a|-(i)ttä-ä, -oitta-a|-öittä-ä, -utta-a|-yttä-ä, -(i)sta-a|-(i)stä-ä, -i-ta|-i-tä, -ta|-tä, -oi-da|-öi-dä, -a-a|-ä-ä, -o-a|-ö-ä oraz -i-a|-i-ä. Znaczenie pochodnych można podzielić na kilka grup:
| Podstawa             | Opis | Przykłady |
| -------------------- | --- | --- |
| Fakt/Produkt         | Oznaczają wytworzenie jakiegoś produktu (najczęściej od rzeczowników) lub spowodowanie przejścia do jakiegoś stanu (najczęściej od przymiotników). | vanki (więzień) → vangita (czynić kogoś więźniem/zniewalać kogoś), kasa (kupa/sterta) → kasata (zbierać coś w kupy/sterty), luettelo (lista) → luetteloida (wymieniać coś/robić listę czegoś), puhdas (czysty) → puhdistaa (czyścić coś), hankala (kłopotliwy) → hankaloittaa (utrudniać coś), vesa (pęd [część rośliny]) → vesoa (puszczać pędy [nieprzechodni]), kylmä (zimny) → kylmentää (oziębiać coś) |
| Materiał/Zawartość   | Oznaczają zaopatrzenie czegoś w jakiś składnik. | otsikko (tytuł) → otsikoida (tytułować), rasva (tłuszcz) → rasvata (smarować [smarem/oliwą/itp.]), ase (broń) → aseistaa (uzbrajać kogoś), kehys (ramka) → kehystää (oprawiać coś w ramkę) |
| Składnik niepożądany | Oznaczają usuwanie skądś jakiegoś składnika niepożądanego.                                                                                         | kuori (skórka [np. warzywa]) → kuoria (obierać ze skórki), pöly (kurz) → pölyttää (odkurzać), vesa (pęd [część rośliny]) → vesoa (usuwać młode pędy [przechodni]) |
| Narzędzie            | Oznaczają użycie danego narzędzia, często w jednym określonym celu.                                                                                | puukko (nóż) → puukottaa (pchnąć nożem), savu (dym) → savustaa (wędzić coś), naula (gwóźdź) → naulita (przybijać), nokka (dziób [ptaka]) → nokkia (dziobać) |
| Punkt docelowy       | Oznaczają umieszczanie czegoś gdzieś. | nauha (taśma [np. wideo]) → nauhoittaa (nagrywać [na taśmę]), piilo (kryjówka) → piilottaa (kryć coś), varasto (magazyn) → varastoida (składować) |

Wszystkie pochodne sprawcze pochodzące od rzeczowników i przymiotników są przechodnie, niezwrotne i mają sens bardziej chwilowy niż ciągły.
Ogólnie cechą charakterystyczną większości końcówek pochodnych sprawczych jest geminata tt (w 1. bezokoliczniku, a więc w stopie mocnej), nie jest to jednak zasada absolutna.

##### Pochodne zwrotne i automatyczne
Następna grupa form zawiera pochodne o charakterze zwrotnym lub automatycznym. Sens zwrotny odnosi się do czynności wykonywanych na samym sobie, np. „myć się”, „czesać się”, a sens automatyczny do czynności wykonywanych przez czynniki ukryte, np. „otwierać się” (o drzwiach), „przewracać się” itp.
Pochodne odczasownikowe występują najczęściej z końcówkami -u-a|-y-ä lub -utu-a|-yty-ä, a rzadziej -tu-a|-ty-ä lub -Vntu-a|-Vnty-ä (gdzie V oznacza powtórzenie ostatniej samogłoski rdzenia). O ile jest to możliwe i logicznie prawdopodobne, pochodne mają sens zwrotny (niezależnie od końcówki). W przeciwnym wypadku mają sens automatyczny (a więc podobnie jak w języku polskim w przypadku znaczenia strony zwrotnej). Większość pochodnych tworzy się od czasowników przechodnich, natomiast same pochodne są bez wyjątku nieprzechodnie.
Przykładami pochodnych o sensie zwrotnym są m.in.: pestä (myć coś) → peseytyä (myć się), työntää (pchać coś) → työntyä (pchać/wpychać się), heittää (rzucać coś) → heittäytyä (rzucać się [np. na ziemię]), varustaa (wyposażać coś) → varastautua (wyposażać się).
Przykładami pochodnych o sensie automatycznym są m.in.: kaataa (przewracać coś) → kaatua (przewracać się), avata (otwierać coś) → avautua (otwierać się), murskata (miażdżyć coś) → murskaantua (ulec zmiażdżeniu [w efekcie czegoś]); również w sensie bardziej przenośnym nähdä (widzieć coś) → näkyä (pokazywać się/być widzianym). Wiele tak utworzonych pochodnych nadaje czasownikowi sens bierny, podobny do form strony biernej, jednak w przeciwieństwie do strony biernej ukrytym wykonawcą czynności nie musi być osoba ludzka.
Czasami pochodne tworzy się od czasowników nieprzechodnich, np. palella (marznąć) → paleltua (przemarznąć [przemrozić się]).
W przypadku braku pochodnej, lub w przypadku gdy pochodna ma sens automatyczny, sens zwrotny nadaje się czasownikowi przez połączenie formy podstawowej z formami zaimka zwrotnego itse, np. dla czasowników nie posiadających formy zwrotnej: myydä itsensä (sprzedawać się), tappaa itsensä (zabijać się [wyłącznie sens zwrotny!]); dla czasowników posiadających pochodną o znaczeniu automatycznym, np. avata itsensä (otwierać się [psychicznie, na jakieś poglądy itd.]). W przypadku czasowników o sensie automatycznym możliwe jest również połączenie czasownika z zaimkiem itse w inessiivi z sufiksem dzierżawczym 3. os. lp., co nadaje wyrażeniu sens „coś robi się samo z siebie” np. ikkuna avautuu itsestään (okno otwiera się samo z siebie).
Pochodne zwrotne/automatyczne powstające od pozostałych części mowy występują z większą liczbą końcówek, m.in.: -e-ta|-e-tä, -u-a|-y-ä, -utu-a|-yty-ä, -tu-a|-ty-ä, -Vntu-a|-Vnty-ä, -oitu-a|-öity-ä, -ntu-a|-nty-ä, -(i)ttu-a|-(i)tty-ä oraz -(i)stu-a|-(i)sty-ä. Znaczenie pochodnych można znowu podzielić na kilka grup:
| Podstawa           | Opis | Przykłady |
| ------------------ | --- | --- |
| Fakt/Produkt       | Oznaczają przejście do jakiejś postaci (najczęściej od rzeczowników) lub przejście do jakiegoś stanu (najczęściej od przymiotników). | kasa (kupa/sterta) → kasautua (zbierać się w kupy/sterty), puhdas (czysty) → puhdistua (oczyszczać się), hankala (kłopotliwy) → hankaloitua (stawać się trudniejszym), kylmä (zimny) → kylmentyä~kylmetä (oziębiać się), |
| Materiał/Zawartość | Oznaczają wytworzenie sobie jakiegoś składnika lub zaopatrzenie się w jakiś składnik.                                                | ase (broń) → (aseistaa) (zbroić kogoś) → aseistautua (uzbrajać się), velka (dług) → velkaantua (zadłużać się), metsä (las) → metsittyä (zarastać lasem), ruoste (rdza) → ruostua (rdzewieć)                              |
| Punkt docelowy     | Oznaczają zajmowanie jakiejś pozycji.                                                                                                | ranta (brzeg) → rantautua (schodzić na ląd/osiadać na brzegu), piilo (kryjówka) → piiloutua (kryć się), lähi- („blisko”) → lähentyä∼lähetä (zbliżać się)                                                                 |

Ogólnie cechą charakterystyczną większości końcówek pochodnych zwrotnych/automatycznych jest głoska u przed końcówką bezokolicznika, nie jest to jednak zasada absolutna.

##### Pochodne wyrażające czynności wielokrotne
Kolejna grupa form zawiera pochodne określające czynności ciągłe, powtarzalne i rozproszone. Przez czynności ciągłe należy rozumieć czynności trwające przez jakiś dłuższy czas i być może odznaczające się jakąś wewnętrzną struktukturą (np. zmienną intensywnością) w ramach tego czasu. Czynności powtarzalne oznaczają takie, które dana osoba powtarza wiele razy w jakimś określonym czasie. Przez czynności rozproszone należy rozumieć czynności wykonywane przez szereg czynników (osób, maszyn itp.) w tym samym miejscu i czasie.
Wszystkie trzy znaczenia wyrażają pochodne charakteryzujące się bardzo wieloma końcówkami: -el-la|-el-lä, -il-la|-il-lä, -itel-la|-itel-lä, -stel-la|-stel-lä, -skel-la|-skel-lä, -skennel-la|-skennel-lä, -i-a|-i-ä, -ksi-a|-ksi-ä, -hti-a|-hti-ä, -o-a|-ö-ä, -is-ta|-is-tä. Słowa z końcówkami zawierającymi fragment -(i/e)l-la|-(i/e)l-lä w większości mają sens wielokrotny. W przypadku pozostałych końcówek kluczem do właściwej interpretacji pochodnej jest znajomość wyrazu podstawowego – wiele słów z tymi końcówkami nie ma sensu wielokrotnego. Część końcówek występuje jedynie z rzeczownikami lub przymiotnikami.
Pochodne odczasownikowe o sensie wielokrotnym mogą powstawać od czasowników tak przechodnich jak i nieprzechodnich. Pochodna zachowuje się pod względem przechodniości tak samo jak wyraz podstawowy. Pochodne różnią się za to od wyrazów podstawowych w zakresie stopnia sugerowanej dokonaności – co do zasady sens pochodnych wielokrotnych jest niedokonany i jeżeli są przechodnie, to występują najczęściej z dopełnieniem w partitiivi. Sens dokonany można nadać im łącząc je z dopełnieniem w innym przypadku (według zasad), co podkreśla przede wszystkim czas, jaki dana czynność dokonana zajęła lub wypełniła. W przypadku czasowników nieprzechodnich ich znaczenie jest niedokonane o ile towarzyszące im okoliczniki nie sugerują, że czynność się zakończyła (sugestię taką może np. stanowić podanie czasu, przez jaki czynność trwała).
Do przykładów form pochodnych z tej grupy należą m.in.: muistaa (pamiętać) → muistella (wspominać), katsoa (patrzeć) → katsella (popatrywać/przeglądać), maalata (malować) → maalailla (malować [wielokrotnie]), ampua (strzelać) → ammuskella (strzelać [wielokrotnie]), hiipiä (skradać się) → hiiviskellä (skradać się [wielokrotnie, kręcić się gdzieś skrycie]), myydä (sprzedawać) → myyskennellä (sprzedawać [wielokrotnie]), hypätä (skoczyć/skakać) → hyppiä (skakać/podskakiwać), purra (ugryźć/gryźć) → pureksia (rozgryzać/żuć).
Pochodne od pozostałych części mowy to np. kirpeä (bolesny/przykry) → kirvellä ([boleć w sposób uporczywy]), kupla (bąbelek) → kuplia (pienić się), yskä (kaszel) → yskiä (kaszleć).
Wyróżniającą się grupę pochodnych stanowią pochodne określające sposób zwracania się do innych osób. Z nich najbardziej typowe to sinä (ty) → sinutella, te (wy) → teititellä, herra (pan) → herroitella (zwracać się per pan), neiti (panienka) → neiditellä (zwracać się per panienka); również od imion np. Liisa → liisoitella (mówić po imieniu, per Liisa); również w sensie pejoratywnym np. huora (dziwka) → huoritella (wyzywać od dziwek), ämmä (jędza) → ämmitellä (wyzywać od jędz).

##### Pochodne wyrażające czynności chwilowe
Kolejna grupa form zawiera pochodne określające rozpoczynanie czynności ciągłych lub wykonywanie czynności w sposób nagły, raptowny. Oba znaczenia wyrażają pochodne charakteryzujące się końcówkami -ahta-a|-ähtä-ä lub -ais-ta|-äis-tä.
Podobnie jak w wypadku pochodnych wielokrotnych, pochodna odczasownikowa dziedziczy przechodniość po wyrazie podstawowym. Sens ulega natomiast zmianie na bardziej dokonany i ograniczony czasowo.
W przypadku form podstawowych wyrażających czynności zdecydowanie ciągłe, pochodna oznacza najczęściej rozpoczęcie czynności lub jej bardzo krótki epizod, np. nukkua (spać) → nukahtaa (zasnąć/przysnąć), istua (siedzieć) → istahtaa (usiąść/przysiąść), potkia (kopać) → potkaista (kopnąć [raz]).
W pozostałych przypadkach, to znaczy w przypadku czynności, które same w sobie są lub mogą być chwilowe, pochodna sugeruje wykonanie czynności w sposób nagły, intensywny, np. kysyä ([za]pytać) → kysäistä (zapytać nagle/mimochodem), kääntyä (skręcić) → käännähtää (skręcić raptownie).
Pochodne od pozostałych części mowy to np. lemu (smród) → lemahtaa (zaśmierdzieć/zalecieć czymś), rohkea (śmiały) → rohkaista (ośmielić kogoś), sokea (ślepy) → sokaista (oślepić kogoś); wiele słów nie ma dobrze określonego słowa podstawowego np. ponkaista (poderwać się [z miejsca]), pamahtaa (huknąć).

##### Pochodne złożone
Niektóre czasowniki pochodne mogą posiadać jednocześnie cechy różnych pochodnych, co realizuje się przez łączenie odpowiednich końcówek.
Czasowniki pochodne od rzeczowników zachowują się pod tym względem tak samo jak zwykłe czasowniki, to znaczy tworzą dalsze pochodne w zależności od swoich właściwości (przechodniości itp.), np. tyhjä (pusty) → tyhjentää (opróżniać) → tyhjennellä (opróżniać wielokrotnie) oraz tyhjennyttää (sprawiać, że coś jest opróżniane).
Łączenie więcej niż jednej pochodnej odczasownikowej jest już mniej uniwersalne, niemniej i takich form występuje sporo, np. seista (stać) → seisahtaa (przystanąć) → seisahtua (zatrzymać się na chwilę) czy liikkua (poruszać się) → liikahtaa (poruszyć się) → liikahdella (poruszać się wielokrotnie).

##### Pochodne od nowych pojęć
Powyżej opisane grupy czasowników dotyczyły podziału istniejących czasowników na pewne podgrupy i mniej lub bardziej produktywnego ich tworzenia. Osobnym zagadnieniem jest sensu stricto słowotwórstwo czasowników, to znaczy powstawanie zupełnie nowych czasowników pochodzących od nowych pojęć lub słów niedawno zapożyczonych z innych języków. Tego typu zupełnie nowe formy powstają najczęściej w ramach czasowników typu 4. kończących się na -ta|-tä (tzw. czasowników ściśniętych), lub też czasowników typu 3. kończących się na -oi-da|-öi-dä.
Przykładami nowo powstałych czasowników typu 4. są m.in.: tekstata (wysyłać SMS/komunikować się poprzez SMS), skannata (skanować), faksata (faksować), klikata (klikać) czy startata (startować).
Przykładami nowo powstałych czasowników z końcówką -oi-da|-öi-dä są m.in.: operoida (operować), oksidoida (utleniać) czy digitoida~digitalisoida (digitalizować).
Od takich czasowników mogą powstawać dalsze pochodne, np. klikata (klikać) → klikkailla („poklikiwać”/klikać powtarzalnie).

#### Przysłówki pochodne
Przysłówki pochodne powstają z bardzo różnych części mowy. Możliwe jest wyróżnienie kilku sposobów ich powstawania:
- poprzez dołączenie charakterystycznej końcówki słowotwórczej, np. -stix, -ltix, -(i)tsex, -(i)ttain|-(i)ttäin, -salla|-sallä itd. np. nopeasti (szybko), pitkälti (przez długi czas) czy kotosalla (w pobliżu domu)
- poprzez dołączenie enklityki, w wyniku czego powstaje związek o znaczeniu odmiennym od wyrazu podstawowego, przy czym ta zmiana znaczenia nie musi zachodzić dokładnie po linii związanej z daną enklityką, np. ainakin (przynajmniej) czy jopa (nawet)
- poprzez leksykalizację formy odmienionej innej części mowy, np. oikeassa (∼ prawidłowo), lopulta (wreszcie/ostatecznie) czy pahoillaan (żałując); wszystkie te formy mają znaczenie idiomatyczne, zazwyczaj bliskie znaczeniu wprost sugerowanemu przez daną konstrukcję
- wreszcie istnieje grupa przysłówków pochodnych, w których można wyróżniać wyraz podstawowy i jakąś końcówkę (słowotwórczą lub przypadka), ale uległy już one zrośnięciu do tego stopnia, że w zasadzie wyraz jest niepodzielny i idiomatyczny, np. edes (nawet), enää (już), kaiketi (prawdopodobnie), peräti (aż), silti (pomimo tego), pian (niedługo), liian (zbyt/za bardzo) czy tuskin (∼ wątpliwie)

##### Końcówki słowotwórcze dla przysłówków
Końcówki słowotwórcze, dla których pochodne określają miejsce, stan lub sytuację najczęściej występują w trzech wariantach o znaczeniu statycznym „w miejscu” oraz dynamicznych „z miejsca” i „do miejsca”. Wiele pochodnych może występować wraz z czasownikiem olla (być), w znaczeniu analogicznym do polskiego „być jakimś” lub „być gdzieś”.
Część poniżej wymienionych form bywa klasyfikowana jako tzw. przypadki przysłówkowe, jednak normatywny podręcznik ISK nie wprowadza takiego pojęcia.
Wśród form tworzonych przez dodanie końcówki można wydzielić następujące grupy:
| Końcówki                                                                   | Opis | Przykłady |
| -------------------------------------------------------------------------- | --- | --- |
| -mpa-''\|-mpä- -impa-\|-impä- (wrostki)                                    | Wprowadzają szczątkowe stopnie wyższy i najwyższy niektórych wyrazów. Po wrostku dołącza się jedna z końcówek przypadka lub inna końcówka słowotwórcza (najczęściej -s). Formy występują tylko dla niektórych słów, a znowu dla tych słów tylko z niektórymi końcówkami. Znaczenie zależy od słowa podstawowego, ale zawsze zawiera sens odpowiednio „bardziej” i „najbardziej”. Wrostek zasadniczo nie jest produktywny. Końcówka podlega wymianie stóp mp → mm. | ete- („przed”) → edemmas (bardziej do przodu), ala- („dół”) → alempana (jako ten w niższej pozycji), alimpana (jako ten w najniższej pozycji), ranta (brzeg) → rannempana (jako ten bliżej brzegu), rannimpana (jako ten najbliżej brzegu), rannemmalla (bliżej przy brzegu), rannimmalla (najbliżej przy brzegu), rannemmas (bardziej w kierunku brzegu), syksy (jesień) → syksymmäksi ([zmiana na] bardziej jesienny), syksymmäs (później na jesień [np. przesunąć termin czegoś]) |
| -alla''\|-ällä -alta\|-ältä -alle\|-älle / -nnex                           | Określa położenie w danym miejscu, punkt początkowy ruchu lub jego punkt docelowy. W tym ostatnim przypadku część form występuje z alternatywną końcówką -nnex. Formy pochodne często są nieregularne – rdzeń może ulegać skróceniu lub też pomiędzy rdzeniem a końcówką mogą pojawiać się dodatkowe głoski. Końcówka dotyczy kilku form i jest nieproduktywna. | tämä (to) → täällä, täältä, tänne (tutaj/z/do), tuo (tamto) → tuolla, tuolta, tuonne (tam/z/do), muu (inny) → muualla, muualta, muualle (gdzie indziej/z/do), ala- („dół”) → alhaalla, alhaalta, alhaalle (na dole/z/do) |
| -oin''\|-öin -lloin\|-llöin -nnoin\|-nnöin -kkoin\|-kköin                  | Określa położenie w czasie. Końcówka dotyczy kilkunastu form i jest nieproduktywna. | tämä (to) → tällöin (wtedy), muu (inny) → muulloin (kiedy indziej), taka- („tył”) → taannoin (w niedalekiej przeszłości), pika- („szybko”) → piakkoin (w niedalekiej przyszłości), muinainen (dawny/zamierzchły) → muinoin (w zamierzchłych czasach/drzewiej) |
| -ten                                                                       | Określa sposób lub podkreśla wynikanie. Końcówka dotyczy kilkunastu form i jest nieproduktywna. | tämä (to) → täten (tak/niniejszym), muu (inny) → muuten (inaczej/w innym wypadku), sama- („to samo”) → samaten (tak samo/zarazem); czasami brak dobrze określonego wyrazu podstawowego np. kuitenkin (jednak/mimo tego), pot. väkisten (siłą/na siłę) |
| -s                                                                         | Określa ruch do danego miejsca lub w danym kierunku, czasami pochodna ma znaczenie przenośne. Końcówka jest raczej nieproduktywna, nowe formy mogą pojawiać się sporadycznie w miarę pojawiania się nowych pojęć, często w połączeniu z wrostkiem -mpa-\|-mpä-. | se (to) → siis (więc), ulko- ("zewnątrz") → ulos (na zewnątrz), ala- (dół) alas (w dół), taka- ("tył") → taas (ponownie); w połączeniu z wrostkiem -mpa-\|-mpä- np. ete- („przed”) → edemmas (bardziej w przód), ranta (brzeg) → rannemmas (bardziej w kierunku brzegu) |
| -stix -mmin -immin / -iten                                                 | Do grupy tej należą pochodne od przymiotników, imiesłowów, liczebników oraz niektórych rzeczowników. Pochodne od przymiotników podlegają dodatkowo stopniowaniu, przyjmując alternatywne końcówki stopnia wyższego oraz najwyższego. Końcówka jest produktywna dla przymiotników. Dla rzeczowników mogą powstawać nowe słowa pochodne od słów będących przekleństwami. Dla pozostałych części mowy jest nieproduktywna (formy dla liczebników spotyka się głównie dla liczb 2–9). Końcówka dołącza się często do form wyrazów pochodnych, np. do przymiotników pochodnych.                                                             | formy od liczebników np. kolme (trzy) → kolmesti (trzykrotnie); od przymiotników np. nopea (szybki) → nopeasti (szybko); od zaimków np. moni (wielu) → monesti (wiele razy); od rzeczowników np. piru (diabeł) → pirusti (diabelnie), leikki (zabawa) → leikisti (żartobliwie); dla stopni wyższych np. nopea (szybki) → nopeammin (szybciej), nopeimmin (najszybciej), heikko (słaby) → heikoimmin rzadziej heikoiten (najsłabiej), paha (zły) → pahiten rzadziej pahimmin (najgorzej) |
| -ltix                                                                      | Do grupy tej należą pochodne od przymiotników o znaczeniu co do zasady identycznym jak pochodne z końcówką -stix. Czasami występują subtelne różnice znaczenia. Końcówka nie jest produktywna. Pojawia się czasami w połączeniu z wrostkiem -mpa-\|-mpä-, co odpowiada stopniom wyższym przymiotnika. | pitkä (długi) → pitkälti (przez długi czas/odległość), paksu (gruby) → paksulti (grubą warstwą), liika (nadmierny) → liialti (nadmiernie); w połączeniu z wrostkiem -mpa-\|-mpä- np. suuri (duży) → suuremmalti, suurimmalti (w (naj)większym stopniu/w (naj)większej części) |
| -ti(x)                                                                     | Określa bycie pozbawionym czegoś. Końcówka dotyczy kilkunastu form i nie jest produktywna. Znaczenie bywa przenośne. Zwarcie krtaniowe na końcu występuje sporadycznie. | alkaa (zaczynać) → alati ([od] zawsze [dosł. bez początku]), huoli (zmartwienie/troska) → huoleti (beztrosko), ääni (głos/dźwięk) → ääneti (bezgłośnie) |
| -(i)tsex                                                                   | Określa ruch poprzez dane miejsce lub otoczenie, a pośrednio sposób poruszania się. Końcówka nie jest w pełni produktywna, ale nowe formy mogą pojawiać się w sensie niekonwencjonalnym lub w miarę pojawiania się nowych pojęć. Początkowe i występuje nieregularnie. | meri (morze) → meritse (przez morze/morzem/drogą morską), puhelin (telefon) → puhelimitse (przez telefon/telefonicznie), kirje (list) → kirjeitse (listownie), jää (lód) jäitse (po lodzie/przez lód), ohe- („obok”) → ohitse (przez obszar obok czegoś), taka- („tył”) → taitse (przez obszar za czymś), ala- („dół”) → alitse (przez obszar pod czymś) |
| -isin                                                                      | Pochodne od słów określających porę dnia, tygodnia, roku itp. określają występowania czegoś zawsze w określonym czasie lub okresie, najczęściej w ramach jakiegoś ustalonego harmonogramu. Drugą grupę pochodnych stanowią pochodne uczestniczące w określaniu źródła lub pochodzenia (najczęściej w połączeniu z nazwą źródła lub miejsca pochodzenia). Trzecią grupę stanowią inne wyrazy określające sposób wykonania czynności. Końcówka jest nieproduktywna. Do rdzenia wyrazu dołącza się czasami z pewnymi nieregularnościami. Najczęściej końcowe samogłoski rdzenia zachowują się jak przed i liczby mnogiej, ale nie zawsze. | od określeń czasowych np. yö (noc) → öisin (nocami/co noc), maanantai (poniedziałek) → maanantaisin (w poniedziałki), päivä (dzień) → päivisin (codziennie), kesä (lato) → kesäisin (latem [w sensie w każde lato]), ilta (popołudnie/wieczór) → iltaisin (wieczorami/co wieczór); w określeniach źródła lub pochodzenia np. koto (domostwo) → kotoisin jak w olla Puolasta kotoisin (pochodzić z Polski), podobnie np. alku (początek) → alkuisin, lähtö (wyjście) → lähtöisin; w określeniach sposobu np. taka- („tył”) → takaisin (z powrotem) też edestakaisin (tam i z powrotem [np. chodzić]), ylösalaisin (do góry nogami), kolme (trzy) → kolmisin (we trójkę), sattuma (przypadek) → sattumoisin (przypadkowo) |
| -(i)ttain''\|-(i)ttäin                                                     | Określa występowania czegoś w ilościach mierzonych jakąś miarą lub w rozproszeniu określanym przez wyraz podstawowy. Wiele słów ma sens przenośny, związany z grupowaniem, wskazujący podgrupy lub określający sposób położenia lub ruchu. Początkowe i występuje nieregularnie. Końcówka jest zasadniczo produktywna, choć tworzone ad hoc pochodne mają brzmienie niekonwencjonalne. | sata (sto) → sadoittain (setkami), päivä (dzień) → päivittäin (∼ we dnie/całymi dniami), kasa (kopa/sterta) → kasoittain (na kopy, kupami), paikka (miejsce) → paikoittain (miejscami [gdzieniegdzie]), aste (stopnień) → asteittain (stopniowo); w sensie podgrupy np. suomalainen (Fin) → suomalaisittain (∼ jeśli chodzi o Finów [spośród jakiejś grupy, np. wszystkich zawodników]/też: Fińskim sposobem); jako określenie sposobu położenia lub ruchu np. vino (krzywy) → vinottain (krzywo/ukośnie), sivu (strona) → sivuttain (po bokach/na boki), poikki (poprzez) → poikittain (poprzecznie/w poprzek), pitkin (wzdłuż) → pitkittäin (podłużnie); bardziej niekonwencjonalnie np. sanko (wiadro) → sangoittain (wiadrami/na wiadra) jak np. w ogłoszeniu Lakkaa edullisesti sangoittain (Moroszka korzystnie na wiadra). |
| -(i)kkain''\|-(i)kkäin -(i)tusten\|-(i)tysten -(i)tuksin\|-(i)tyksin       | Określa wzajemne położenie przedmiotów, najczęściej względem jakiejś symetrii, często związanej z częścią ciała. Pomiędzy końcówkami nie ma różnicy w znaczeniu, do tego często synonimem tych form jest forma z końcówką -(i)ttain\|-(i)ttäin. Końcówka nie jest produktywna, co najwyżej pojawiają się czasami niekonwencjonalne neologizmy od nazw części ciała, od których pochodnych nie tworzy się często. | vieri (bok) → vierekkäin (bok w bok), rinta (pierś) → rinnakkain (pierś w pierś [przen. ramię przy ramieniu]), kasvot (twarz) → kasvokkain∼kasvotusten (twarzą w twarz), selkä → seläkkäin∼selikkäin∼selätysten∼selätyksin (plecami do siebie), też ∼selittäin |
| -ksissa(an)''\|-ksissä(än) -ksista(an)\|-ksistä(än) -ksiin(sa)\|-ksiin(sä) | Określa bycie w stanie spowodowanym jakąś czynnością. Końcówka nie jest zbyt produktywna, utarte konwencjonalne formy występują tylko dla kilkudziesięciu czasowników podstawowych. Czasami dołączany jest sufiks dzierżawczy, co nie zmienia sensu wypowiedzi. Wariant -ksista(an)\|-ksistä(än) występuje zdecydowanie rzadziej niż pozostałe. | uupua (męczyć się [tracić siły]) → uuvuksissa(an) (w stanie [znacznego] zmęczenia), juopua (upijać się) → juovuksissa(an) (w stanie [znacznego] upojenia alkoholowego), eksyä (zgubić się) → eksyksissä(än) (w stanie zagubienia), kadota (znikać/ginąć) → kadoksissa(an) (w stanie zaginięcia) |
| -eilla(an)''\|-eillä(än) -eilta\|-eiltä -eillex                            | Określa bycie w trakcie jakiejś czynności lub w trakcie bycia poddawanym jakiejś czynności. Występuje głównie razem z czasownikiem olla (być). Końcówka zasadniczo nie jest produktywna, często przyłącza się do rdzeni czasowników w nietypowy sposób. Z rzadka występuje z sufiksem dzierżawczym. | herätä (budzić się) → (olla) hereillä ([być] „na nogach”/nie spać), valvoa (czuwać) → (olla) valveilla (∼ czuwać), tehdä (robić) → (olla) tekeillä ([być] w trakcie „bycia robionym”), mennä (iść) → (olla) meneillä(än) (dosł. być w trakcie) |
| -eissa''\|-eissä -eista\|-eistä -eisiin                                    | Stanowi wariant powyższej końcówki mający zastosowanie do bardzo małej liczby słów o niepewnym pochodzeniu. | kateissa (w stanie zagubienia), pukeissa (w stanie bycia [przyzwoicie] odzianym) |
| -salla''\|-sällä\|-salta\|-sältä\|-sallex\|-sällex                         | Określa bycie obecnym w okolicach czegoś lub bycie w trakcie czegoś. Końcówka jest nieproduktywna i ma zastosowanie w kilku pochodnych. | koto (domostwo) → kotosalla (w domu [w sensie: dostępnym]), näkö (wygląd) → näkösällä (na widoku), ulko- („zewnątrz”) → ulkosalla (na zewnątrz), pako (ucieczka) → pakosalla (w trakcie ucieczki) |
| -silla(an)''\|-sillä(än) -silta(an)\|-siltä(än) -sillex(en)                | Określa bycie w jakimś stanie lub w trakcie jakiejś grupowo wykonywanej czynności, najczęściej gry lub zabawy. Dotyczy najczęściej ludzi, ewentualnie zwierząt. Z sufiksem dzierżawczym występuje najczęściej z częściami ubioru, kiedy to oznacza bycie ubranym „tylko w to coś” lub z częściami ciała, kiedy to oznacza, że dana część ciała pozostaje naga/odkryta. Końcówka nie jest produktywna, występuje w kilkudziesięciu pochodnych. | juttu (sprawa/temat [np. rozmowy]) → (olla) juttusilla (plotkować/[być] na plotach), kilpailla (ścigać się) → (olla) kilpasilla (∼ prześcigać się), (olla) lumisotasilla (bawić się w śnieżki), (olla) piilosilla (bawić się w chowanego), (olla) sokkosilla (bawić się w ciuciubabkę); z sufiksem dzierżawczym np. housusillaan (w samych spodniach), yöpaitasillaan (tylko w nocnej koszuli); od części ciała np. rintasillaan (z gołą piersią/klatą), muna (jajko) → munasillaan (odp. polskiemu „z gołym tyłkiem” [dot. mężczyzn]) |
| -(m)ma''\|-(m)mä                                                           | Grupa zawiera jedynie trzy słowa o znaczeniu analogicznym do polskiego „podobno”. | nähdä (widzieć) → näemmä (podobno/najwidoczniej), kuulla (słyszeć) → kuulemma∼kuulema (podobno/jak się słyszy), tietää (wiedzieć) → tiemmä (podobno/jak wiadomo) |

## Składnia
W języku fińskim, podobnie jak w języku polskim, występują zdania proste i złożone, a wśród zdań złożonych wyróżnia się zdania złożone podrzędnie oraz współrzędnie. Występują równoważniki zdania podrzędnego, w których zdanie podrzędne zostaje zastąpione konstrukcją z użyciem imiesłowu lub bezokolicznika.
Przeważającym szykiem zdania fińskiego jest podmiot – orzeczenie – dopełnienie, co w językoznawstwie określa się jako język SVO (ang. subject – verb – object). Podmiot i dopełnienie zwykle przyjmują w zdaniu różne przypadki, przez co ich rozróżnienie jest możliwe, a dzięki temu szyk może z reguły zostać zmieniony. Zmiana szyku często służy do wyrażania subtelniejszych aspektów przekazu. W wątpliwych wypadkach znaczenie zdania oddaje akcent zdaniowy i intonacja. Nowe informacje pojawiają się zwykle na końcu zdania.
Kategoria podmiotu i dopełnienia nie są tak wyraźne jak w językach indoeuropejskich zwłaszcza językach pozycyjnych, jego sytuacja przypomina trochę pozycję podmiotu w języku polskim.

### Podmiot
Podmiot zdania może stać w przypadku nominatiivi (→) lub w partitiivi (→), rzadziej w genetiivi (→). Występują też zdania z podmiotem domyślnym oraz bezpodmiotowe.
Podstawowym typem podmiotu jest tzw. podmiot zwyczajny (fin. perussubjekti), stojący zawsze w nominatiivi i wywołujący kongruencję formy czasownika, np. tyttö näki kissan (dziewczynka zobaczyła kota), [minä] olin syömässä omenaa (jadłem jabłko).
Drugim często spotykanym typem podmiotu jest tzw. podmiot egzystencjalny (fin. eksistentiaalisubjekti), występujący przede wszystkim w zdaniach egzystencjalnych (por. ang. there is/are, franc. il y a, niem. es gibt), ale nie tylko. Podmiot egzystencjalny występuje w partitiivi (częściej) lub w nominatiivi (rzadziej). W odróżnieniu od podmiotu zwyczajnego nigdy nie wywołuje kongruencji czasownika, który stoi zawsze w 3. os. lp. Występuje zazwyczaj po czasowniku i nie implikuje konkretnego rezultatu czynności, np. lasissa on olutta (w szklance jest piwo [jakaś ilość]), pihalla juoksee poikia (po podwórku biegają [jacyś] chłopcy), tietä pitkin kulkee ihmisiä ja autoja (drogę przemierzają ludzie i samochody [wciąż, bez istotnego rezultatu]), z nominatiivi np. pöydässä oli jo lautaset ja lasit (na stole były już talerze i szklanki [był nakryty odpowiednio]).
Trzecim, rzadziej spotykanym typem podmiotu jest tzw. podmiot dopełniaczowy (fin. genetiivisubjekti). W wypadku podmiotu dopełniaczowego również nie występuje kongruencja. Czasownik dotyczący podmiotu występuje w 3. os. lp. albo w formie bezosobowej. Do zdań z takim podmiotem należą:
- zdania wyrażające powinność, konieczność, itp., np. sinun täytyy tehdä se (musisz to zrobić), sinun kannattaa nyt mennä (lepiej żebyś już poszedł), sinun on pakko tulla (musisz przyjść), minun pitää ostaa se (powinienem to kupić)
- niektóre zdania wyrażające odczucia, np. minun on nälkä (jestem głodny), hänen tuli kylmä (zrobiło mu/jej się zimno)
- zdania z konstrukcją z bezokolicznikiem lub imiesłowem, np. Luulisin sinun tulevan ⇔ Luulisin, että sinä tulet (myślałem, że przyjdziesz), minun kuoltuani te lähdette pois täältä ⇔ kun minä olen kuollut, te lähdette pois täältä (gdy już umrę, odejdziecie stąd), annan sinun ostaa se (pozwolę ci to kupić), tämä on Helmin ostama kirja ⇔ tämä on kirja, jonka Helmi osti (to jest książka, którą kupiła Helmi).

Zdania bezosobowe, wyrażane w języku polskim bezpodmiotowo (por. ang. it is raining, franc. il pleut), w języku fińskim są bezpodmiotowe, np. ulkona sataa lunta (na dworze pada śnieg). Innym przykładem zdań pozbawionych widocznego podmiotu są zdania w stronie biernej, np. ostettiin talo (kupiono dom).
Wreszcie pozostają zdania, w których pojęcie podmiotu rozmywa się do pewnego stopnia, tak że typowe role i cechy podmiotu rozkładają się na dwa różne składniki zdania, lub mogą nakładać się na rolę dopełnienia. Wywodząc rozumowanie z różnych równie uprawnionych obserwacji dochodzi się do różnych, czasami sprzecznych wniosków. Pojęcie podmiotu niekoniecznie więc da się w analizie języka fińskiego stosować ściśle. Niniejszy artykuł opisuje tylko najważniejsze zjawiska zgodnie z podejściem przyjętym w podręczniku ISK, ale historycznie proponowano też inne podejścia.

### Dopełnienie
Dopełnienie (bliższe) zdania może wystąpić w wielu różnych przypadkach, zależnie od okoliczności. Najczęściej występuje w jednym z 4 przypadków gramatycznych, tj. w nominatiivi (→), genetiivi (→), partitiivi (→) lub t-akkusatiivi (→).
W zdaniach o sensie twierdzącym forma dopełnienia może subtelnie modyfikować sens wypowiedzi. Przykładowo może pomagać rozróżniać następujące cechy sytuacji:
- czy czynność jest w toku (ew. wykonywana habitualnie), czy też mowa jest o przyszłości, np. juon kahvia (piję kawę [teraz, lub w ogóle]) wobec juon kahvin (wypiję kawę); w języku polskim taką różnicę oddaje się przy użyciu czasu przyszłego
- czy czynność dotyczy określonej ilości (całej, znanej), czy też nieznanej lub nieistotnej dla przekazu, np. hän antoi minulle kahvia (dał mi kawy [ileś]) wobec hän antoi minulle kahvin (dał mi kawę [całą, tę o której była mowa, itp.]); w języku polskim niekiedy podobne relacje oddaje konstrukcja genetivus partitivus (dopełniacz cząstkowy)
- czy wypowiedź ma aspekt dokonany czy nie, np. mies ampui hirveä (mężczyzna strzelał do łosia [z nieznanym skutkiem]) wobec mies ampui hirven (mężczyzna zastrzelił łosia); w języku polskim taką różnicę oddaje się używając odpowiedniego czasownika – dokonanego lub niedokonanego

W zdaniach o sensie przeczącym różnice te zanikają, ponieważ dopełnienie może stać jedynie w partitiivi. Podobnie jest w wypadku czasowników, które rządzą jakimś przypadkiem.

#### Zasady doboru formy dopełnienia
Pierwszą kwestią, którą należy rozpatrzyć przy doborze formy, jest istnienie bądź nieistnienie związku rządu dla danego czasownika (→). Jeżeli czasownik rządzi jakimś przypadkiem, to niezależnie od innych uwarunkowań dopełnienie musi stać w tym przypadku, np. dla czasownika pitää (lubić) rządzącego przypadkiem elatiivi (→) mamy pidän hänestä (lubię go) oraz en pidä hänestä (nie lubię go).
Jeżeli czasownik nie rządzi żadnym przypadkiem, to kolejną kwestią do rozważenia jest to, czy mamy do czynienia z tzw. dopełnieniem cząstkowym (fin. partitiiviobjekti lub osaobjekti), które stoi zawsze w partitiivi (→). Jest tak gdy:
- zdanie ma sens przeczący – zazwyczaj oznacza to zaprzeczenia czasownika, ale nie tylko, np. minulla ei ole autoa (nie mam samochodu), minua ei ole nähty (nie zostałem zobaczony), tuskin tarvitsemme uutta autoa (raczej nie potrzebujemy nowego samochodu)
- czasownik należy do grupy czasowników preferujących partitiivi (fin. rajapakoiset verbit, też po prostu partitiiviverbit) i nie występuje z dodatkowym okolicznikiem skutku; do czasowników takich zalicza się czasowniki wyrażające m.in. uczucia, np. rakastaa (kochać) lub inhota (nie cierpieć), czasowniki wyrażające czynności intelektualne, np. ajatella (myśleć) czy ehdottaa (proponować), czasowniki wyrażające cykliczne wprawianie czegoś w ruch, np. heiluttaa (machać czymś) i inne. Przykładowo rakastan sinua (kocham cię), huomenna ehdotan aselepoa (jutro zaproponuję zawieszenie broni), heilutin lippua (machałem flagą). Dla porównania w zdaniu z okolicznikiem skutku dopełnienie pojawia się w innych przypadkach, np. rakastan sinut kuoliaaksi („zakocham cię na śmierć”) czy heilutin lipun riekaleeksi (machałem flagą aż była w strzępach)

oraz, jeśli dopełnienie nie zawiera liczebnika, również gdy:
- rzeczownik jest niepoliczalny, ilość/liczba nieokreślona, tożsamość nieokreślona, czynność powtarzana nieokreśloną liczbę razy, itp., np. anna minulle kahvia! (daj mi kawy! [jakąś ilość, jakiejś kawy]), ensi vuonna istutan sinne puita (w przyszłym roku posadzę tam drzewa [drzew – jakąś liczbę, jakichś drzew]); dla porównania gdy warunki te nie są spełnione, to dopełnienie pojawia się w innych przypadkach, np. anna minulle se kahvi (daj mi tę kawę! [o której była mowa]), ensi vuonna istutan puut sinne (w przyszłym roku posadzę drzewa tam [określone drzewa]) – por. też ang. I'm going to plant trees over there vs. I'm going to plant the trees over there
- czynność lub proces jest w toku, np. luen sitä kirjaa (czytam [teraz] tę książkę]); dla porównania gdy czynność jest zaplanowana na przyszłość, to dopełnienie pojawia się w innych przypadkach, np. luen sen kirjan (przeczytam [kiedyś] tę książkę)
- czynność nie doprowadziła bądź nie ma doprowadzić do rezultatu, np. olen lukenut sitä kirjaa (czytałem tę książkę [jakiś czas, ale jeszcze nie skończyłem]), aion lukea sitä kirjaa (zamierzam czytać tę książkę [ale niekoniecznie do końca]); dla porównania gdy czynność jest dokonana, to dopełnienie pojawia się w innych przypadkach, np. luin sen kirjan (przeczytałem tę książkę [całą]), aion lukea sen kirjan (zamierzam przeczytać tę książkę [całą])

Gdy dopełnienie zawiera liczebnik, to stoi on w partitiivi w zdaniach o sensie przeczącym oraz w zdaniach z czasownikami preferującymi partitiivi, np. en näe kahta tyttöä (nie widzę dwóch dziewczynek), rakastan kahta naista (kocham dwie kobiety). W pozostałych zdaniach liczbnik stoi w nominatiivi, np. näen kaksi tyttöä (widzę dwie dziewczynki), montako kilometria juoksit? Juoksin kolme (ile kilometrów (prze)biegłeś? (Prze)biegłem trzy [do końca lub nie]). Analogicznie rzecz ma się z liczbnikami w lm., np. ostin kahdet sukat (kupiłem dwie pary skarpet), en ostanut kaksia sukkia (nie kupiłem dwóch par skarpet).
W pozostałych wypadkach mamy do czynienia z tzw. dopełnieniem totalnym (całkowitym, fin. totaaliobjekti) i stoi ono w jednym z 3 pozostałych przypadków.
Dla zaimków osobowych tj. minä (ja) oraz zaimka pytajnego kuka? (kto?) dopełnienie totalne stoi zawsze w t-akkusatiivi (→), np. kenet aiot kutsua mukaan? (kogo zamierzasz zaprosić?), minut on nähty (zostałem zobaczony).
Dla pozostałych słów, w lp. dopełnienie totalne stoi w nominatiivi, gdy zdanie nie zawiera podmiotu w nominatiivi (w tym domyślnego!), w tym w szczególności gdy:
- czasownik występuje w stronie biernej, np. auto varastettiin yöllä (samochód skradziono w nocy)
- czasownik występuje w trybie rozkazującym, poza 3. os., np. osta auto! (kup samochód!)
- zdanie zawiera jedną z wybranych konstrukcji z podmiotem dopełniaczowym, np. minun täytyy ostaa kirja (muszę/powinienem kupić książkę), kirja on pakko ostaa (książka musi być kupiona), meidän on ostettava kirja (musimy kupić książkę), meidän olisi pitänyt ostaa kirja (powinniśmy byli kupić książkę), minun on nälkä (jestem głodny); wciąż dotyczy to tylko tych zdań, które nie zawierają podmiotu w nominatiivi – w grę wchodzi więc podzbiór wszystkich możliwych zdań z podmiotem dopełniaczowym
- zdanie zawiera jedną z konstrukcji typu meillä on aikaa tehdä se (mamy czas to zrobić), on parasta ostaa lippu etukäteen (najlepiej kupić bilet wcześniej)

W pozostałych wypadkach w lp. dopełnienie totalne stoi w genetiivi, np. ostin auton (kupiłem samochód), Pekka ostakoon suuremman asunnon! (niech Pekka kupi większe mieszkanie!), kuulin Pekan ostaneen asunnon (słyszałem, że Pekka kupił mieszkanie).
W lm. dopełnienie totalne stoi w nominatiivi lm., np. ostin autot (kupiłem samochody), autot varastettiin yöllä (samochody skradziono w nocy), meidän on ostettava ne kirjat (musimy kupić te książki), osta kirjat! (kup książki!), itd.

### Związki rządu
W języku fińskim występuje wiele związków rządu (in. rekcji, fin. rektio) pomiędzy orzeczeniem (czasownikiem) a pozostałymi częściami zdania. Pewne czasowniki wymuszają na dopełnieniu lub okoliczniku przyjęcie określonego przypadka (bądź też jednego z grupy przypadków). Związków takich jest zbyt wiele by wymienić jest tu wszystkie.
Typowym przykładem czasowników wymuszających przypadek na dopełnieniu są wspomiane już powyżej czasowniki pitää oraz tykätä (lubić), wymagające przypadka elatiivi (→), np. pidän sinusta (lubię cię), tykkään mansikoista (lubię truskawki), a w przeczeniach, np. en tykkää mansikoista (nie lubię truskawek).
Znacznie więcej jest związków rządu z udziałem innych części zdania niż dopełnienie. Przykładowo czasowniki rakastua (zakochać się), tottua (przyzwyczajać się), czy luottaa (ufać komuś) wymagają przypadka illatiivi (→), np. rakastuin sinuun (zakochałem się w tobie), totuin asumaan yksin (przyzwyczaiłem się do mieszkania samemu), Helmiin ei voi luottaa (Helmi nie można ufać). Czasowniki takie jak tarttua ([chwycić]) występują z illatiivi (→) w znaczeniu „chwycić [za] coś”, np. tartuin aseeseen (chwyciłem [za] broń), a z elatiivi (→) w znaczeniu „chwycić coś za coś”, np. tartuin isääni kädestä (chwyciłem ojca za rękę). Czasownik pysyä (pozostawać [kimś]) wymaga essiivi (→), np. et pysy ikuisesti nuorena (nie będziesz wiecznie młody). Czasownik antaa (pozwalać na coś) wymaga genetiivi (→), np. anna minun mennä kotiin! (pozwól mi iść do domu). Związków takich jest bardzo wiele.
Wyróżniającą się grupę stanowią czasowniki określające odczucia, tj. näyttää (wyglądać), kuulostaa (brzmieć), tuoksua (pachnieć), haista (śmierdzieć), maistua (smakować), tuntua (przybl. być odczuwanym, wydawać się). Czasowniki te wymagają okolicznika w ablatiivi (→) lub allatiivi (→), np. tämä maistuu hyvältä~hyvälle (to dobrze smakuje), täällä haisee mädältä ruualta~mädälle ruualle (tu śmierdzi zgniłym jedzeniem), se tuntuu oudolta~oudolle (to sprawia dziwne wrażenie), również z imiesłowami, np. kuulostat väsyneeltä(~väsyneelle) (brzmisz jakbyś był zmęczony); Wybór przypadka spośród tych dwóch nie ma wpływu na znaczenie, ale wyrażenia z ablatiivi są często "bezpieczniejsze" w sensie unikania nieporozumień, por. np. maissi maistuu possulle (kukurydza smakuje jak wieprzowina albo kukurydza smakuje świni); zwłaszcza z imiesłowami ?näytät väsyneelle... mogłoby znaczyć „pokazujesz [komuś] zmęczonemu [coś?]”, itd.
Innym wartym wspomnienia zjawiskiem jest skłonność wielu czasowników do wymuszania dynamicznych przypadków lokalnych, tj. elatiivi (→), illatiivi (→), ablatiivi (→) oraz allatiivi (→) tam, gdzie w innych językach (angielskim, polskim) występuje konstrukcja statyczna „w” lub „na”. I tak przykładowo przedmioty znajduje się w j. fińskim nie „gdzieś”, tylko „skądś”, np. löysin avaimet kaapista/kadulta (znalazłem klucze w szafie/na ulicy). Z drugiej strony przykładowo budynki buduje się nie „gdzieś”, tylko „w gdzieś”, np. rakensin talon metsään/saarelle (zbudowałem dom w lesie/na wyspie). Większość czasowników, których znaczenie zawiera pierwiastek usunięcia czegoś skądś lub umieszczenia czegoś gdzieś, zachowuje się w ten sposób.
Związki rządu występują też dla innych części mowy niż czasowniki, np. pewne przymiotniki wymagają przydawki w genetiivi, np. saman pituinen (tej samej długości) czy hyvän näköinen (dobrze wyglądający). Podobnie zachowuje się większość poimków, a innego typu związki mogą występować również dla rzeczowników i przysłówków.

### Typy zdań prostych
Podstawowymi typami zdań prostych są:
- zdania z czasownikiem przechodnim, np. [sinä]podm.syötorz.leipäädop. ([ty] jesz chleb)
- zdania z czasownikiem nieprzechodnim, np. [sinä]podm.puhutorz. ([ty] mówisz)
- zdania z łącznikiem (kopulą), np. [sinä]podm.oletkop.kaunisorzeczn. ([ty] jesteś piękny/piękna)

Dodatkowo wyróżnia się szereg szczególnych typów zdań. Rozkład tych zdań może być często problematyczny bądź niejednoznaczny.

#### Zdania egzystencjalne
W zdaniach egzystencjalnych występuje najczęściej czasowni olla (być), rzadziej inne wyrażające istnienie lub pojawianie się tj. tulla (dosł. przyjść), ilmestyä (pojawić się), itp., np. täällä on saari (tu jest wyspa), laatikossa on sukat (w szufladzie są skarpetki), paitaan tuli reikä (w koszuli zrobiła się dziura). Charakterystyczną cechą zdań egzystencjalnych jest możliwość wystąpienia podmiotu w partitiivi, np. tässä on vettä (tu jest woda); por. talossa on puhdas hanavesi (w domu jest czysta woda w kranie) – tu zmiana na partitiivi zmieniłaby zdanie na egzystencjalne, ale jednocześnie sens na taki, że w domu gdzieś jest jakaś ilość czystej kranówki, np. w butelce.
W zaprzeczonym zdaniu egzystencjalnym podmiot stoi w partitiivi, np. taskussa ei ole kynää (w kieszeni nie ma długopisu), chyba że zdanie dotyczy korekty nazwy lub tożsamości podmiotu, np. taskussa ei ole kynä vaan sivellin (w kieszeni jest nie długopis tylko pędzel).

#### Zdania wyrażające posiadanie
W języku fińskim nie istnieje czasownik „mieć”. W celu oddania relacji posiadania używa się konstrukcji, w skład której wchodzi 3. os. lp. czasownika olla (być) i osoba posiadacza w postaci zaimka osobowego lub rzeczownika w przypadku adesiivi (→), np. minulla on auto (mam samochód [dosł. na/przy mnie jest samochód]), Karilla on monta ystävää (Kari ma wielu przyjaciół). W zdaniach takich posiadacz zajmuje pozycję typową dla podmiotu, zaś obiekt posiadany formę typową dla podmiotu. Szyk zdania nie jest zupełnie swobodny, por. minulla on avaimet (mam klucze) vs. avaimet ovat minulla (klucze są u mnie [klucze mam tymczasowo ja]), jednak może być zmieniony w celu położenia nacisku, np. oma autokin minulla on (mam też własny samochód).

#### Inne szczególne typy zdań
Inne szczególne typy zdań prostych to m.in.:
- zdania wyrażające zjawiska, np. puhkesi sota (wybuchła wojna)
- zdania wyrażające stany, np. talossa haisee (w domu śmierdzi), nyt on talvi (teraz jest zima), w szczególności stany pogody, np. ulkona sataa lunta (na dworze pada śnieg)
- zdania wyrażające przemianę/rezultat, np. minusta tulee lääkäri (zostanę lekarzem), tämä tekee minusta rikkaan (to zrobi ze mnie bogatego)

#### Zdania proste w relacjach
W przypadku podstawowych typów zdań w relacjach występuje podmiot dopełniaczowy, np. Helmi sanoo sinun syövän leipaa/laulavan/olevan kaunis (Helmi mówi, że jesz chleb/śpiewasz/jesteś piękny/piękna).
W przypadku typów szczególnych zachowywana jest forma narzucana przez daną konstrukcję, np. Helmi sanoo sinulla olevan kissa (Helmi mówi, że masz kota); por. Helmi sanoo sinun olevan kissa (Helmi mówi, że jesteś kotem). Podobnie np., Helmi luulee tässä olevan ruokaa (Helmi myśli, że tu jest jedzenie), Helmi kertoi sinusta tulevan lääkäri (Helmi powiedziała, że będzie z ciebie lekarz), kerroin minua pelottavan (powiedziałem, że się boję), tajusin ulkona satavan (zdałem sobie sprawę, że na zewnątrz pada), itd.

#### Nollapersoona
Termin nollapersoona (osoba zerowa) odnosi się do możliwych w języku fińskim konstrukcji uogólniających, osiąganych przez specyficzną składnię zdania. Nazwa jest aluzją do odmiany czasownika w 3 osobach, jednak zjawisko to jest wyłącznie zjawiskiem składniowym, nie wymagającym nowych form morfologicznych.
Wypowiedzi w nollapersoona odnoszą się do dowolnej osoby (czy też przestawiane są jako dowolnej osoby dotyczące), często w szczególności do mówiącego lub odbiorcy, a przy tym dotyczą tej dowolnej osoby indywidualnie.
Zdania takie zawierają najczęściej czasownik w 3. os. lp. przy braku identyfikowalnego tematu wypowiedzi. Najczęściej oznacza to po prostu brak podmiotu, np. tuosta saa hyvää ruokaa! (tam można dostać dobre jedzenie! [np. o straganie na ulicy]), täällä ei saa tupakoida (tu nie wolno palić), junalla ei pääse Inariin (pociągiem nie można dojechać do Inari). W innych wypadkach zdanie może zawierać nominalny podmiot, np. täällä jäätyy sormet (tu marzną palce), a w jeszcze innych brakującym elementem może być dopełnienie, np. kahvi herättää (kawa rozbudza). Rzadziej (głównie w języku mówionym) wypowiedź uogólniającą wprowadza 2. os. lp., np. jos sinä teet aina samaa, niin sen myös osaat (jak zawsze robisz to samo, to to umiesz); czy zdanie takie jest zdaniem uogólniającym zależy już od kontekstu.
Uogólnienia z nollapersoona różnią się od zastosowań strony biernej, np. avaruudessa ei voi hengittää (w próżni nie da się oddychać) wyraża pewną ogólną prawdę dotyczącą indywidualnie każdego, kto ewentualnie znalezłby się w próżni, podczas gdy konstrukcja w stronie biernej avaruudessa ei voida hengittää sugeruje, że jakaś określona grupa osób znajduje się obecnie w próżni.

### Szyk w zdaniu
Poprzez zmianę szyku zdania możliwe jest formowanie informacji w sposób bardziej konkretny oraz kładzenie nacisku na jej poszczególne części składowe. Szykiem neutralnym jest w zdaniach twierdzących szyk podmiot – orzeczenie – dopełnienie lub dopełnienie – orzeczenie – podmiot, to znaczy taki, w którym orzeczenie znajduje się pośrodku. Na początku stawia się wyraz lepiej określony, często wcześniej wspomniany, np.
- Koira puri miestä – Pies ugryzł (jakiegoś mniej określonego) mężczyznę
- Miestä puri koira – Mężczyznę ugryzł (jakiś mniej określony) pies

W przypadku potrzeby położenia nacisku na którąś część zdania, czasownik ulega wyprowadzeniu z pozycji pomiędzy podmiotem a dopełnieniem a wyraz akcentowany odsuwa się od niego jak najdalej:
- Miestä koira puri – Mężczyznę pies ugryzł (a nie kobietę)
- Koira miestä puri – Pies mężczyznę ugryzł (a nie np. kot)

Dodatkowo wątpliwości może rozwiewać intonacja oraz użycie enklityk, zwłaszcza -han|-hän:
- Miestähän koira puri – Przecież mężczyznę pies ugryzł (nie mówcie, że kobietę)
- Koirahan miestä puri – Przecież pies mężczyznę ugryzł (nie mówcie, że np. kot)
- Purihan koira miestä – Przecież pies ugryzł mężczyznę (nie mówcie, że nie gryzie)
- Purihan miestä koira – Przecież mężczyznę ugryzł pies (nie mówcie, że mężczyzna nie doznał uszczerbku)

### Pytania
W pytaniach o rozstrzygnięcie, wyraz o który zadawane jest pytanie, stoi na początku zdania, wzmocniony enklityką -ko/-kö. Najczęściej wyrazem tym jest czasownik (orzeczenie zdania), co odpowiada pytaniu o to, czy dana czynność zajdzie czy nie, np.:
- Tuleeko Anna kesällä? – Czy Anna przyjedzie latem?

Pytanie może też jednak dotyczyć podmiotu, dopełnienia lub okoliczników. W takim wypadku zmianie ulega szyk zdania, oraz lokalizacja enklityki pytającej, np.:
- Annako tulee kesällä? – Czy to Anna przyjedzie latem?
- Kesälläkö Anna tulee? – Czy to latem Anna przyjedzie? (czy kiedy indziej?)

Przy odpowiedzi na pytanie o rozstrzygnięcie, w wypadku odpowiedzi twierdzącej powtarza się czasownik pytający, w przypadku przeczenia – czasownik przeczący z odpowiednią formą pochodzącą od czasownika, np.:
- Tuleeko Anna talvella? (Czy Anna przyjedzie zimą?) – Tulee. (Przyjedzie) Ei tule. (Nie przyjedzie).

W pytaniach wymagających odpowiedzi opisowych używa się zaimków pytających, do których nie dodaje się enklityki pytającej (specyficznym wyjątkiem są pytania zadawane w tonie ironicznym, jest to jednak przypadek szczególny, w którym nie mamy do czynienia z rzeczywistym pytaniem).
- Kuka tulee kesällä? (Kto przyjedzie latem?) – Anna. (Anna) lub Anna tulee. (Anna przyjedzie), albo też Ei kukaan. (Nikt) lub Ei kukaan tule. (Nikt nie przyjedzie).

Obie formy pytań mogą też zostać połączone, np.:
- Kuka tulee kesällä? Annako? (Kto przyjedzie latem? Anna?)

Pytania mogą również przyjmować formę omowną bądź ukrytą (eliptyczną).

### Zdania złożone
W języku fińskim występują podobnie jak w polskim zdania złożone, w tym współrzędnie i podrzędnie złożone. W większości przypadków części zdania złożonego łączy spójnik.
Przecinek pojawia się:
- pomiędzy składnikami zdań złożonych podrzędnie
- pomiędzy składnikami zdań złożonych współrzędnie jeśli nie współdzielą one żadnej części zdania
- jeśli pomiędzy składnikami brak spójnika

Przykłady zdań złożonych to:
- zdanie współrzędnie złożone, brak przecinka (współdzielony podmiot), np. minä söin pullan ja join kahvin (zjadłem drożdżówkę i wypiłem kawę), [me] voimme joko mennä leffaan tai jääda kotiin katsomaan telkkaria (możemy iść do kina albo zostać w domu i oglądać TV)
- zdanie wzpółrzędnie złożone, brak przecinka (współdzielone dopełnienie), np. hän rakastaa Mozartia mutta minä en (ona kocha Mozarta, ale ja nie)
- zdanie współrzędnie złożone, brak przecinka (współdzielony temat), np. se talo romahti ja raivattiin pois uuden tieltä (ten dom się zawalił, [a pozostałości] rozebrano, by mógł powstać nowy)
- zdanie współrzędnie złożone, przecinek występuje, np. minä söin pullan, ja hän joi kahvin (zjadłem drożdżówkę, a on wypił kawę), olisimme mieluummin jääneet kotiin, mutta Helmi halusi kovasti mennä leffaan (wolelibyśmy zostać w domu, ale Helmi bardzo chciała iść do kina)
- zdanie podrzędnie złożone, np. [minä] huomasin, että olin jo kaukana heistä (zauważyłem, że byłem już daleko od nich), np. minulle on kerrottu, että sinä osaat korjata autoja (powiedziano mi, że ty umiesz naprawiać samochody)

Specyficzny rodzaj zdań złożonych tworzy się wykorzystując konstrukcje z imiesłowem lub bezokolicznikiem – tzw. odpowiedniki zdania (fin. lauseenvastike). Każde z takich zdań może zostać łatwo przekształcone w zwykłe zdanie złożone, np.
- hän sanoi Pekan olevan sairas ⇔ hän sanoi, että Pekka on sairas (on powiedział, że Piotr jest chory)
- kuulin teillä olevan uusi talo ⇔ kuulin, että teillä on uusi talo (słyszałem, że macie nowy dom)
- uskoit ehkä paenneesi ⇔ uskoit ehkä, että olet paennut (myślałeś może, że udało ci się uciec)
- syömme kotiin tultuamme ⇔ syömme, kun olemme tulleet kotiin (zjemy, jak [po tym gdy] przyjdziemy do domu)
- menin kauppaan ostaakseni olutta ⇔ menin kauppaan, jotta ostaisin olutta (poszedłem do sklepu, aby kupić piwo)

Przed odpowiednikiem zdania nigdy nie pojawia się przecinek. Nie istnieje analogiczna konstrukcja dla zdań przeczących.

#### Spójniki
W języku fińskim występują, podobnie jak w polskim, spójniki współrzędne oraz podrzędne. Spójniki podrzędne wprowadzają zdanie podrzędne. Niektóre spójniki występują w postaci pary słów. Niektóre spójniki łączą się z formami czasownika przeczącego ei, co czyni je odmiennymi przez osoby i wymusza na wprowadzanym zdaniu przyjęcie formy właściwej dla zdania przeczącego (którym w istocie jest).
Spójniki w j. fińskim, to:
| Spójnik                                                | Znaczenie                    | Przykłady |
| ------------------------------------------------------ | ---------------------------- | --- |
| ei ↔ eikä ↔ (en ↔ enkä ↔, et ↔ etkä ↔, ...)            | ani ↔ ani ↔                  | minulla ei ole vettä eikä ruokaa (nie mam ani wody ani jedzenia), en katsonut enkä kuunnellut (ani nie patrzyłem ani nie słuchałem) |
| eikä (enkä, etkä, ..., eivätkä)                        | i nie [czasami a]            | hän katsoi eikä hymyillyt (patrzył i się nie uśmiechał), toin makkarat enkä syönyt itse mitään (przyniosłem kiełbaski, a sam nie zjadłem nic); por. ja |
| eli pot. elikkä                                        | czyli / inaczej              | lakka eli hilla on yksi Suomessa esiintyvistä kasvista (lakka, inaczej hilla [malina moroszka], to jedna z roślin występujących w Finlandii), hän teki työtään eli oli siivoamassa (robił swoją robotę, czyli sprzątał [uwaga! to nie ma sensu przyczynowo-skutkowego, jedynie doprecyzowuje co to była za robota]); również w znaczeniu eli siis mitä teit...? (czyli co takiego zrobiłeś...?) albo eli...? (znaczy się [co]...?) |
| ellei (ellen, ellet, ..., elleivät)                    | jeśli nie                    | heitä oli satoja ellei tuhansia (było ich setki, jeśli nie tysiące), minä tulin aika nopeasti ellen muista väärin (przyszedłem dość szybko, o ile pamięć nie myli [dosł. o ile nie pamiętam źle]); ellei jest równoznaczne z jollei, ale częściej występuje w odniesieniu do przeszłości |
| ennen kuin                                             | zanim                        | pese kätesi ennen kuin menet syömään (umyj ręce, zanim pójdziesz jeść) |
| että                                                   | że                           | hän sanoi, että Helmi on sairas (powiedział, że Helmi jest chora), näin että hän oli väsynyt (widziałem, że był zmęczony); również w sensie „to że”, np. se että niin sanoin, johtui vihasta (to że tak powiedziałem, wynikało ze złości); również w sensie „żeby”, np. pese kätesi, että olet terve (myj ręce, żebyś był zdrowy); również w sensie „że aż”, „że też”, „że niby” itp., np. että rohkenet tulla tänne! (że też ośmielasz się tu przyjść!); w języku bardziej potocznym także w zdaniach relacjonujących pytania i nakazy, np. hän kysyi, että miten tämä olisi mahdollista (spytał, jak to może być możliwe), hän huusi, että odota hetki (krzyknął, żeby [ktoś] poczekał chwilę); por. ettei |
| ettei (etten, ettet, ..., etteivät)                    | że nie                       | patrz että, dotyczy zdań przeczących, np. hän sanoi, ettei Helmi ole sairas (powiedział, że Helmi nie jest chora) |
| ikään kuin                                             | zupełnie tak, jakby          | hän katsoi ikään kuin ei tuntisi minua (patrzył zupełnie tak, jakby mnie nie znał) |
| ja                                                     | i                            | hän katsoi ja hymyili (patrzył i się uśmiechał), toin makkaroita ja olutta (przyniosłem kiełbaski i piwo); por. eikä |
| joko ↔ tai ↔                                           | albo ↔ albo ↔                | se oli joko Helmi tai Pinja (to była albo Helmi albo Pinja), joko hän pakeni, tai hänet siepattiin (albo uciekł, albo go porwano) |
| jollei (jollen, jollet, ..., jolleivat∼jolleivät)      | jeśli nie                    | jollet tottele, minä pakotan sinut (jeśli nie posłuchasz, to cię zmuszę), minä tulen pian jollen joudu kavelemaan (przyjdę [będę] szybko, o ile nie będę musiał iść piechotą); jollei jest równoznaczne z ellei, ale częściej występuje w odniesieniu do przyszłości |
| jos                                                    | jeśli/skoro                  | minua häpeäisi jos hävisin (wstydziłbym się, gdybym przegrał), jos menemme torille, niin ostakaamme ruokaa! (skoro idziemy na rynek, to kupmy jedzenia!) |
| joskin / joskaan                                       | nawet jeśli [patrz przykład] | tämä auto on nopea, joskin ruma (ten samochód jest szybki, nawet jeśli brzydki), se oli kaunis esine, joskaan siitä ei ollut mitään hyötyä (to był piękny przedmiot, nawet jeśli nie miał żadnego zastosowania [był bezużyteczny]); formy joskaan używa się wprowadzając zdanie przeczące |
| jotta                                                  | żeby [w celu]                | hän katsoi eteenpäin jotta näkisi mitä oli edessään (patrzył do przodu, żeby widzieć co było przed nim), hän näytää minulle tietä, jotta pääsisin perille (on pokaże mi drogę, żebym trafił) |
| jottei (jotten, jottei, ..., jotteivat∼jotteivät)      | żeby nie [w celu]            | hän katsoi taaksepäin jottei näkisi mitä oli edessään (patrzył do tyłu, żeby nie widzieć co było przed nim), hän näytää minulle tietä, jotten eksyisi (on pokaże mi drogę, żebym się nie zgubił) |
| koska                                                  | ponieważ                     | menen kauppaan, koska minulta loppui leipää (idę do sklepu, ponieważ skończył mi się chleb); wyraża ścisły związek przyczynowo-skutkowy, por. sillä |
| kuin                                                   | niż                          | Helmi on vahvempi kuin Pinja (Helmi jest silniejsza niż Pinja), tulin aikaisemmin kuin he (przyszedłem wcześniej niż oni) |
| kun                                                    | kiedy / gdy                  | saat katua sitä, kun vain saan sinut kiinni (pożałujesz tego, gdy tylko cię złapię), kun lähdit, maailmani romahti (kiedy odszedłeś, mój świat się zawalił); również w znaczeniu kunhan minä vain pelleilin (kiedy ja tylko żartowałem) |
| kunnes                                                 | dotąd, aż                    | istut pöydässä kunnes olet syönyt vihannekset (będziesz siedział przy stole dotąd, aż zjesz warzywa) |
| kuten                                                  | [tak] jak i                  | sinulla on aina hänet, kuten minutkin (on zawsze będzie z tobą, tak jak i ja [w sensie: zawsze będziesz mógł liczyć na...]) |
| mikäli1)                                               | o ile                        | taidamme olla perillä tänään, mikäli ehdimme junaan (powinniśmy dojechać dzisiaj, o ile zdążymy na pociąg) |
| mutta                                                  | ale [patrz przykład]         | näin hänet, mutta hän kääntyi poispäin (zobaczyłem go, ale on się odwrócił [ode mnie]), en nähnyt häntä, mutta hän näki minut (nie widziałem go, ale on widział mnie); występuje wtedy, gdy drugie zdanie ma dodać informacje do tych zawartych w pierwszym, por. vaan; także por. muttei |
| muttei (mutten, muttet, ..., mutteivat∼mutteivät)      | ale nie [patrz przykład]     | näin hänet, mutten mennyt hänen luokseen (zobaczyłem go, ale nie podszedłem do niego); występuje wtedy, gdy drugie zdanie ma dodać informacje do tych zawartych w pierwszym, por. vaan; także por. mutta |
| niin että                                              | tak że[by]                   | tule, niin että ehdimme junaan (chodź, żebyśmy zdążyli na pociąg), hän katsoi niin että se oli pelottavaa (patrzył tak, że można się było przestraszyć) |
| niin kuin                                              | tak jak[by]                  | hän katsoi niin kuin yrittäisi pelotella minut (patrzył tak, jakby próbował mnie nastraszyć) |
| niin ↔ kuin ↔kin                                       | tak/zarówno ↔ jak i ↔        | minähän toin makkaroita niin kuin oluttakin (to ja przyniosłem zarówno kiełbaski jak i piwo) |
| niin pian kuin                                         | tak szybko jak[by]           | tule niin pian kuin voit! (przyjdź tak szybko, jak możesz) |
| nimittäin                                              | to znaczy/a dokładnie        | siellä oli jo joku, nimittäin Pinja (ktoś już tam był, a dokładniej Pinja) |
| näet / näette                                          | widzisz/rozumiesz            | se oli vahinko, minä näet kompastuin (to był wypadek, bo widzisz potknąłem się) |
| paitsi                                                 | oprócz                       | kaikki olivat paikalla paitsi Helmi (wszyscy byli na miejscu, oprócz Helmi) |
| paitsi että                                            | oprócz tego, że              | kaikki olivat paikalla, paitsi että Helmi oli vielä keittiössä (wszyscy byli na miejscu, oprócz tego, że Helmi była jeszcze w kuchni) |
| paitsi ↔ myös ↔                                        | oprócz ↔ także ↔             | paitsi Helmia siellä oli myös Pinja (oprócz Helmi była tam także Pinja) |
| samoin kuin                                            | tak samo jak                 | Helmi oli kotona samoin kuin Pinja (Helmi była w domu, tak samo jak Pinja) |
| sekä                                                   | oraz                         | talossa olivat Helmi, Pinja sekä Tuulikki (w domu były Helmi, Pinja oraz Tuulikki) |
| sekä ↔ että ↔                                          | zarówno ↔ jak i ↔            | talossa olivat sekä Helmi että Tuulikki (w domu były zarówno Helmi jak i Tuulikki); również samodzielnie w odpowiedzi na pytanie typu „czy to, czy to?” sekä että (i to i to) |
| sillä2)                                                | bo [patrz przykład]          | menen kauppaan, sillä minulta loppui leipää (idę do sklepu, bo skończył mi się chleb), ale też huomenna lienee aurinkoista, sillä niin kerrottiin uutisissa (jutro prawdopodobnie będzie słonecznie, bo tak mówiono w wiadomościach); nie musi wyrażać ścisłego związku przyczynowo-skutkowego (np. słoneczna pogoda nie wynika z faktu zapowiedzenia jej w wiadomościach, wynika z niego jedynie przekonanie autora wypowiedzi), por. koska |
| tai / taikka3)                                         | lub                          | anna se Helmille tai Pinjalle! (daj to Helmi lub Pinji!), otatko kavhia tai teetä? (chcesz kawy lub herbaty?); por. vai |
| toisin kuin                                            | w przeciwieństwie do         | Helmi oli kotona toisin kuin Pinja (Helmi była w domu, w przeciwieństwie do Pinji) |
| vaan4)                                                 | tylko (ale) [patrz przykład] | en nähnyt häntä, vaan Helmin (nie widziałem jego, tylko [widziałem] Helmi [albo: ..., ale Helmi]), en syönyt vihanneksia, vaan heitin ne roskakoriin (nie zjadłem warzyw, tylko wyrzuciłem je do kosza); występuje wtedy, gdy drugie zdanie ma skorygować informacje zaprzeczone w pierwszym, por. mutta/muttei |
| vai                                                    | czy [wybór]                  | annan sen Helmille vai Pinjalle? (mam to dać Helmi czy Pinji?), otatko kahvia vai teetä? (chcesz kawy czy herbaty?); por. tai; również na końcu pytania w znaczeniu „czy co?/czy jak?”, np. oletko vielä töissä, vai? (jesteś jeszcze w pracy, czy co?) |
| vaikka                                                 | choć/chociaż                 | annan sen Helmille, vaikka tarvitsen sitä itse (dam to Helmi, choć sam tego potrzebuję); por. vaikkei |
| vaikkei (vaikken, vaikket, ..., vaikkeivat∼vaikkeivät) | choć/chociaż nie             | annan sen Helmille, vaikkei hän sitä oikeasti tarvitse (dam to Helmi, choć ona tak naprawdę tego nie potrzebuje); por. vaikka |
| ynnä                                                   | [jeszcze] do tego            | ynnä jest bardziej formalnym, dostojnym wariantem ja lub sekä; w języku bardziej potocznym nadaje wypowiedzi sens cokolwiek ironiczny, np. talossa olivat Helmi, Pinja ynnä Tuulikki (w domu były Helmi, Pinja i jeszcze do tego Tuulikki [z Tuulikki do kompletu]) |

1) istnieje też słowo sikäli (o tyle), które jednak nie jest spójnikiem; w konstrukcjach z sikäli zdanie podrzędne wprowadza najczęściej spójnik että, np. suunnitelmamme muutui sikäli, ettemme nyt voi matkustaa junalla (nasz plan uległ zmianie o tyle, że teraz nie możemy podróżować pociągiem)
2) jest to forma zaimka wskazującego se, która może też pełnić rolę spójnika
3) również spotykane bardziej archaiczne formy tahi oraz rzadziej tahikka o tym samym znaczeniu
4) w języku potocznym spójnik vaan (tylko/ale) i przysłówek vain (tylko) stosuje się czasami zamiennie

### Enklityki
Enklityki są bardzo często spotykane w języku fińskim i istotnie modyfikują sens zdania, w którym występują.

#### -ko|-kö
Enklityka -ko|-kö pojawia się w zdaniach pytających i została już omówiona powyżej.
W przeciwieństwie do zwykłych pytań, w których -ko|-kö nigdy nie dołącza się do form zaimków pytających, w pytaniu o zabarwieniu ironicznym/drwiącym może się do nich dołączać w połączeniu z enklityką -han|-hän, np.
- missäköhän hän olisi!? (no a gdzież to niby mógłby (jeszcze) być!?).

#### -ka|-kä
Tworzy związki z rozmaitymi formami czasownika przeczącego ei, nadając zdaniu sens „i/ani nie”. Przykłady:
- hän lähti eikä palannut (odszedł i nie wrócił)
- mene pois äläkä pala (idź i nie wracaj!)
- meillä ei ole vettä eikä ruokaa (nie mamy wody ani jedzenia)

W języku potocznym dołącza się do wąskiej grupy wyrazów, zwykle na początku zdania, aby delikatnie je podkreślić i odnieść do treści poprzednich wypowiedzi, np.
- mitenkä se voi olla...? (no i jak to możliwe...?).

#### -kin oraz -kaan|-kään
Tworzy związki z dowolnymi słowami modyfikując sens zdania. Forma -kin występuje w zdaniach o znaczeniu pozytywnym, a forma -kaan|-kään w zdaniach o znaczeniu negatywnym.
W połączeniu z rzeczownikami i przymiotnikami spełnia funkcje, w których w języku polskim występują słowa, tj. „też (nie)”, „także (nie)”, „również (nie)” itd. W zdaniach o znaczeniu negatywnym może odpowiadać polskiemu „ani jednego”, „ani trochę”. W połączeniu z czasownikami jest trudniej przetłumaczalne, ale odpowiada w przybliżeniu polskim „nawet (nie)”, „rzeczywiście (nie)” lub „w ogóle”. Przykłady:
- minullakin on auto (ja też mam samochód)
- autokin minulla on (samochód też mam)
- minullakaan ei ole autoa (ja też nie mam samochodu)
- omenatkin olivat makeita (jabłka też były słodkie)
- näin meren, laivojakin widziałem morze, statki również
- hän lähti sanoakaan sanomatta (odszedł nie powiedziawszy ani jednego słowa)
- hän sanoi menevänsä sinne, ja menikin (powiedział, że tam pójdzie i rzeczywiście poszedł)
- hän ei tehnyt sitä eikä yrittanytkään (on tego nie zrobił, a nawet nie próbował)

#### -han|-hän
Jest sygnałem, że autor wypowiedzi oczekuje, iż jego rozmówca będzie miał w danej sprawie podobne zdanie, zgodzi się lub będzie posłuszny zaleceniu, lub też protestuje przeciwko odmiennemu stanowi rzeczy. Często odpowiada polskim „przecież” czy „(no) ale przecież”, „wszak(że)”. Enklityka -han|-hän występuje zawsze przy pierwszym słowie w zdaniu (być może podrzędnym) i określa na co dokładnie kładziony jest nacisk.
- tiedänhän sen! (przecież to wiem!)
- minähän sen tein! (przecież to ja to zrobiłem)
- hän pitää sinusta, onhan hän ystäväsi (on cię lubi, przecież to twój przyjaciel)

Enklityka ta używana jest też często do konstruowania grzecznych, ale stanowczych próśb, które nie są kategorycznym rozkazem (więc nie są nieuprzejme wobec nieznajomych), ale niemniej autor wypowiedzi daje jasno do zrozumienia, że mówi z pozycji osoby mogącej egzekwować posłuszeństwo i tego posłuszeństwa oczekuje. Przykłady:
- suljethan oven, kiitos! (proszę zamykać drzwi!)
- ethän koske esineisiin! (proszę nie dotykać eksponatów [w muzeum]!)

Uwaga! W takich wypadkach zdanie zawsze skonstruowane jest w zwykłym trybie orzekającym. Dodanie enklityki -han|-hän do zdania rozkazującego odniosłoby skutek mniej więcej odwrotny do zamierzonego, to znaczy nadałoby mu nieco napastliwy wydźwięk typu „no weźże zamknij te drzwi!”.

#### -pa|-pä
Podkreśla wypowiedziane zdanie nie zmieniając jego sensu. Z czasownikami w trybie rozkazującym nadaje zdaniu nutę namawiania rozmówcy do wykonania czynności. Przykłady:
- olipa meillä hauskaa! (ale mieliśmy radochę!)
- minäpä onnistuin! (dokonałem tego! udało MI się to! w przeciwieństwie do minähän onnistuin! nie ma tu sugestii, że ktoś mógłby sądzić inaczej, jedynie wyraz radości z faktu odniesienia sukcesu)
- kokeilkaapa tätä (spróbujcie / niech pan spróbuje tego [, warto, namawiam])

#### -s
W pytaniach retorycznych stanowi zmiękczenie, nadające wypowiedzi ton melancholii i rezygnacji. W rzeczywistych pytaniach wprowadza do wypowiedzi ton intymności, czułości, a czasami dobrze odpowiada polskim „w zasadzie” lub „w sumie”. Dołączone do czasownika w trybie rozkazującym nadaje poleceniu miękki, pojednawczy charakter, sygnalizujący bardziej pragnienie mówiącego niż faktyczny rozkaz. Przykłady:
- minkäs teet, kun...? (cóż począć, kiedy...?)
- sinäkös siellä olet? (to ty tam jesteś? [niezobowiązująco, miękko, np. słysząc dziwny hałas w sąsiednim pokoju])
- paljonkos kello on? (w zasadzie to która jest godzina?)
- tulkaas! (no to chodźcie!)

W języku potocznym często występuje razem z enklityką -pa|-pä, tworząc polecenia zabarwione czułością, np.
- tulepas tänne, muruseni (no chodź tu, mój malutki)
- katsotaanpas! (no to zobaczmy [co tu mamy / co z tego będzie])

## Cytaty
W sekcji tej zgrupowano cytaty z innych dzieł. Fragmenty dzieł objętych ochroną praw autorskich zostały tu załączone w celach edukacyjnych zgodnie z zasadami prawa cytatu.
1. ↑  por. Biblia, ks. rodz. 3:15 fin. „Ja minä panen vihan sinun ja naisen välille ja sinun sukusi ja hänen sukunsa välille: ihminen on iskevä sinun pääsi murskaksi, ja sinä olet iskevä häntä kantapäähän.” (źr.: Raamattu. Kirkon keskusrahasto. Brak numerów stron w książce) pol. „Wprowadzam nieprzyjaźń między ciebie i niewiastę, pomiędzy potomstwo twoje a potomstwo jej: ono zmiażdży ci głowę, a ty zmiażdżysz mu piętę” (źr.: Biblia Tysiąclecia. Wydawnictwo Pallottinum. ISBN 83-7014-218-4. Brak numerów stron w książce).
2. ↑  por. fin. „»Istuos tuolini viereen, Frodo kontulainen!» sanoi Celeborn.” (Zechciej usiąść przy mym krześle, Frodo z Shire!, powiedział Celeborn.) (źr.: J.R.R. Tolkien: Taru Sormusten herrasta. Kersti Juva, Eila Pennanen (tłum.). Juva: WS Bookwell Oy, 2007, s. 370. ISBN 978-951-0-33337-2.) oryg. ang. „'Sit now beside my chair, Frodo of the Shire!' said Celeborn.” (źr.: J.R.R. Tolkien: The Lord of the Rings. Cz. 1: The Fellowship of the Ring. Londyn: HarperCollinsPublishers, 2007, s. 461. ISBN 0-261-10235-4.).

Pozostałe przykłady pojawiające się w tekście artykułu zostały stworzone na jego potrzeby przez jego autorów.

### Gramatyka
- Praca zbiorowa: Iso Suomen kielioppi. SKS, 2004. ISBN 951-746-557-2. Brak numerów stron w książce (Podręcznik normatywny)
- Czesław Kudzinowski: Gramatyka języka fińskiego. Poznań: Wydawnictwa naukowe UAM, 1978. Brak numerów stron w książce
- Fred Karlsson: Finnish : An Essential Grammar. Londyn: Routledge, 2004. ISBN 978-0-415-43914-5. Brak numerów stron w książce
- Czesław Kudzinowski: Słownik fińsko-polski. Poznań: Wydawnictwa naukowe UAM, 1988. ISBN 83-232-0052-1. Brak numerów stron w książce
- Martin Putz: Finnische Grammatik. Wiedeń: Praesens, 2002. ISBN 3-7069-0128-5. Brak numerów stron w książce (gramatyka przedstawiona w ujęciu diachronicznym)

### Podręczniki
- Olli Nuutinen: Suomea suomeksi 1–2. Helsinki: SKS, 2007. ISBN 978-951-717-737-5. Brak numerów stron w książce
- 4. Auflage. W: Marja-Liisa Steiner: Finnisch für Sie. Ismaning: Hueber, 1989. ISBN 3-19-005076-7. Brak numerów stron w książce
- Maija Heilikki Altio: Finnish for Foreigners. Helsinki: Ibd Ltd., 2005. ISBN 951-111-500-6. Brak numerów stron w książce
- Anna-Liisa Lepäsmaa, Leena Silfverberg: Suomen kielen alkeisoppikirja. ISBN 951-792-034-2. Brak numerów stron w książce (po fińsku dla początkujących)
- Ritva Bargsten, Liisa Voßschmidt: Hei Suomi – Finnisch für Anfänger. ISBN 3-88839-092-3 (Band 1), ISBN 3-88839-092-3 (Band 2), ISBN 3-88839-098-2 (Band 3). Brak numerów stron w książce